# Léon Gambetta
Vous lisez un « article de qualité » labellisé en 2024.
Pour les articles homonymes, voir Gambetta.
Cet article concerne l'homme politique. Pour la classe de navires, voir Classe Léon Gambetta. Pour le bateau, voir Léon Gambetta (croiseur cuirassé).
Léon Gambetta, né le 2 avril 1838 à Cahors (Lot) et mort le 31 décembre 1882 à Sèvres (Seine-et-Oise), est un homme d'État français. Grande figure de l'enracinement de la Troisième République, il est président du Conseil du 14 novembre 1881 au 30 janvier 1882.
Issu d'un milieu provincial modeste, il obtient une licence de droit à l'université de Paris, puis s'établit comme avocat. Opposant au Second Empire, il est révélé au grand public par « l'affaire Baudin » en novembre 1868. Il est élu député en 1869 en défendant le « programme de Belleville » qui soutient des propositions radicales derrière lesquelles se rangent les républicains comme l'extension des libertés publiques, la séparation des Églises et de l'État, le vote de l'impôt sur le revenu, l'élection des fonctionnaires ou la suppression des armées permanentes.
Le 4 septembre 1870, à la suite du désastre de Sedan face à l'armée prussienne, il proclame le rétablissement de la République depuis l'hôtel de ville de Paris. Ministre de l'Intérieur du gouvernement de la Défense nationale, il s'implique dans la défense acharnée du territoire ; le 7 octobre, il quitte la capitale assiégée en ballon, afin d'organiser les combats en province. Opposé à l'armistice (28 janvier 1871), il démissionne le 6 février 1871, peu après l'élection d'une Assemblée nationale majoritairement monarchiste. Il se place en retrait et lors du soulèvement de la Commune de Paris (mars-mai 1871), il se trouve en villégiature à Saint-Sébastien, en Espagne.
Après le traité de Francfort (10 mai), Léon Gambetta contribue à l'affermissement du régime républicain menacé par une assemblée qui soutient Adolphe Thiers, le vainqueur de la Commune. Chef de file de l'Union républicaine, il devient le « commis voyageur » de la République en multipliant les déplacements à travers le pays pour rallier progressivement la province à l'idée républicaine. Ses efforts conduisent les différents groupes vers une forme de compromis qui aboutit au vote des lois constitutionnelles de 1875 qui assurent la pérennité du régime. Devenu une figure des républicains modérés, Léon Gambetta promeut l'opportunisme qui préconise une adoption progressive des réformes prévues par le programme républicain afin de ne pas heurter l'opinion. Lors de la crise du 16 mai 1877, il s'oppose fermement au président Mac Mahon et participe à la rédaction du manifeste des 363 qui parvient à renforcer le pouvoir du parlement face au chef de l'État, amené à démissionner (20 janvier 1879).
Fort d'une popularité sans précédent, Léon Gambetta est président de la Chambre des députés de 1879 à 1881, puis est nommé président du Conseil le 14 novembre 1881 par le président de la République Jules Grévy, avec qui son inimitié est de notoriété publique. Alors qu'il espérait prendre la tête d'un « grand ministère » d'union républicaine et mener un ambitieux programme de réformes, Léon Gambetta essuie de nombreux refus et doit s'appuyer principalement sur des hommes sans expérience. Son gouvernement est mis en minorité deux mois plus tard sur un projet de réforme constitutionnelle, ce qui entraîne sa démission. Il meurt de maladie moins d'un an plus tard dans sa maison des Jardies à Sèvres (alors en Seine-et-Oise), à l'âge de 44 ans.
Orateur de talent, tribun charismatique, Léon Gambetta suscite un engouement populaire exceptionnel au point que certains de ses adversaires le dépeignent comme un dictateur en puissance. Bien qu'il n'ait  que très rarement exercé effectivement le pouvoir, Léon Gambetta ne laisse personne indifférent : ses détracteurs tout autant que ses partisans observent ses moindres faits et gestes. Après sa mort, de nombreux hommages lui sont rendus et le gouvernement décrète des obsèques nationales, pour la première fois dans l'histoire de la République. Dans les années qui suivent, plusieurs monuments sont érigés à sa mémoire. Son cœur est transféré au Panthéon le 11 novembre 1920.

## Biographie personnelle

### Origines familiales

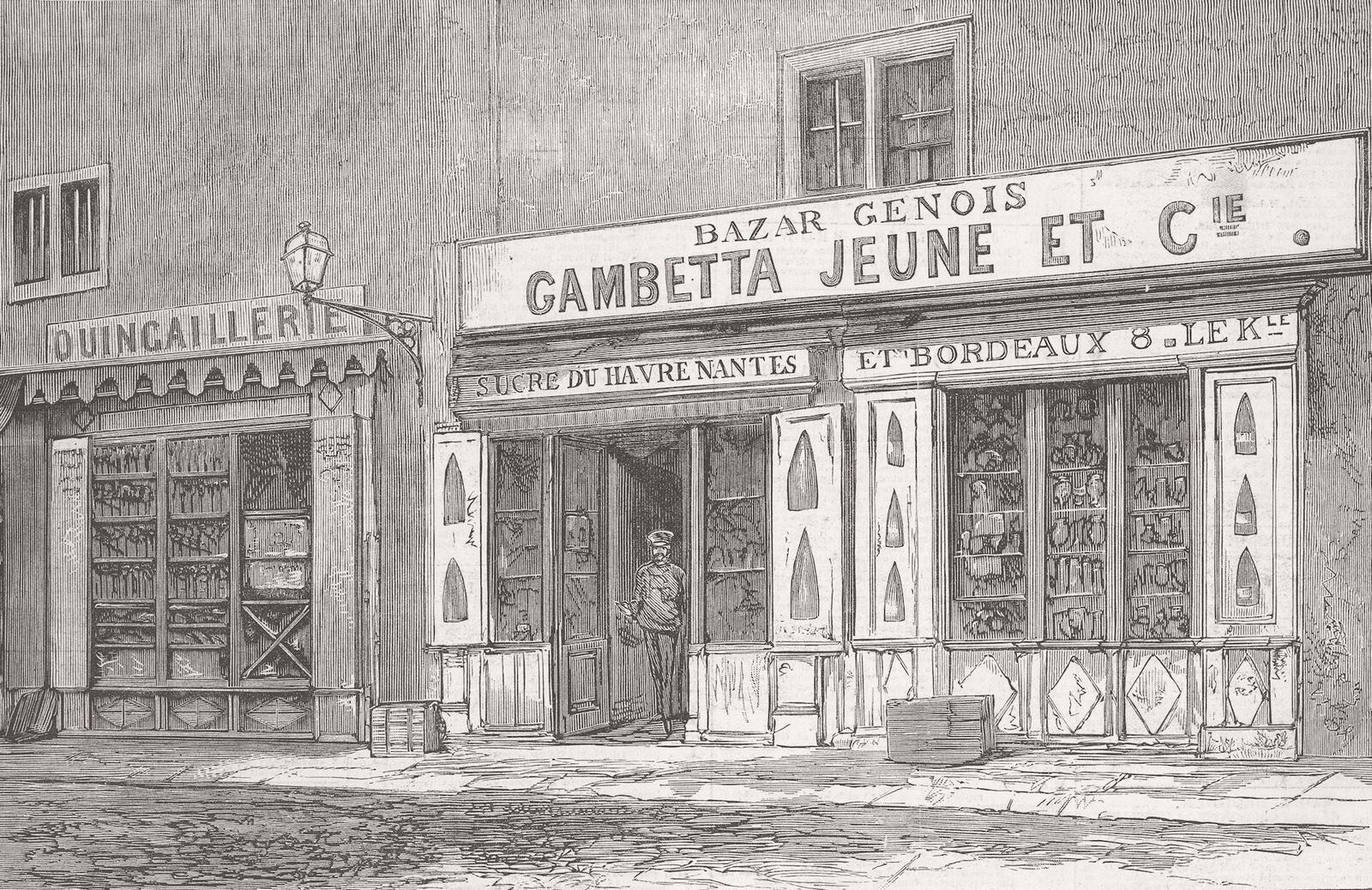
Maison natale de Léon Gambetta : le « Bazar génois », commerce tenu à Cahors par le père du tribun.

Léon Michel Gambetta naît le 2 avril 1838 à 8 heures du soir à Cahors, Place Royale, au domicile de ses parents Joseph Nicolas Gambetta et Marie-Magdeleine-Orazie Massabie,. Il est déclaré le lendemain après-midi par Catherine Bouyssou, la sage-femme qui a procédé à l'accouchement.
Sa famille paternelle est d'origine italienne : son grand-père, Giovanni-Battista Gambetta, est né à Celle Ligure, un village de pêcheurs situé à 40 kilomètres de Gênes. Issu d'une famille de marins qui vend des huiles, des pâtes et des poteries dans le sud-ouest de la France en naviguant le long du canal du Midi, de la Garonne, du Lot et du Tarn, il s'installe avec sa famille à Cahors en 1818 pour y ouvrir un commerce de faïences et d'épicerie. Son fils Joseph, à l'âge de 10 ans, respecte la tradition familiale et s'engage comme mousse sur un voilier génois. Il navigue notamment jusqu'au Chili. Quelques années plus tard, il reprend le commerce de son père avec son frère Michel.
En 1837, Joseph Gambetta épouse Marie-Magdeleine Massabie, fille orpheline d'un pharmacien du village de Molières dans le Tarn-et-Garonne. Marie-Magdeleine vient d'un milieu social plus aisé que Joseph, son père étant issu d'une famille de paysans enrichis tandis que sa mère provient de la petite noblesse quercynoise. Selon Daniel Amson, l'un des biographes de Léon Gambetta, il s'agit d'un mariage de raison. Peu de temps après leur union, Joseph Gambetta ouvre un nouveau commerce à proximité de la cathédrale de Cahors, le « Bazar génois ». Le couple a deux enfants : Léon, l'aîné, et sa sœur cadette, Benedetta, née en 1840.

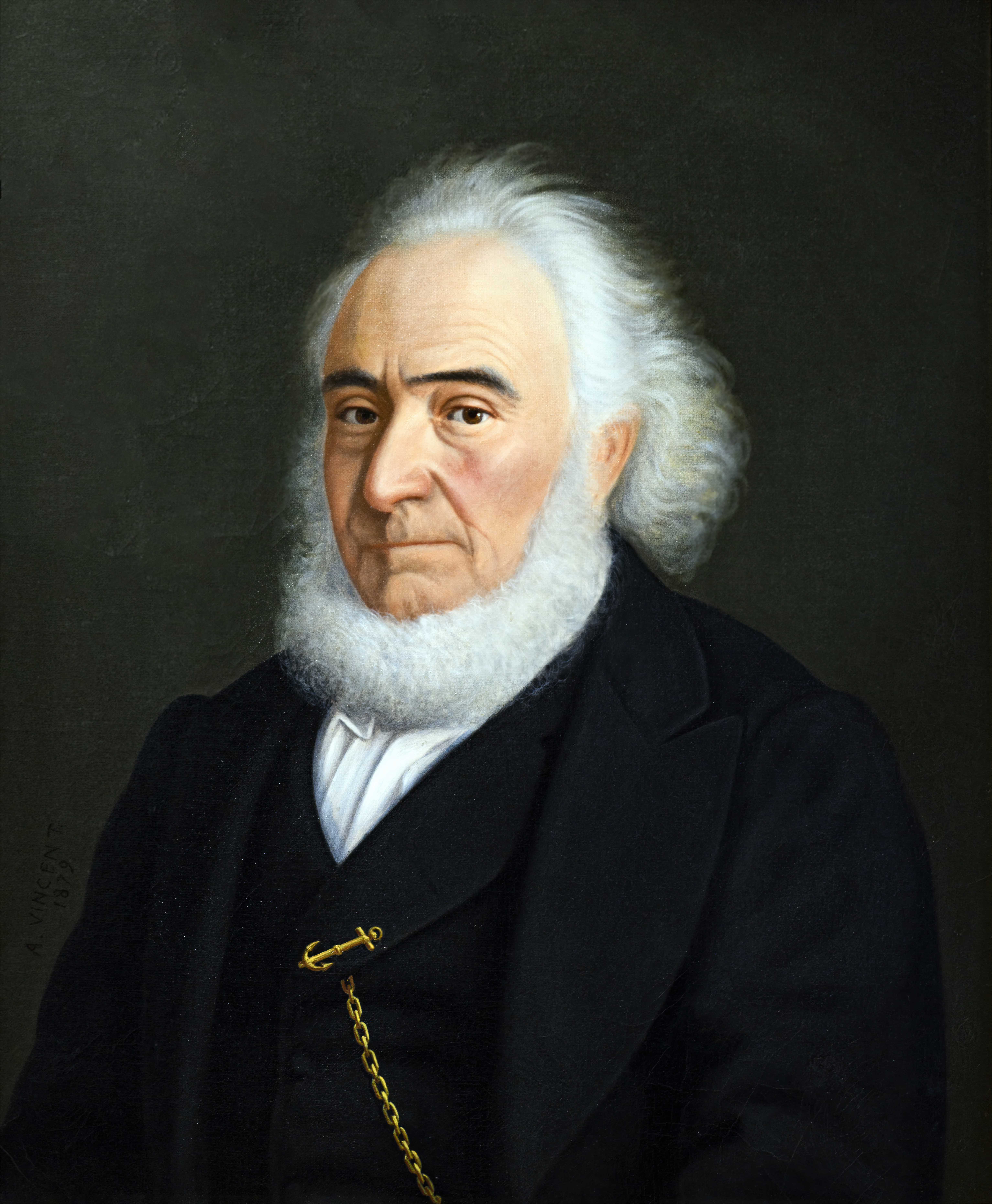
Joseph Gambetta, le père.
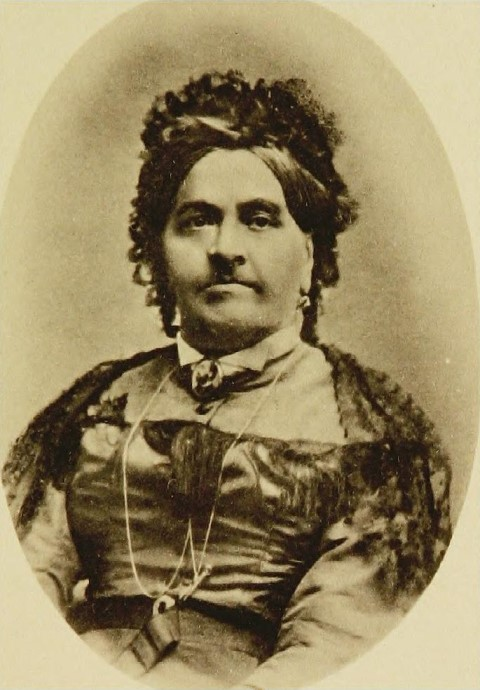
Marie-Magdelaine Massabie, la mère.
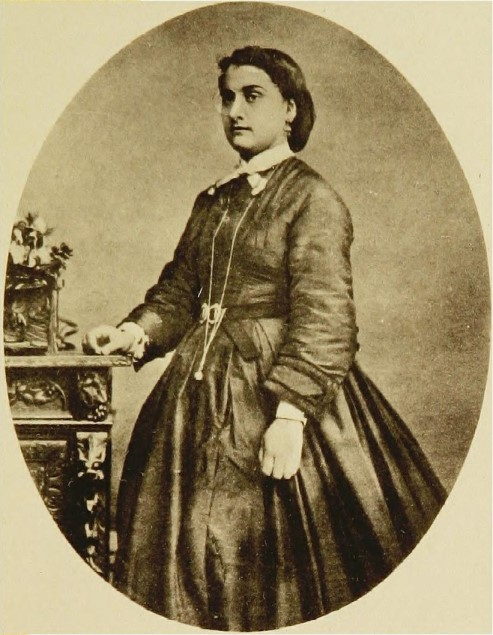
Benedetta Gambetta, la sœur cadette.

### Une jeunesse provinciale (1838-1856)
À l'âge de 4 ans, Léon Gambetta entre à l'école des pères des Sacrés-Cœurs de Picpus, où il apprend à lire et à écrire. À 8 ans, il contracte une sévère péritonite qui manque de le tuer. L'infection, mal soignée, lui cause de sérieux troubles digestifs tout au long de sa vie, et finit par entraîner son décès prématuré.

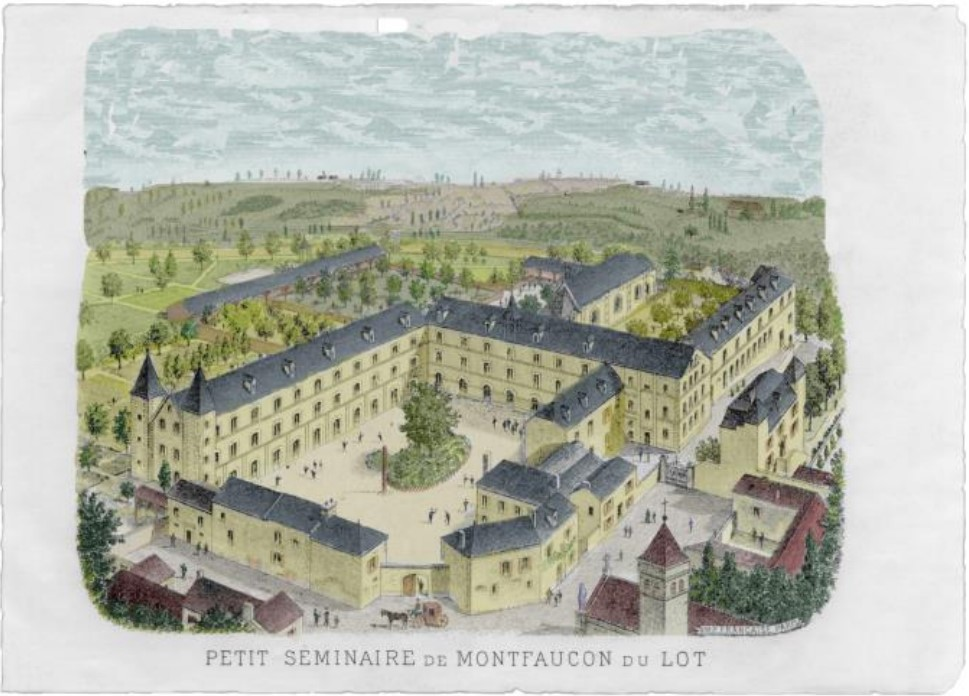
Le petit séminaire de Montfaucon, après 1871.

En 1847, son père l'inscrit au petit séminaire de Montfaucon, non par piété ni pour le destiner à la prêtrise, mais parce qu'il est l'un des fournisseurs de l'économat de cette institution et qu'à ce titre il bénéficie de frais de scolarité avantageux. Lors de sa première année, en classe de huitième, ses résultats sont moyens : Léon Gambetta travaille peu car il apprend vite, sa tenue est négligée et ses devoirs sont peu soignés. En classe de septième, il se montre plus assidu et obtient le premier prix de lecture ainsi que des accessits en version latine, en histoire, en géographie et en écriture. Malgré son comportement turbulent, ses maîtres remarquent ses qualités comme en témoigne l'une de ses appréciations : « Conduite : dissipé. Application : médiocre. Caractère : très bon, très léger, enjoué, espiègle. Talent : remarquable, intelligence très développée ».
Le jeune élève se montre particulièrement à l'aise parmi ses camarades et révèle un intérêt pour la politique étonnant pour son âge en critiquant notamment l'élection de Louis-Napoléon Bonaparte à la présidence de la république en 1848. Cet intérêt pour la politique lui vient de sa propre famille, située plus à gauche que son environnement social : son père, bien que peu cultivé, lit Voltaire et soutient l'unité italienne, tandis que sa mère lui fait lire dans sa jeunesse des articles du journaliste libéral et républicain Armand Carrel.

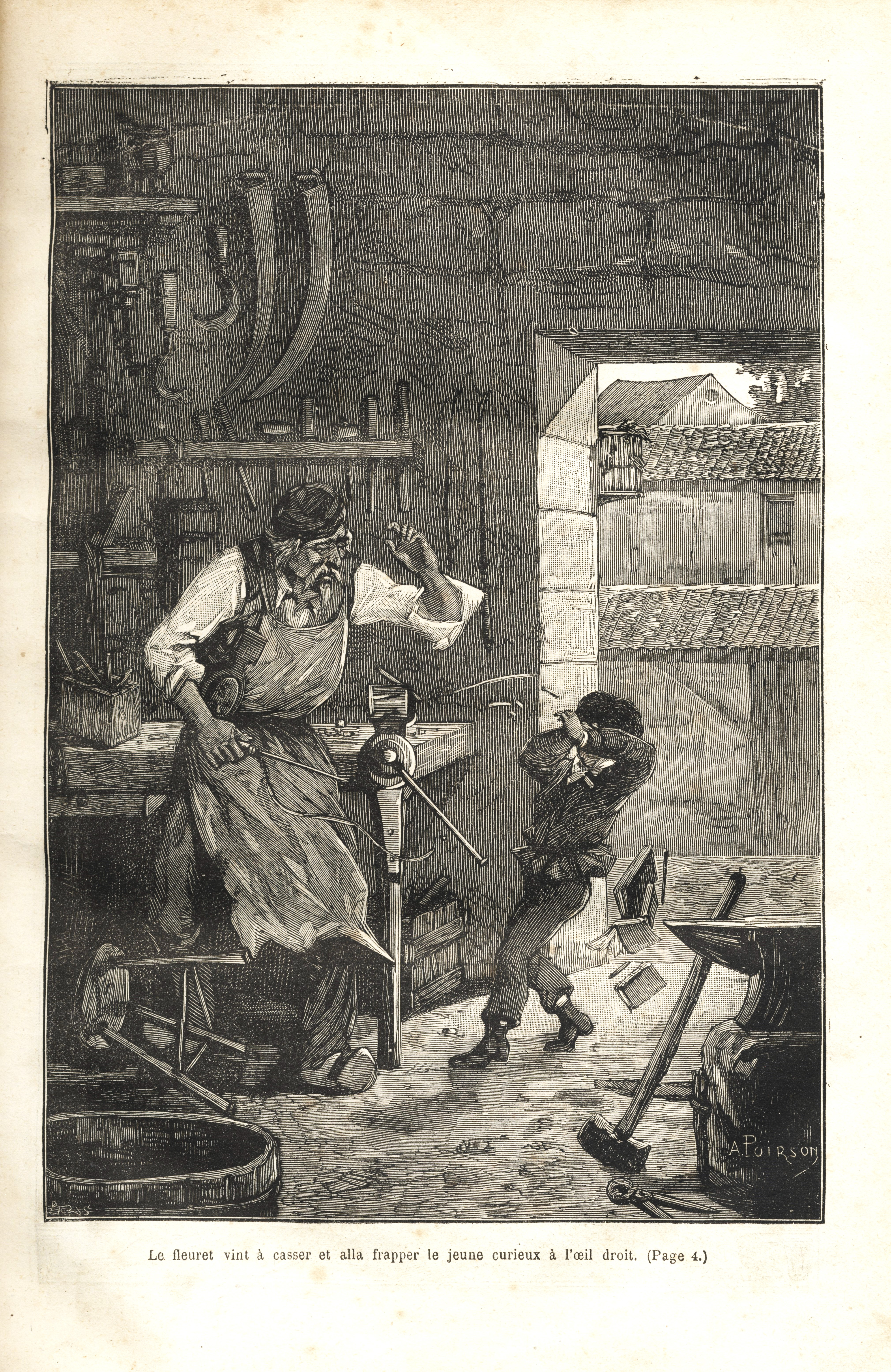
L'accident survenu au jeune Gambetta en 1849 (illustration de Poirson, 1883).

Pendant les vacances scolaires de l'été 1849, Léon Gambetta est victime d'un accident qui lui fait perdre définitivement l'usage de son œil droit. Présent dans l'atelier du coutelier Galtié, voisin de son père, il observe le travail d'un ouvrier qui perce le manche d'un couteau avec un foret d'acier actionné par une sorte d'archet. La tige d'acier se rompt brutalement et l'un des fragments atteint l'œil de l'enfant,,. Cet accident affecte sa scolarité et joue sur son humeur. Après avoir manqué l'entrée en sixième, il échappe au renvoi après avoir mis le feu à une effigie de Louis-Napoléon Bonaparte dans la cour du petit séminaire, en pleine nuit, pour impressionner ses camarades. Souvent absent pour faire soigner son œil, il manque des compositions générales et ses résultats déclinent, ce qui le contraint au redoublement. Il obtient cependant d'excellents résultats lors de sa deuxième année de sixième et ce dans toutes les matières.
À la rentrée d'octobre 1851, Léon Gambetta poursuit ses études au lycée de Cahors où il est directement admis en classe de quatrième. Lors de ses deux premières années au sein de cet établissement, il n'est guère studieux et ses résultats sont plutôt moyens. Il se distingue en revanche par l'ascendant qu'il prend sur ses camarades, en véritable meneur. Sous l'impulsion de son professeur de lettres, ses résultats s'améliorent à partir de la seconde. Il se passionne pour la littérature française, l'histoire ou le grec ancien, et apprend par cœur plusieurs discours de Démosthène. Il reçoit de nombreux prix et obtient sans difficulté la première partie de son baccalauréat en 1855 puis, l'année suivante, il décroche un premier accessit de dissertation française au concours général des cinq lycées de l'académie de Toulouse, et son titre de bachelier ès lettres,.
Pendant l'été 1856, Léon Gambetta voyage avec son père en Italie pour y découvrir le pays de ses ancêtres. Il y rencontre notamment pour la première fois sa grand-mère maternelle. Refusant de reprendre le commerce familial, il finit par convaincre son père de le laisser s'inscrire à la faculté de droit de Paris en janvier 1857.

### Étudiant en droit à Paris (1857-1861)

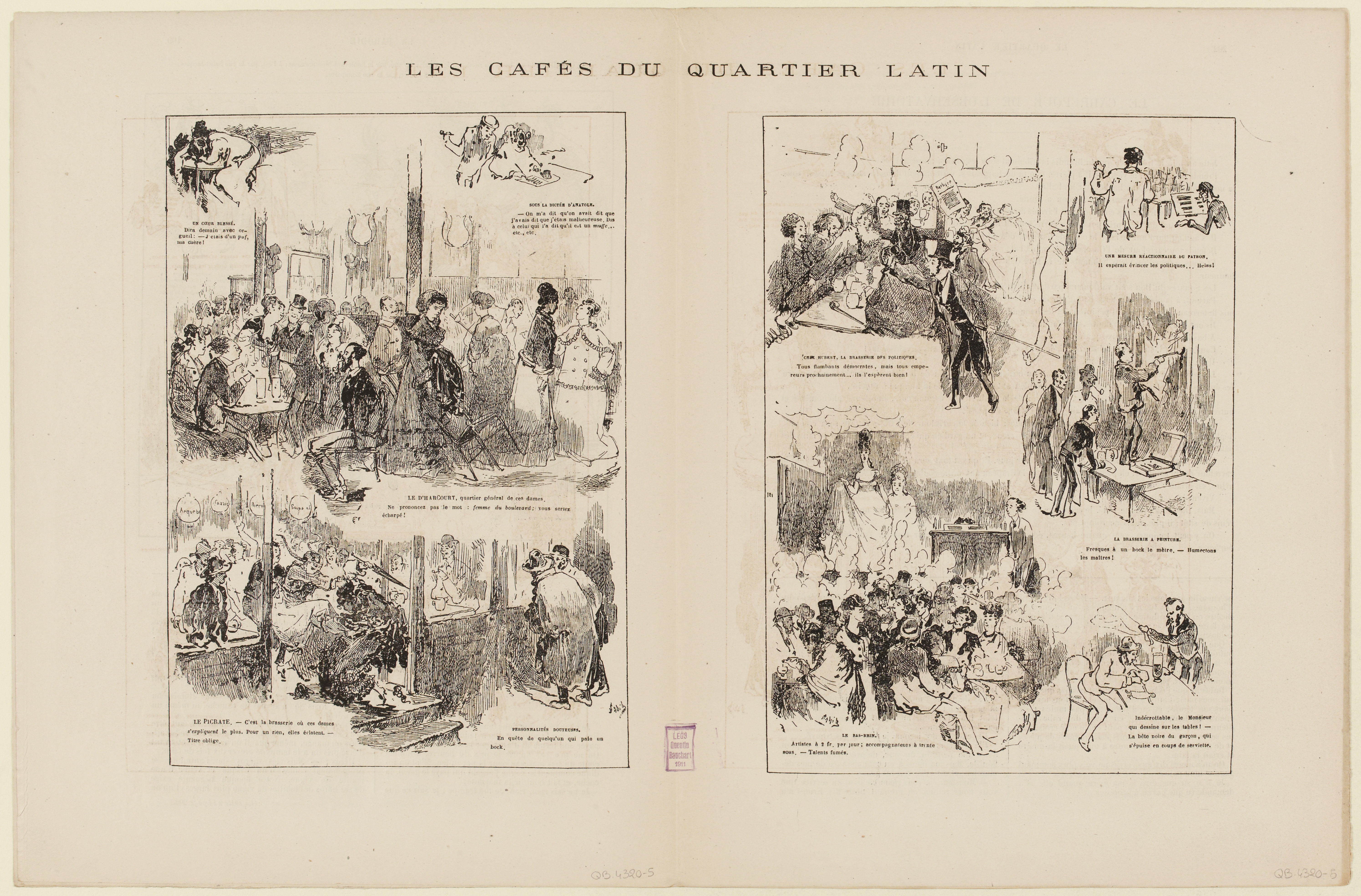
Cafés du Quartier latin sous le Second Empire.

À Paris, Léon Gambetta mène une existence relativement pauvre car son père, qui lui reproche de vouloir faire carrière autrement que dans le commerce et l'accuse de mener une vie dissolue, ne lui octroie qu'une faible pension. Mal nourri et mal logé, le jeune homme réussit néanmoins ses examens. Il obtient sa licence en janvier 1860, quelques mois après avoir acquis la nationalité française en octobre 1859,.
Pendant ses études, Gambetta fréquente régulièrement les cafés du Quartier latin, hauts lieux de socialisation, comme le café Voltaire ou le café Procope. Il s'y distingue par ses talents d'orateur et sa voix forte qui impressionne ses interlocuteurs. En 1860, il publie un premier article non signé sur la question italienne dans L'Opinion nationale, un journal de tendance républicaine. En mai 1860, il est exempté du service militaire en conseil de révision à cause de son œil aveugle.
Alors que son père, qui le présente dans une de ses lettres comme un « orateur d'estaminet », le presse de rentrer à Cahors, Léon Gambetta peut compter sur l'appui de plusieurs membres de sa famille. Un compromis est trouvé : sa tante est envoyée à ses côtés pour tenir son foyer et le surveiller. Il emménage avec elle dans un appartement de quatre pièces de la rue Vavin et sa situation matérielle s'améliore. Faute de pouvoir s'établir comme avocat, il s'inscrit en doctorat pour devenir professeur. Il échoue cependant à son examen de droit romain.

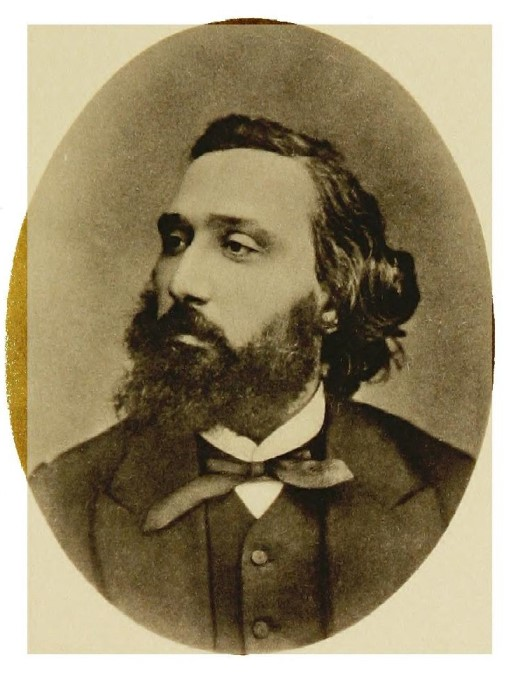
Léon Gambetta jeune.
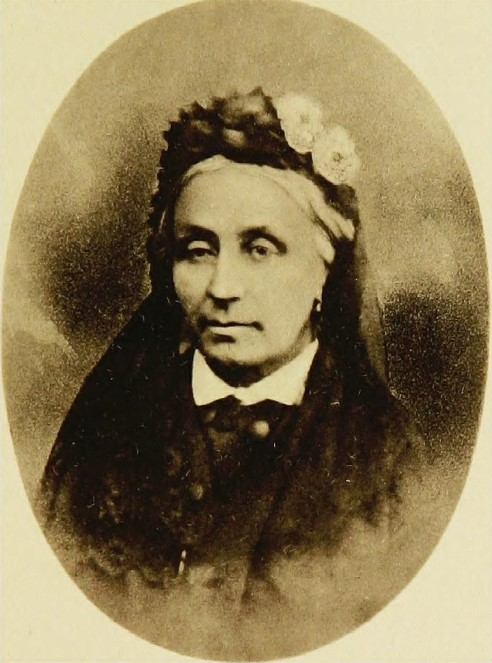
Jenny Massabie, tante maternelle de Léon Gambetta.

### Carrière professionnelle

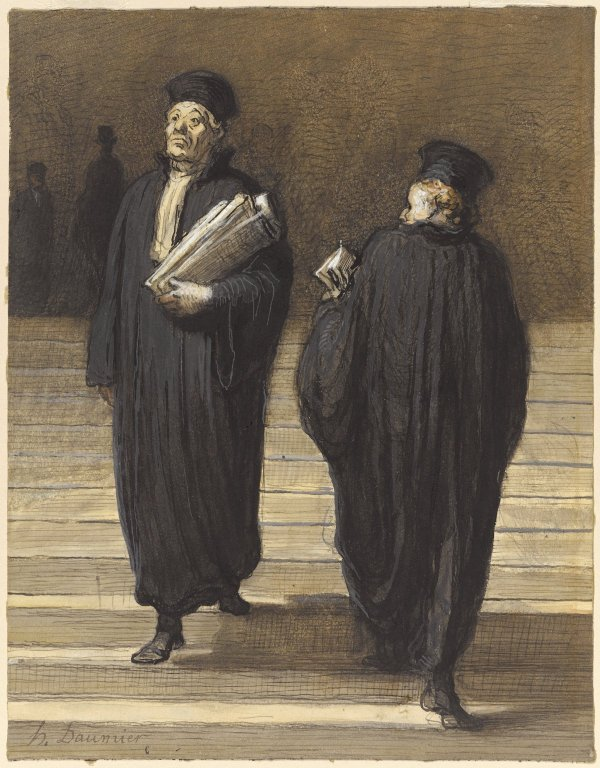
Les deux confrères, avocats vus par Honoré Daumier, vers 1865-1870.

En mai 1861, Léon Gambetta est engagé comme secrétaire par maître de Jouy, l'un des meilleurs avocats de Paris. Au début du mois de juin, il prête serment et fait son entrée au barreau de Paris, présenté par le bâtonnier Jules Favre qui est également le chef de l'opposition républicaine au régime impérial. Gambetta plaide au conseil de guerre mais également dans des affaires civiles ou des affaires pénales. Il obtient plusieurs acquittements et se voit alors admis à la célèbre Conférence Molé où il rencontre des hommes d'affaires et des personnalités politiques comme les députés républicains Ernest Picard et Émile Ollivier.

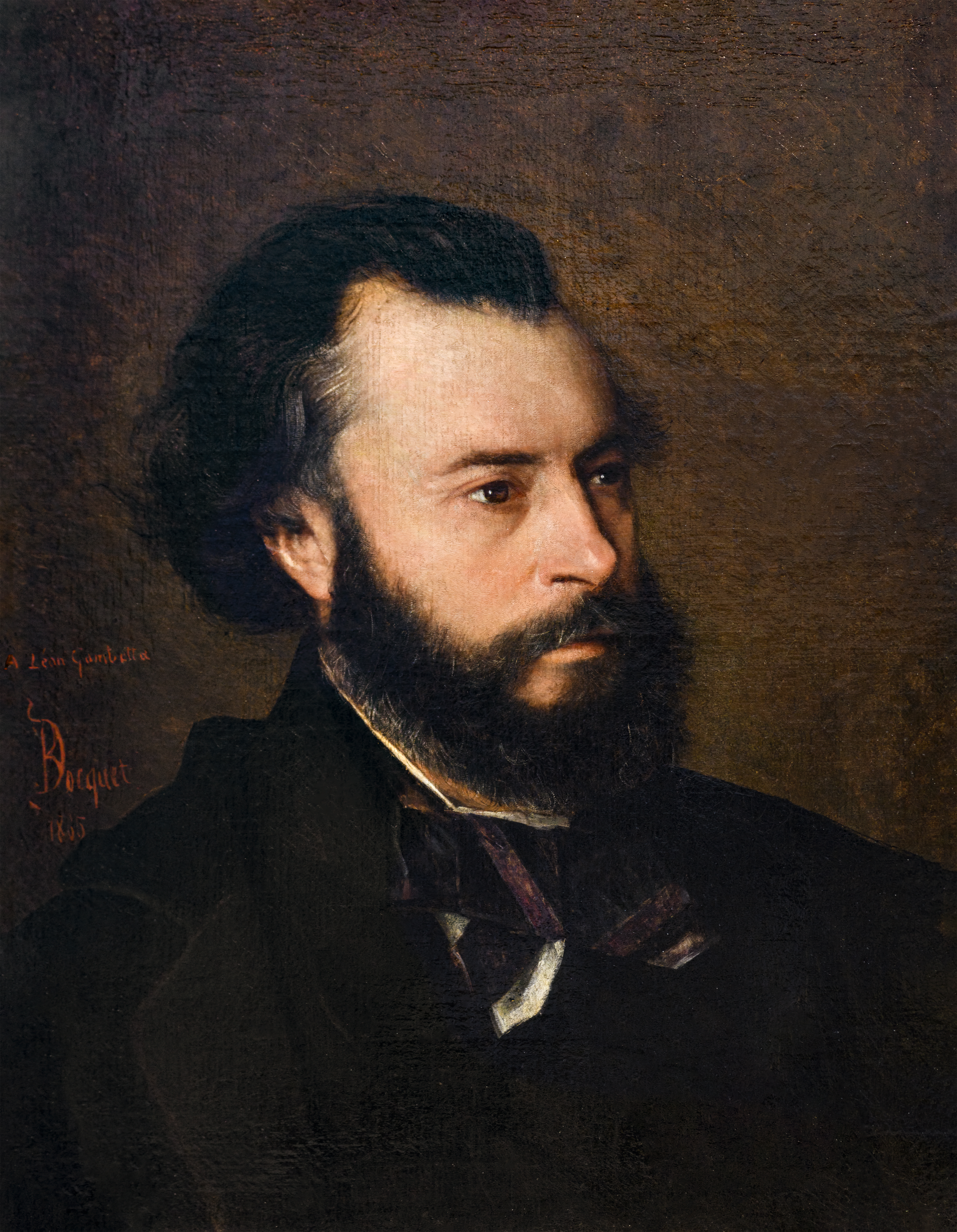
Portrait de Gambetta par Bocquet, 1865.

Toujours passionné de politique, Gambetta assiste aux débats du Corps législatif et en juillet 1861, il écrit une « adresse à la jeunesse de France et d'Italie » après la mort de Camillo Cavour. Cette lettre, qui encourage les Italiens à se rapprocher du roi Victor-Emmanuel II pour parachever l'unité italienne, reçoit un accueil favorable dans l'opinion publique. En juillet 1862, Léon Gambetta livre une plaidoirie remarquée lors du procès dit des « cinquante-quatre », une affaire de complot présumé visant à enlever l'empereur Napoléon III dans laquelle plaident des figures républicaines du barreau comme Adolphe Crémieux, Emmanuel Arago, Jules Ferry ou Charles Floquet et de plus jeunes avocats comme Eugène Spuller et Clément Laurier. Gambetta défend l'un des accusés, Louis Buette, un jeune ouvrier républicain, en dénonçant la police, ses agents et leurs méthodes,. Cette prestation remarquée lui vaut de rejoindre le cabinet d'Adolphe Crémieux au mois d'octobre suivant en tant que secrétaire.
En avril 1863, Léon Gambetta emménage avec sa tante dans un appartement au no 45 de la rue Bonaparte. À la même époque, il s'engage activement dans la campagne des élections législatives et intègre le comité chargé de désigner les candidats de l'opposition. Bien que républicain, il soutient la candidature de l'orléaniste Lucien-Anatole Prévost-Paradol dans la sixième circonscription de la Seine, qui est finalement battu. Ces élections sont cependant un succès pour l'opposition qui triple son score en nombre de voix par rapport au dernier scrutin et obtient 32 sièges contre 7 dans la précédente législature.

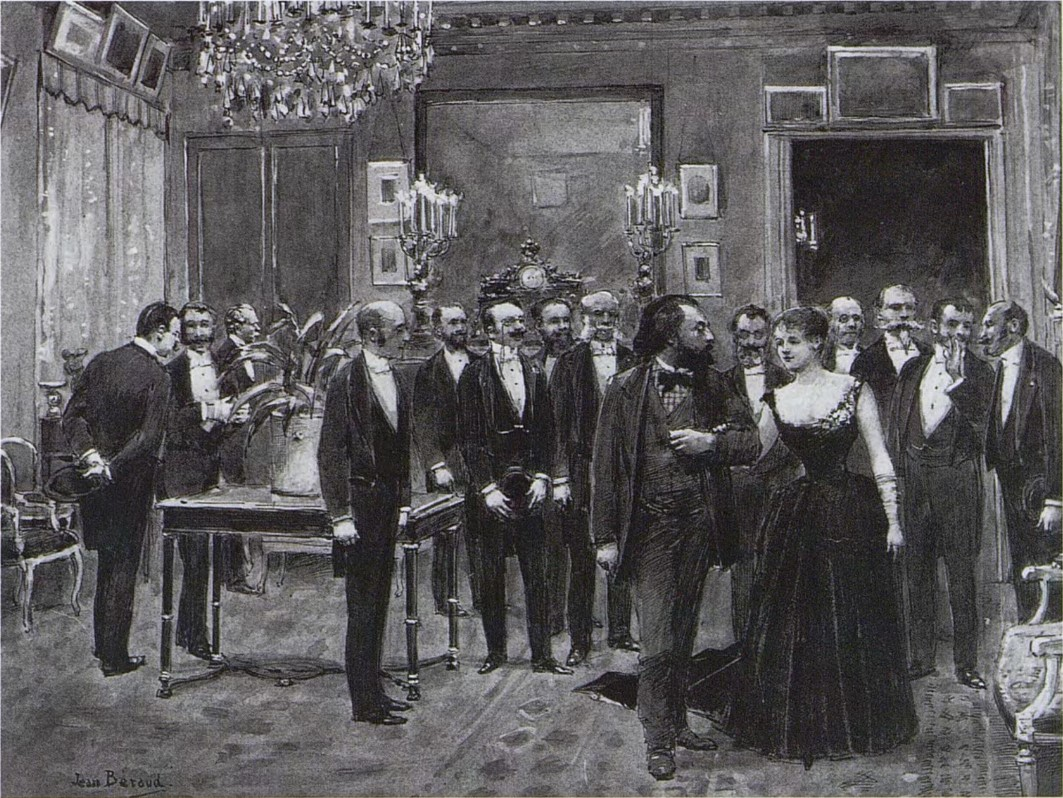
Gambetta dans le salon de Juliette Adam en 1869. Dessin de Jean Béraud.

Léon Gambetta poursuit son activité professionnelle et, bien qu'il soit reconnu comme un bon avocat et qu'il remporte de nombreuses affaires, ses revenus sont modestes. Sa véritable passion demeure la politique et il continue de fréquenter les couloirs du Corps législatif où les députés républicains le traitent presque en collègue. Il fait cependant preuve d'ouverture et de pragmatisme quand il approuve le discours de l'orléaniste Adolphe Thiers sur les « libertés nécessaires ». Gambetta envisage lui aussi de faire carrière en politique et se constitue peu à peu un groupe d'amis pour l'accompagner dans ce projet, parmi lesquels Eugène Spuller, avocat comme lui, Arthur Ranc, ancien déporté, François Allain-Targé qui l'introduit dans les milieux mondains, et Paul Challemel-Lacour, fondateur de La Revue politique et littéraire, qui lui ouvre les colonnes de son journal,. Gambetta y publie des articles à partir de juin 1868, notamment sur le libre-échange, le général Grant ou la gestion financière du baron Haussmann pour les travaux de Paris. Il fréquente également le salon politico-littéraire de Juliette Adam et voyage à l'étranger pour parfaire ses relations : durant l'été 1868, il rend visite en Roumanie au prince Georges III Bibesco, muni d'une lettre de recommandation de Thiers.

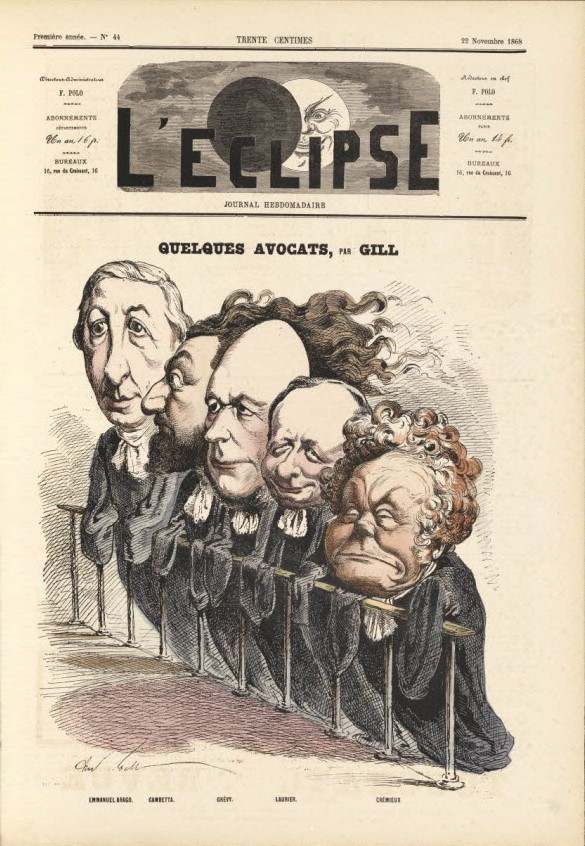
« Quelques avocats » du « procès Baudin » : Arago, Gambetta, Grévy, Laurier et Crémieux. Publiée dans L'Éclipse le 22 novembre 1868, cette caricature d'André Gill met en évidence le rôle prépondérant joué par les avocats dans l'opposition républicaine au Second Empire.

En novembre 1868, le procès de « l'affaire Baudin » le fait connaître au grand public. Il y défend Charles Delescluze, journaliste républicain inculpé pour avoir ouvert, avec trois autres personnalités, une souscription publique afin d'ériger un monument à la mémoire d'Alphonse Baudin, député de la Deuxième République mort le 3 décembre 1851 sur les barricades en s'opposant au coup d'État de Napoléon III. Gambetta, qui s'exprime en dernier, prononce une plaidoirie virulente contre les fondements de l'Empire. Il dénonce fermement les emprisonnements et les déportations qui ont suivi le coup d'État et défend la mémoire de ceux qui l'ont payé de leur vie : « Cet anniversaire […] nous le prenons pour nous : nous le fêterons toujours, incessamment, chaque année ce sera l’anniversaire de nos morts, jusqu’au jour où le pays redevenu le maître vous imposera la grande expiation nationale au nom de la liberté, de l’égalité, de la fraternité ». Avant de se rasseoir, il conclut : « Vous pouvez nous frapper, mais vous ne pourrez jamais ni nous déshonorer ni nous abattre »,. Ce plaidoyer vibrant soulève l'enthousiasme de l'auditoire et connaît un certain retentissement dans l'ensemble du pays après sa reproduction en plusieurs dizaines de milliers d'exemplaires. Delescluze est condamné à six mois de prison et 2 000 francs d'amende, mais l'impact politique du discours érige Gambetta en espoir du parti républicain,.

Représentations commémoratives de la plaidoirie de Léon Gambetta au procès de l'« affaire Baudin ».
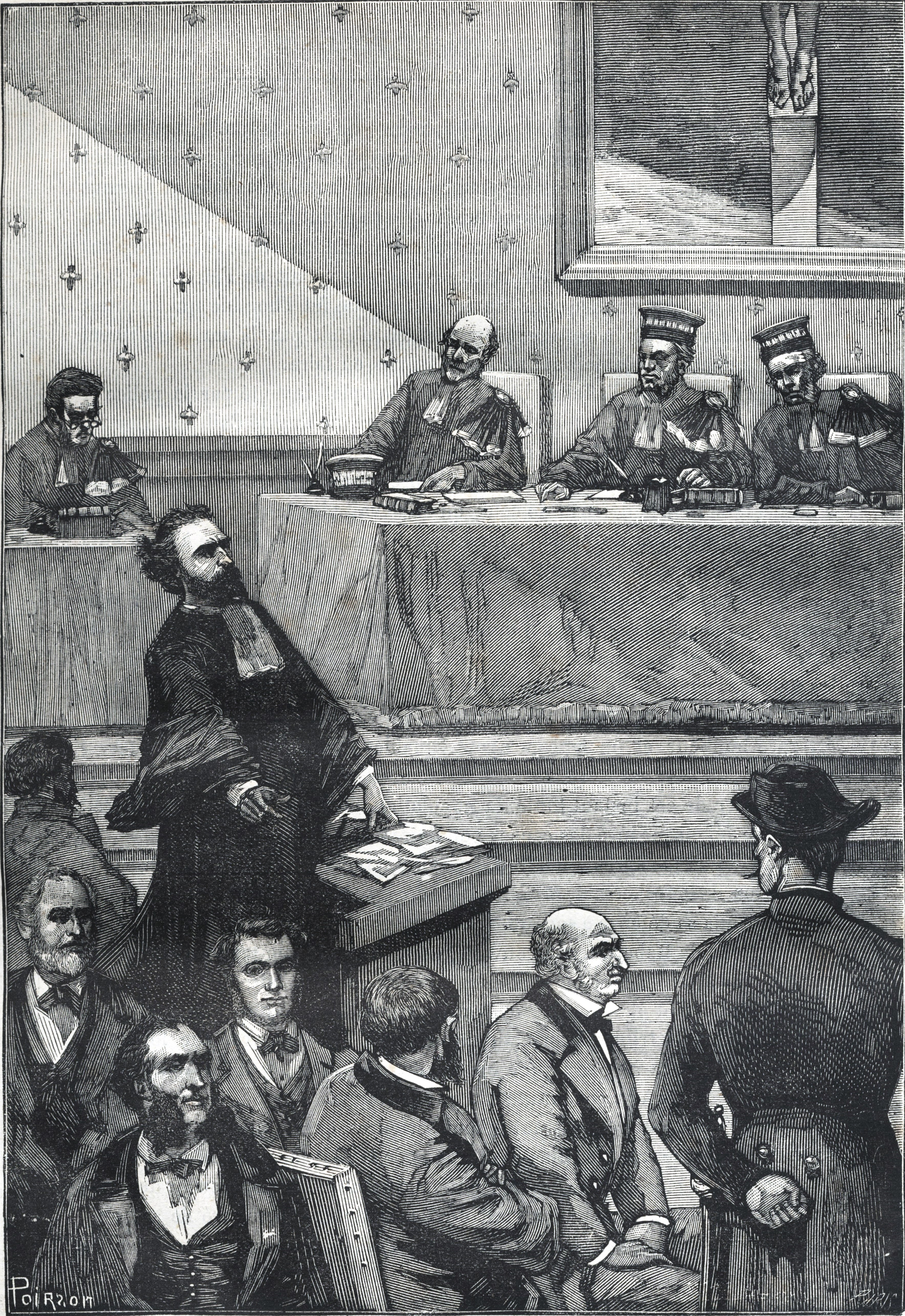
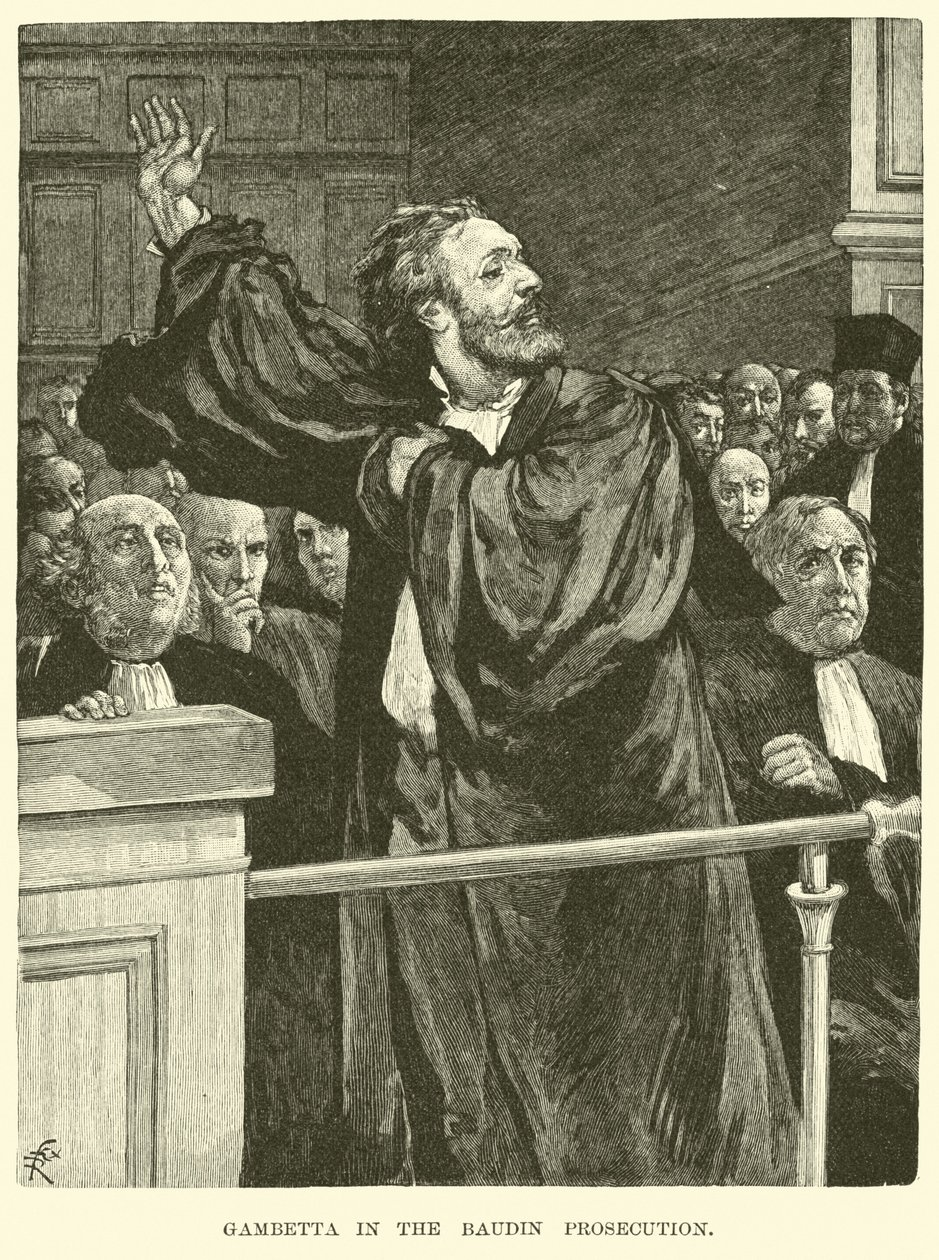
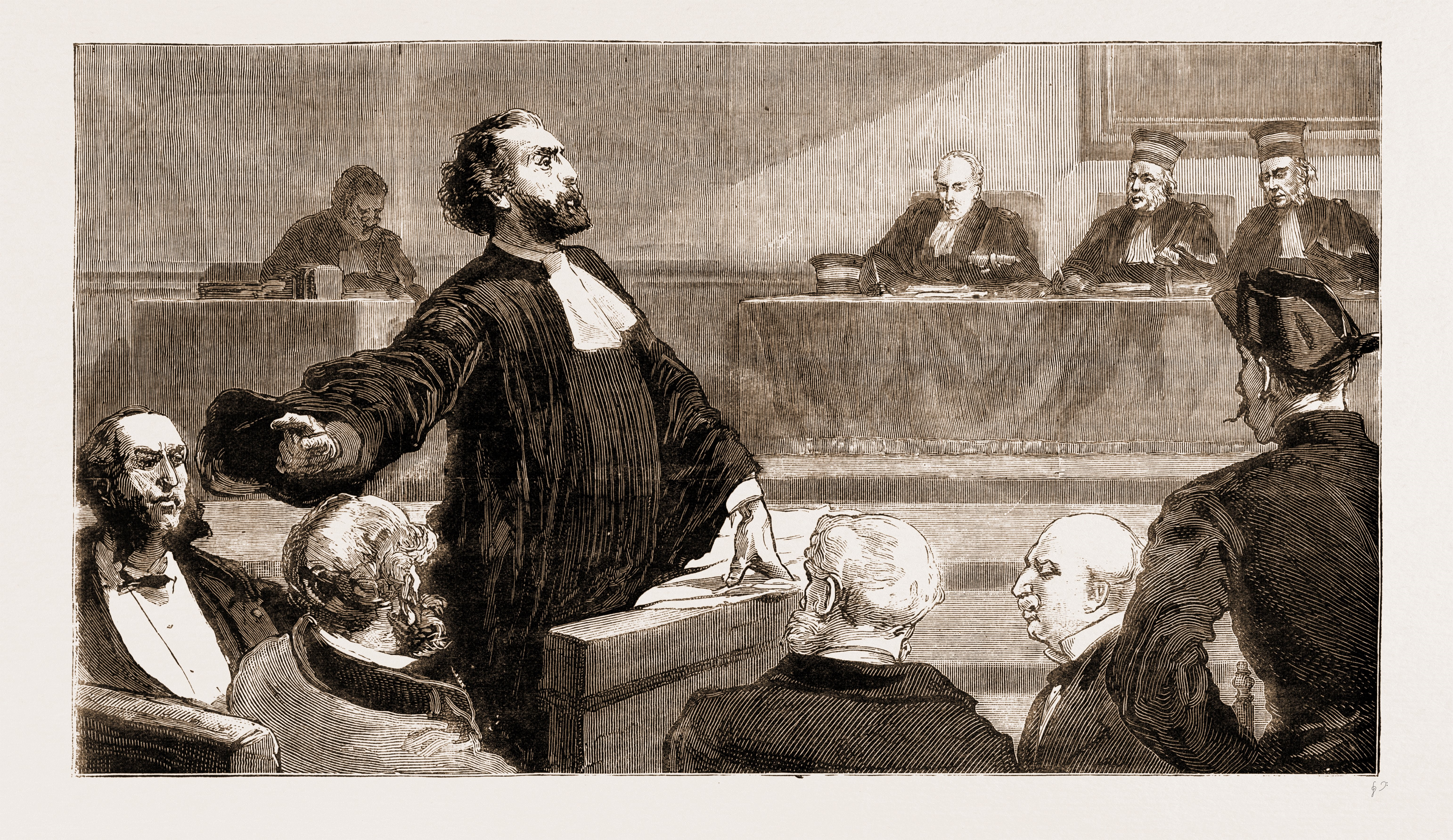

### Vie privée

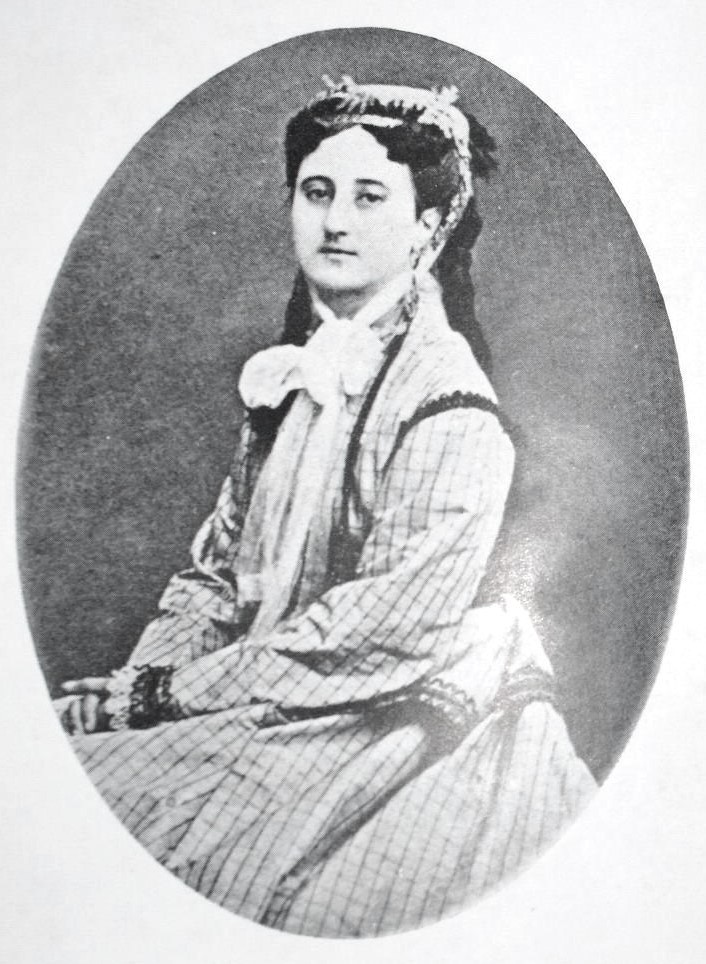
Léonie Léon vers 1872.

Réputé grand séducteur, Léon Gambetta n'a jamais été marié. À partir de 1868, à l'issue du procès de l'affaire Baudin, il entretient une liaison avec Marie Meersmans, une demi-mondaine d'origine belge et de 18 ans son aînée, un temps liée à l'écrivain Frédéric Mistral. Il ne s'agit probablement pas de la première aventure de Gambetta mais le nom de ses précédentes maîtresses n'est pas connu. Durant l'été 1870, les deux amants séjournent pendant quelques semaines à Lille, Bruxelles et Chaudfontaine. Leur liaison dure jusqu'en 1872,.

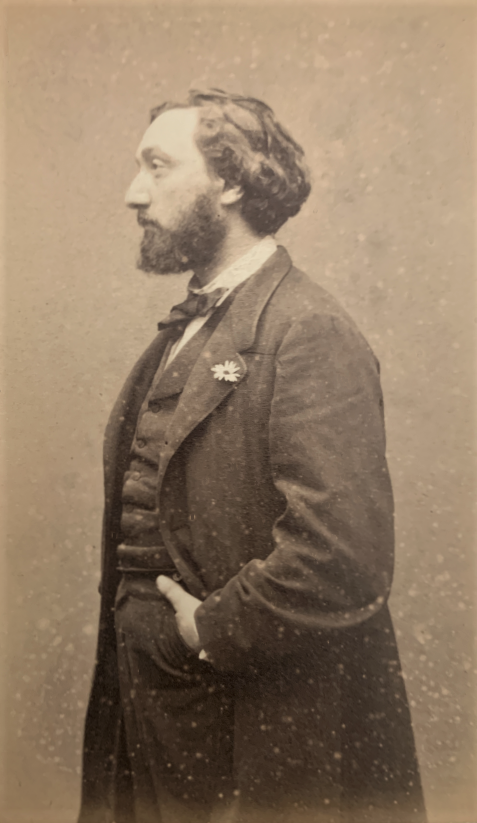
Portrait carte-de-visite de Léon Gambetta par Légé. Borgne avec un œil de verre, il se fit toujours représenter de profil gauche.

Cette même année, Léon Gambetta entame une relation avec Léonie Léon, une jeune femme de son âge, fille du colonel François-Émile Léon, mort à l'asile de Charenton en 1860. Sous l'Empire, elle devient la maîtresse de Louis-Alphonse Hyrvoix, inspecteur général de police des résidences impériales, dont elle a un fils qu'elle présente ensuite comme son neveu. Elle découvre Léon Gambetta lors du procès Baudin en 1868 et, subjuguée par ses talents d'orateur, elle suit dorénavant tous ses discours avant d'oser lui écrire. Leur liaison, discrète mais durable, débute quatre ans plus tard, le 27 avril 1872 après une promenade dans le parc du château de Versailles. Léonie Léon reste la compagne de Gambetta jusqu'à sa mort en 1882. Pendant ces dix années, le couple échange environ 6 000 lettres et Léonie exerce une grande influence sur son compagnon qui écoute attentivement ses conseils politiques,. L'historienne Susan Foley précise que dès les premiers temps de leur relation, « Léonie conçoit sa liaison avec Gambetta comme l'union de deux esprits politiques aussi bien que celle de deux cœurs », et cite pour cela une lettre adressée au tribun par cette dernière en 1872 : « Mon cœur déborde de politique et de tendresse, disposez le vôtre à recevoir ce double flot ». Léon Gambetta reconnaît volontiers l'influence de sa compagne dans les lettres qu'il lui adresse et se montre sensible à l'intelligence politique de sa maîtresse, plus modérée que lui en raison de son éducation catholique, si bien que pour son biographe Gérard Unger, « sans qu'elle joue un rôle majeur dans la ligne politique de son amant, son influence ne doit pas être sous-estimée ».

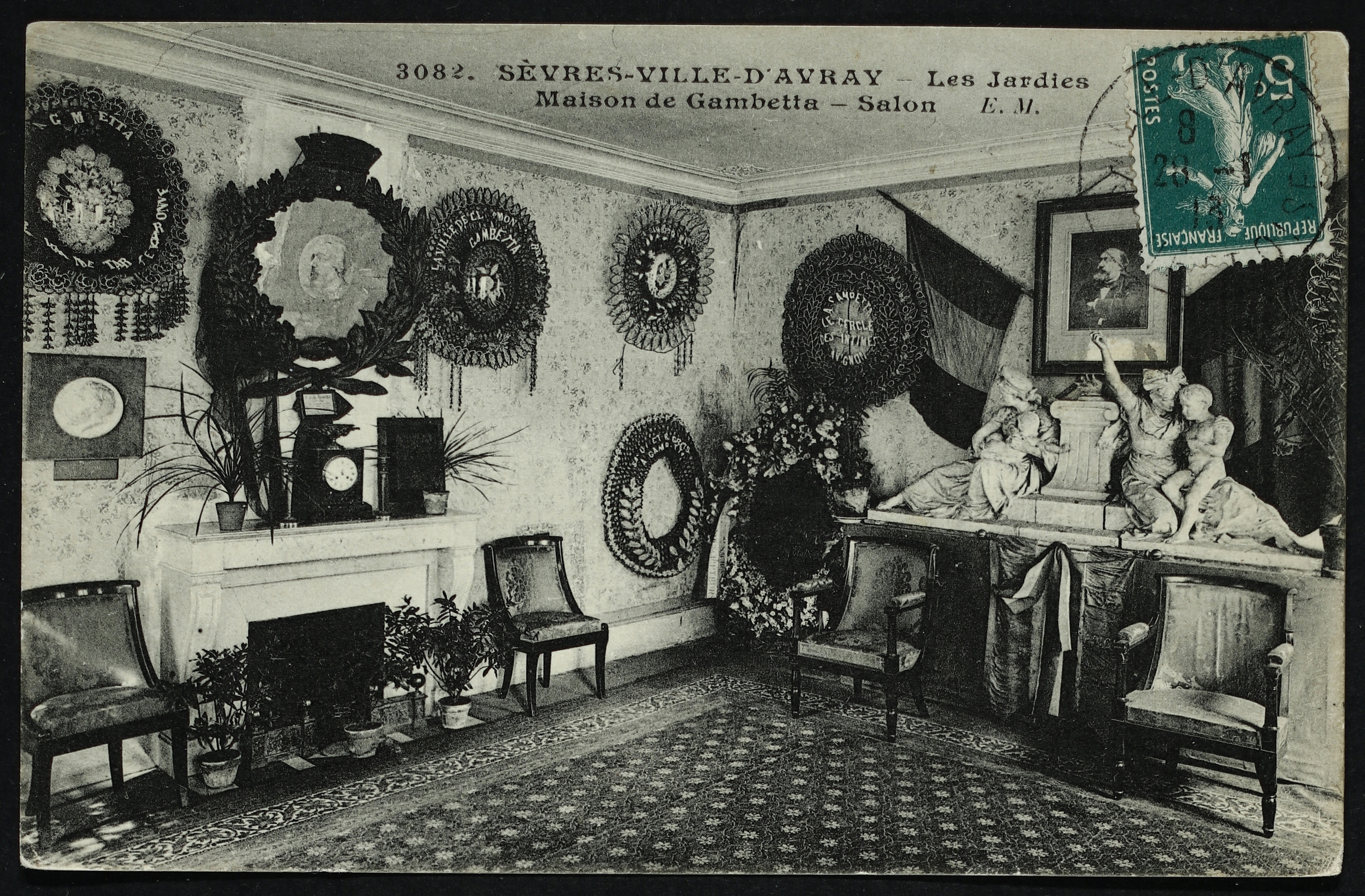
Le salon de la maison des Jardies, après la mort de Gambetta.

Pendant les premières années de leur liaison, les deux amants se voient peu en raison des activités politiques du tribun. Ce dernier refuse pendant longtemps le mariage, malgré les demandes incessantes de Léonie. Dans les dernières années de sa vie, la situation s'inverse et c'est Gambetta qui supplie régulièrement sa compagne de consentir à cette union. Le couple semble décidé à se marier quand survient le décès brutal de l'homme d'État en 1882. Durant l'été 1877, Gambetta décide de louer une maison à Ville-d'Avray où il retrouve Léonie plus souvent et plus tranquillement qu'à Paris. L'année suivante, en août 1878, il fait l'acquisition de la maison des Jardies, ancienne propriété de l'écrivain Honoré de Balzac située sur la commune voisine de Sèvres. Cette maison de taille modeste convient parfaitement à Gambetta qui acquiert deux parcelles mitoyennes en 1879 et 1882 pour agrandir la propriété. Le couple y séjourne régulièrement, mais loge également dans le petit appartement que loue le tribun à Paris, au no 57 de la rue Saint-Didier.
Bien que leur union ne soit pas reconnue légalement, et malgré l'hostilité que lui porte Benedetta, la sœur de Gambetta, Léonie Léon n'est pas abandonnée par la famille de ce dernier. Après la liquidation de la succession, elle reçoit une somme de 60 000 francs à son nom, tandis que les amis politiques de son amant lui versent une rente mensuelle de 500 francs, transformée plus tard en pension viagère.

## Carrière politique

### Député républicain (1869-1870)

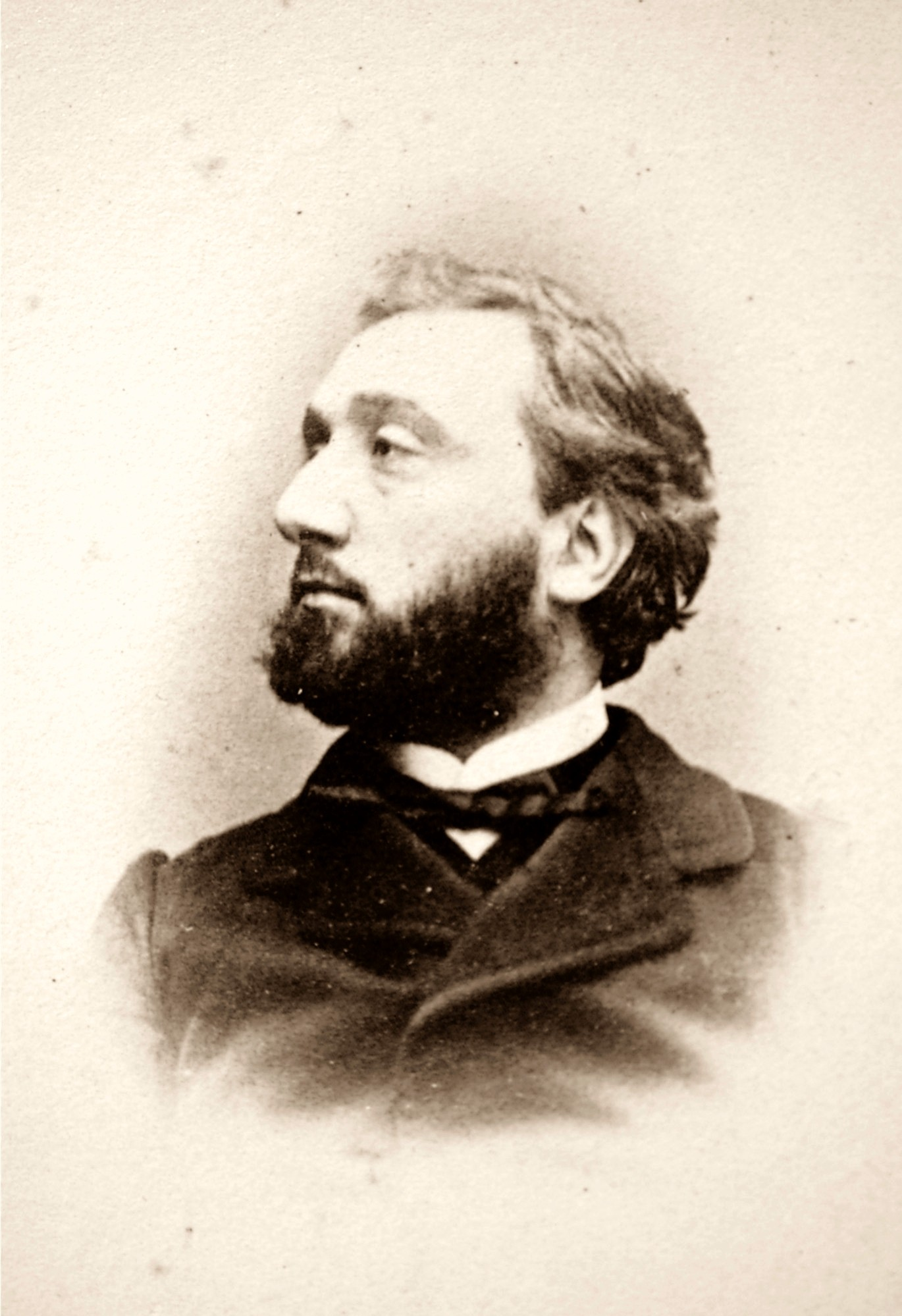
Photographie de Gambetta durant la décennie 1860.

Au terme du procès de l'affaire Baudin en 1868, Léon Gambetta incarne l'aile radicale chez les républicains et sa popularité grandissante en fait l'un de leurs principaux candidats pour les élections législatives de 1869. La loi autorisant les candidatures multiples, il décide de se présenter dans la première circonscription de la Seine dont le centre est le quartier populaire de Belleville, ainsi qu'à Marseille. Dans cette circonscription laissée vacante par le décès du député légitimiste Pierre-Antoine Berryer quelques mois plus tôt, il doit affronter le candidat impérial Ferdinand de Lesseps, créateur du canal de Suez, et l'orléaniste Adolphe Thiers. À Belleville, il est opposé à l'ancien ministre de l'Instruction publique et des cultes, Hippolyte Carnot.
Il énonce son programme électoral, connu sous le nom de « programme de Belleville », lors d'un discours à Paris dont le texte est ensuite publié dans le journal L'Avenir national le 15 mai 1869. Parmi les thèmes exposés dans ce texte qui servira de cadre aux républicains pendant de longues années figurent l'application stricte du suffrage universel, la garantie des libertés individuelles et l'extension des libertés publiques, en particulier la liberté de réunion, de presse et d'association, la séparation des Églises et de l'État, l'instruction primaire gratuite et obligatoire, mais également le mandat impératif imposé à l'élu, l'élection des fonctionnaires et la suppression des armées permanentes,.

Élections législatives de 1869.
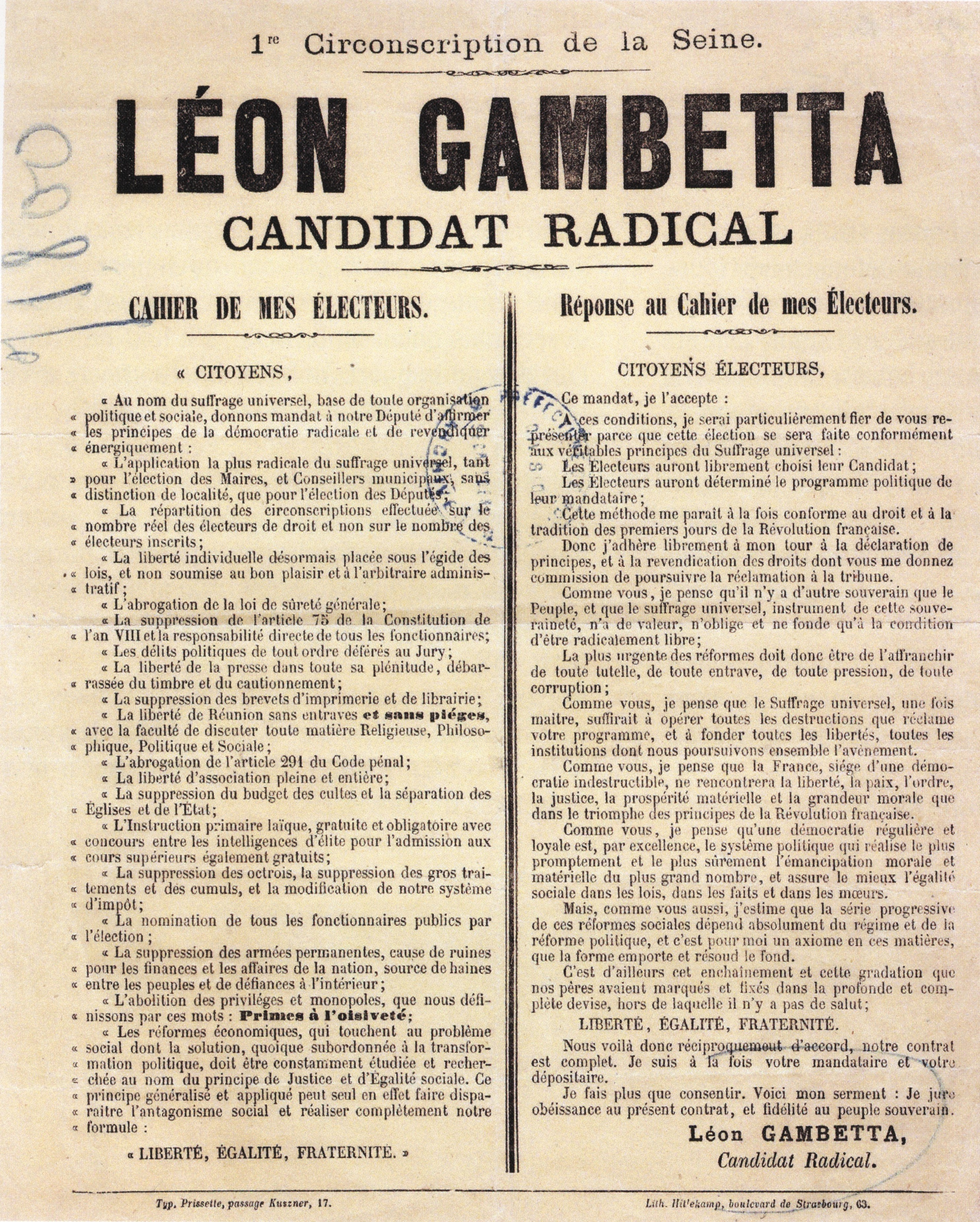
Affiche électorale de Gambetta, « candidat radical » dans la première circonscription de la Seine.
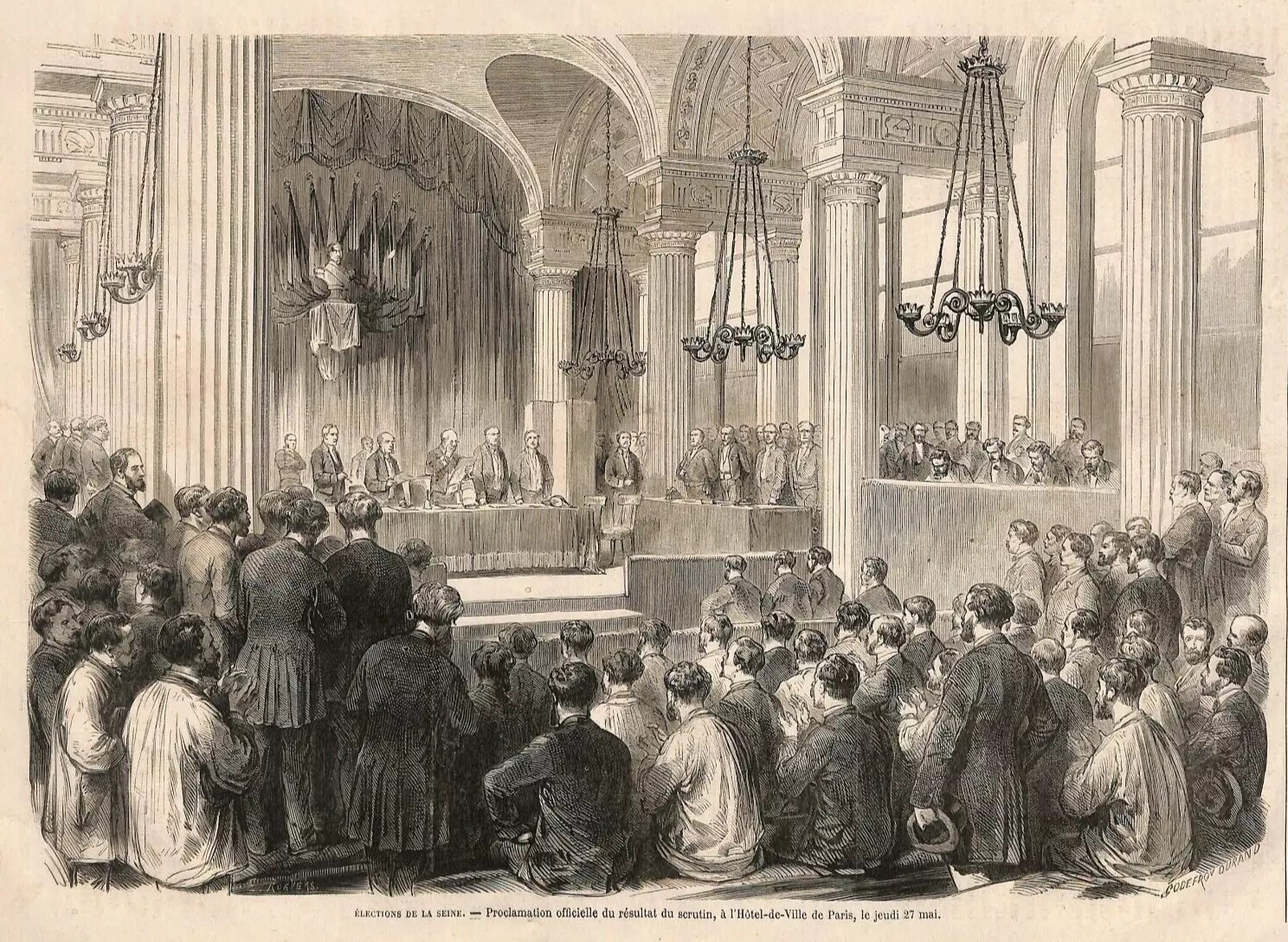
Proclamation officielle du résultat du scrutin, à l'Hôtel de Ville, le 27 mai 1869. Illustration de Godefroy Durand dans Le Monde illustré.
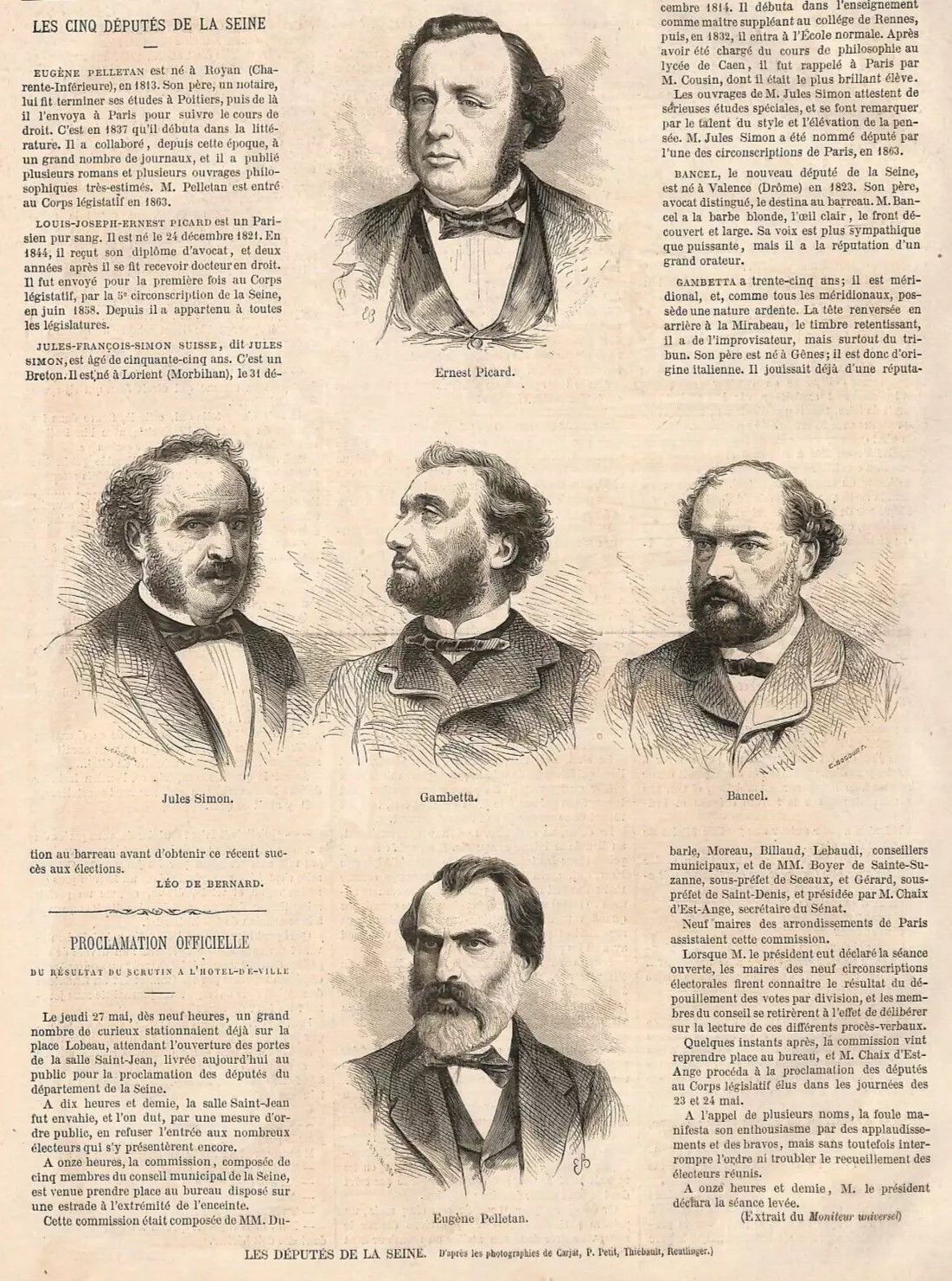
Les cinq députés de la Seine (Picard, Simon, Gambetta, Bancel et Pelletan) portraiturés dans Le Monde illustré.
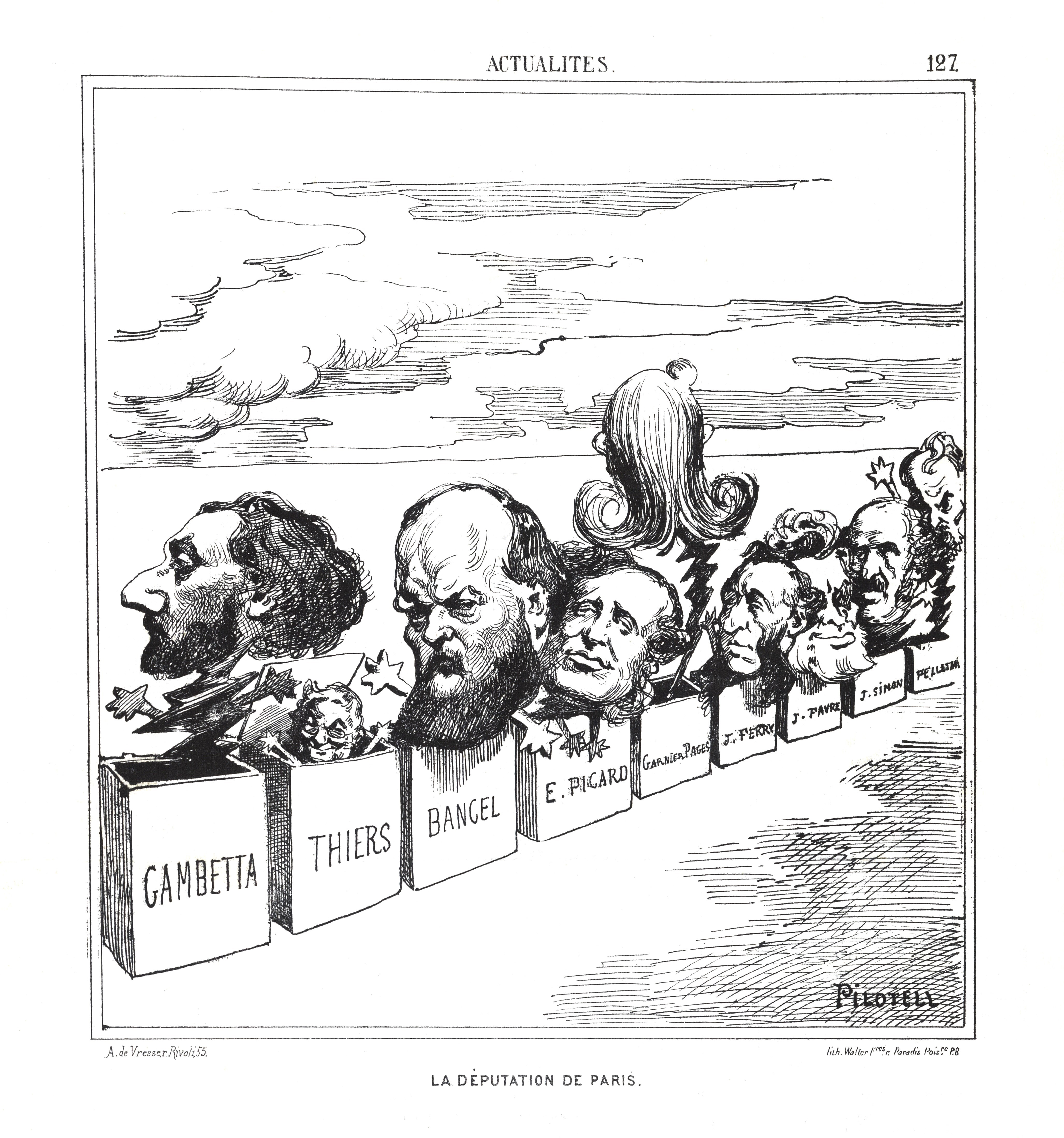
Léon Gambetta parmi les neuf députés de la Seine caricaturés par Pilotell comme des diables à ressort (Le Charivari, 22 juin 1869).

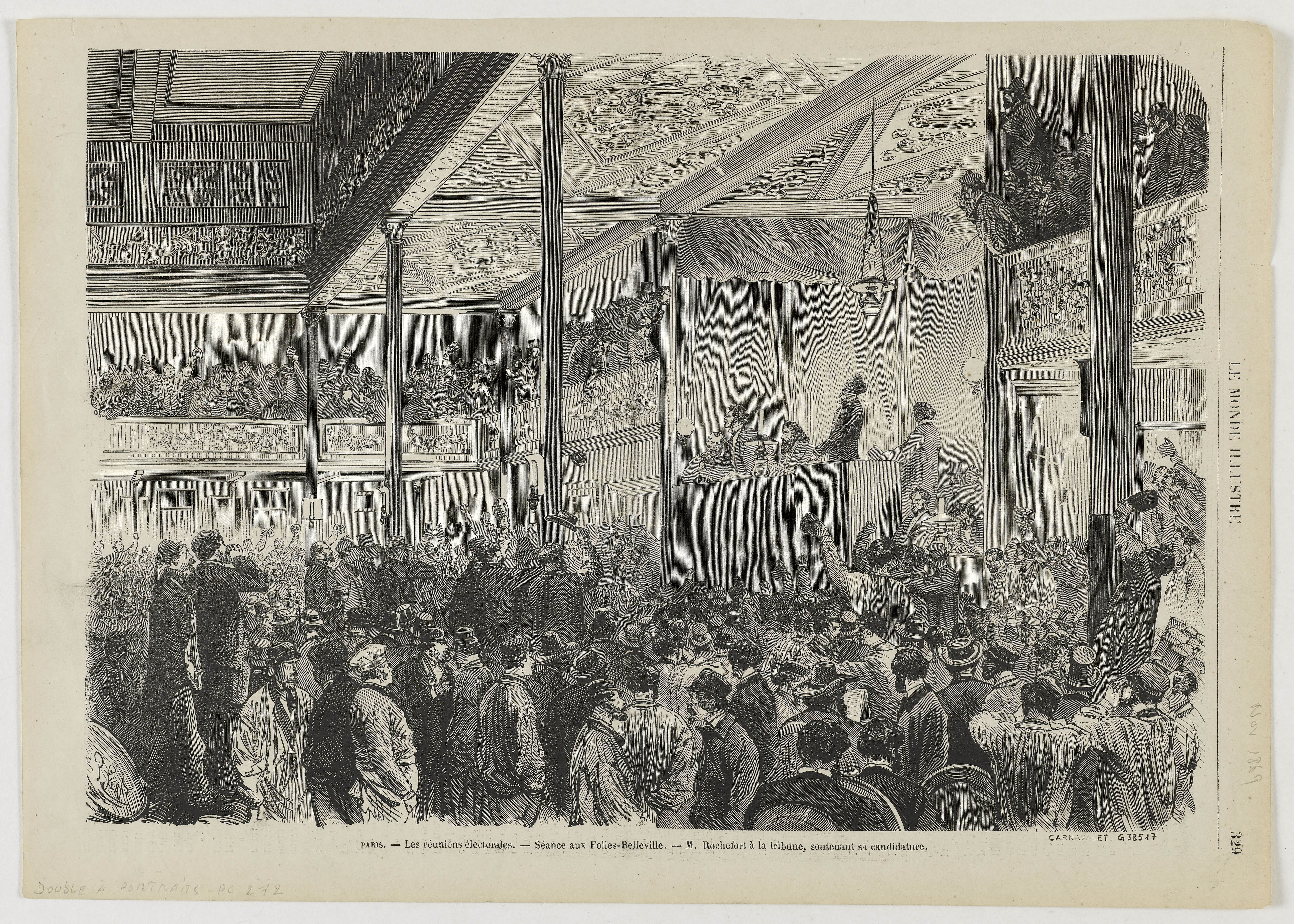
Briguant le siège vacant de Gambetta à Belleville, Henri Rochefort défend sa candidature à la tribune durant une réunion électorale aux Folies-Belleville en novembre 1869.

Le 24 mai, Léon Gambetta est élu à Paris par 21 734 voix contre 9 142 à Carnot. À Marseille, il arrive en tête du premier tour devant Lesseps et Thiers et, ce dernier se retirant à son profit, il est finalement élu au second tour par 12 868 voix contre 5 066 à Lesseps. Vainqueur dans deux circonscriptions, Gambetta choisit de représenter la préfecture des Bouches-du-Rhône et laisse vacant son siège de Belleville, qui sera pourvu plus tard par Henri Rochefort. Ces élections législatives marquent une forte progression des oppositions en nombre de voix, mais également en sièges. Les républicains en remportent 30, soit 13 de plus que lors de la précédente législature. Les orléanistes et les légitimistes comptent 41 sièges tandis que les bonapartistes recueillent 212 sièges dont seulement 92 aux partisans d'un régime autoritaire et 120 aux membres du « tiers parti » d'Émile Ollivier, favorables à l'évolution libérale du régime.

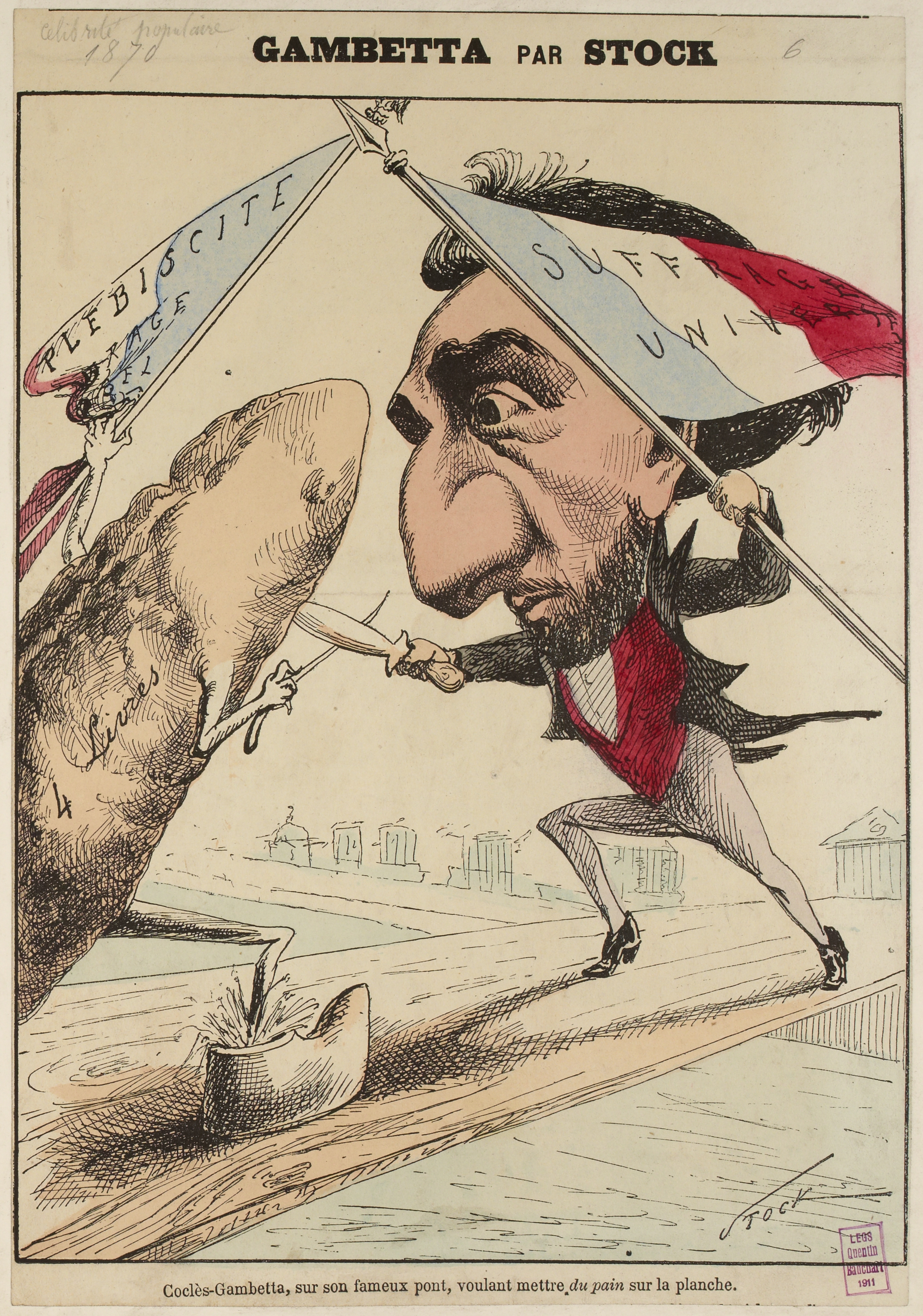
Gambetta affronte la base électorale paysanne de l'Empire, figurée par un pain chaussé de sabots, porte-drapeau du plébiscite du 8 mai 1870. Caricature par Stock.

À la même époque, en mai 1869, Léon Gambetta est initié franc-maçon à la loge « La Réforme » à « l'Orient » de Marseille, à laquelle appartiennent également Gustave Naquet et Maurice Rouvier.
Après une campagne électorale éreintante, la santé de Léon Gambetta se dégrade brutalement. Sur les conseils du docteur Fieuzal, il séjourne dans la station thermale rhénane d'Ems puis au bord du Léman, en Suisse. Il regagne Paris à la fin du mois d'octobre et s'installe avec sa tante au no 12 de l'avenue Montaigne.
Ses premiers pas au Corps législatif sont remarqués. Le 10 janvier 1870, lors d'un échange avec le ministre de la Guerre Edmond Le Bœuf, il prône l'instauration d'un régime républicain et déclare : « Vous n'êtes qu'un pont entre la République de 1848 et la République à venir, et nous passerons le pont ! » À la Chambre, il s'oppose régulièrement à Émile Ollivier, l'ancien républicain rallié au régime nommé chef du gouvernement. Son discours critique du 5 avril contre le sénatus-consulte fixant la Constitution de l'Empire, soumis au plébiscite, trouve un large écho parmi les opposants du régime. Ses talents d'orateur sont unanimement salués par la presse et en quelques mois seulement, Léon Gambetta s'impose comme le chef du parti républicain.
Il fait campagne en faveur du non au plébiscite du 8 mai mais le oui l'emporte largement avec 7 358 000 voix sur près de 11 millions d'inscrits, l'abstention dépassant même le nombre de voix en faveur du non. Gambetta reconnaît la défaite et déclare que l'Empire paraît alors plus fort que jamais,. La guerre contre la Prusse précipite pourtant sa chute moins de quatre mois plus tard.

### Proclamation de la Troisième République (1870)

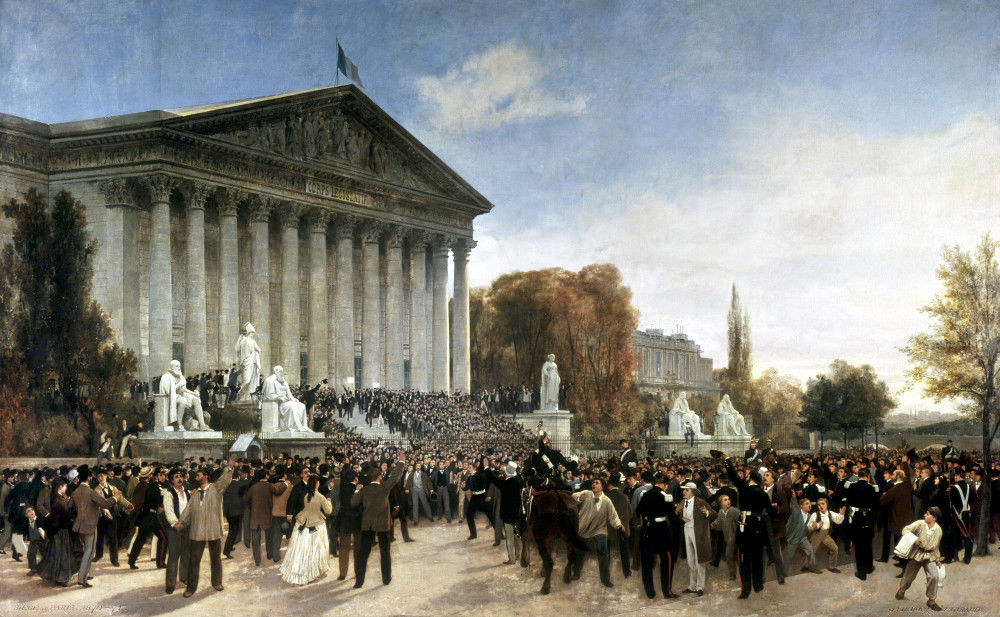
La foule devant le Corps législatif au matin du 4 septembre 1870, peinture de Jacques Guiaud et Jules Didier.

Dans un contexte de tensions diplomatiques avec la Prusse ravivées par la candidature du prince Léopold de Hohenzollern au trône d'Espagne, le gouvernement impérial exige des garanties sur l'avenir de la part du roi Guillaume Ier,. Le chancelier Otto von Bismarck, pour qui la guerre contre la France apparaît comme un moyen de parachever l'unification allemande, met de l'huile sur le feu en faisant transcrire dans la dépêche d'Ems une version dédaigneuse de la réponse formulée par le roi à l'ambassadeur de France. L'opinion publique s'enflamme et le Corps législatif, dans sa grande majorité, se montre favorable à la déclaration de guerre.
Parmi les rares voix discordantes figure celle de Léon Gambetta qui, à la tribune, condamne le refus du gouvernement de produire les documents témoignant de sa bonne foi quand il affirme que le pays a été outragé,. Par instinct patriotique, il se décide pourtant à voter les crédits de guerre le 15 juillet 1870,, la déclaration intervenant quatre jours tard. Dans une lettre adressée à son ami Clément Laurier, Léon Gambetta affiche d'ailleurs sa confiance et la conviction que le pays sortira vainqueur du conflit.
L'armée française connaît cependant une véritable déroute. Après la démission d'Émile Ollivier le 9 août, Léon Gambetta s'exprime plusieurs fois devant le Corps législatif pour demander la nomination d'un comité de défense et pose la question de la déchéance de l'empereur, du moins de sa suspension : « Il faut savoir si, ici, nous avons fait notre choix entre le salut de la patrie et le salut de la dynastie ».

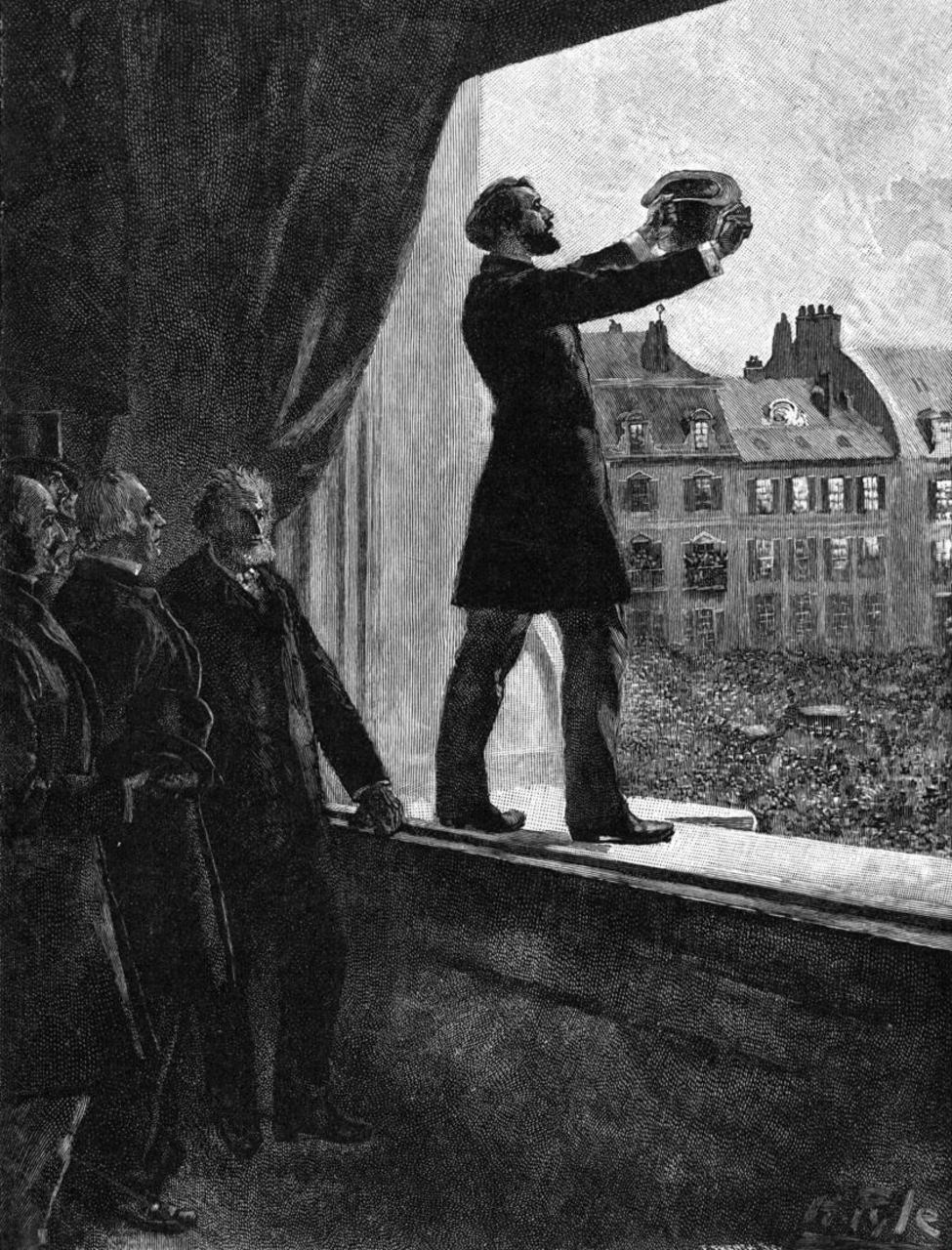
Léon Gambetta proclamant la République à l'hôtel de ville de Paris, le 4 septembre 1870.

Quand la nouvelle de la capitulation de l'empereur après la défaite de Sedan parvient à Paris le 3 septembre, Léon Gambetta fait partie d'un groupe de républicains qui tentent de convaincre Adolphe Thiers de prendre la tête d'un gouvernement d'union et de défense. Le soir même, alors que de nombreux Parisiens se rassemblent devant les grilles du palais Bourbon, où siège le Corps législatif, il tente de rassurer la foule pour prévenir tout risque d'émeute. Les députés républicains maintiennent leur doctrine qui consiste à prendre le pouvoir par les urnes, de façon démocratique, et ne veulent pas encore d'une révolution qui discréditerait la république. Mais dans l'après-midi du 4 septembre, la foule envahit le palais Bourbon pendant la séance du Corps législatif. Gambetta, qui veut garder le contrôle de la situation, fait preuve d'opportunisme. À la tribune, il annonce la chute de l'Empire : « Citoyens, attendu que tout le temps nécessaire a été donné à la représentation nationale pour prononcer la déchéance ; attendu que nous sommes et que nous constituons le pouvoir régulier issu du suffrage universel libre, nous déclarons que Louis-Napoléon Bonaparte et sa dynastie ont à jamais cessé de régner sur la France ».
Il prend alors avec Jules Favre la tête du cortège qui se dirige vers l'hôtel de ville pour y proclamer la République. En agissant de la sorte, Favre et Gambetta veulent devancer les militants d'extrême gauche comme Auguste Blanqui, Jean-Baptiste Millière, Charles Delescluze ou Gustave Flourens qui pourraient profiter des circonstances pour renverser l'ordre social. Sans en être les déclencheurs, les députés républicains choisissent en fait de prendre la tête du mouvement révolutionnaire pour tenter de l'endiguer.

### Gouvernement de la Défense nationale (1870-1871)

#### Entrée en fonction et délégation de Tours
Les députés républicains s'emparent du pouvoir et décident la création d'un gouvernement de la Défense nationale sous la présidence du général Trochu, gouverneur militaire de la capitale. Ce cabinet autoproclamé d'une dizaine de membres compte principalement des députés parisiens. Malgré la protestation d'Ernest Picard, Léon Gambetta s'arroge le ministère de l'Intérieur.

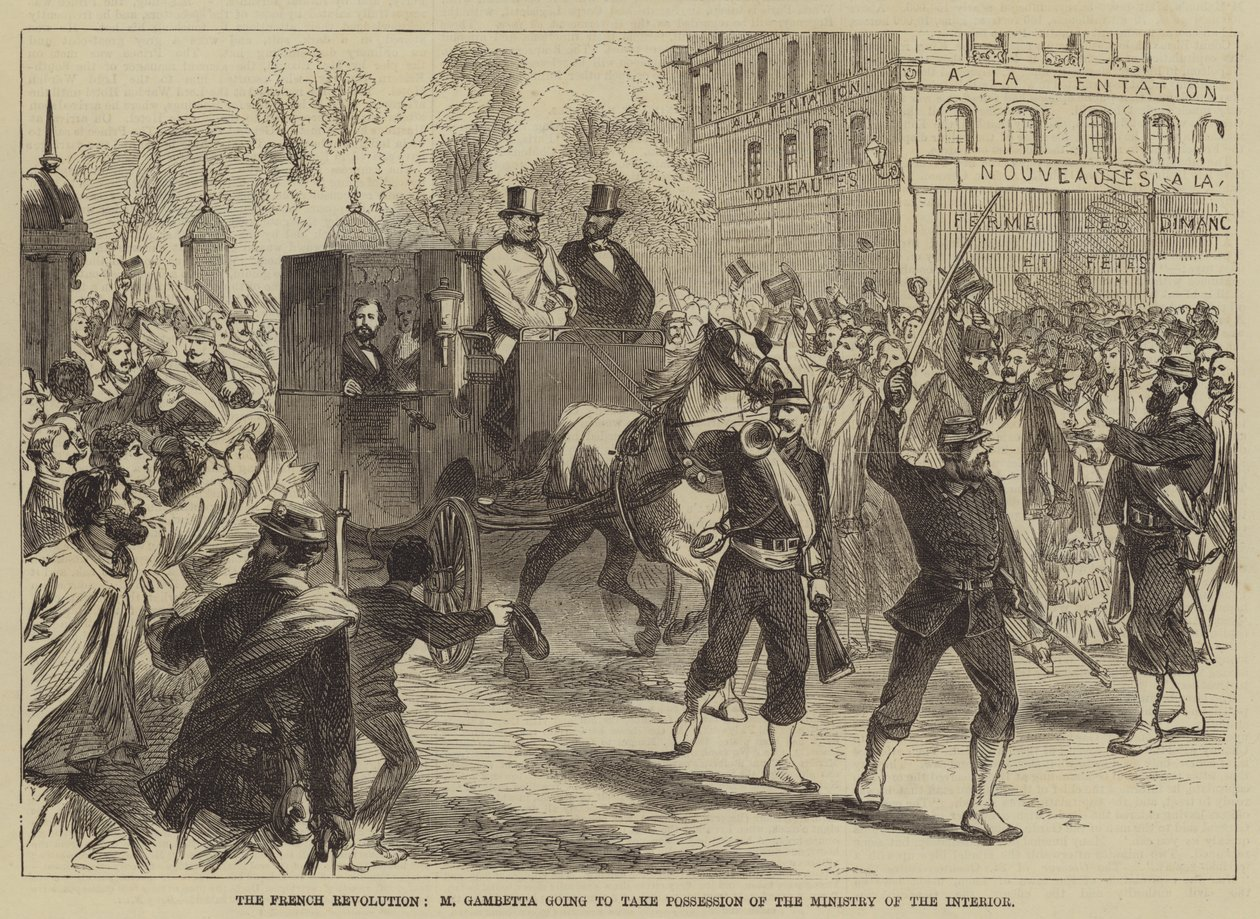
« La révolution française : M. Gambetta allant prendre possession du ministère de l'Intérieur ». Gravure publiée dans le journal britannique The Illustrated Times, septembre 1870.
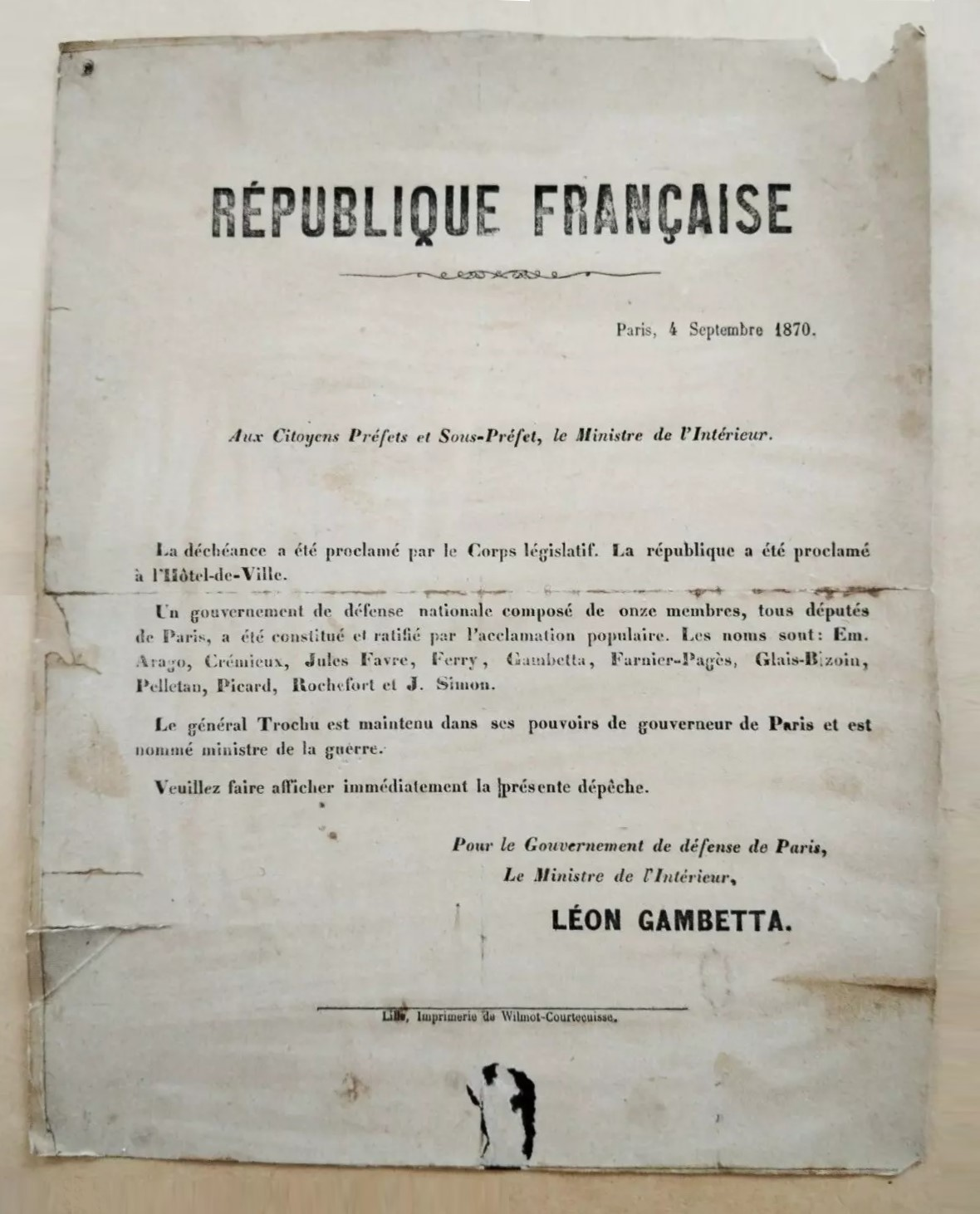
Dépêche de Gambetta, ministre de l'Intérieur, annonçant la proclamation de la République (Paris, 4 septembre 1870).
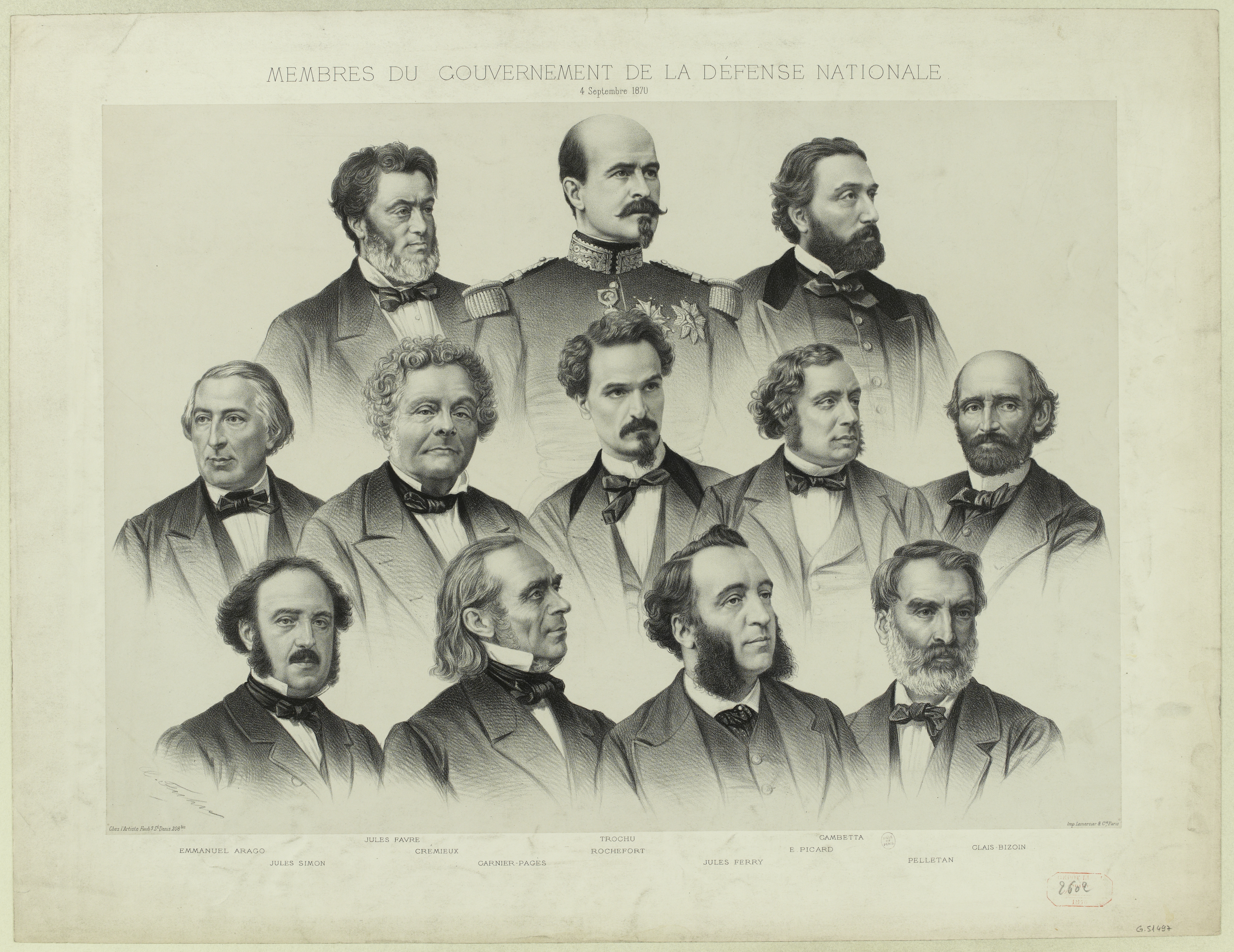
Gambetta et les autres membres du gouvernement de la Défense nationale.

La première mission du nouveau gouvernement consiste à mobiliser tous les hommes en âge de se battre pour reconstituer les troupes françaises décimées par la défaite de Sedan et l'encerclement dans Metz de l'armée du Rhin. Les troupes prussiennes poursuivent leur progression et la capitale est assiégée dès la mi-septembre. Alors que le pays est envahi, Léon Gambetta, déterminé à organiser la résistance, cherche à s'appuyer sur des hommes de confiance. Il choisit de révoquer les préfets impériaux et nomme à leur place des militants républicains, avocats ou journalistes parfois sans expérience pour de tels postes. En une dizaine de jours, 80 préfets sont nommés. À Lyon notamment, où des militants avaient proclamé la république et hissé le drapeau rouge sur l'hôtel de ville dès le matin du 4 septembre, il désigne son ami Paul Challemel-Lacour, professeur agrégé de philosophie dont il compte sur l'autorité morale pour rétablir l'ordre et apaiser une situation proche de l'insurrection,,.
Soucieux de légitimer sa formation tant aux yeux de la population que des puissances étrangères, le gouvernement envisage d'organiser des élections législatives mais l'avance des troupes prussiennes condamne le projet. Devant la menace du siège de Paris, Adolphe Crémieux est envoyé à Tours le 9 septembre pour y représenter le gouvernement et associer la province à la résistance. Il est rejoint six jours plus tard par deux autres ministres, l'amiral Fourichon et Alexandre Glais-Bizoin. La délégation gouvernementale commence la réorganisation de l'armée et de l'artillerie mais son action est insuffisante, d'autant plus que le 27 septembre, les Prussiens coupent le câble télégraphique installé dans le lit de la Seine, interrompant de fait les communications entre Paris et la province. Le gouvernement choisit d'envoyer un nouveau représentant à Tours avec des pouvoirs élargis et une voix prépondérante au sein de la délégation en cas de partage des voix. Léon Gambetta est désigné,.
Il n'y a alors aucun autre moyen pour quitter la ville que le ballon monté. Le 7 octobre, accompagné de son secrétaire Eugène Spuller, Gambetta embarque sur l'Armand-Barbès piloté par Alexandre Trichet. Le ballon décolle en fin de matinée de la place Saint-Pierre, et malgré la menace des tirs prussiens, finit par s'éloigner de la capitale pour se poser vers 15 h dans le bois de Favières, sur la commune d'Épineuse dans le département de l'Oise. Le maire de la commune conduit les voyageurs jusqu'à Montdidier, dans la Somme, d'où ils gagnent Amiens puis Rouen par le train. Gambetta parvient à Tours le 9 octobre, où il reçoit un accueil triomphal,.

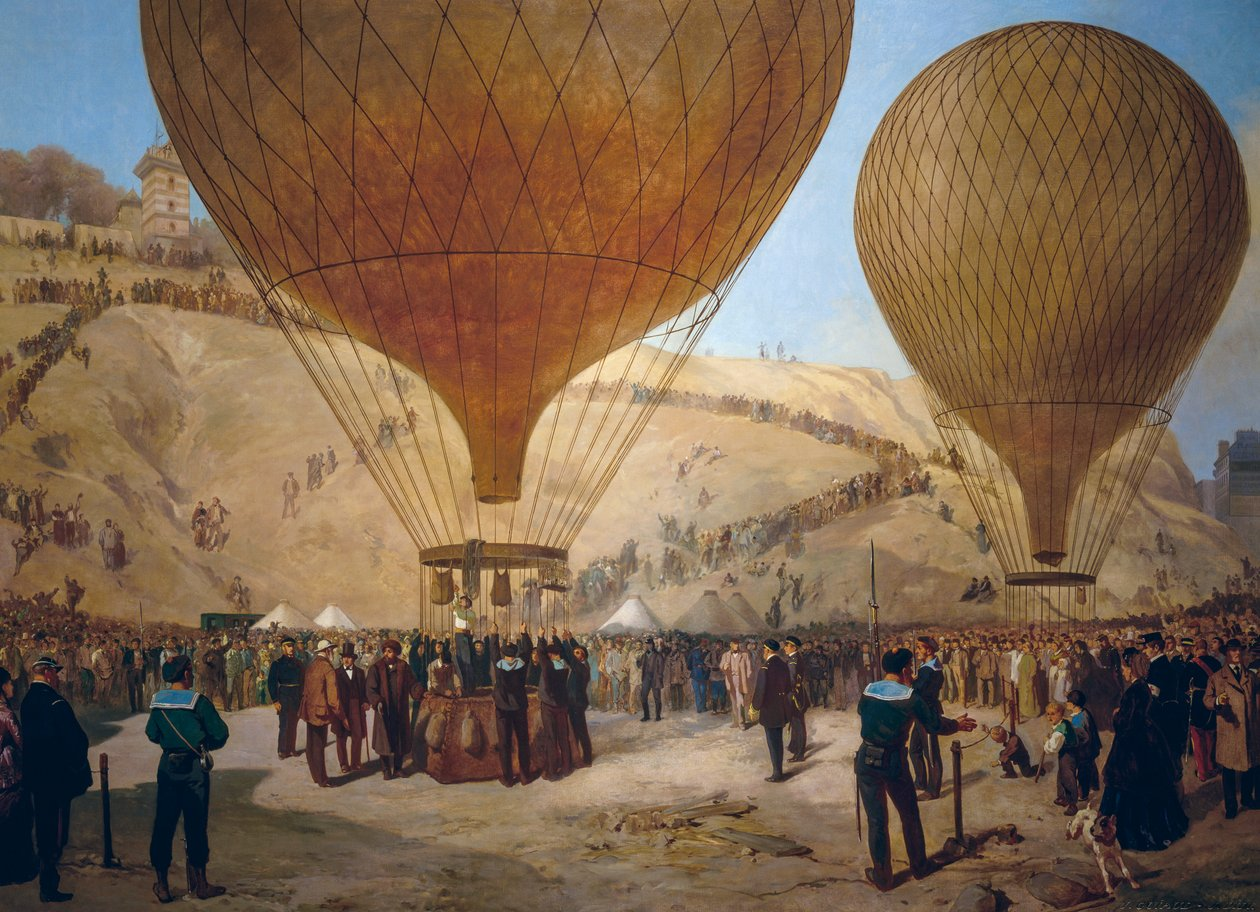
Tableau de Jules Didier et Jacques Guiaud représentant le départ de Léon Gambetta de Paris le 7 octobre 1870 à bord d'un ballon monté (musée Carnavalet).
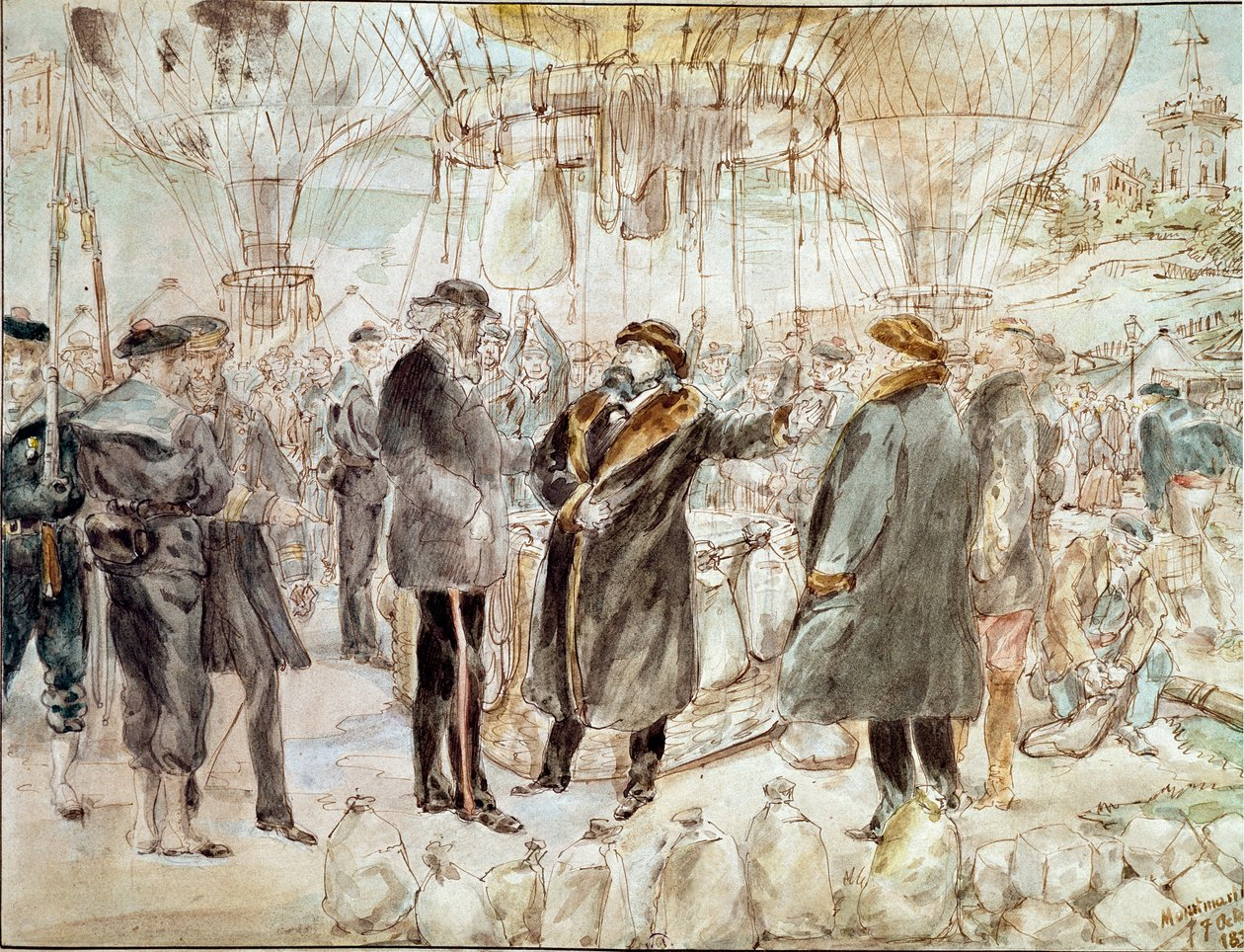
Gambetta s'apprêtant à monter dans le ballon l’Armand-Barbès.
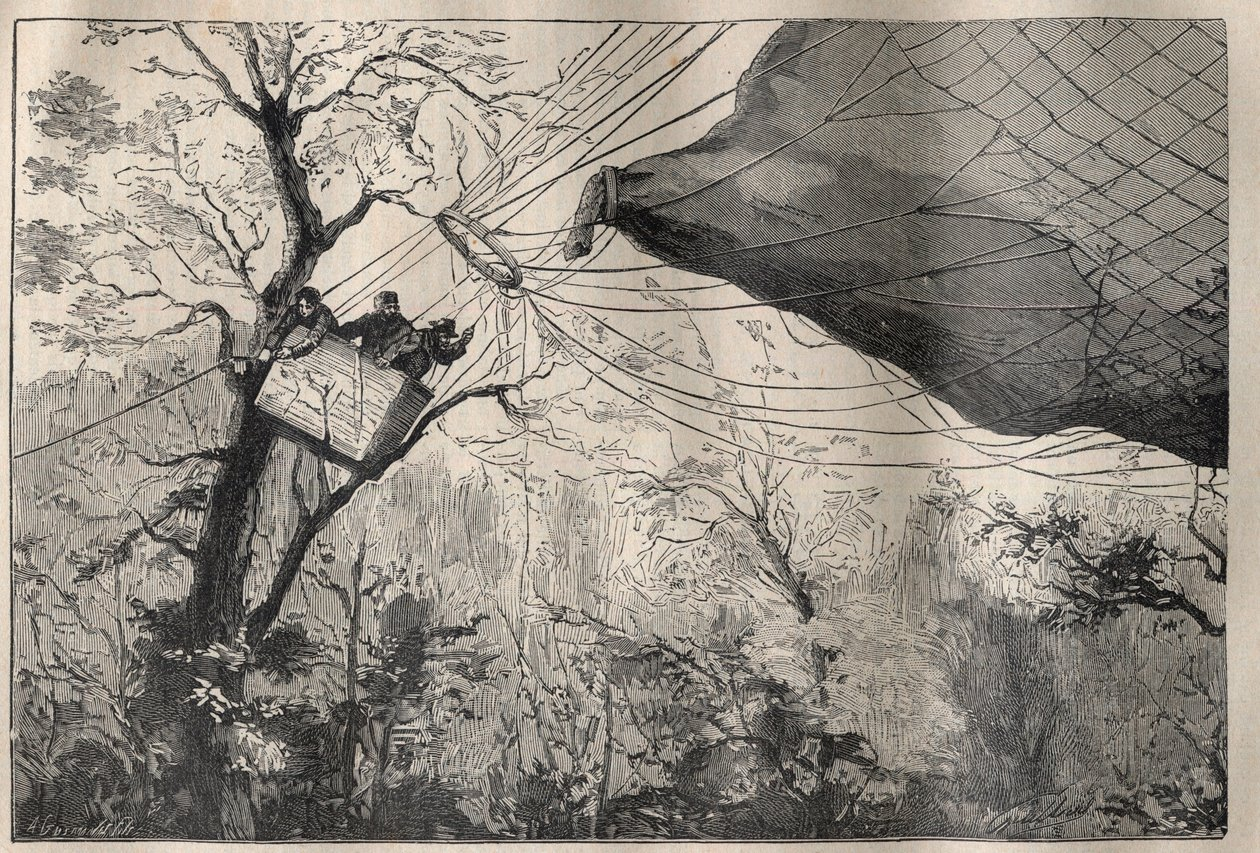
Descente du ballon l’Armand-Barbès dans le bois de Favières.

#### Organisation de l'armée

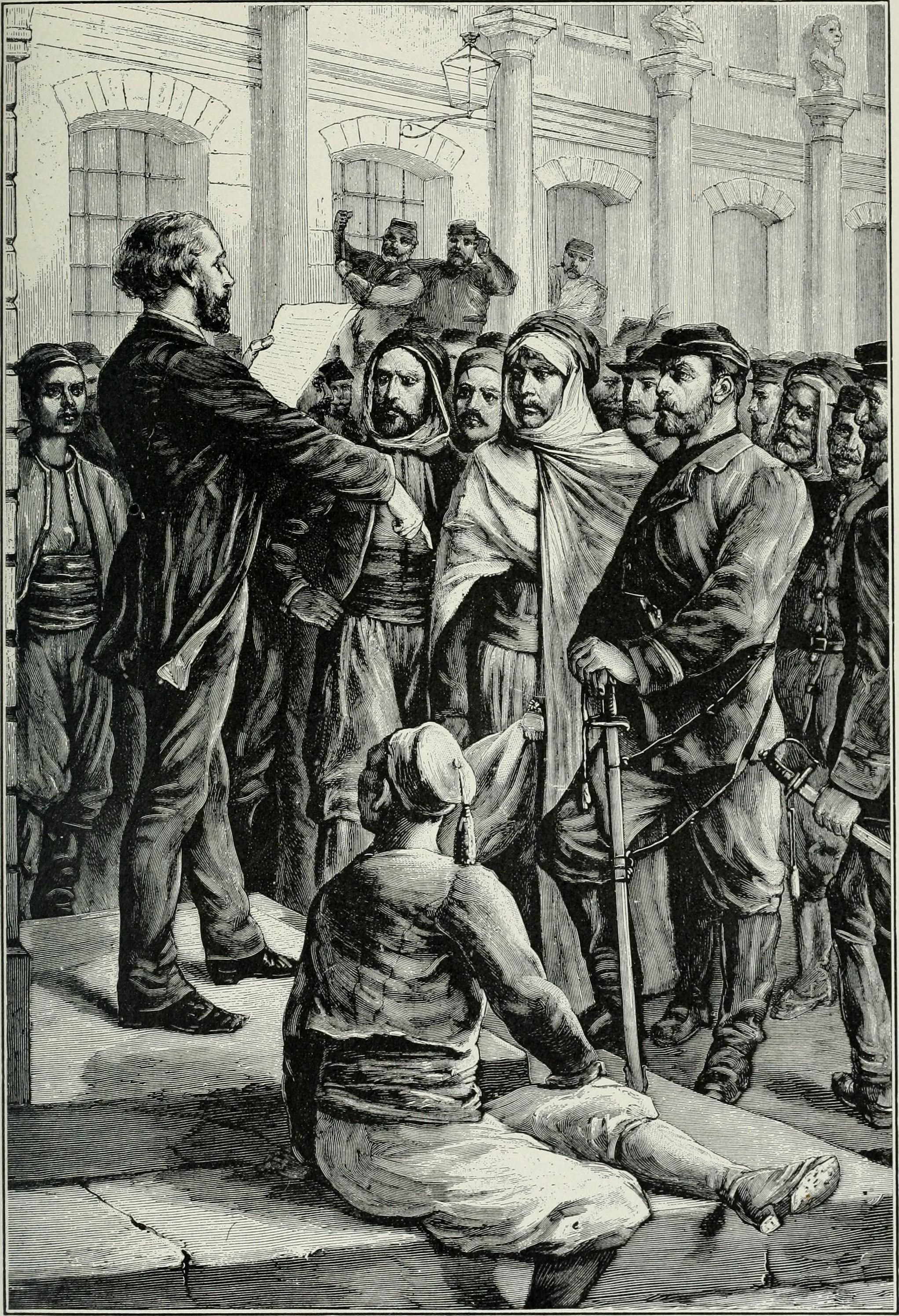
Léon Gambetta harangue des soldats à Tours en 1870.
Gravure publiée dans The Graphic en 1883.

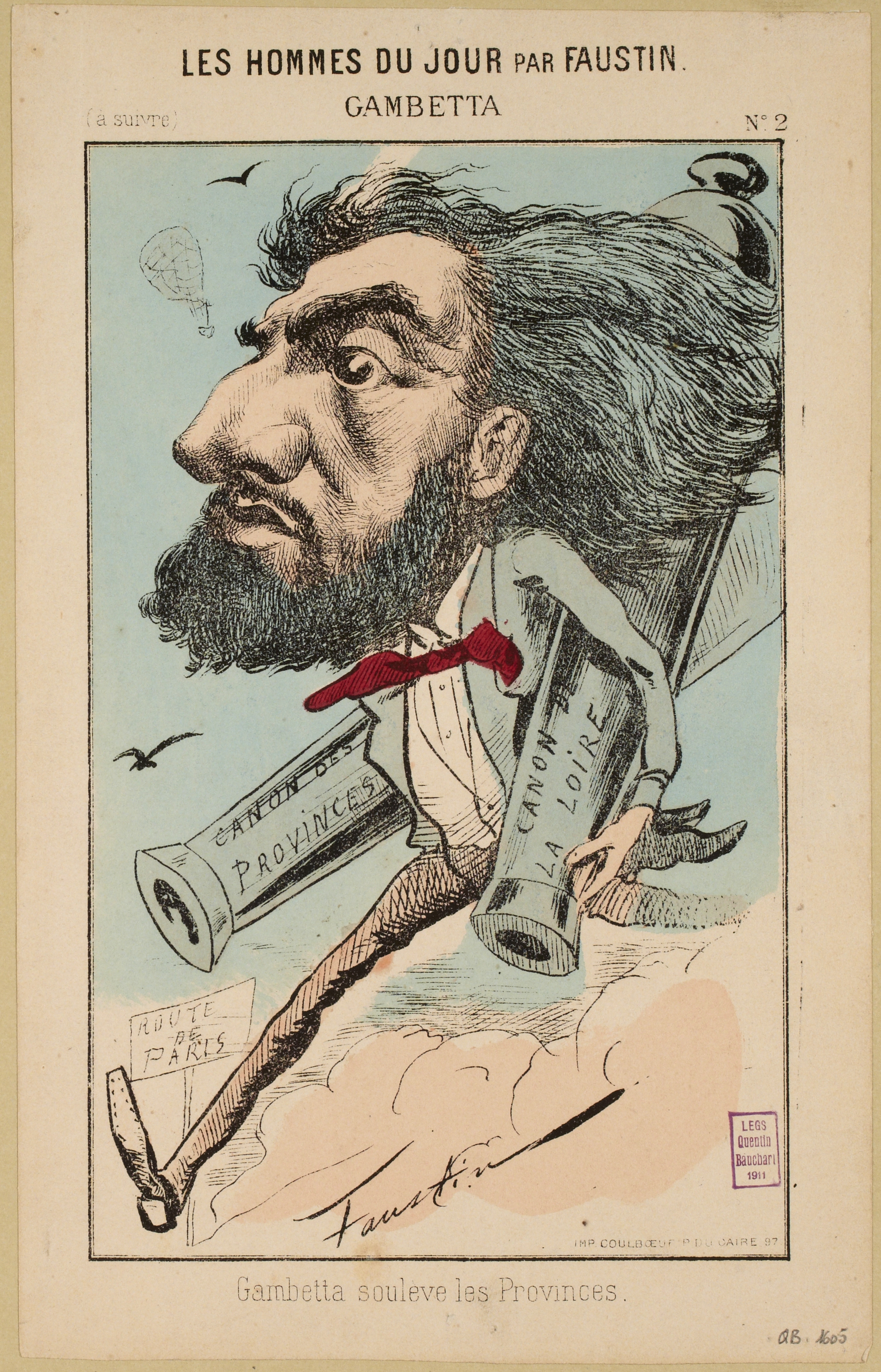
« Gambetta soulève les provinces » au pas de course en portant sous les bras le « canon des provinces » et le « canon de la Loire ». À l'arrière-plan, une montgolfière en vol et un panneau indiquant la route de Paris. Caricature de la série des Hommes du jour par Faustin, vers 1870-1871.

Dès le 9 octobre, dans une proclamation aux départements, Léon Gambetta exhorte la population à prendre les armes contre les Prussiens. Ces propos reçoivent un accueil favorable, y compris dans les milieux monarchistes dont il exalte le sentiment patriotique. De fait, Gambetta s'approprie la fonction de ministre de la Guerre, qu'il cumule avec le ministère de l'Intérieur, et s'entoure d'hommes de confiance en désignant notamment Charles de Freycinet comme délégué du ministre auprès du département de la Guerre. Gambetta et Freycinet procèdent au recrutement de 200 000 hommes dont ils assurent l'équipement et la nourriture, engagent un effort matériel avec un nouvel approvisionnement en armes et en munitions, mettent en place un service de reconnaissance et d'information, ainsi qu'un corps de génie civil. Onze camps sont également créés pour assurer la formation des nouvelles recrues. L'action de Gambetta est alors largement reconnue, comme le souligne le futur président de la République Paul Deschanel : « Gambetta rendit à la nation confiance en elle-même. Sa chaude et virile éloquence, sa foi enthousiaste, remuaient les cœurs […]. La France sentit qu’elle avait un chef, elle se reprit à espérer. Il lui apportait l’énergie et le rayon de la jeunesse. Il croyait, lui, alors que tant d’autres ne croyaient pas. Il animait tout de sa flamme ».
Après la reddition du maréchal Bazaine à Metz, qui permet aux Prussiens de concentrer de nouvelles troupes vers l'ouest, le gouvernement veut briser au plus vite le siège de Paris. Malgré le succès de l'armée de la Loire conduite par le général Aurelle de Paladines à Coulmiers le 9 novembre, les opérations militaires tournent de nouveau à l'avantage des Prussiens et le choix des troupes françaises de concentrer leurs efforts sur la capitale apparaît finalement comme une erreur stratégique. Les désaccords entre Gambetta et Aurelle de Pradines entraînent la destitution de ce dernier et la nomination du général Chanzy à la tête des armées, mais les efforts déployés par le ministre et ses collaborateurs ne suffisent pas à contrer la supériorité numérique et matérielle de l'ennemi.

#### Repli à Bordeaux et démission

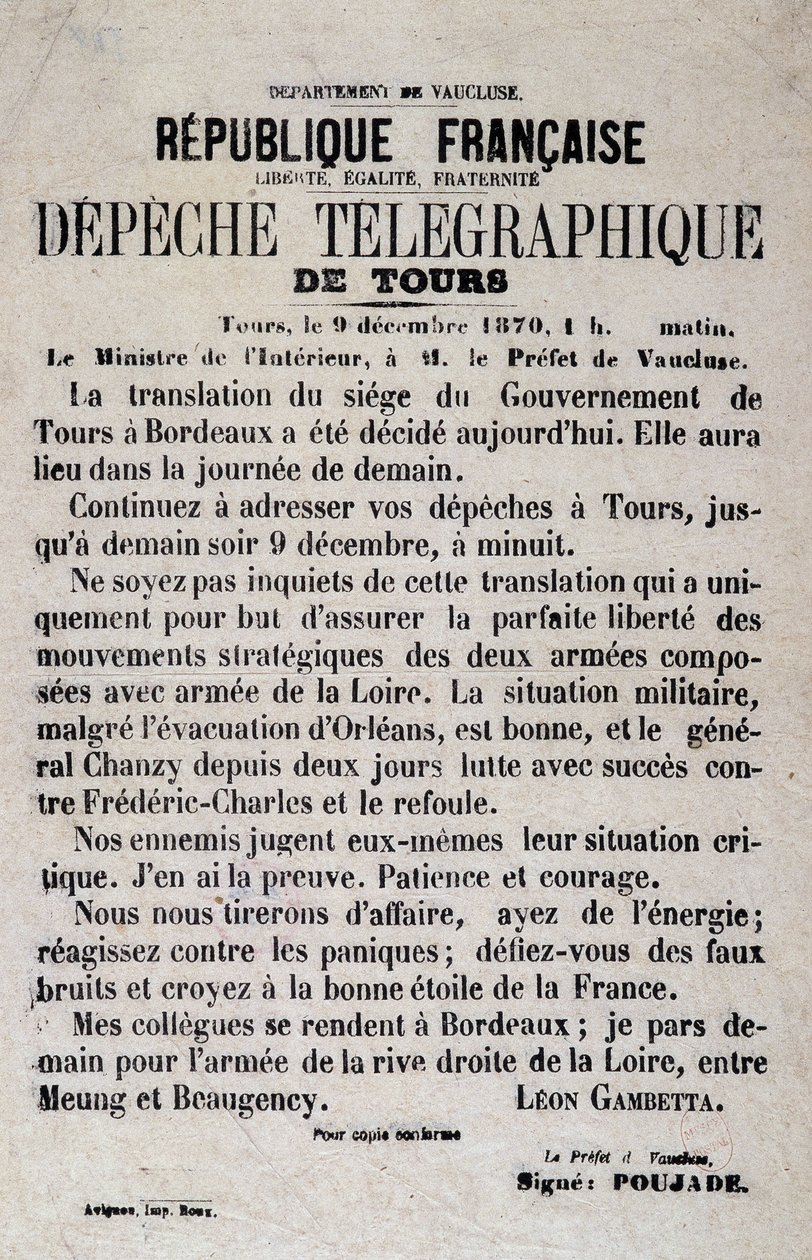
Dépêche télégraphique expédié par Gambetta depuis Tours pour annoncer le repli à Bordeaux, le 9 décembre 1870.

Devant l'avancée de l'armée prussienne et la perte d'Orléans, la délégation doit quitter Tours et s'installe à Bordeaux le 9 décembre 1870. Gambetta la rejoint deux jours plus tard mais, gardant espoir en une victoire française, il multiplie les déplacements pour réorganiser les armées, notamment à Bourges, Lyon, Laval mais également Lille, où il se rend par la mer. Les efforts de l'armée du Nord et de l'armée de l'Est ne permettent cependant pas de rompre le siège de la capitale, où les Parisiens meurent de froid et de faim. L'optimisme de Gambetta se heurte à l'aspiration à la paix devenue majoritaire dans la plupart des régions.
Paris étant à court de vivres et bombardé depuis le 5 janvier, Jules Favre signe, pour le gouvernement provisoire, un armistice de vingt-et-un jours le 28 janvier. Gambetta s'élève contre les conditions imposées par le chancelier Bismarck, notamment l'abandon d'une partie du territoire. Il adresse un courrier au gouvernement à Paris : « Capituler comme gouvernement, vous ne le pouvez ni en droit ni en fait. Poursuivre la guerre jusqu’à l’affranchissement […] telle doit être notre tâche ». Quand la nouvelle de l'armistice parvient à Bordeaux le 29 janvier, Gambetta, furieux et découragé, écrit une lettre de démission à Adolphe Crémieux qui lui annonce l'arrivée de Jules Simon en tant qu'émissaire du gouvernement.
Entre-temps, le 31 janvier, Gambetta prévoit l'organisation des élections législatives et décrète l'inéligibilité des anciens ministres, sénateurs, conseillers d'État, préfets et candidats officiels de l'Empire, ce qui provoque la colère de Bismarck qui menace le gouvernement de rompre l'armistice. Le 1er février, Jules Simon arrive à Bordeaux pour mettre fin aux fonctions de Gambetta et, si besoin, l'arrêter. Ce dernier compte encore sur le soutien des membres de la délégation et de nombreux préfets. Les autorités lyonnaises lui proposent de s'y installer pour mener la résistance mais l'armée est divisée : le vice-amiral Jauréguiberry veut poursuivre la guerre tandis que les généraux Chanzy et Faidherbe se prononcent en faveur de la paix.
Le 5 février, une manifestation menée par l'extrême gauche se tient devant la préfecture de Bordeaux pour soutenir Gambetta, qui ne veut cependant pas d'une guerre civile qui emporterait la République. Le lendemain, trois autres membres du gouvernement arrivent à Bordeaux pour appuyer Simon, à savoir Eugène Pelletan, Emmanuel Arago et Louis-Antoine Garnier-Pagès. Gambetta préfère démissionner ce 6 février 1871 et l'annonce aux préfets : « Ma conscience me fait un devoir de résilier mes pouvoirs de membre d'un gouvernement avec lequel je ne suis plus en communion d'idées ni d'espérances ».

### Combat pour l'affermissement de la Troisième République (1871-1879)

#### Opposition et rapprochement avec Thiers

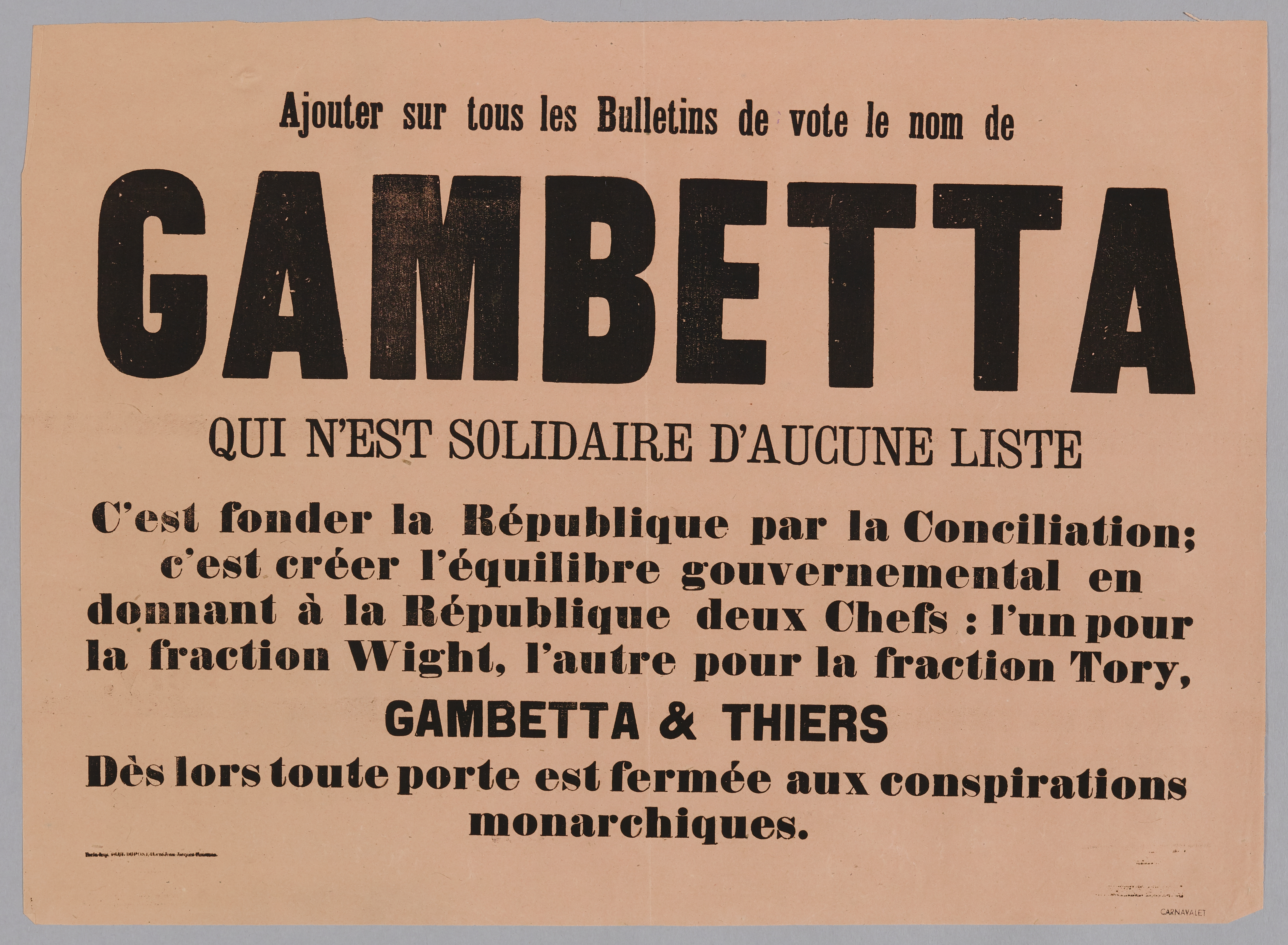
Affiche électorale incitant à voter Gambetta pour fonder la République par la Conciliation, 1871.

Les élections législatives se déroulent le 8 février 1871. Candidat dans plusieurs circonscriptions, Léon Gambetta est élu dans dix départements et choisit de représenter le Bas-Rhin par patriotisme. Ce scrutin montre qu'il conserve une certaine influence en particulier dans les grandes villes et les régions de l'Est, mais le grand vainqueur est Adolphe Thiers, élu dans vingt-six départements et qui devient le chef du pouvoir exécutif au sein d'une Assemblée nationale largement dominée par les monarchistes.
Léon Gambetta s'associe à la protestation des élus alsaciens et lorrains qui s'insurgent de la cession de ce territoire à l'Empire allemand. Le 28 février, les préliminaires de paix sont pourtant adoptés par 546 voix contre 107, et 23 abstentions. Le 1er mars, l'ensemble des députés alsaciens-lorrains démissionnent après la lecture par Jules Grosjean d'une nouvelle proclamation qu'ils ont signée. Par solidarité, des députés de la Gauche radicale démissionnent à leur tour, parmi lesquels Arthur Ranc, Henri Rochefort et Victor Hugo.

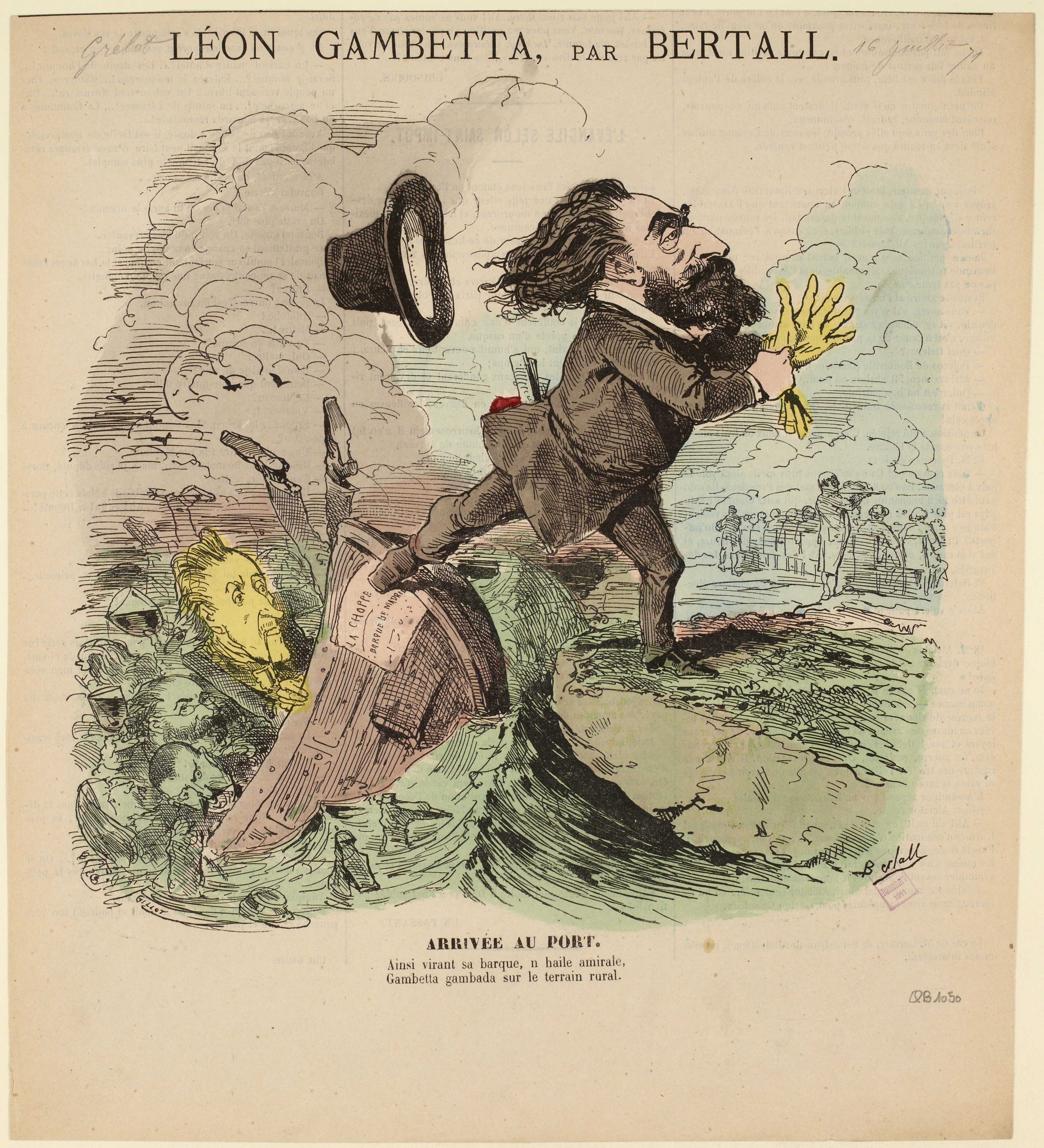
Le dictateur révolutionnaire est mort, vive le républicain des familles ! Débarquant en France après son séjour à Saint-Sébastien, un Gambetta deuxième manière, aux gants jaunes, prêche désormais la modération.
Caricature par Bertall, Le Grelot, 16 juillet 1871.

Fatigué physiquement et moralement, Léon Gambetta se retire à Saint-Sébastien, en Espagne, et c'est de là qu'il assiste en spectateur aux événements de la Commune de Paris. Son ami Eugène Spuller le convainc d'effectuer son retour en politique. Candidat aux élections partielles du 2 juillet 1871, il est élu dans les départements du Var, des Bouches-du-Rhône et de la Seine, et choisit de représenter cette dernière circonscription, celle du quartier de Belleville où il était élu sous l'Empire. Les premiers discours de Gambetta étonnent par leur modération qui contraste avec la « guerre à outrance » qu'il entendait mener quelques mois plus tôt. Il prône désormais l'union des républicains et fait de l'accomplissement de ce régime un idéal qui doit être atteint sans violence.

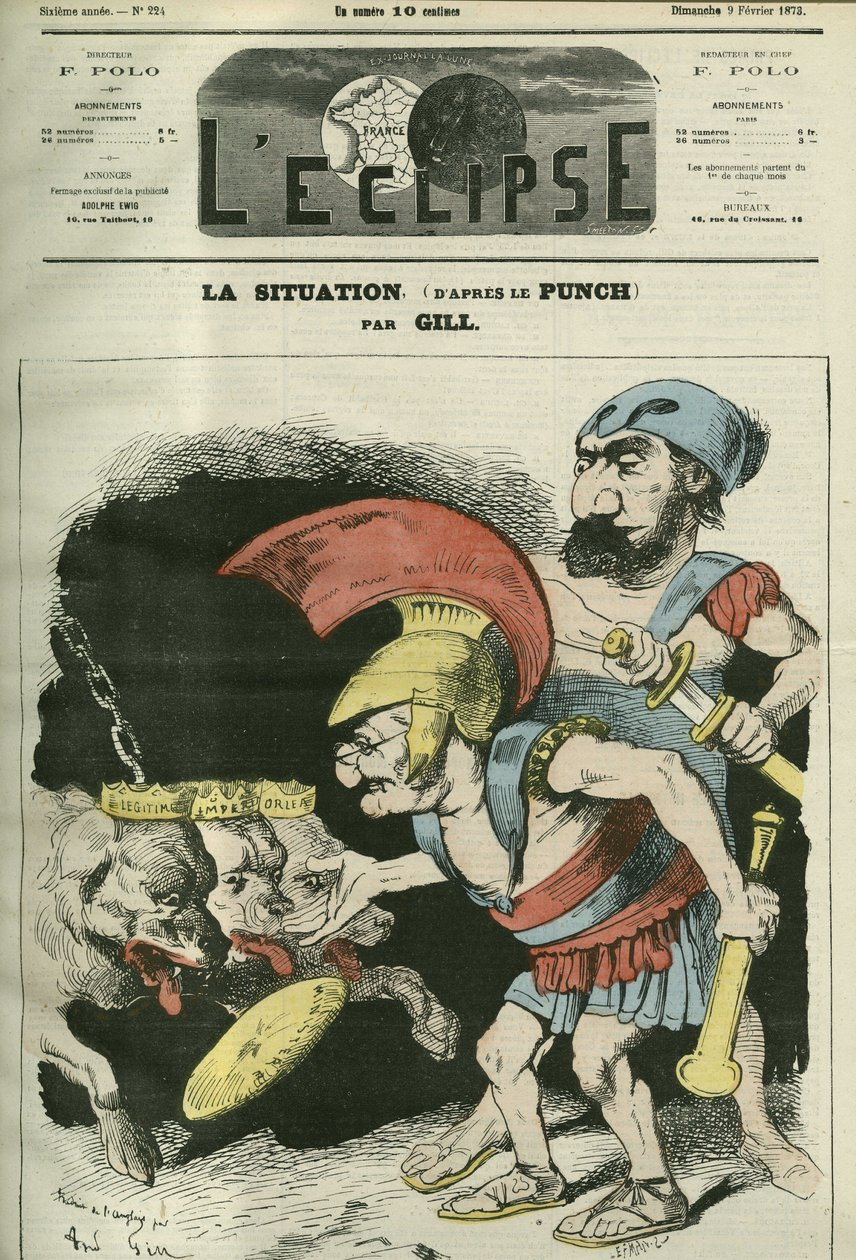
Gambetta dégaine son épée tandis que Thiers jette une galette (un portefeuille ministériel) pour détourner l'attention de Cerbère dont les trois têtes représentent le légitimisme, l'orléanisme et le bonapartisme. Caricature de Gill, L'Éclipse, 9 février 1873.

Gambetta est isolé à l'Assemblée : il prend la tête de l'Union républicaine, un groupe parlementaire d'une trentaine de membres, tandis que les « quatre Jules », Ferry, Favre, Simon et Grévy, fondent la Gauche républicaine. Ce dernier est particulièrement virulent à l'égard de Gambetta et leur inimitié est largement reconnue. Toutefois, ces groupes parlementaires ne sont pas encore de véritables partis politiques : non organisés, ils ne s'appuient pas sur des réseaux de militants et ne dispensent pas de véritables consignes de vote, mais leur existence témoigne d'une grande pluralité d'opinions et de la présence de certaines lignes de fracture parmi les républicains. Léon Gambetta, conscient du faible poids qu'il représente, intervient peu dans l'hémicycle. Il prône cependant la dissolution de cette Assemblée à coloration monarchiste, élue pour mettre un terme à la guerre, et milite en vain pour l'élection d'une véritable Assemblée constituante.
Alors que les républicains ne cessent de gagner des sièges lors des élections législatives partielles et que les monarchistes sont toujours divisés entre orléanistes et légitimistes, le président Adolphe Thiers se rapproche de la gauche et se prononce ouvertement en faveur d'une république conservatrice, quoique le pacte de Bordeaux prévoyait qu'il ne prenne pas position sur le futur régime. Gambetta le soutient à plusieurs reprises mais les deux hommes, malgré la convergence de leurs intérêts, continuent de s'opposer. Thiers condamne ainsi le discours dans lequel le député évoque l'avènement d'une couche sociale nouvelle et engagée en politique, ce que certains, principalement les conservateurs, considèrent comme l'annonce d'une révolution sociale. Albert de Broglie, qui prend la tête de la droite conservatrice, assimile l'appel aux couches nouvelles de Gambetta à la Commune et souhaite que Thiers le condamne explicitement, de manière à séparer le président de la République de la gauche. Lors de l'élection législative partielle du 27 avril 1873, Gambetta soutient à Paris la candidature radicale de l'ancien maire de Lyon, Désiré Barodet, face au candidat soutenu par Thiers et les républicains conservateurs, Charles de Rémusat. Gambetta s'implique personnellement dans la campagne, rédige la profession de foi du candidat, et multiplie les réunions. Son discours séduit à la fois l'extrême gauche et les républicains modérés, et permet à Barodet d'emporter une nette victoire.
Ce succès de l'union des gauches inquiète la droite qui souhaite contenir la montée du radicalisme en se débarrassant de Thiers : mis en minorité malgré le soutien de la gauche et de Gambetta, le président de la République démissionne et Patrice de Mac Mahon est élu. La chute de Thiers marque le retour du clivage gauche-droite à l'Assemblée nationale et Gambetta retrouve dès lors son statut de chef de file de l'opposition.

#### Le «commis voyageur de la République»

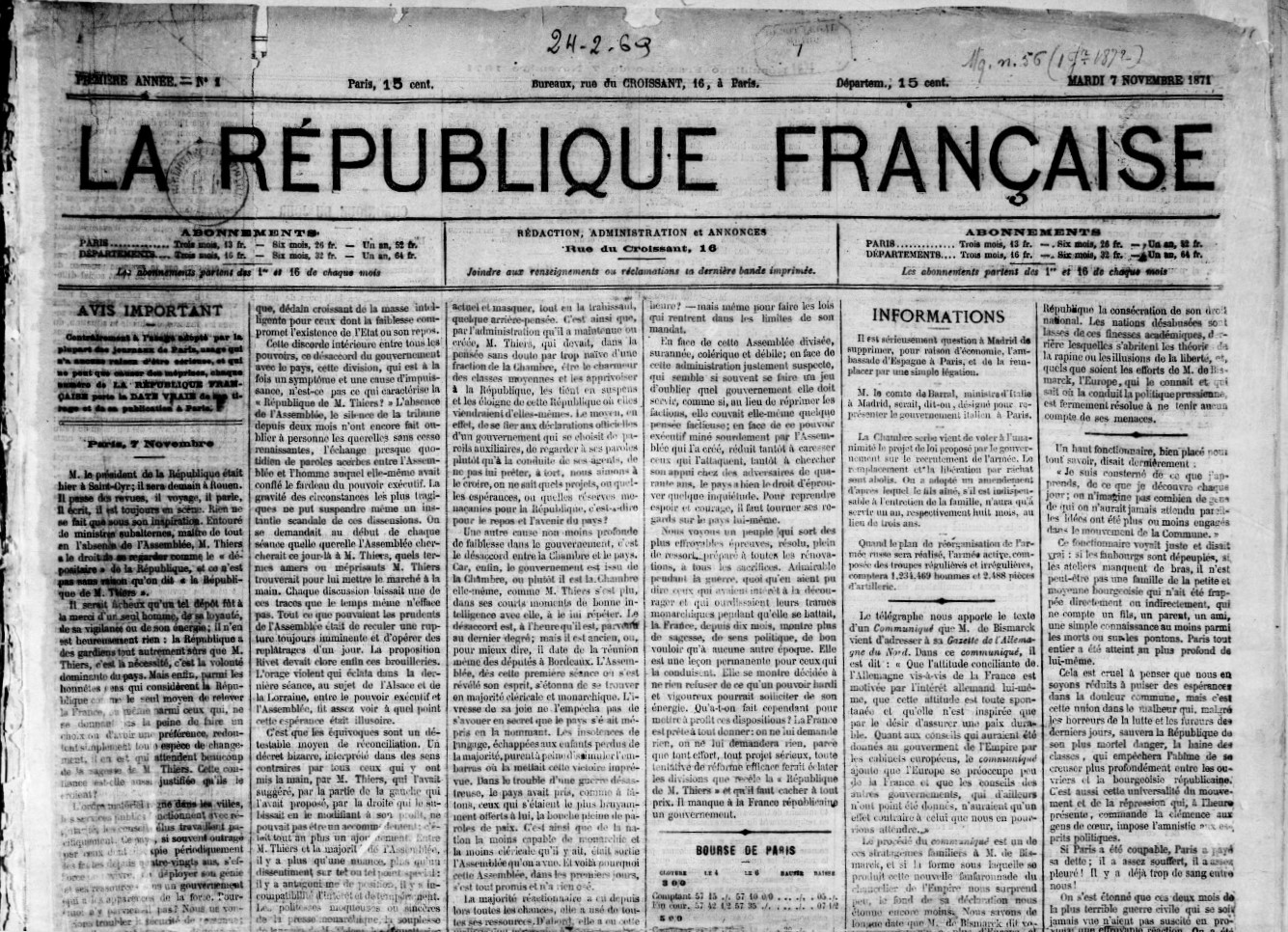
Une du premier numéro de La République française, le 7 novembre 1871.

Dans les premières années de la Troisième République, Léon Gambetta s'efforce d'étendre son influence et de répandre plus largement ses convictions dans la société française. Le 7 novembre 1871, il fonde avec quelques amis le journal La République française, un quotidien qui cherche à concurrencer le Journal des débats, plus libéral. Gambetta n'en est pas le principal rédacteur mais bien l'animateur : il décide du contenu du journal, commande des articles et suggère des modifications aux membres de son équipe qui constituent peu à peu « un contre-gouvernement, un cabinet fantôme de l'opposition, à la britannique », selon l'expression de son biographe Gérard Unger. Tiré à 15 000 exemplaires, La République française rencontre un certain succès et ses articles sont repris par des journaux républicains locaux, ce qui leur assure une plus grande diffusion.
La presse n'est pas le seul instrument utilisé par Gambetta : il s'appuie notamment sur les loges maçonniques, étant membre lui-même de la loge marseillaise « La Réforme », sur la Ligue de l'enseignement dont il est également membre et qui partage son idéal d'éducation laïque et nationale, et sur les salons qu'il fréquente régulièrement, en particulier celui de Juliette Adam. La présence de hauts gradés républicains dans l'armée, comme les généraux Chanzy, Faidherbe ou le colonel Denfert-Rochereau, lui vaut la sympathie de ceux qui admirent son patriotisme, tandis qu'il se lie d'amitié avec de grands financiers et industriels comme Emmanuel-Vincent Dubochet.
En s'appuyant sur ses talents d'orateur, Léon Gambetta choisit de s'adresser directement aux Français. Il sillonne le pays pour rencontrer les électeurs, assiste aux banquets, multiplie les discours dans lesquels il affirme sa doctrine, et devient alors le « commis voyageur de la République »,.

Léon Gambetta, « commis voyageur de la République ».
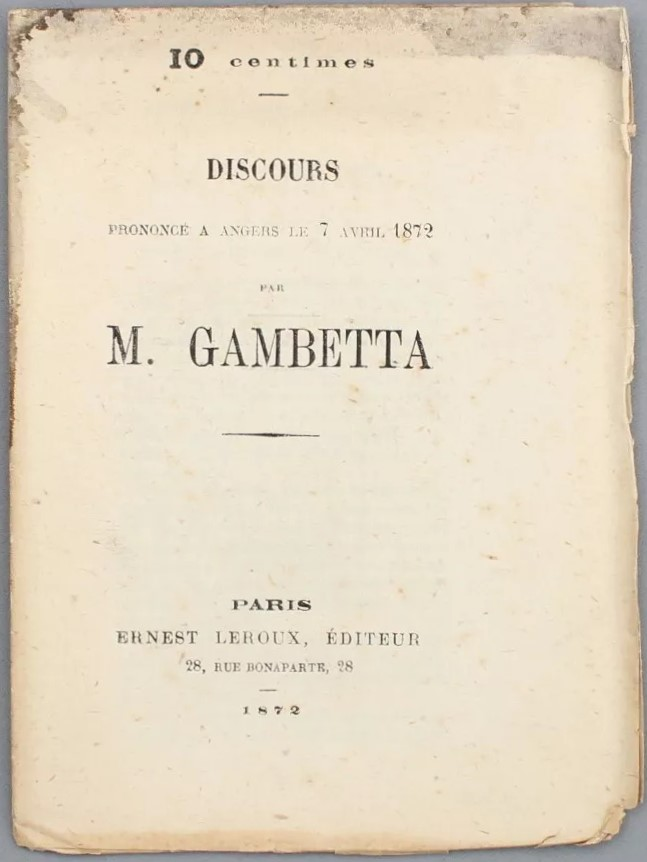
Texte imprimé d'un discours prononcé le 7 avril 1872 à Angers, « où Gambetta s'emploie à rassurer une population traditionnellement hostile à la République[90]. »
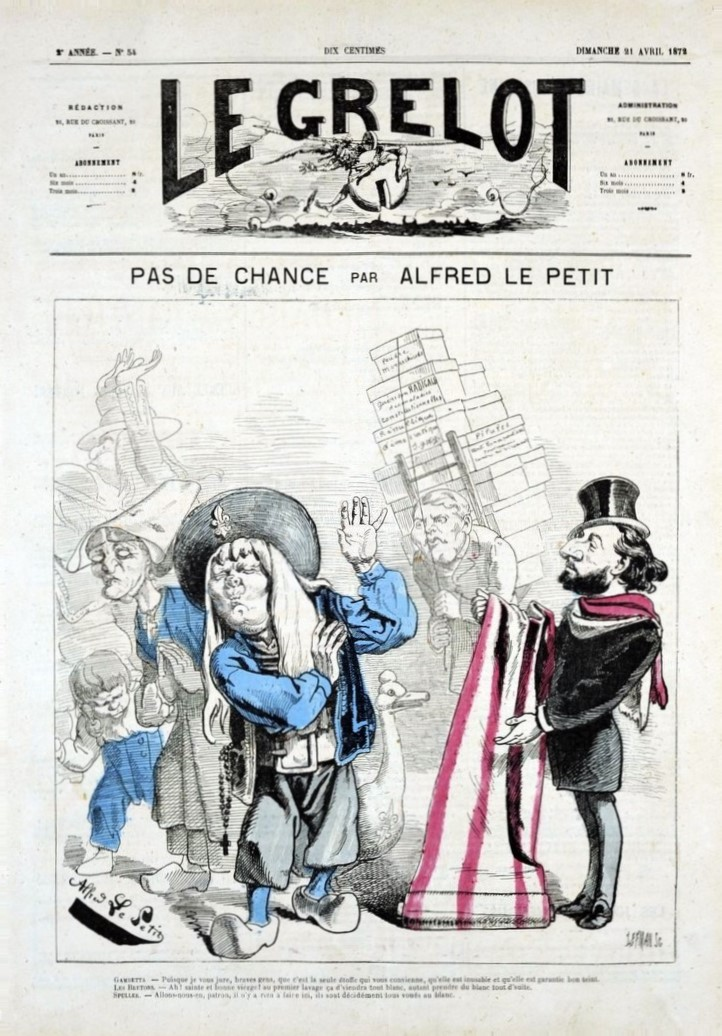
Caricaturés par Alfred Le Petit en marchands ambulants, Gambetta et Eugène Spuller tentent vainement de vendre leurs étoffes républicaines à des bretons catholiques et monarchistes (Le Grelot, 21 avril 1872)[90].
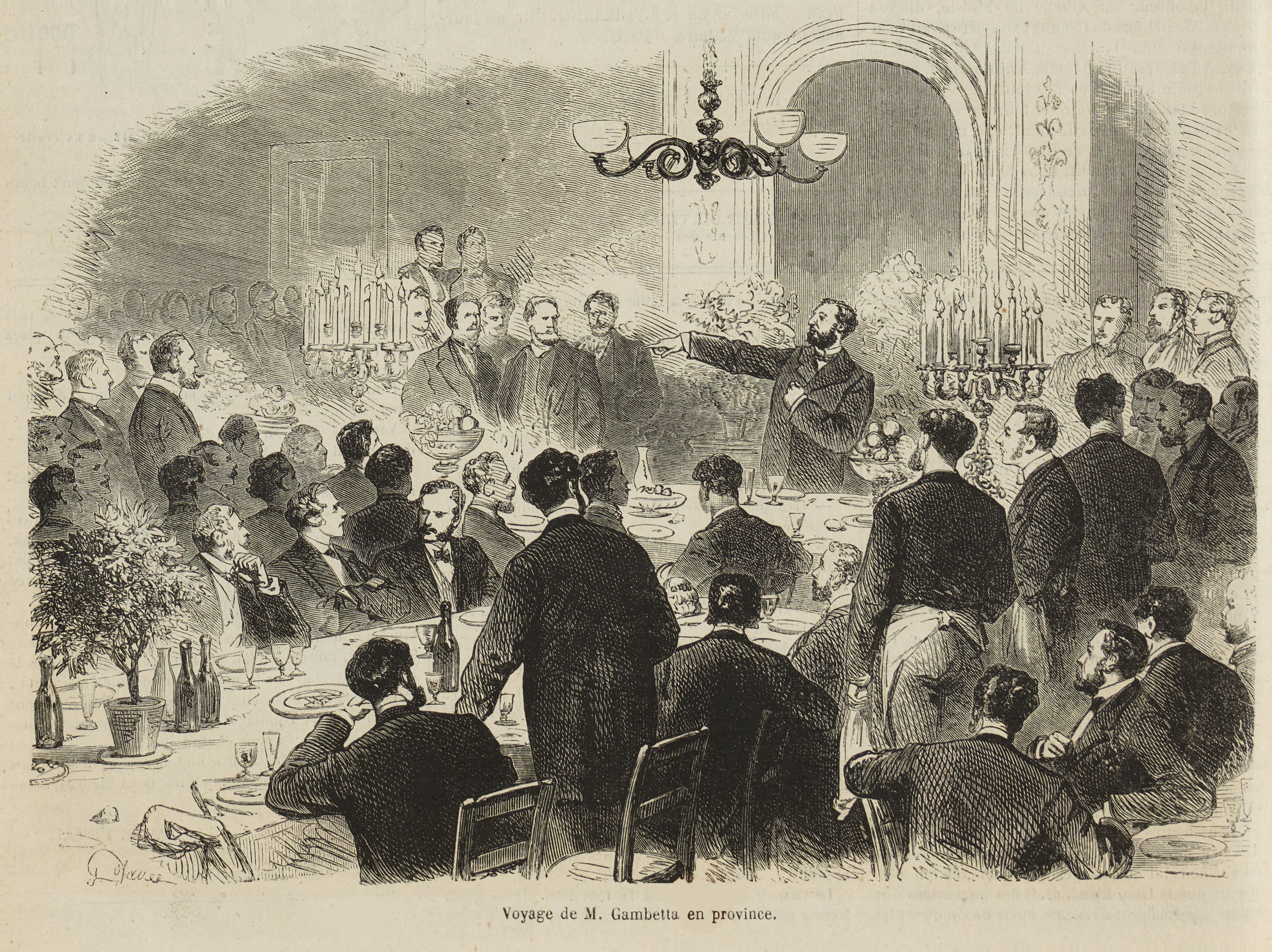
« Voyage de M. Gambetta en province », La Presse illustrée, 27 avril 1872.

#### Combat contre les monarchistes

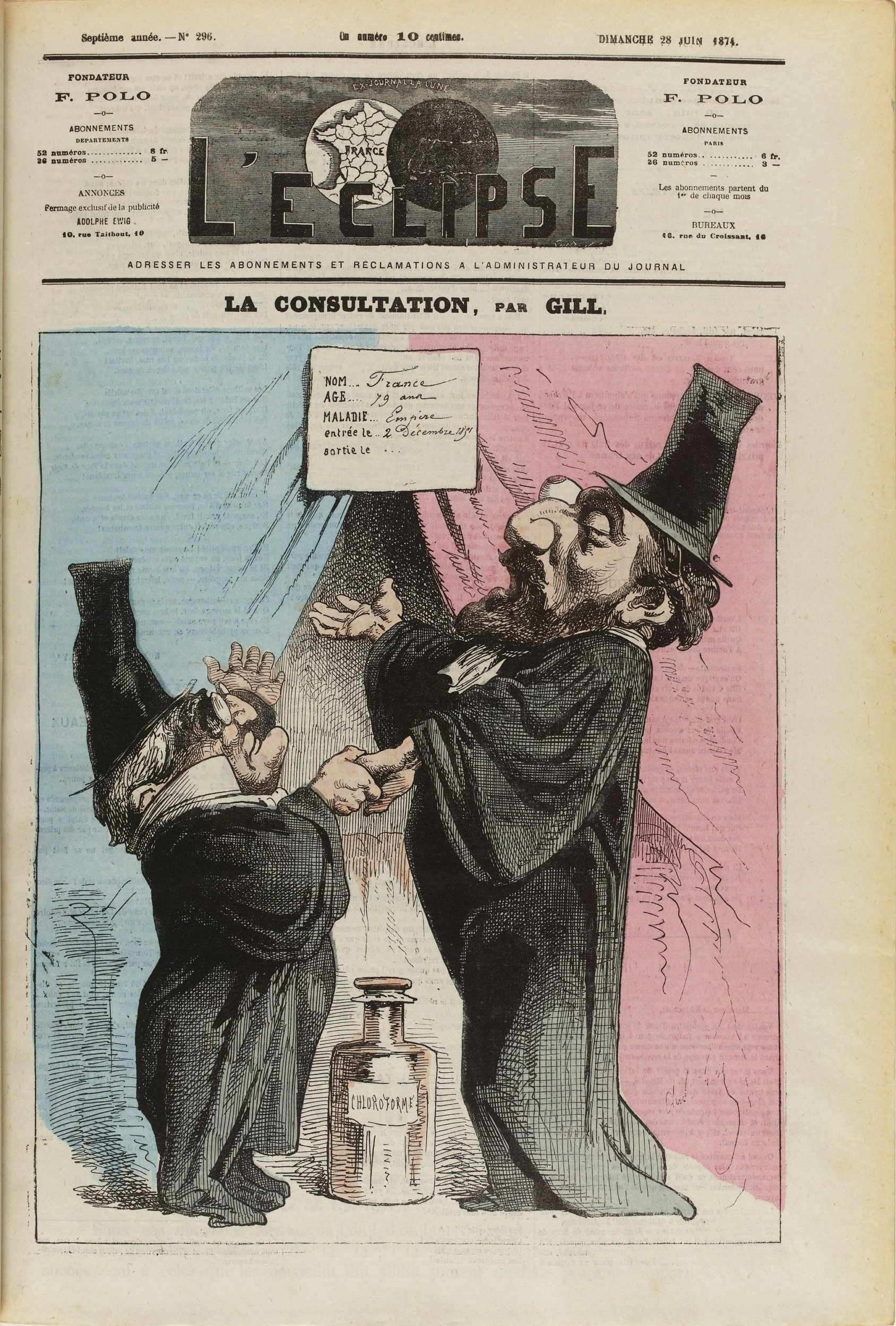
« La consultation » : Adolphe Thiers et Gambetta caricaturés en médecins prêts à opérer la France pour la guérir de sa maladie impériale. Composition d'André Gill, L'Éclipse, 28 juin 1874.

Dès son arrivée au pouvoir, le président Patrice de Mac Mahon entend poursuivre « l'œuvre de la libération du territoire et le rétablissement de l'ordre moral ». Léon Gambetta rédige un appel des représentants républicains à la nation, signé par 128 élus de l'Assemblée, dans lequel il exhorte son camp à ne pas céder à la tentation révolutionnaire pour ne pas assimiler la République à l'anarchie. Face au risque de rétablissement monarchique, il cherche l'union de tous les républicains et se rapproche de nouveau d'Adolphe Thiers et de ses partisans, tout en continuant de militer pour la dissolution de l'Assemblée. Considéré comme la « bête noire » du gouvernement, Gambetta sait parfois se mettre en retrait pour servir les intérêts de tous les opposants à la politique réactionnaire du gouvernement de Broglie. Il fait également échouer le projet de loi qui vise à rehausser l'âge de la majorité électorale à 25 ans et à exiger trois ans de résidence pour les électeurs non nés dans une commune, une loi qui serait ainsi défavorable aux républicains en raison de la grande mobilité d'une partie de leur électorat.
L'élection d'un candidat bonapartiste, le baron de Bourgoing, face au député radical sortant lors d'une élection partielle dans la Nièvre le 24 mai 1874 démontre la persistance du camp impérial et de son influence au sein de l'opinion. Ancien président du Sénat, le député de Corse Eugène Rouher conduit une propagande active avec son groupe l'Appel au peuple à l'Assemblée. En plus de son combat contre les monarchistes, Léon Gambetta poursuit de sa vindicte les représentants d'un « régime détesté et corrupteur », ce qui lui vaut d'être frappé au visage le 11 juin par un ancien officier de la garde impériale, Henri de Sainte-Croix.

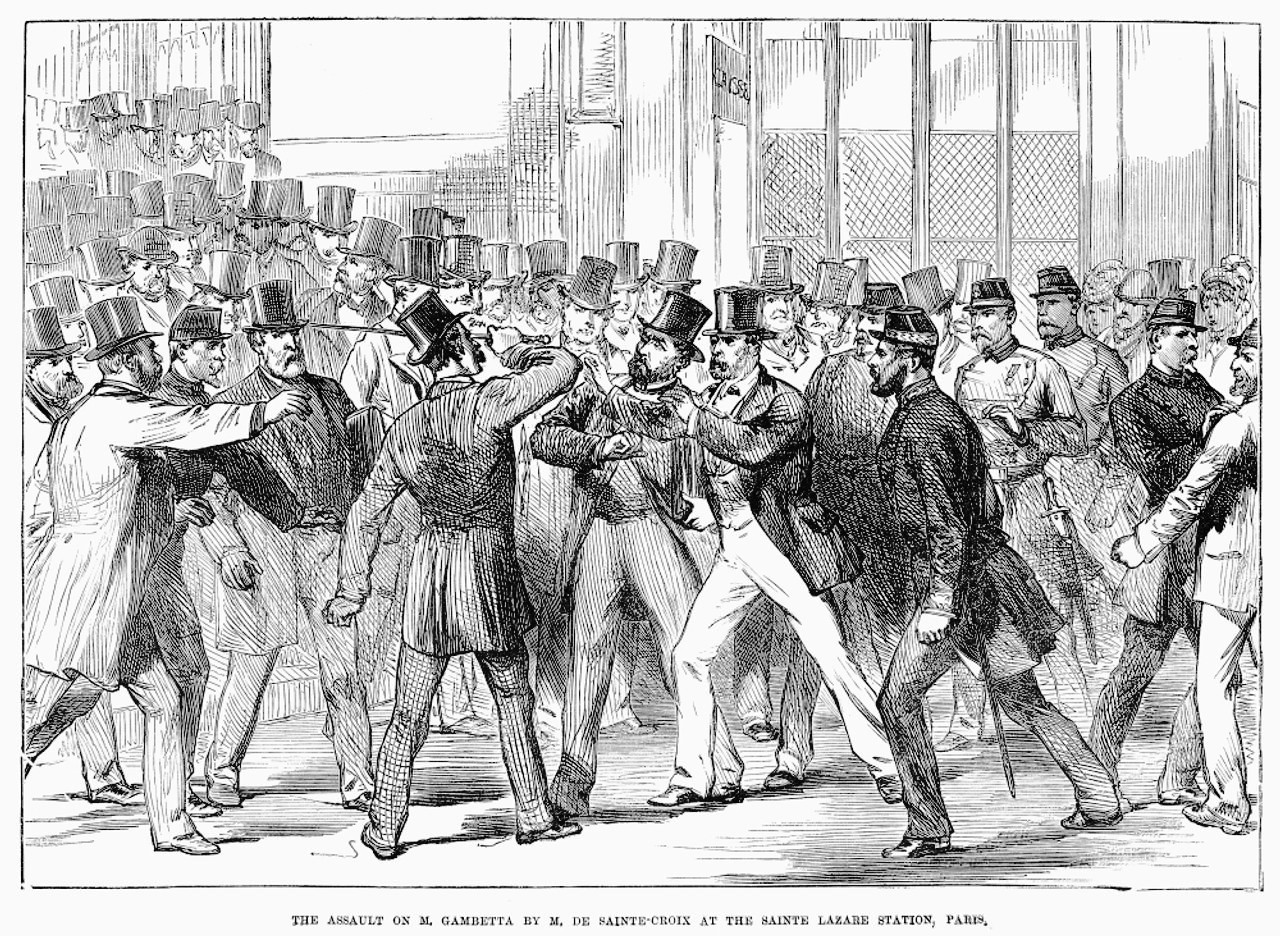
Léon Gambetta frappé par Henri de Sainte-Croix à la gare Saint-Lazare, le 11 juin 1874. Gravure publiée dans The Illustrated London News.
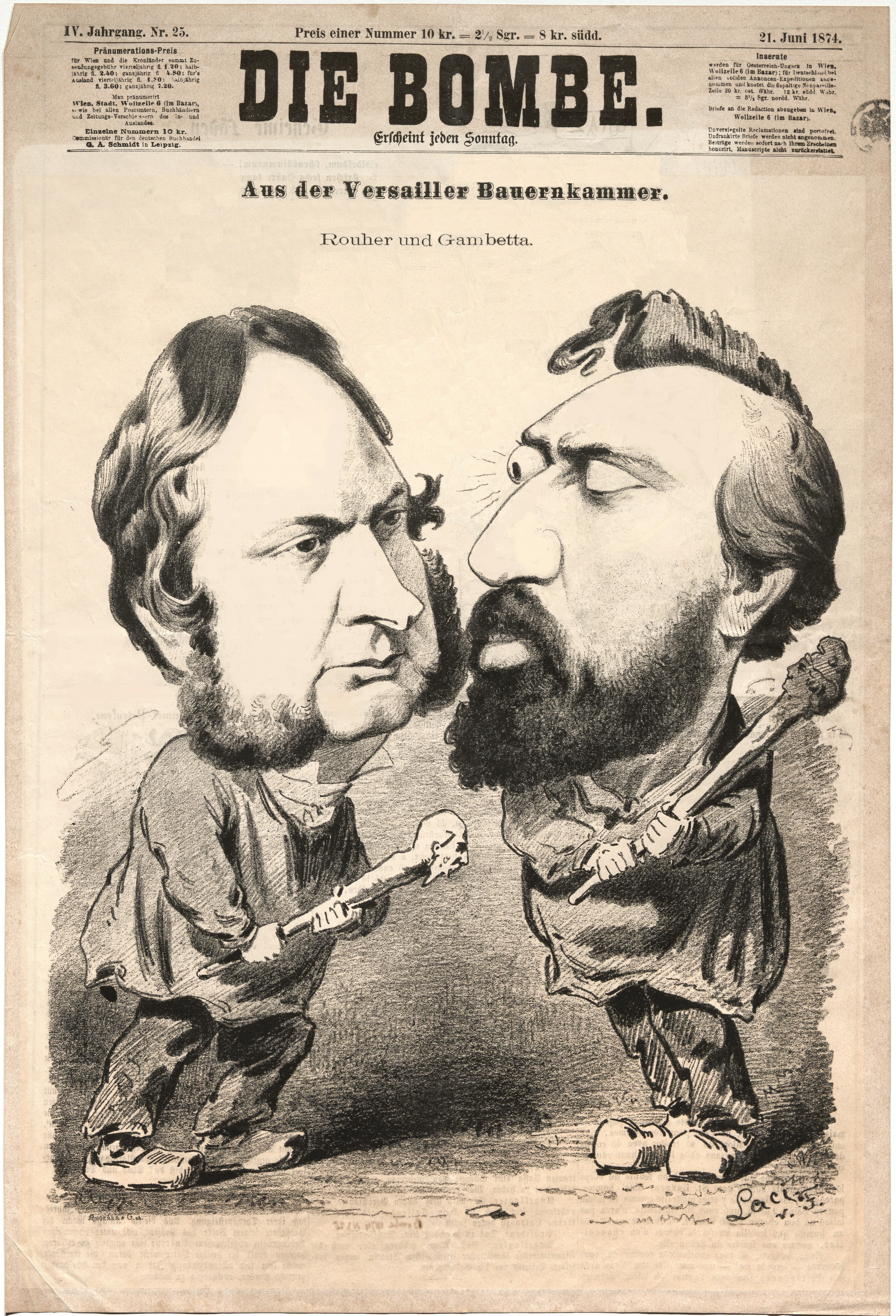
Eugène Rouher et Gambetta caricaturés en paysans batailleurs dans le journal autrichien Die Bombe, 21 juin 1874.

Inquiet des tentatives de restauration monarchique comme de la poussée des bonapartistes, Léon Gambetta fait preuve de pragmatisme et engage l'ensemble des groupes de la gauche républicaine à accepter un compromis. L'union des républicains, du centre gauche et du centre droit aboutit aux votes des lois constitutionnelles en janvier et février 1875,. Les républicains cèdent sur les pouvoirs du président de la République et le principe du bicamérisme, en acceptant la création du Sénat, mais ils obtiennent la réduction du nombre de sénateurs inamovibles et l'élection de ses autres membres au scrutin indirect par un collège électoral départemental. Le 16 juillet, le vote de la loi sur les rapports entre les pouvoirs publics, qui prévoit les sessions des Chambres et leurs relations avec le président de la République, achève l'organisation du nouveau régime. Tout au long de ce travail parlementaire, Léon Gambetta s'emploie à convaincre les réticents et agit « en négociateur avisé, en diplomate clairvoyant ».

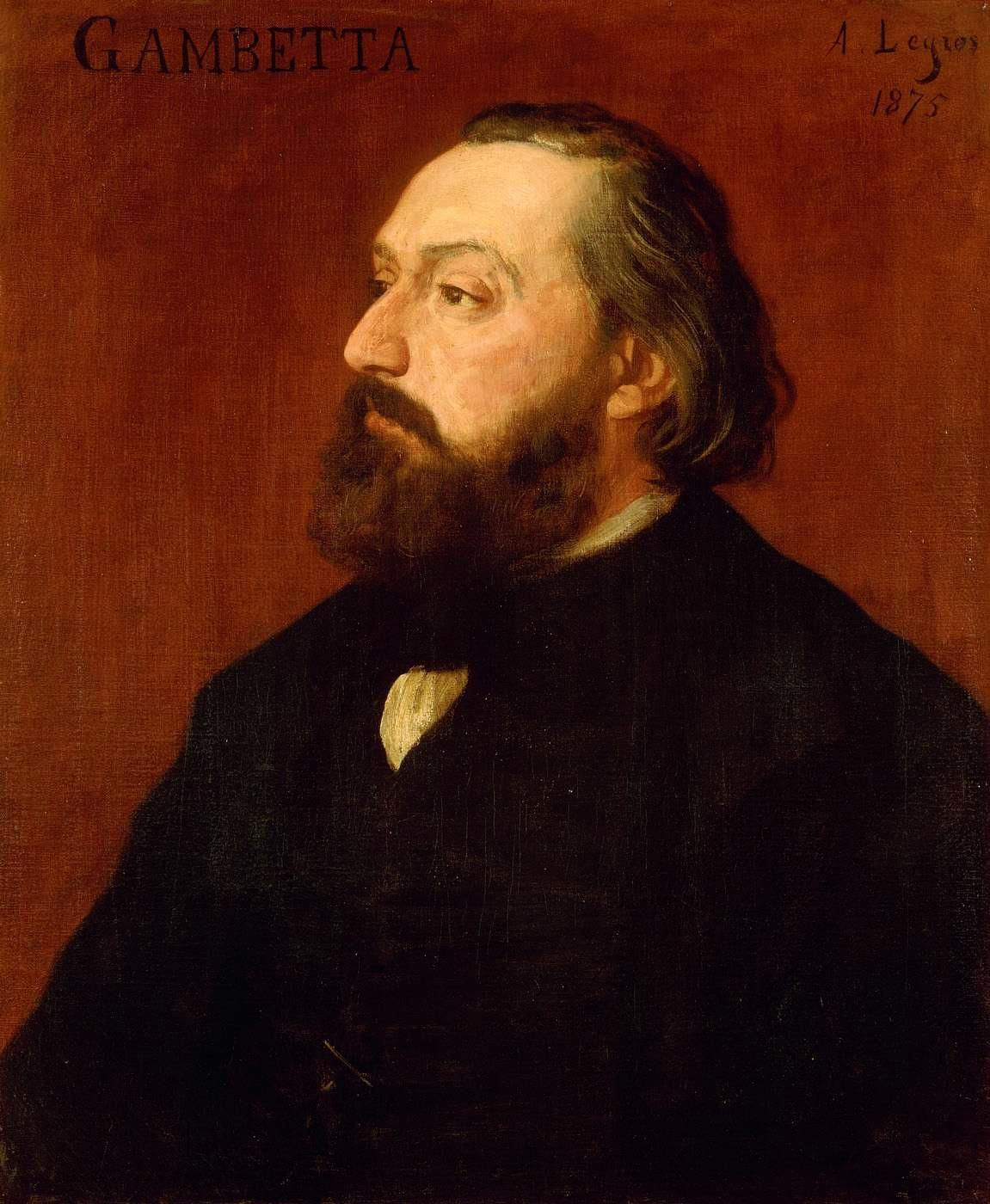
Portrait de Gambetta (huile sur toile d'Alphonse Legros, Paris, 1875, musée d'Orsay).

À ses amis qui lui reproche d'avoir renoncé à certains des idéaux républicains, il affirme : « Quels que soient les défauts ou les mérites de la Constitution, il faut la consolider et non l'ébranler. C'est une œuvre de paix et de conciliation, qui a été pour les républicains une occasion brillante de montrer leur union apparente. Nous avons bien fait de rompre un instant avec les intransigeants. […] Notre nouvelle née est une œuvre de conciliation, par conséquent de patriotisme. Le pays voit enfin se réaliser ce rapprochement tant désiré qui, s’il s’était opéré il y a soixante, quarante ou seulement trente ans, aurait achevé le cycle de la Révolution française ».

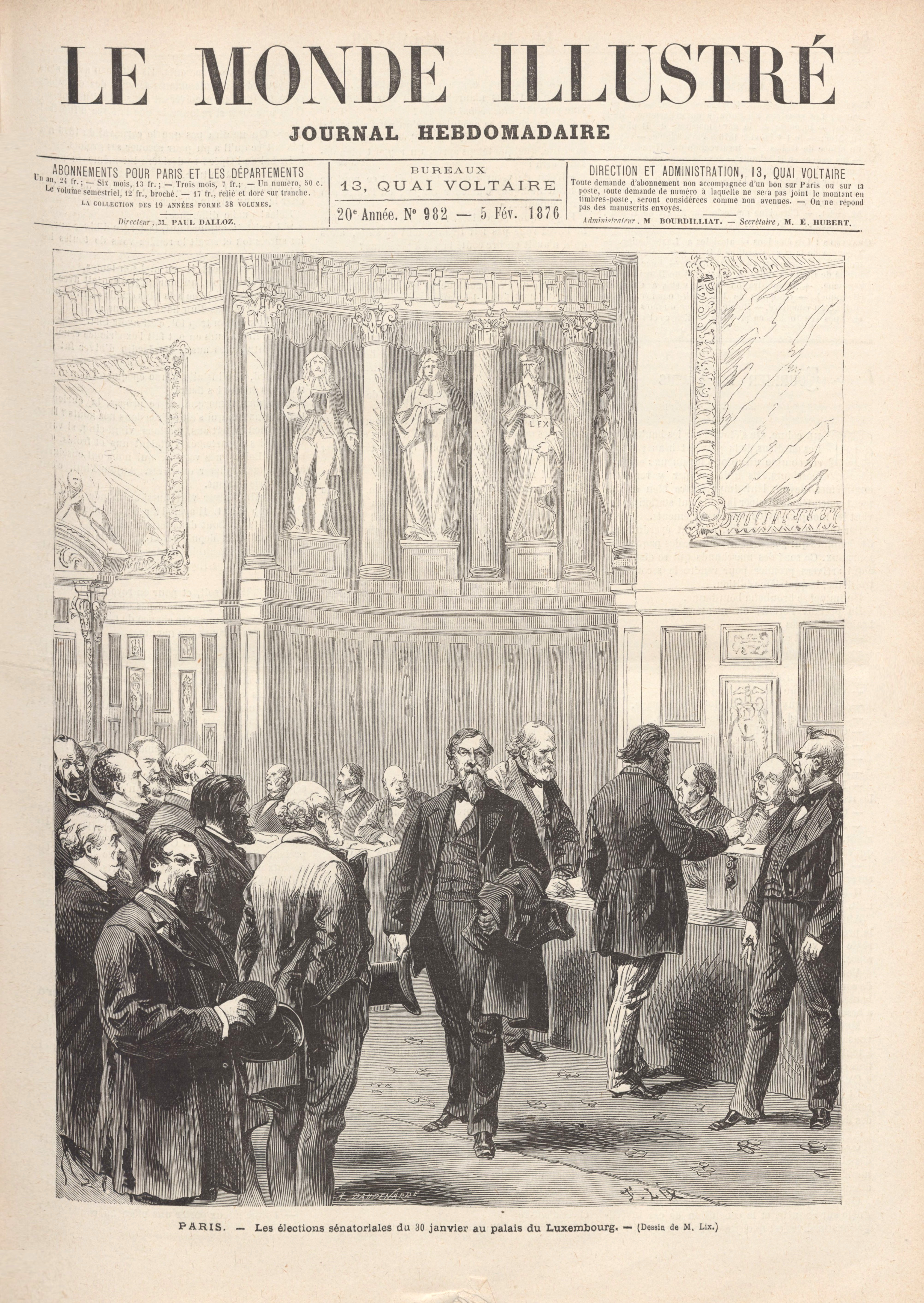
Élections sénatoriales au palais du Luxembourg en janvier 1876.
Illustration de Frédéric Lix, Le Monde illustré, 5 février 1876.

Comme à son habitude, Léon Gambetta s'engage fermement dans les combats électoraux en multipliant les déplacements et les discours, qu'il s'agisse des élections sénatoriales ou législatives. En décembre 1875, il profite des désaccords entre le centre droit et le centre gauche pour faire élire 57 républicains parmi les 75 sénateurs inamovibles. Au mois de janvier suivant, 92 républicains sont élus sénateurs, ce qui porte leur total à 149 membres sur les 300 que compte le Sénat. C'est un succès incontestable pour le camp républicain tant celui-ci redoutait que la chambre haute ne devienne un bastion conservateur. Dans les jours qui précèdent les élections législatives des 20 février et 5 mars 1876, organisées pour élire la Chambre des députés en application des lois constitutionnelles, Gambetta ne ménage pas sa santé. Candidat dans cinq circonscriptions, il sillonne la France et dort fréquemment dans les trains de nuit. Élu dès le premier tour à Lille, Bordeaux, Marseille et Paris, et battu seulement à Avignon, il choisit une nouvelle fois de représenter la circonscription de Belleville. La victoire des républicains est totale, ceux-ci remportant les deux tiers des sièges avec 360 élus dont une centaine de membre de l'Union républicaine de Gambetta.

#### République opportuniste
Au lendemain des élections, Gambetta devient le principal leader de l'opposition mais il suscite encore la méfiance des autres chefs républicains, comme le souligne l'historien Daniel Halévy : « Gambetta avait bien travaillé au succès commun et on l’en félicitait, mais on n’était pas pressé de travailler au sien ». Il accède cependant à la présidence de l'importante commission du budget à l'Assemblée. À sa tête, il propose notamment d'introduire l'impôt sur le revenu, un projet adopté par la commission mais qui n'est jamais discuté en session plénière car de nombreux députés s'opposent à ce projet, en particulier le ministre des Finances Léon Say.
L'unité républicaine est alors loin d'être acquise et Gambetta reçoit des critiques de toutes parts. Sur sa gauche, Alfred Naquet, Louis Blanc et Madier de Montjau mènent un groupe de radicaux intransigeants qui ne reconnaît plus son autorité et conteste sa position sur l'amnistie partielle des communards. Ce groupe — qu'il qualifie en privé de « ligue du mal public » — réclame une amnistie complète, tout comme la fermeture de l'ambassade de France auprès du Vatican et la révision des lois constitutionnelles de 1875,. Sur sa droite, Gambetta est aux prises avec la Gauche républicaine de Jules Ferry au sujet de l'organisation des élections municipales de 1877, ce dernier acceptant un compromis que Gambetta rejette et qui permet au président de la République de pouvoir nommer un plus grand nombre de maires.

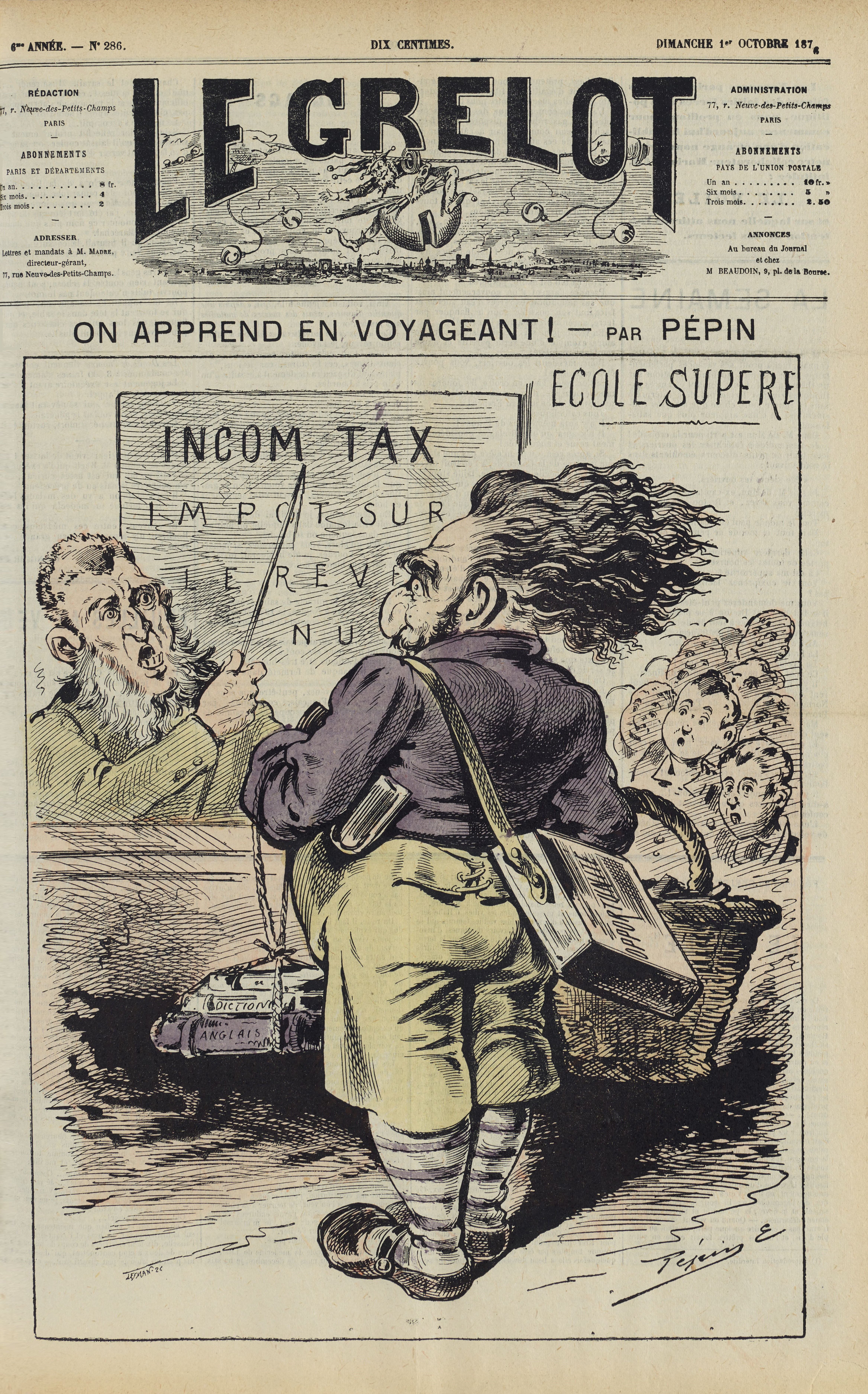
Croqué en écolier portant une culotte courte, Gambetta s'inspire de l'exemple britannique pour réfléchir à la mise en place de l'impôt sur le revenu. « On apprend en voyageant ! », caricature par Pépin, Le Grelot, 1er octobre 1876.
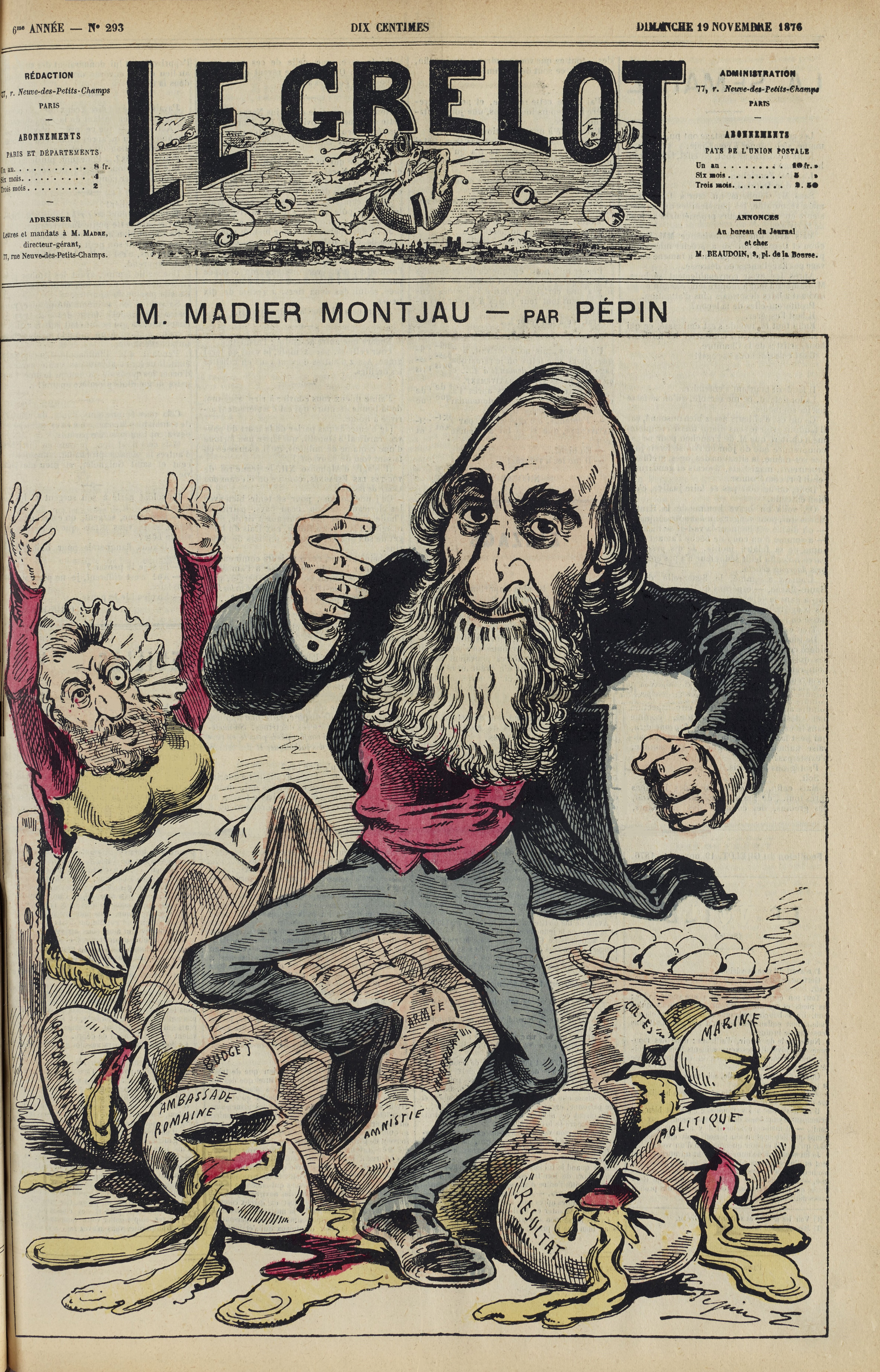
Député républicain intransigeant, Noël Madier de Montjau s'ingénie à briser les projets politiques de Gambetta comme autant d'œufs écrasés. Caricature par Pépin, Le Grelot, 19 novembre 1876.
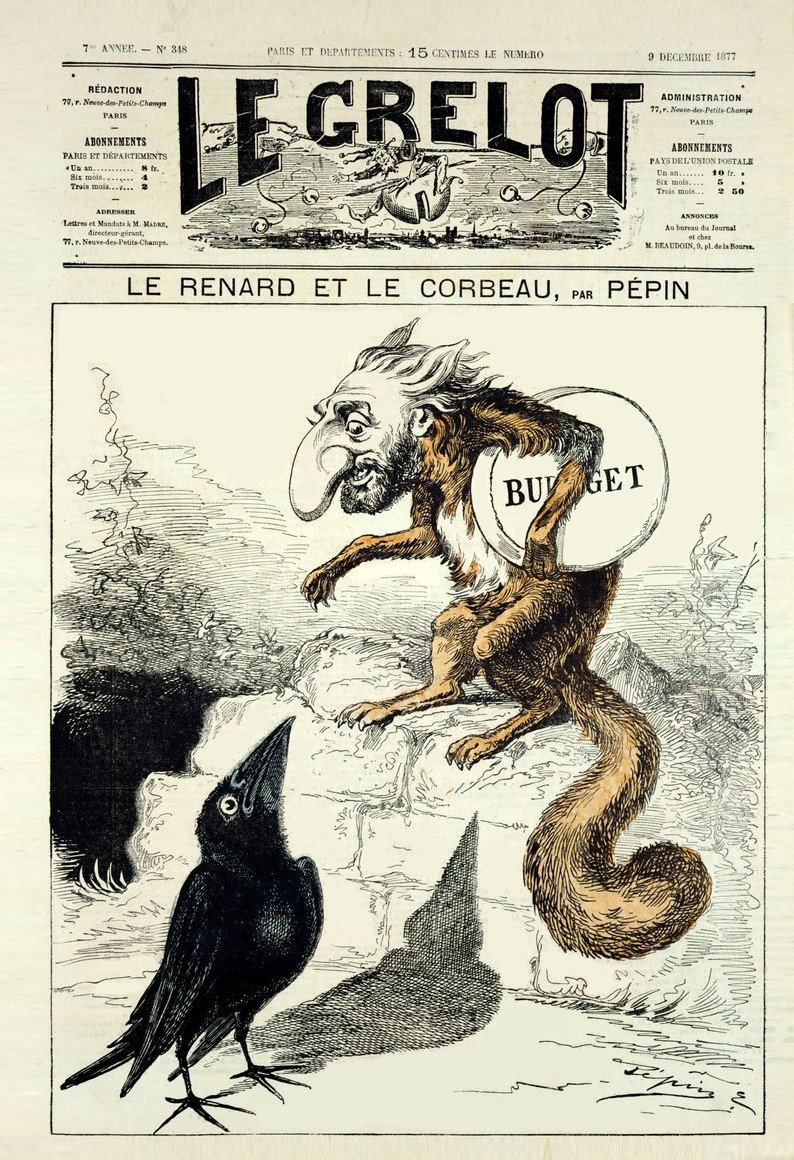
Version inversée de la fameuse fable, le renard Gambetta, président de la commission du budget, défend son fromage face au corbeau clérical qui semble lorgner le budget des cultes[103]. « Le Renard et le Corbeau », caricature par Pépin, Le Grelot, 9 décembre 1877.

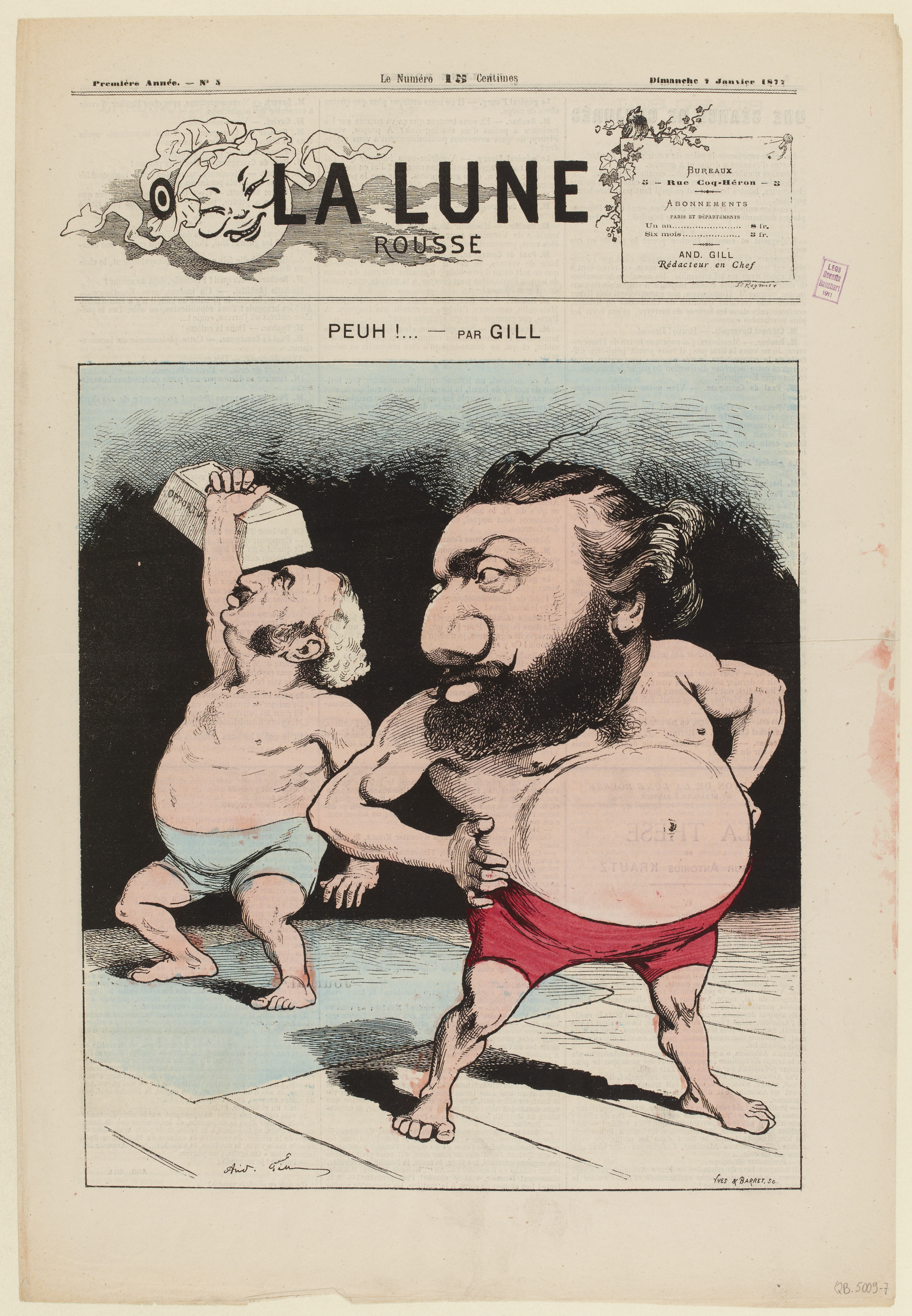
Représenté en hercule de foire, Jules Simon parvient à soulever le poids de l'opportunisme devant un Gambetta jaloux. Caricature par André Gill, La Lune rousse, 7 janvier 1877.

En parallèle, Léon Gambetta développe ses activités de presse afin d'élargir son lectorat. Il accepte l'idée d'Alphonse Péphau de créer La Petite République, un journal lié à La République française et vendu bon marché (seulement 5 centimes contre 15), ce qui permet de toucher des lecteurs plus modestes. Péphau organise l'achat d'un hôtel particulier au no 53 de la rue de la Chaussée-d'Antin pour y réunir les deux titres et loger Gambetta. Ce dernier prend d'ailleurs rapidement la direction de La Petite République après l'éviction de Péphau pour sa mauvaise gestion financière de l'entreprise.
Après la démission du cabinet Dufaure en décembre 1876, Léon Gambetta espère être nommé président du Conseil mais le maréchal de Mac Mahon, président de la République, tout comme les autres leaders républicains, craignent son autorité et son tempérament,. C'est finalement le républicain modéré Jules Simon qui est nommé, cependant que Gambetta ne cache pas son amertume : « Ce ministère est fait contre moi, je ne l'oublierai pas ».

#### Crise du 16 mai 1877
Les tensions entre le président de la République et la Chambre des députés atteignent leur paroxysme en mai 1877, après l'initiative des évêques catholiques qui exhortent les pouvoirs publics à intervenir en faveur du pape qui se considère prisonnier du royaume d'Italie au Vatican. Gambetta, qui dénonce le manque de fermeté de Jules Simon, intervient le 4 mai à la Chambre et condamne les doctrines ultramontaines. Il termine son discours en reprenant la formule de son ami journaliste Alphonse Peyrat, « Le cléricalisme ? Voilà l'ennemi ! », une expression qui soulève l'enthousiasme des députés,. Simon se range alors derrière le virulent ordre du jour préparé par les différents groupes parlementaires de gauche et qui est finalement voté à une large majorité : « La Chambre considérant que les manifestations ultramontaines, dont la recrudescence pourrait compromettre la sécurité intérieure et extérieure du pays, constituent une violation flagrante des droits de l'État, invite le gouvernement, pour réprimer cette agitation antipatriotique, à user des moyens légaux dont il dispose ».
La question religieuse réveille l'affrontement des blocs républicain et conservateur et le président Mac Mahon accuse Simon de subir l'influence d'une majorité qui se radicalise dans une voie anticléricale et d'être en quelque sorte l'otage de Gambetta, d'autant que le 15 mai, le président du Conseil laisse la Chambre voter l'abrogation d'une loi réprimant le délit de presse pourtant adoptée deux ans plus tôt à l'initiative de Jules Dufaure.

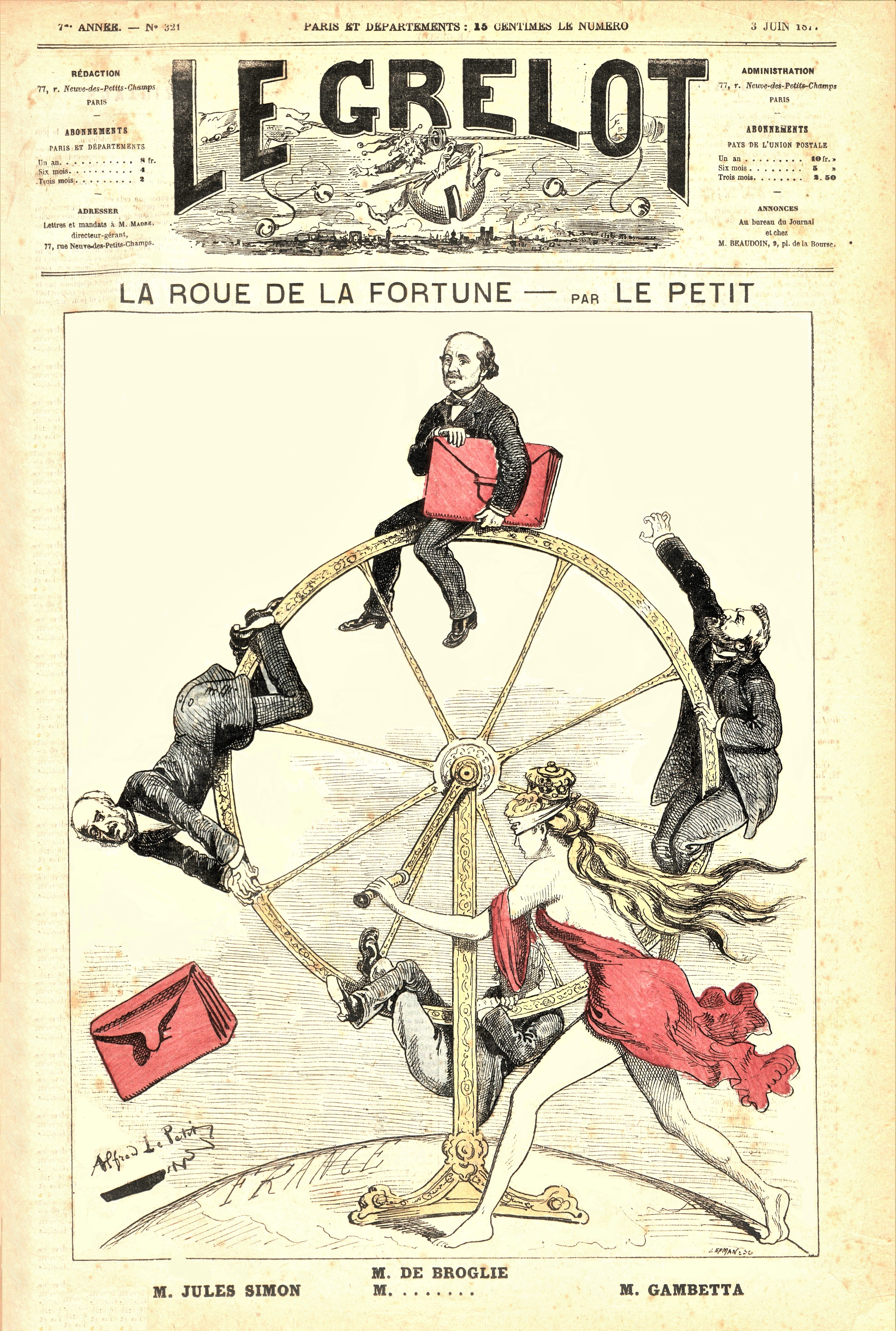
À la suite du renvoi de Jules Simon au début de la crise du 16 mai 1877, Albert de Broglie forme un nouveau cabinet. Mais si la roue de la fortune continue de tourner, Gambetta pourrait arriver aux affaires. Caricature d'Alfred Le Petit sur la valse des ministères, Le Grelot, 3 juin 1877.

Le 16 mai, le président de la République adresse à Jules Simon un courrier qui s'apparente à un blâme officiel et à un désaveu de sa politique, ce qui le conduit à la démission. Ce faisant, le président de la République livre une lecture dualiste de la constitution, considérant que le gouvernement est tout autant son émanation que celle de la Chambre. Il demande alors au conservateur Albert de Broglie de former le nouveau gouvernement. Environ 300 députés de la majorité parlementaire se rassemblent le soir même au Grand Hôtel et adoptent à l'unanimité le nouvel ordre du jour proposé par Gambetta pour condamner cette nomination. Le lendemain, ce dernier s'exprime à la tribune et demande au président de la République de « rentrer dans la vérité constitutionnelle ». Le 18 mai, après l'annonce de la composition du gouvernement, le ministre de l'Intérieur Oscar Bardi de Fourtou lit aux députés le message du président qui décide la prorogation du Parlement pour un mois.

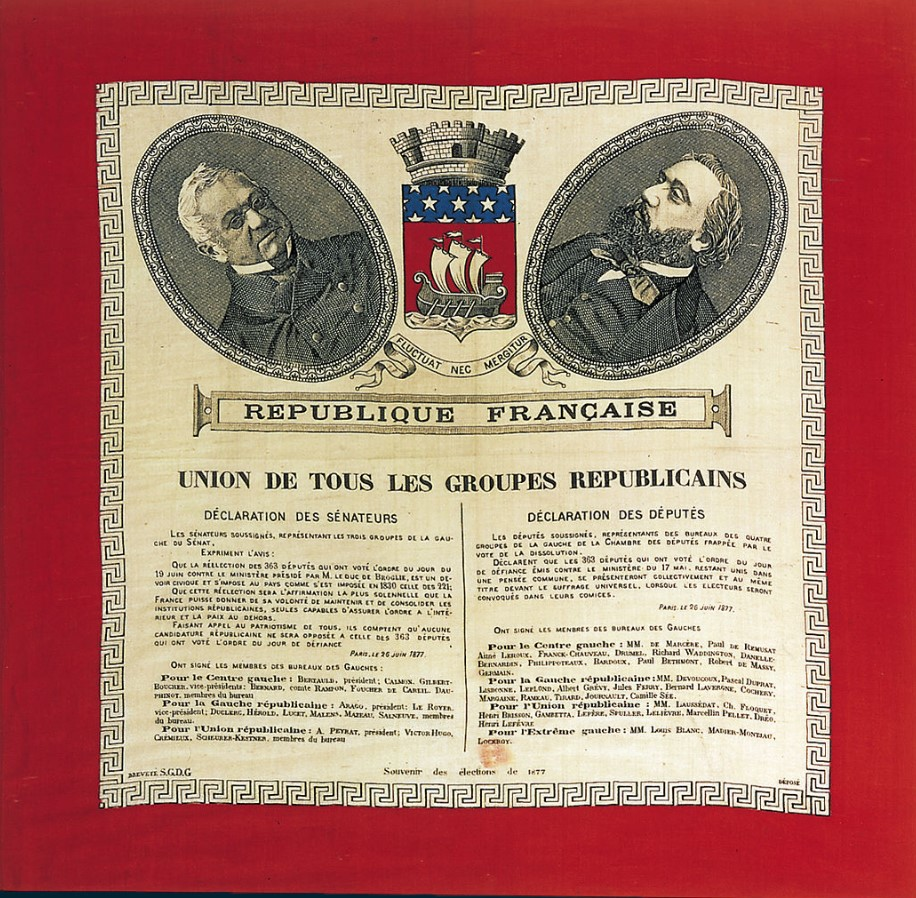
Foulard commémoratif de l'« union de tous les groupes républicains », le 26 juin 1877, reproduisant les portraits de Thiers et Gambetta en médaillons.

Léon Gambetta propose aux républicains d'adresser un message aux Français pour protester contre cette mesure. Ce texte, en grande partie rédigé par son ami Eugène Spuller, est connu sous le nom de Manifeste des 363, en référence aux nombre de députés l'ayant signé. Le 25 juin, la dissolution de la Chambre est prononcée par le président Mac Mahon, après l'avis favorable du Sénat.
La campagne électorale qui suit est particulièrement virulente : les préfets nommés par le gouvernement mènent une répression active en fermant de nombreux débits de boissons et plusieurs loges maçonniques, en révoquant 1 743 maires et de nombreux autres élus locaux, ou en entamant de nombreuses poursuites pour délit de presse ou de librairie,,. En face, les républicains sont unis, des plus intransigeants aux plus modérés, et Gambetta organise un comité électoral de 18 membres qui en réunit les différentes tendances. Le 15 août, il prononce à Lille un discours dont la conclusion qui s'apparente à une forme de réquisitoire à l'encontre du gouvernement est reprise par de nombreux journaux : « Quand la France aura fait entendre sa voix souveraine, croyez-le bien, Messieurs, il faudra se soumettre ou se démettre ». Gambetta n'étant plus protégé par l'immunité parlementaire depuis la dissolution de la Chambre, le Conseil des ministres entame des poursuites judiciaires à son encontre. Il est jugé le 11 septembre par le tribunal correctionnel de la Seine, condamné à trois mois de prison et 2 000 francs d'amende. Sûr de sa réélection, Gambetta fait immédiatement appel de la décision, le second jugement ne pouvant avoir lieu qu'après les élections.

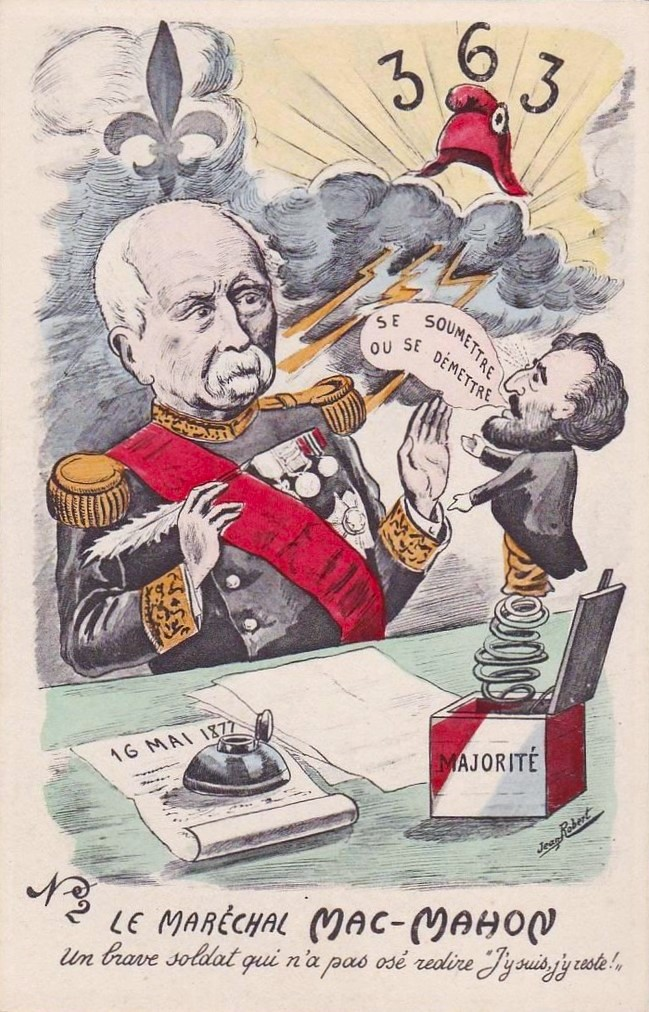
La crise du 16 mai 1877 : tel un diable à ressort, Gambetta jaillit d'une boîte à surprise devant le président de la République Patrice de Mac Mahon, maréchal dont les opinions monarchistes sont symbolisées par la fleur de lys. Surmonté d'un bonnet phrygien et du chiffre évoquant le manifeste des 363, un nuage darde des éclairs sur le président tandis que le représentant de la majorité républicaine à la Chambre des députés prononce la péroraison de son discours lillois du 15 août 1877 : « Se soumettre ou se démettre ». Caricature de Jean Robert, carte postale d'époque.
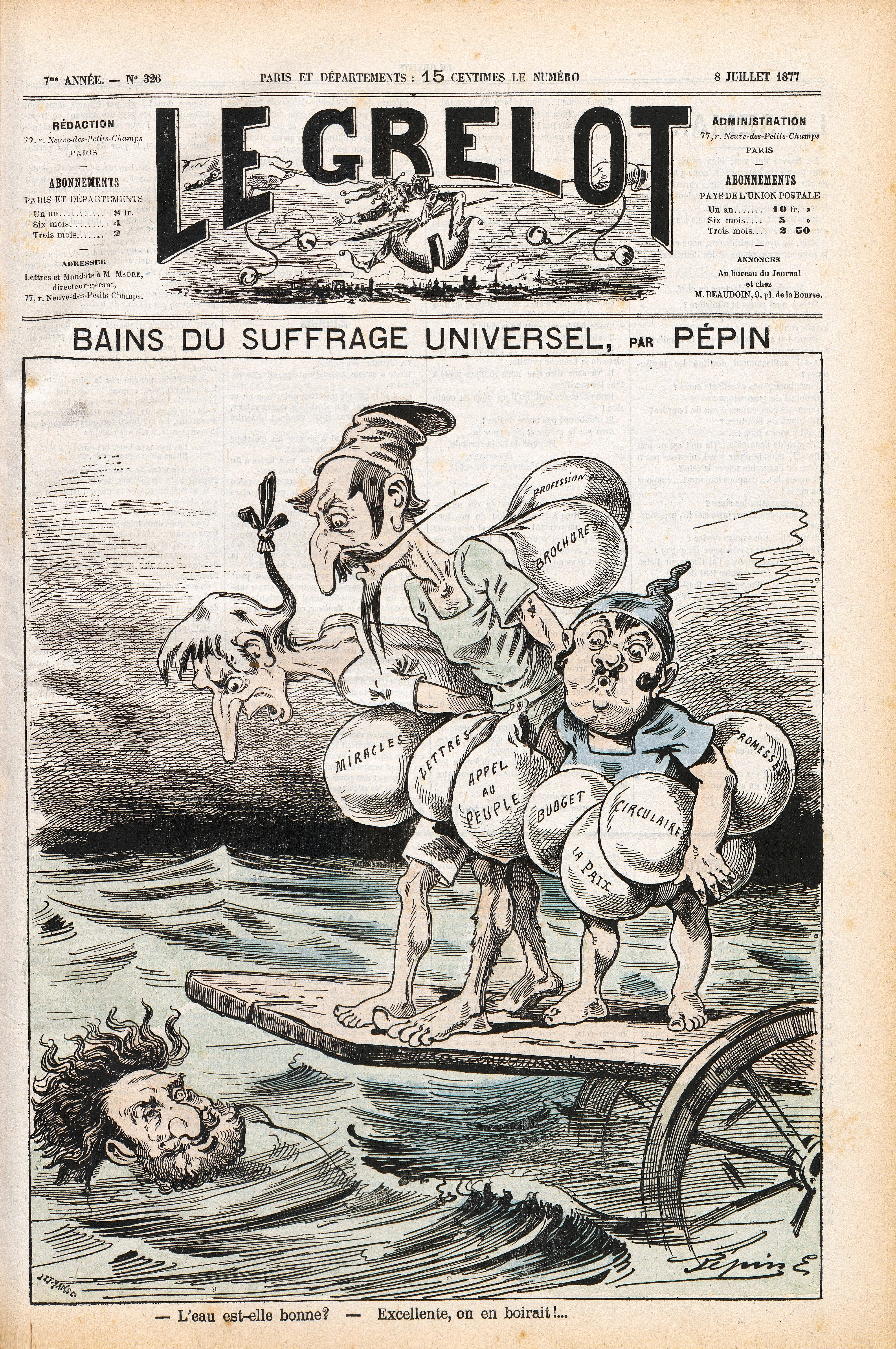
Lestés de sacs remplis de promesses, circulaires, brochures et professions de foi en guise de bouées, le légitimiste, le bonapartiste et l'orléaniste hésitent à se jeter dans le « bain du suffrage universel » malgré Gambetta qui les y invite narquoisement. Caricature des élections législatives de 1877 par Pépin dans Le Grelot, 8 juillet 1877.
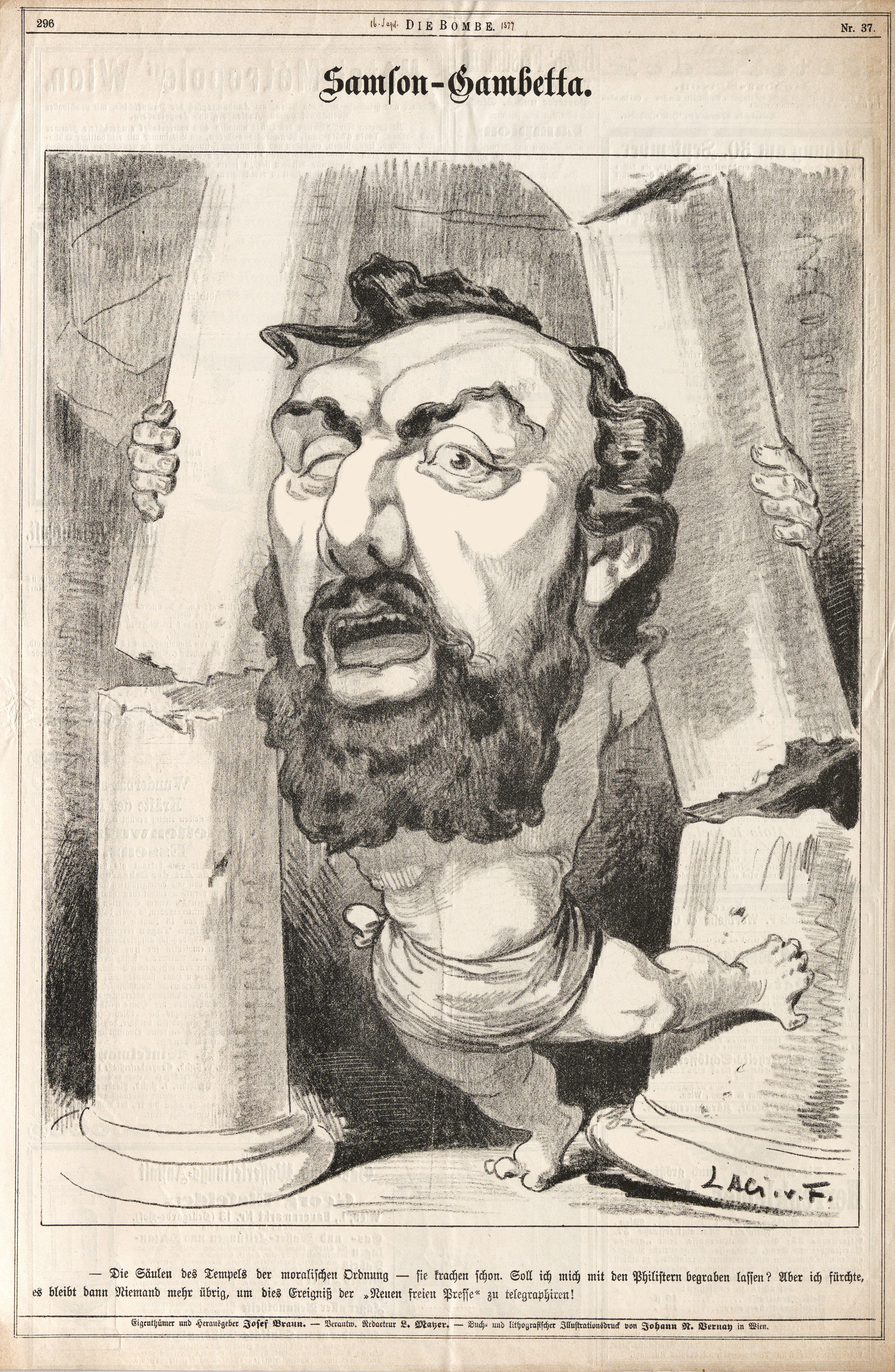
À l'image de Samson ébranlant les colonnes du temple des Philistins, Gambetta abat le sanctuaire des adversaires de la République. Caricature publiée dans le journal satirique autrichien Die Bombe, 16 septembre 1877.

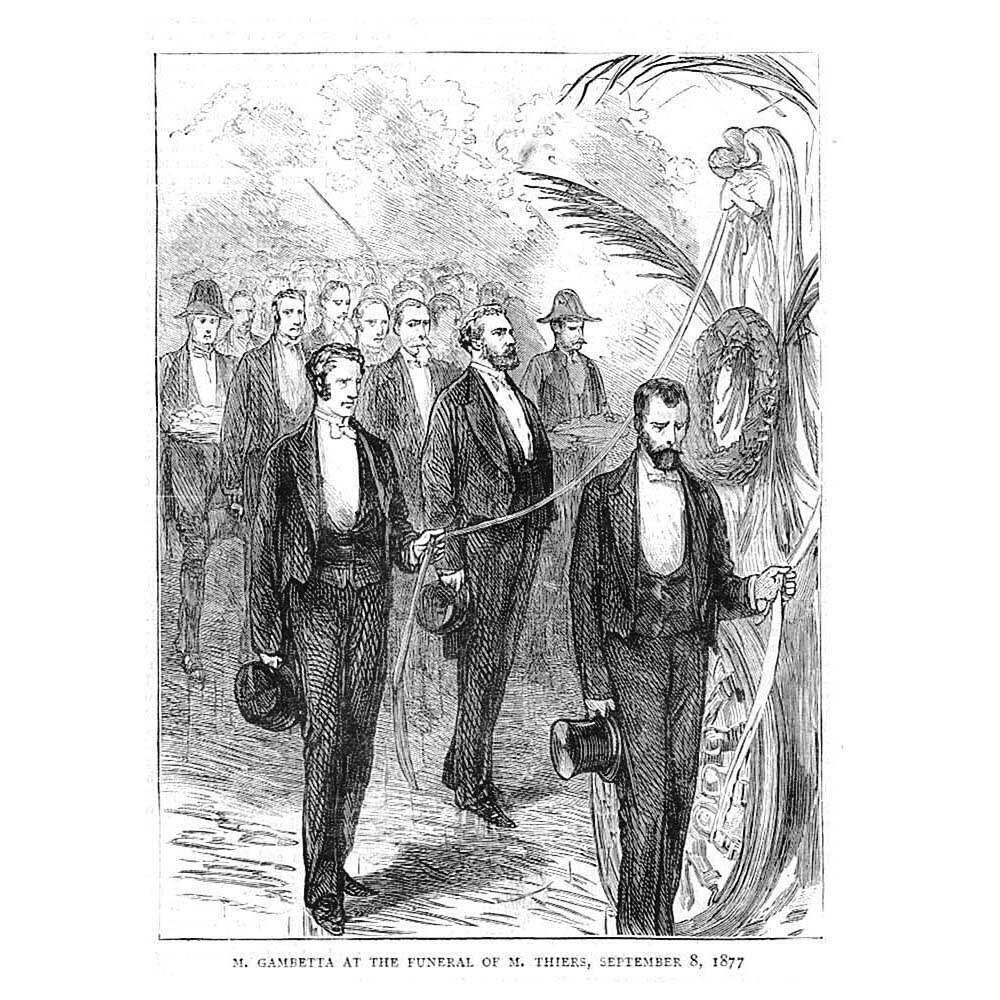
Gambetta aux funérailles d'Adolphe Thiers, le 8 septembre 1877.

La mort d'Adolphe Thiers le 3 septembre tempère l'optimisme des républicains qui avaient envisagé son retour à la présidence de la République en cas de victoire électorale et de démission du maréchal de Mac Mahon. C'est le nom de Jules Grévy qui s'y substitue, malgré les désaccords qui persistent entre ce dernier et Gambetta. Les élections législatives des 14 et 28 octobre 1877 confirment la majorité républicaine mais le succès est moins important qu'escompté. Gambetta conserve son mandat de député dans sa circonscription de Belleville,. Le président refuse cependant de nommer un gouvernement issu de cette majorité et maintient le cabinet de Broglie au moins jusqu'aux élections cantonales du mois de novembre. Il envisage de rappeler Jules Dufaure, déjà plusieurs fois président du Conseil, mais les exigences de ce dernier ne conviennent pas au président de la République, qui nomme finalement le 23 novembre le légitimiste Gaëtan de Rochebouët à la tête d'un gouvernement qui ne compte aucun parlementaire. Ce nouveau cabinet est aussitôt désavoué par les députés qui votent une motion de défiance et, sous la pression, Mac Mahon accepte de nommer Dufaure à la tête d'un gouvernement républicain qui comprend plusieurs proches de Gambetta.

#### République consolidée et grande popularité

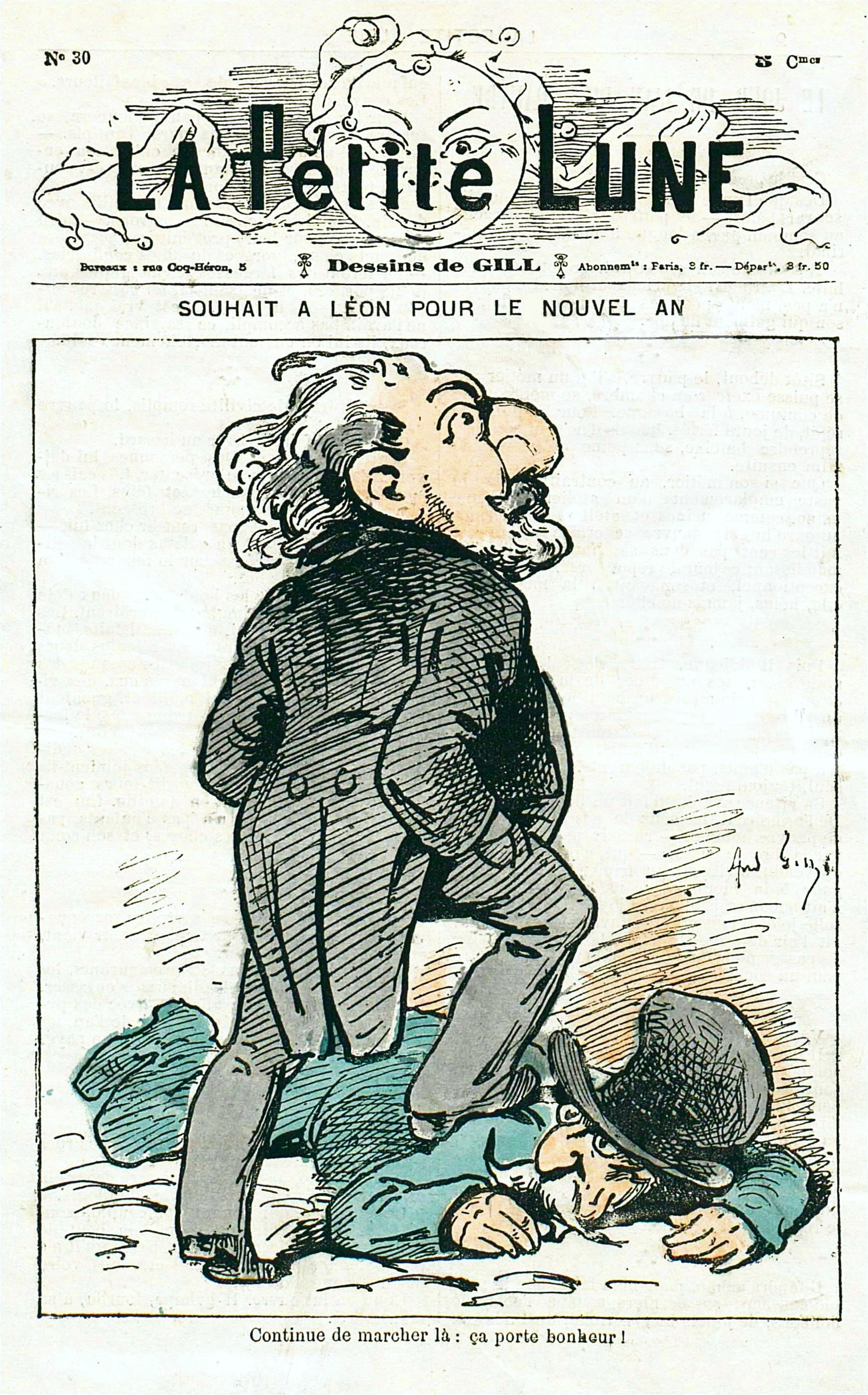
« Souhait à Léon pour le nouvel an. Continue de marcher là : ça porte bonheur ! ».
Gambetta, le pied posé sur une personnification des conservateurs et bonapartistes,.
Illustration d'André Gill, La Petite Lune.

L'année 1878 marque une trêve dans la vie politique du pays qui organise l'exposition universelle. Après avoir observé une période de repos, Léon Gambetta entre en campagne pour préparer les élections sénatoriales de 1879 qui pourraient aboutir à la constitution d'une majorité républicaine à la Chambre haute. Il entreprend une tournée triomphale dont le point d'orgue est son discours de Romans le 12 septembre. Cette intervention largement commentée dans la presse apparaît comme un véritable programme de gouvernement et suscite de nombreuses inquiétudes chez ses adversaires comme dans son propre camp. Léon Gambetta connaît alors une popularité sans précédent, et comme le souligne l'historien Jean Garrigues, son voyage dans la vallée du Rhône est vécu comme « un véritable sacre républicain, alors même qu'il n'occupe aucune fonction majeure ».

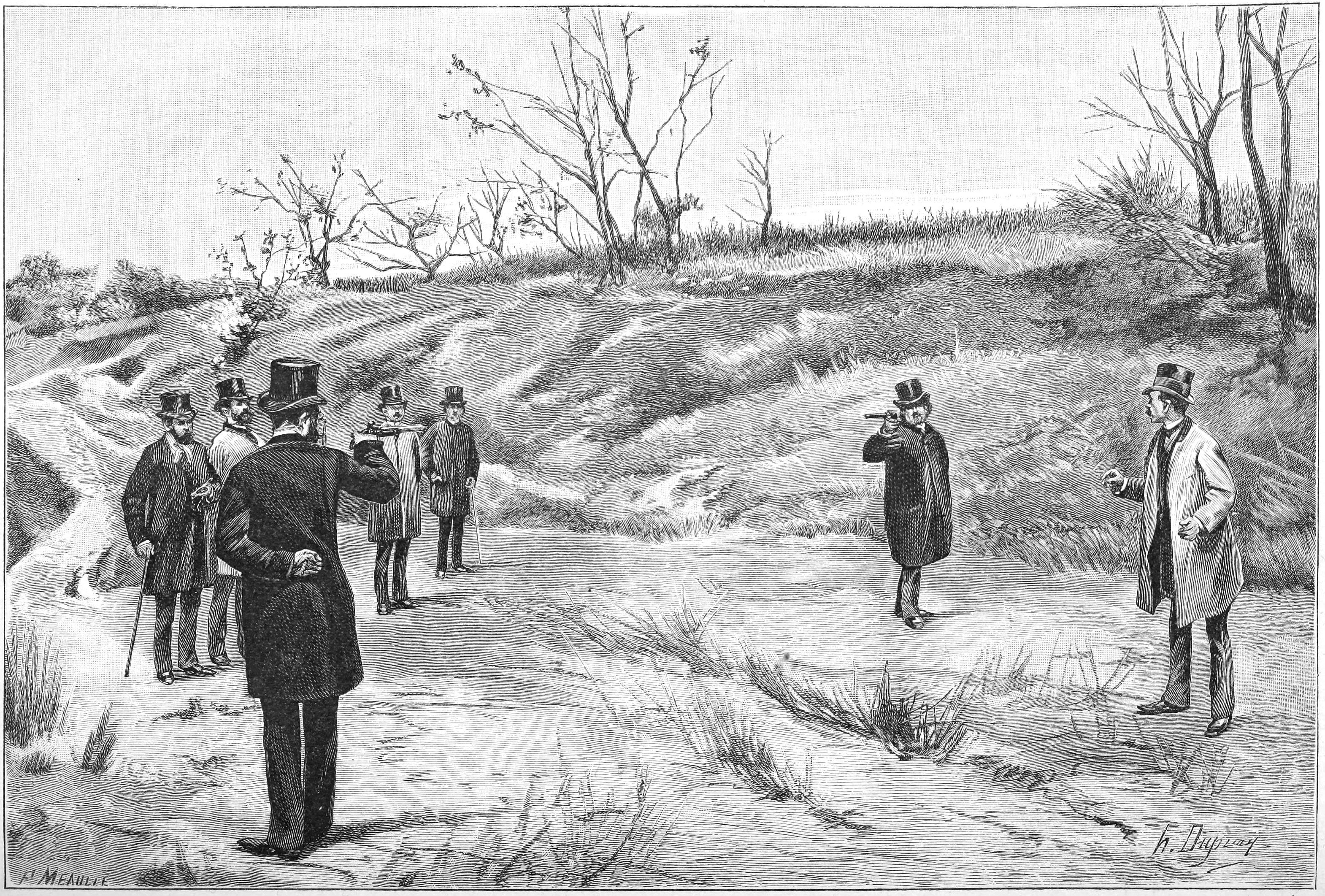
Duel entre Oscar Bardi de Fourtou et Léon Gambetta en 1879, au Plessis-Robinson. Gravure de Fortuné Méaulle d'après Henri Dupray, Harper’s New Monthly Magazine, 1887.

Le 18 novembre 1879, alors que la Chambre examine l'invalidation de l'élection du bonapartiste Oscar Bardi de Fourtou dans sa circonscription de Ribérac, Gambetta accuse ce dernier de mensonge, une accusation retirée après la demande du président de l'Assemblée, Jules Grévy. Fourtou, offensé, charge ses témoins Alexandre Blin de Bourdon et Robert Mitchell d'exiger de Gambetta une rétractation ou une réparation par les armes. À son tour, le député parisien charge ses témoins François Allain-Targé et Georges Clemenceau de maintenir ses propos. Pour régler ce différend, un duel au pistolet est décidé le 21 novembre au matin, au Plessis-Piquet. Les quatre témoins s'accordent sur un tir à une seule balle et à trente-cinq pas, ce qui limite le risque de blessure. De fait, aucun des protagonistes n'est blessé, mais la popularité de Gambetta en est renforcée comme en témoigne les nombreux messages de soutien qu'il reçoit.
Le 5 janvier 1879, les républicains remportent 66 des 82 sièges à pourvoir lors des élections sénatoriales, ce qui leur permet d'obtenir la majorité de la haute assemblée désormais présidée par Louis Martel. Mac Mahon, qui ne dispose plus d'aucun soutien parlementaire, préfère démissionner le 30 janvier 1879, après avoir refusé de signer le décret retirant leur commandement à certains généraux. Jules Grévy lui succède comme président de la République, avec le soutien de tous les républicains, tandis que Gambetta est élu par 338 voix sur 407 votants à la présidence de la Chambre des députés, en remplacement de Grévy, le 31 janvier.

Succès des républicains en 1879.
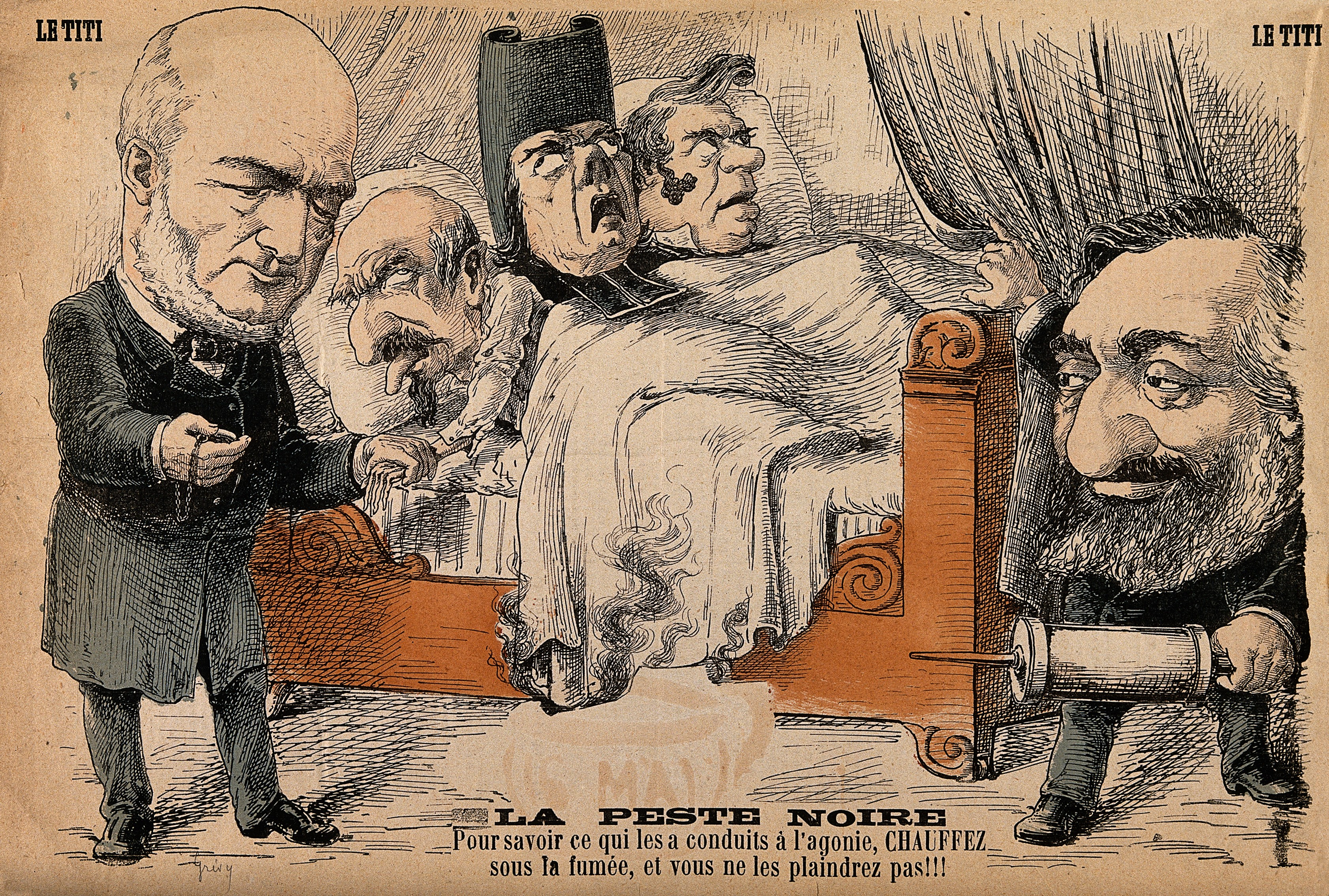
Caricature parue dans Le Titi du 2 janvier 1879. Jules Grévy y prend le pouls du bonapartisme, alité aux côtés du cléricalisme et de l'orléanisme, tous trois à l'agonie après la crise du 16 mai. Léon Gambetta tient un clystère, instrument de purge.
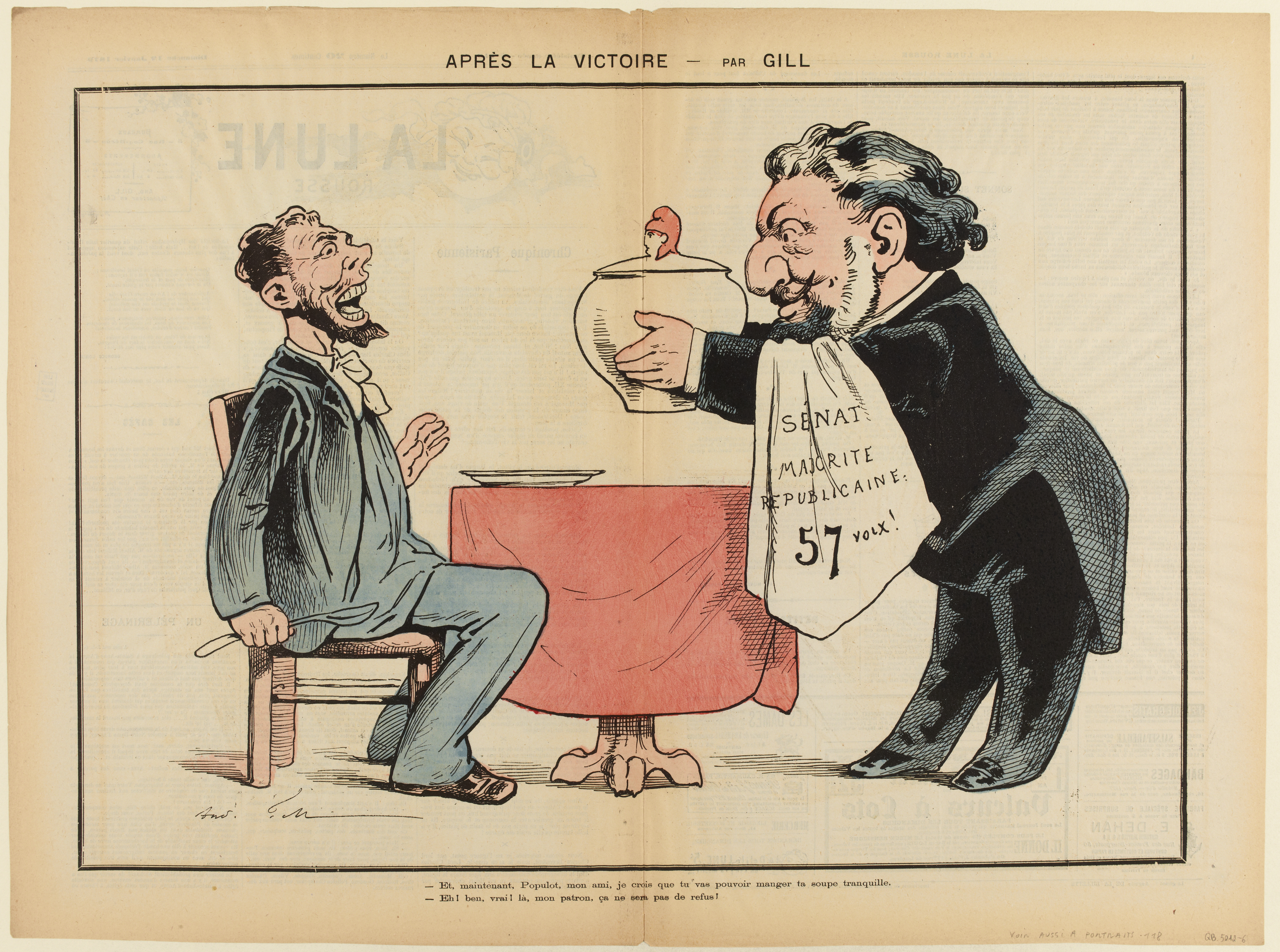
« Après la victoire » : Gambetta sert la soupe au « populo » en l'assurant qu'il peut désormais manger tranquillement, les républicains disposant de la majorité au Sénat. Caricature par André Gill dans La Lune rousse, 12 janvier 1879.
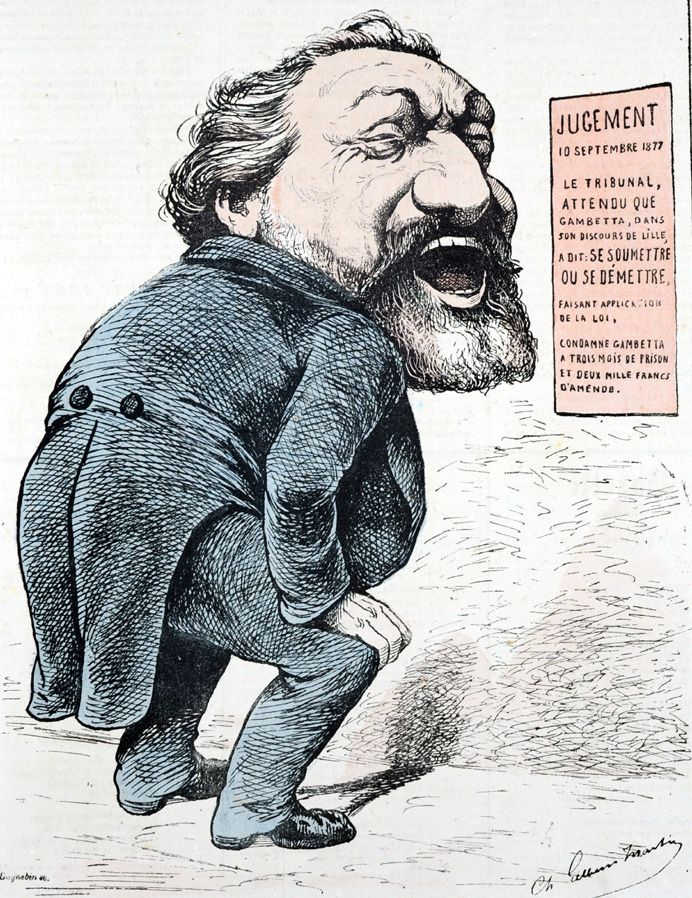
« Elle est bien bonne ! » Après la démission de Mac Mahon couronnant le succès des républicains fin janvier 1879, Gambetta contemple, hilare, une vieille affiche du jugement qui le condamnait en septembre 1877 au motif de la péroraison de son discours lillois appelant le maréchal-président à « se soumettre ou se démettre ». Caricature par Charles Gilbert-Martin, Le Don Quichotte, 7 février 1879.

Sa popularité inquiète certains de ses alliés qui redoutent ses ambitions personnelles. Jules Grévy, qui maintient à son égard une rancœur tenace, refuse de le nommer à la tête du gouvernement et choisit William Waddington le 4 février.

### Présidence de la Chambre des députés (1879-1881)

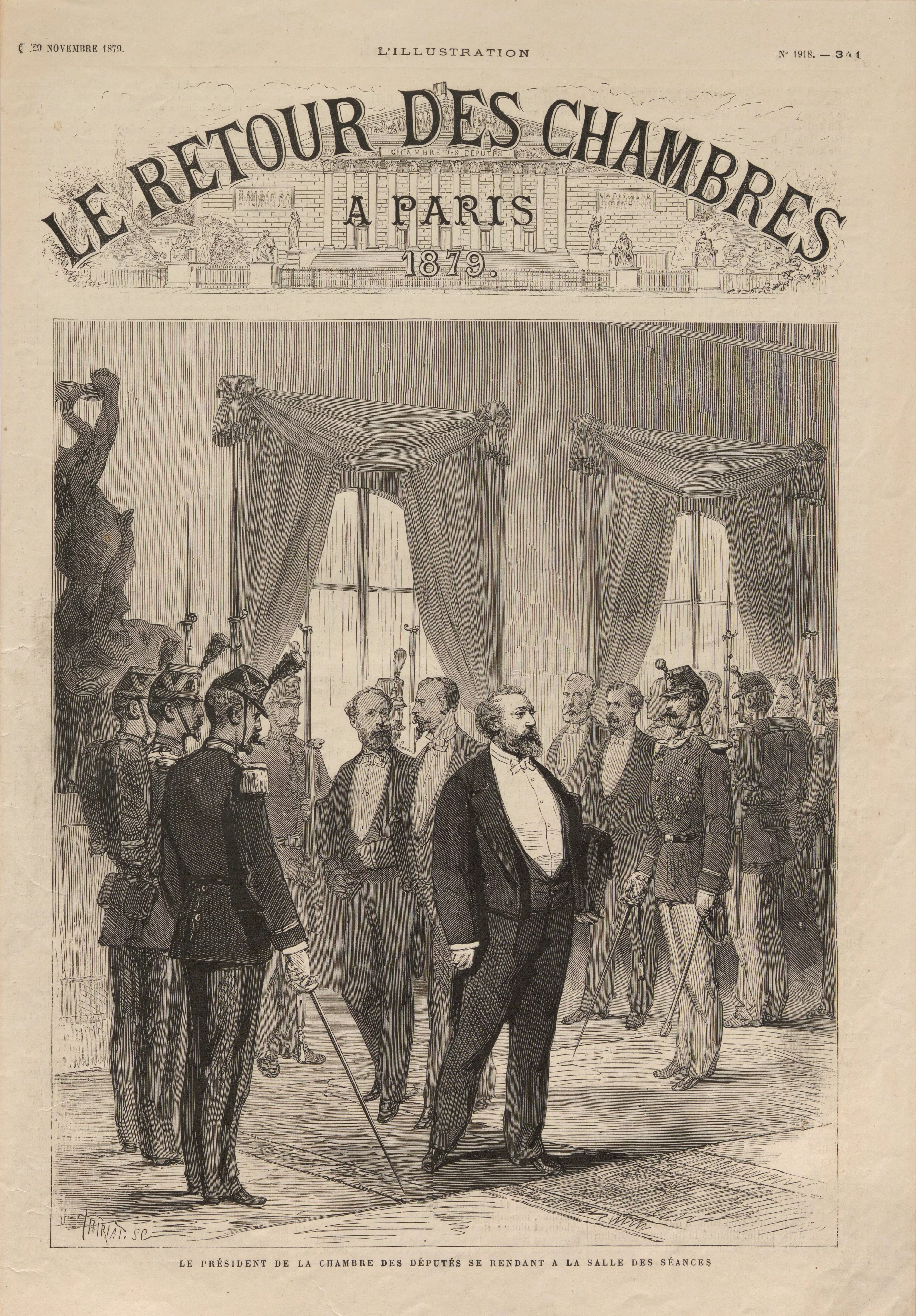
Président de la Chambre des députés, Gambetta se rend à la salle des séances après le retour des deux chambres à Paris.
Gravure de Henri Thiriat, L'Illustration, 1879.

Dès son arrivée à la présidence de la Chambre des députés, Léon Gambetta est critiqué pour sa gestion financière. Sous le contrôle des questeurs et du président de la Cour des comptes, il entreprend des travaux de réfection de l'Hôtel de Lassay et du Palais Bourbon pour préparer le retour des deux chambres à Paris, adopté par l'Assemblée nationale en juin 1879 et prévu pour la fin de cette même année. Par ailleurs, il organise des réceptions fastueuses, comme le 14 juillet 1879, où de nombreux militaires et des hautes personnalités de l'État sont conviés à l'Hôtel de Lassay pour célébrer en grande pompe la fête nationale. Les dépenses engagées pour cette soirée, de l'ordre de 70 000 francs, lui valent les remontrances de ses propres amis.
Accaparé par ses nouvelles fonctions, Léon Gambetta délaisse ses responsabilités dans la presse : il abandonne la direction politique de La République française au profit de son ami Auguste Scheurer-Kestner et cède La Petite République à l'industriel Henri Villain. Sur le plan politique, bien qu'il ne soit pas membre du Conseil des ministres, il est régulièrement consulté sur les sujets importants. Il se montre très critique à l'égard du cabinet Waddington qu'il juge « hésitant et incohérent » et, comme d'autres membres de l'Union républicaine, lui retire son soutien, ce qui conduit le ministère à la démission sans même avoir été renversé le 21 décembre 1879.
Alors que Jules Grévy se refuse encore d'appeler Gambetta à la présidence du Conseil des ministres, c'est son ami Charles de Freycinet qui est nommé. Plusieurs de ses proches intègrent le gouvernement, comme le sénateur Jules Cazot ou Joseph Magnin, ancien membre du gouvernement de la Défense nationale, tandis que le centre gauche n'est plus représenté, ce qui renforce l'impression d'un pouvoir occulte de Gambetta qui tirerait les ficelles du jeu politique. Le 11 janvier 1880, il est réélu à la présidence de la Chambre mais avec un nombre de voix moins important que l'année précédente.

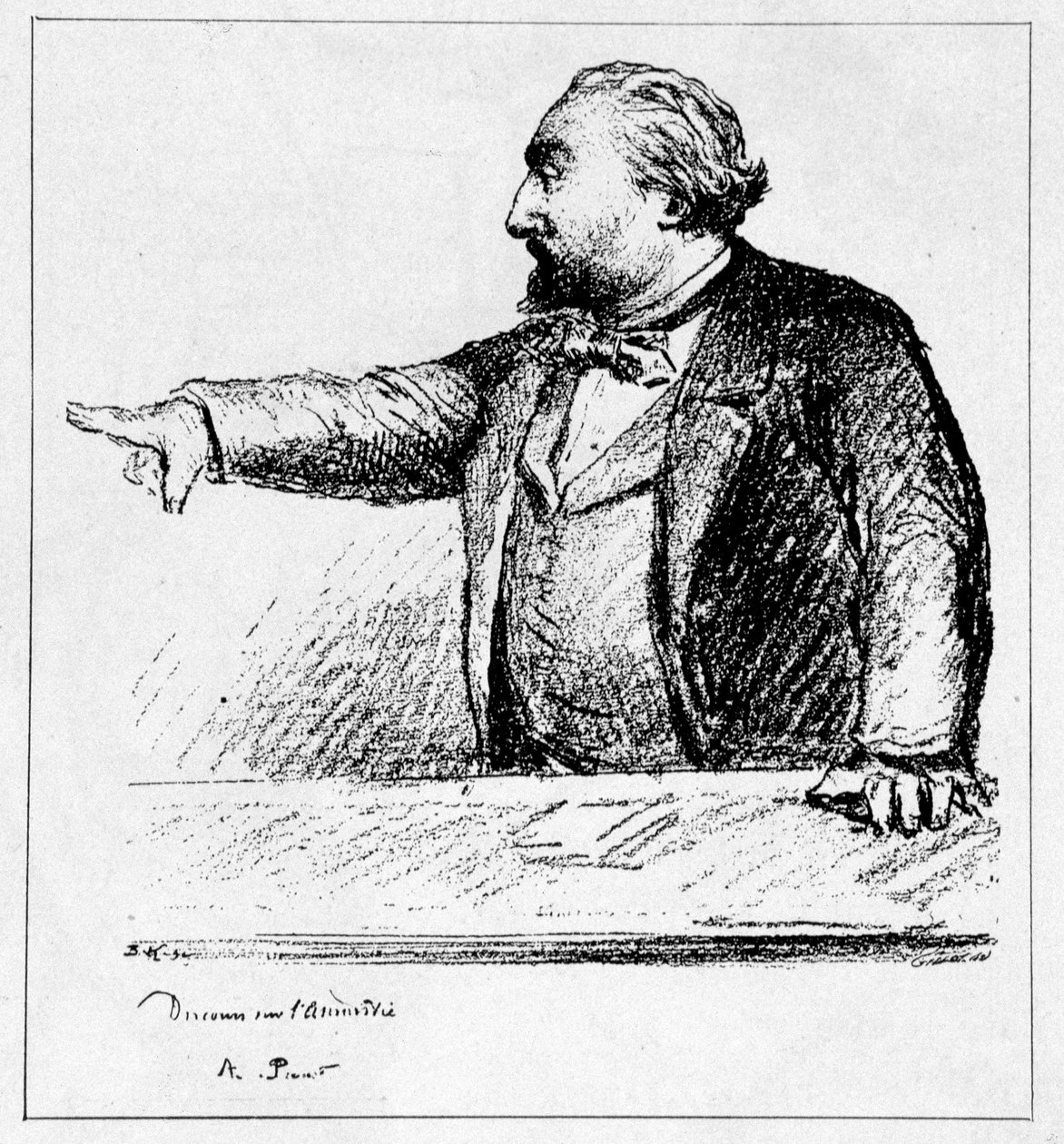
Gambetta prononçant son discours sur l'amnistie des communards, le 21 juin 1880.

Afin de contenir la poussée de l'extrême gauche aux élections, Gambetta presse le président du Conseil de rédiger une loi pour amnistier tous les communards. Le 21 juin 1880, son discours à la Chambre soulève l'enthousiasme, y compris de ses opposants. Il déclare à l'ensemble des députés : « Restez avec nous, dans cette mesure de pardon et de clémence. Il faut que vous fermiez le livre de ces dix dernières années, que vous mettiez la pierre tumulaire de l’oubli sur les crimes et les vertiges de la Commune et que vous disiez à tous […] qu’il n’y a qu’une France et qu’une République ». La loi obtient une large majorité à la Chambre mais elle est amendée par le Sénat qui veut exclure de l'amnistie les condamnés pour assassinat ou incendie.

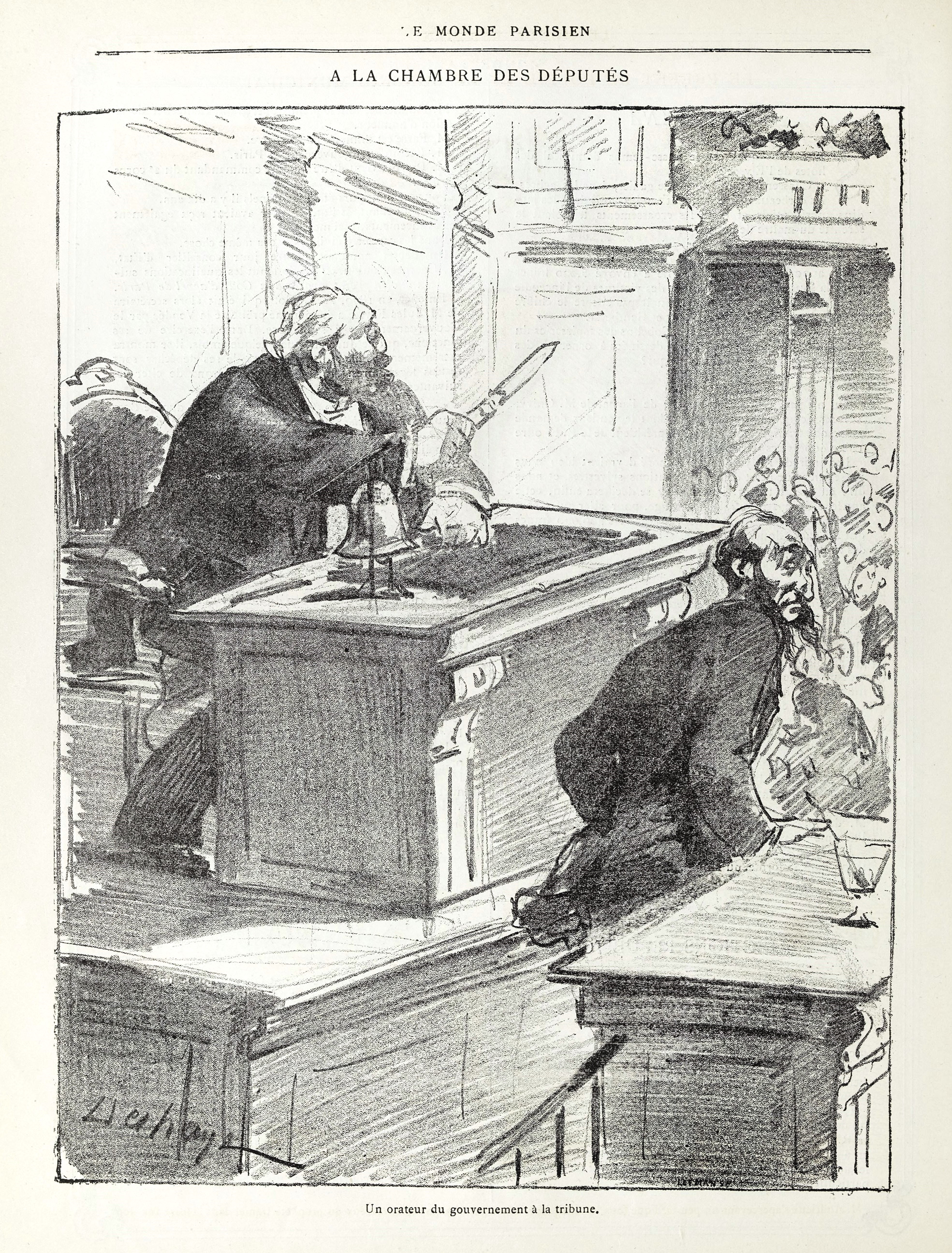
Bien que président de la Chambre des députés, Gambetta est qualifié ironiquement d'« orateur du gouvernement à la tribune » tandis que Jules Ferry, président du Conseil, semble s'effacer pour lui laisser la parole. Caricature publiée dans Le Monde parisien, journal du high-life, 9 avril 1881.

Alors que Charles de Freycinet, trop prudent en matière de politique anticléricale et prêt à négocier avec les principales congrégations, ce qui heurte certains de ses ministres, remet sa démission le 19 septembre 1880, Jules Grévy refuse une troisième fois d'appeler Gambetta à la présidence du Conseil, au profit de Jules Ferry. Toujours aussi populaire, Léon Gambetta est pourtant attaqué de toutes parts. De nombreux journalistes condamnent son influence sur la politique du nouveau gouvernement, Raoul Frary l'accusant de pratiquer « le césarisme par influence » quand Georges Clemenceau évoque un pouvoir « extra-constitutionnel ». À l'extrême gauche, Jules Guesde dénonce les politiciens bourgeois dont il considère Gambetta comme le prototype, tandis que les monarchistes et les bonapartistes dénoncent son anticléricalisme. Par ailleurs, une brochure intitulée Gambetta c'est la guerre ! est tirée à 100 000 exemplaires.
Sur le plan politique, Ferry et Gambetta partagent de nombreux combats : tous deux républicains opportunistes, ils s'accordent sur l'éducation, les libertés publiques, l'anticléricalisme et la politique coloniale. Seules quelques nuances séparent les deux hommes, la Gauche républicaine de Ferry étant plus bourgeoise que l'Union républicaine de Gambetta qui conserve un électorat populaire. L'amitié entre les deux hommes n'empêche pas une certaine rivalité, d'autant que Ferry a conscience dès ses premiers mois d'exercice d'agir dans l'ombre de Gambetta. Dans une lettre adressée à ce dernier, le nouveau président du Conseil dénonce l'attitude des députés de son camp : « Tu m’as très loyalement, très cordialement soutenu, mais pas un de tes fidèles n’a voté avec moi ». Une nouvelle fois, Gambetta conserve la présidence de la Chambre des députés, mais il obtient encore moins de voix que lors des deux précédents scrutins, ce qui marque sa perte d'influence sur une partie du centre gauche sans qu'il n'arrive à séduire la droite,.
Les élections législatives de 1881 sont un succès pour les républicains qui remportent 457 sièges, dont 204 élus pour l'Union républicaine de Gambetta contre 168 pour la Gauche républicaine de Jules Ferry. L'extrême gauche, menée par Georges Clemenceau et Camille Pelletan enregistre une forte progression avec 46 sièges, tandis que le centre gauche ne compte plus que 34 élus. Ce large succès cache les difficultés que rencontrent certains républicains pour se faire élire, y compris Léon Gambetta qui est chahuté dans sa circonscription de Belleville,.

Illustrations documentaires ou satiriques de Gambetta lors de la campagne électorale de 1881.
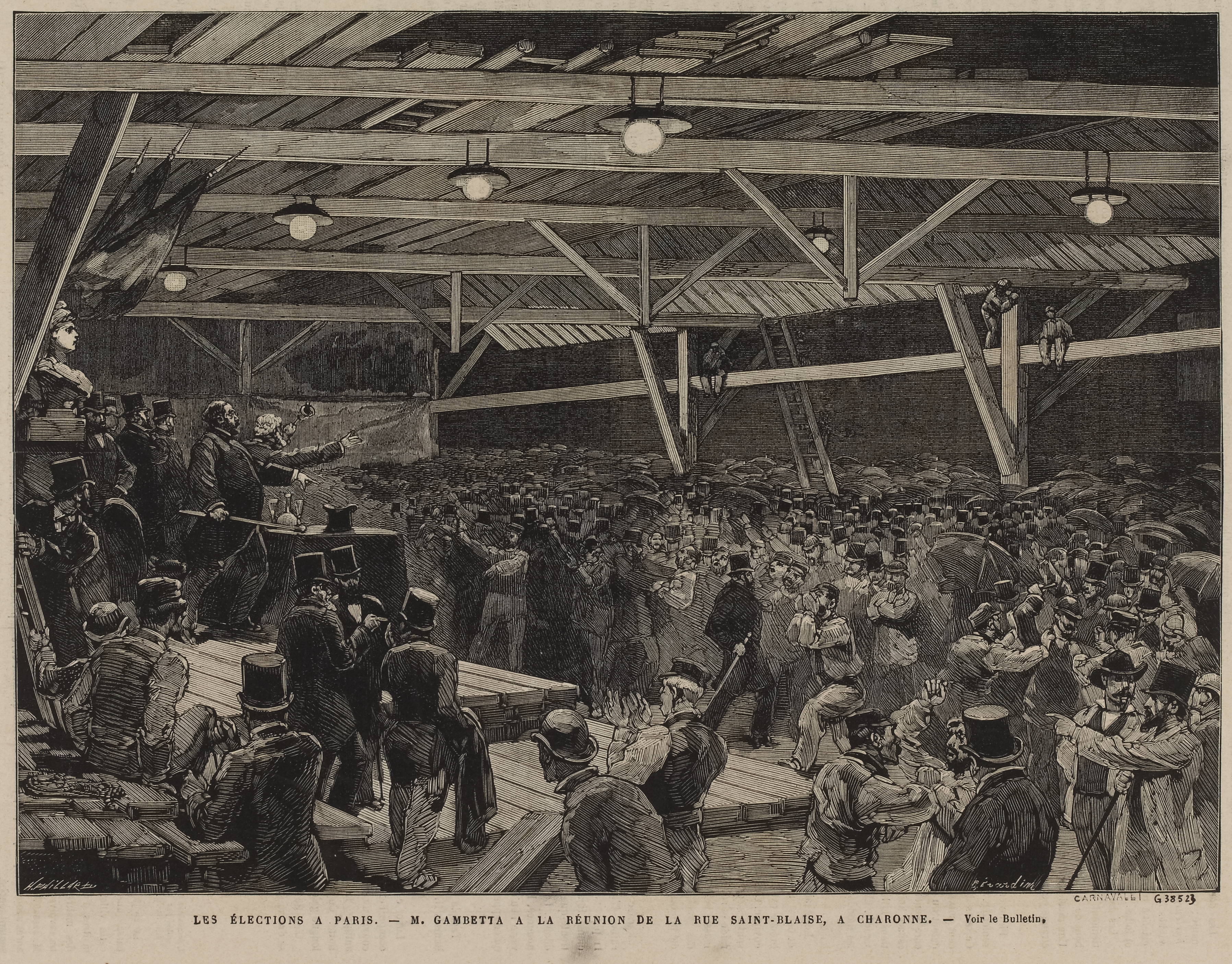
Gambetta lors d'une réunion électorale houleuse rue Saint-Blaise, le 16 août 1881 (gravure d'Auguste Gérardin).
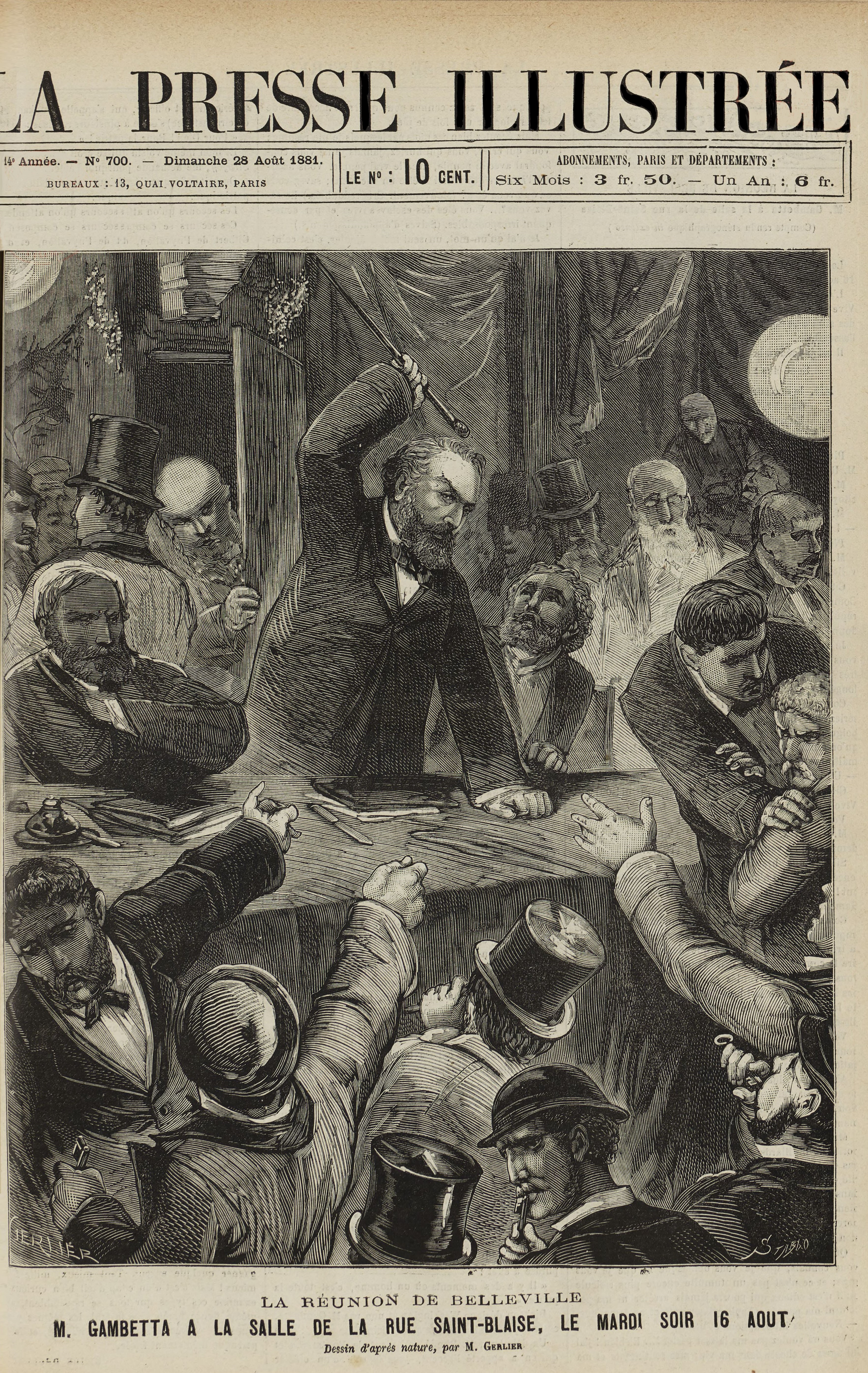
La même scène vue par La Presse illustrée. Chahuté, Gambetta frappe la tribune de sa canne.
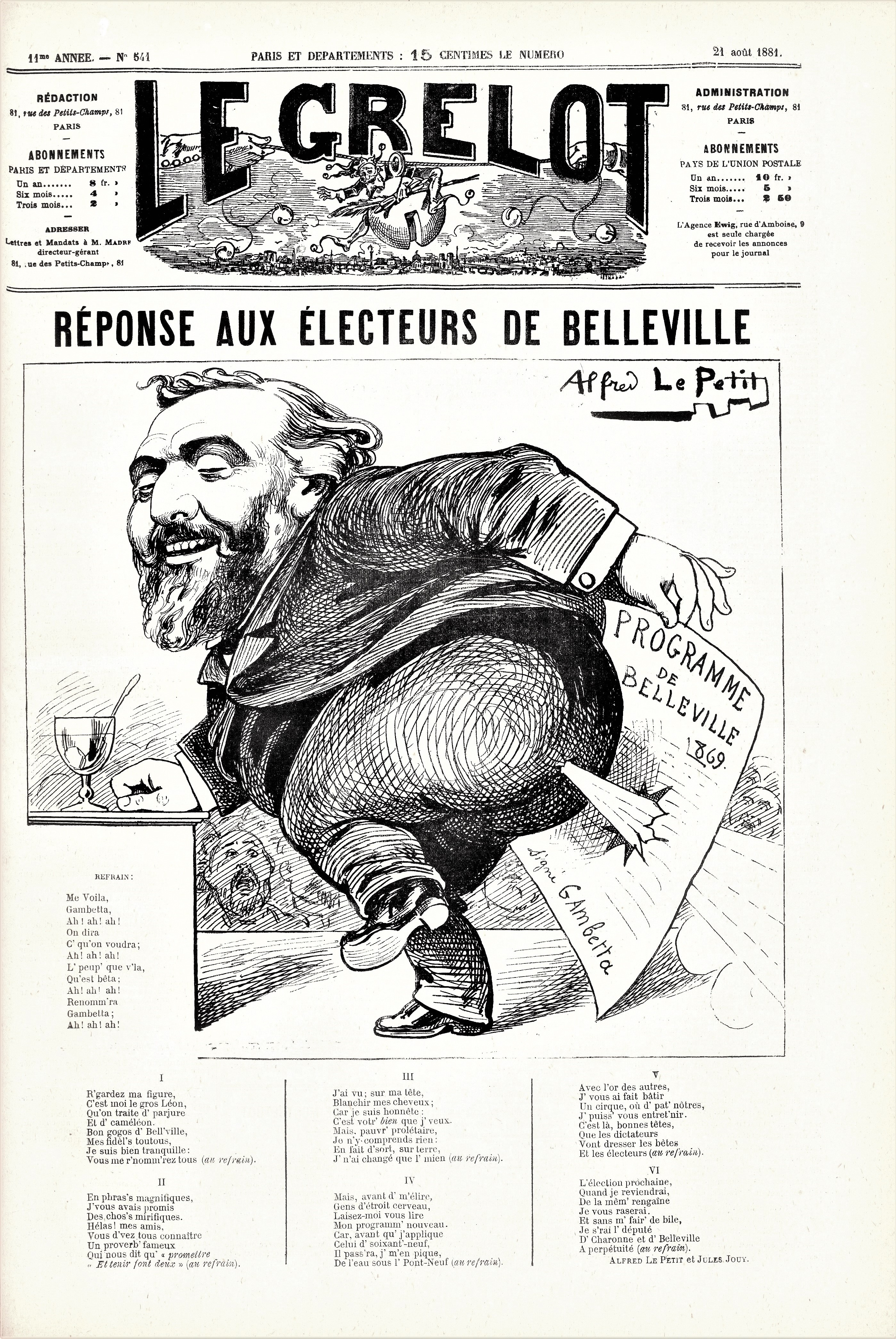
Caricature scatologique de Gambetta vessant sur son programme de Belleville. Illustration d'Alfred Le Petit, Le Grelot, 21 août 1881[132].
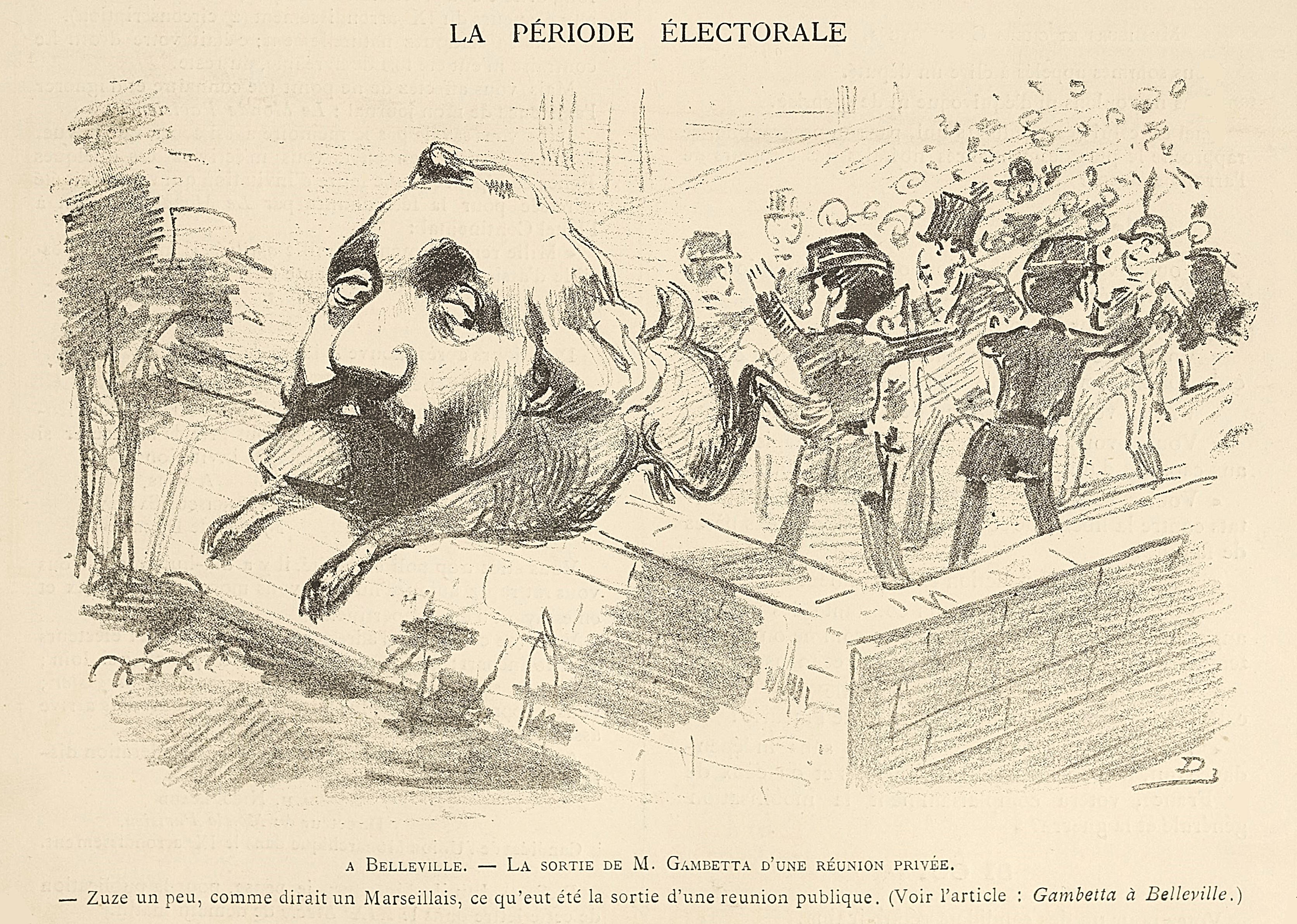
Gambetta bestialisé en homme-chien fuyant piteusement une foule ameutée à Belleville (Le Monde parisien, journal du high-life, 20 août 1881).

### «Grand ministère» (1881-1882)

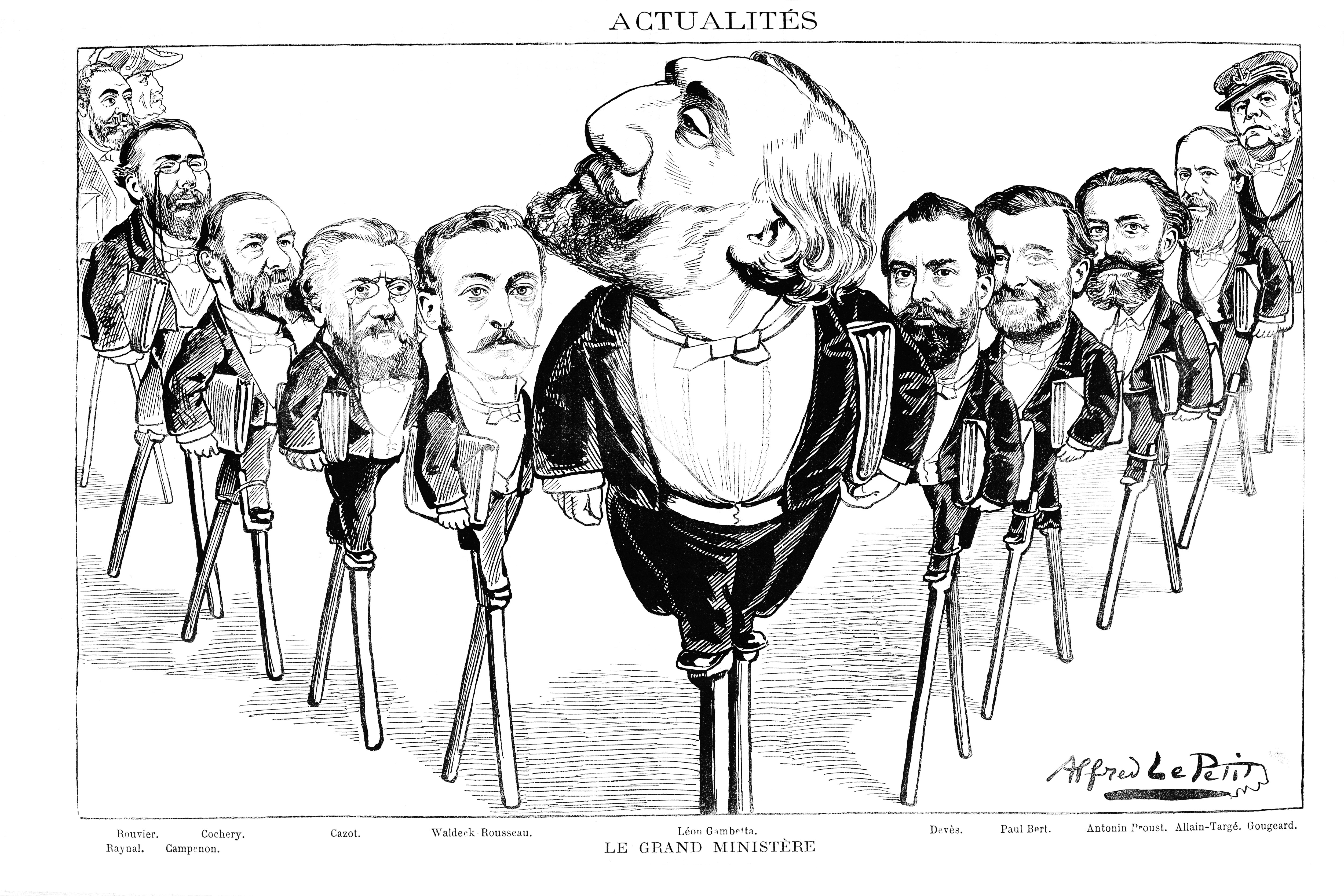
« Le grand ministère Gambetta » monté sur échasses. Caricature par Alfred Le Petit, Le Charivari, 1er décembre 1881.

Le 10 novembre 1881, Jules Ferry, usé par l'affaire tunisienne, remet à Jules Grévy la démission de son gouvernement. Le président de la République n'a d'autre choix que d'appeler Léon Gambetta à former le nouveau cabinet, tant la presse et l'opinion semblent le réclamer. Il est nommé le 14 novembre, une décision qui rassure notamment les financiers en raison de son expérience à la tête de la commission du budget de la Chambre des députés.

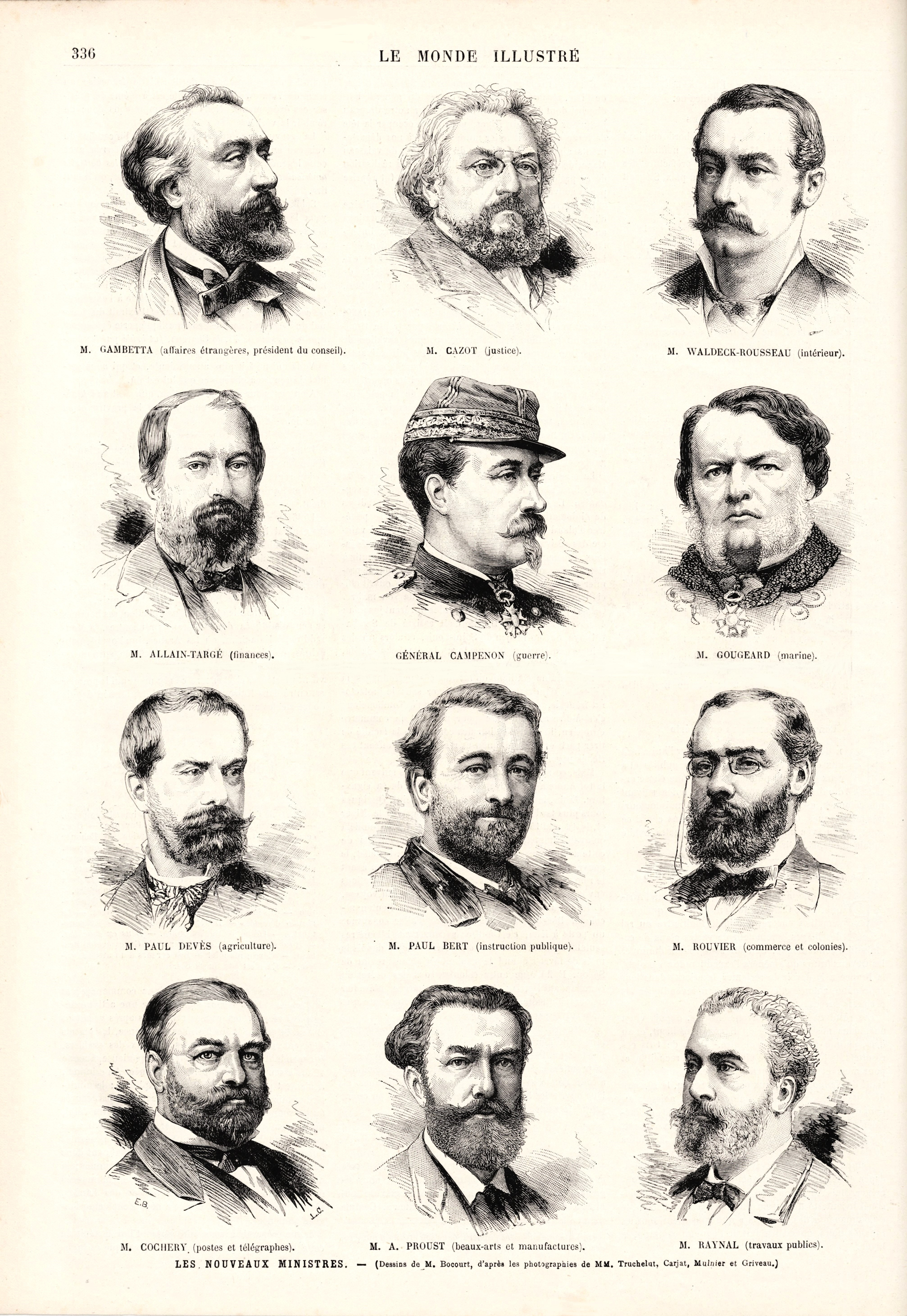
Portraits des ministres du gouvernement Léon Gambetta, Le Monde illustré, 26 novembre 1881.

Dans les semaines qui précèdent sa nomination, Léon Gambetta, convaincu de sa prochaine arrivée aux affaires, établit une première liste de ministres. Il souhaite rassembler tous les grands noms du régime au sein d'un « grand ministère », notamment les anciens présidents du Conseil Freycinet et Ferry, le président du Sénat Léon Say et le diplomate Paul Challemel-Lacour. Ces derniers expriment finalement leur refus, ce qui conduit Gambetta à composer un gouvernement jeune et peu expérimenté, dont la plupart des membres sont issus de l'Union républicaine. Jules Cazot et Adolphe Cochery sont maintenus respectivement à la Justice et aux Postes et Télégraphes, tandis que David Raynal est promu aux Travaux publics. Les autres membres font leur entrée, notamment Pierre Waldeck-Rousseau à l'Intérieur, François Allain-Targé aux Finances, Paul Bert à l'Instruction publique et Maurice Rouvier au Commerce et aux Colonies. Deux ministères sont créés, avec l'Agriculture tenu par Paul Devès et les Arts par Antonin Proust. Cette dernière création est l'une des nouveautés les plus significatives dans la mesure où elle est destinée à répandre le goût de la culture et des arts dans les classes populaires, ce qui constitue la naissance d'une politique culturelle française ambitieuse et démocratique. Le nouveau président du Conseil se réserve quant à lui les Affaires étrangères, alors qu'il souhaitait dans un premier temps siéger sans portefeuille. Le gouvernement compte par ailleurs neuf sous-secrétaires d’État, dont Eugène Spuller et Félix Faure, deux proches de Gambetta.

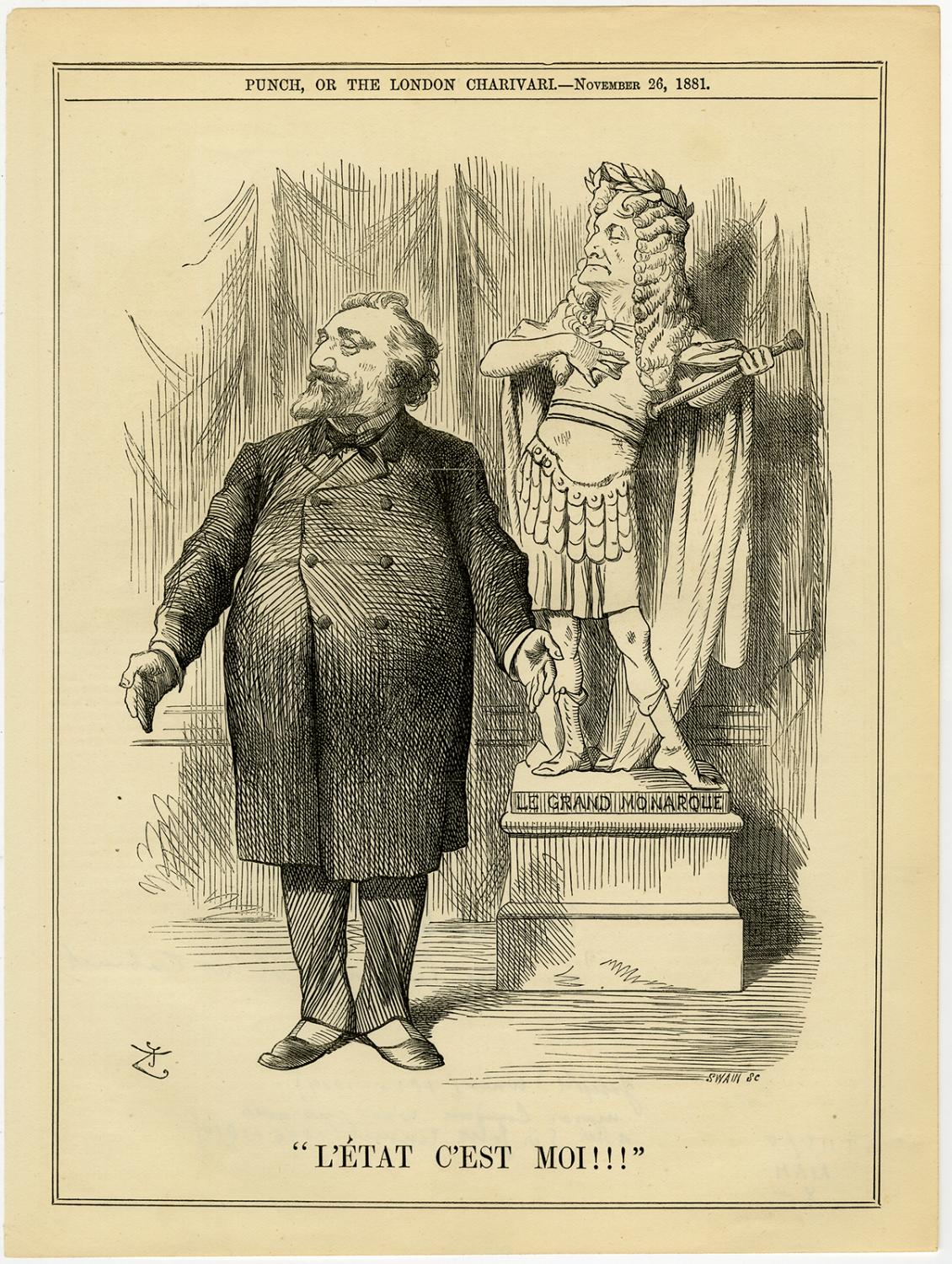
« L'État, c'est moi !!! »
Caricature de Gambetta dans Punch, 26 novembre 1881.

Malgré le succès à la Chambre des députés puis au Sénat du vote des crédits sur l'expédition en Tunisie, le gouvernement Gambetta rencontre des difficultés dès ses premières semaines d'exercice. L'attitude autoritaire et hautaine de Gambetta heurte de nombreux députés, tandis que la circulaire adressée par Waldeck-Rousseau aux préfets le 24 novembre pour renforcer l'autorité des fonctionnaires et les affranchir de la pression des élus est fortement critiquée par l'extrême gauche et les républicains libéraux,. Plusieurs nominations sont également dénigrées, comme celles du général Galliffet au Conseil supérieur de la Guerre, un militaire honni par l'extrême gauche pour sa participation à la répression de la Commune, ou celle de Joseph de Miribel comme chef d'état-major général, ce dernier étant soupçonné d'avoir participé à la préparation d'un coup d'État quelques années plus tôt.

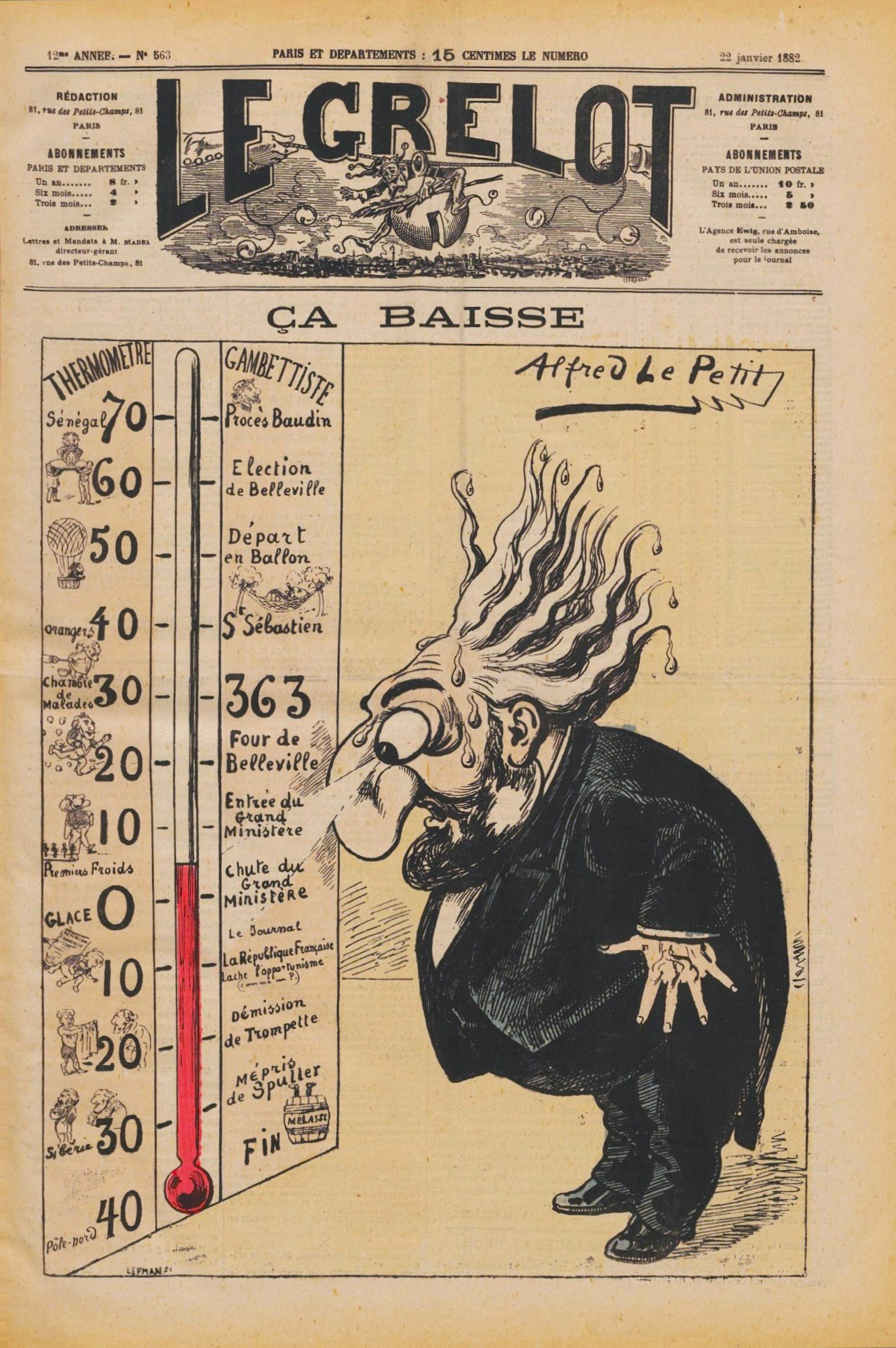
Gambetta s'inquiète de la température affichée par le thermomètre, baromètre de sa popularité, dont les graduations sont redoublées des moments forts de sa carrière, y compris la chute annoncée de son grand ministère. « Ça baisse », caricature par Alfred Le Petit, Le Grelot, 22 janvier 1882.

À la tête du gouvernement, Gambetta livre un ambitieux projet de réformes qui comprend notamment la réduction de la conscription, une loi sur les associations, la création d'institutions de prévoyance et d'assistance, la réforme des sociétés financières ou encore la laïcité de l'État,,. Mais après le renouvellement du tiers du Sénat qui conforte la majorité républicaine à la Haute chambre en janvier 1882, il dépose le 14 janvier un projet de réforme constitutionnelle qui prévoit une réforme limitée de la Constitution avec l'inscription du scrutin de liste, des modifications du mode d'élection du Sénat et la réduction de son pouvoir financier.
La commission chargée d'examiner le projet par la Chambre des députés refuse le texte, en particulier le scrutin de liste. Nombre de députés craignent alors de voir s'installer un exécutif fort et souhaitent préserver le pouvoir de l'Assemblée. La discussion publique a lieu le 26 janvier au Palais Bourbon. Devant les députés, Léon Gambetta défend son texte et rejette les accusations qui concerne sa prétendue volonté d'un renforcement de son pouvoir personnel : « De toutes les douleurs qu'on peut ressentir dans la politique, […] il y en a une que je ne peux subir en silence : c'est d'être constamment présenté à cette Chambre, que dis-je ? au parti républicain tout entier, comme un homme qui méditerait de se séparer ou de s'écarter de lui ». Malgré le soutien de plusieurs membres du centre gauche et des proches de Jules Ferry, le projet de Gambetta est rejeté, et c'est finalement le principe de la révision illimitée qui est adopté par la Chambre. Battu, Léon Gambetta remet le jour même sa démission au président de la République.
Le bilan du cabinet Gambetta paraît bien faible dans la mesure où seules deux lois ont été adoptées définitivement pendant son exercice, l'une imposant aux directeurs et aux enseignants des écoles privées de disposer de diplômes et l'autre relative à la conservation des œuvres d'art. Pour autant, plusieurs textes que son gouvernement avait envisagés aboutissent dans les années qui suivent et ses anciens ministres se montrent très actifs à la Chambre des députés.

Le « grand ministère Gambetta » vu par le caricaturiste Pépin.
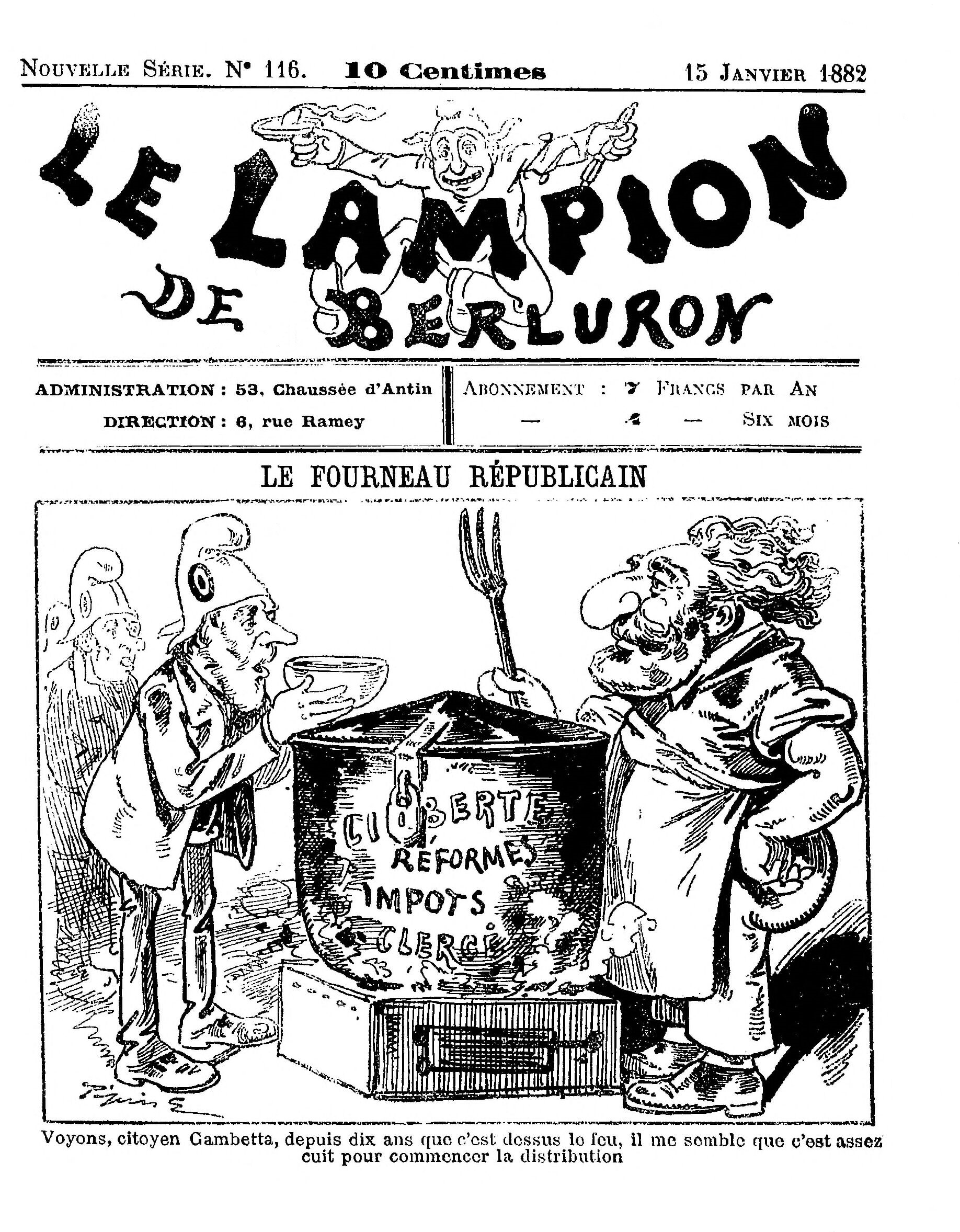
Des sans-culottes s'impatientent devant le cuisinier Gambetta qui fait bouillir trop longtemps la marmite cadenassée des réformes. « Le Fourneau républicain », Le Lampion de Berluron, 15 janvier 1882.
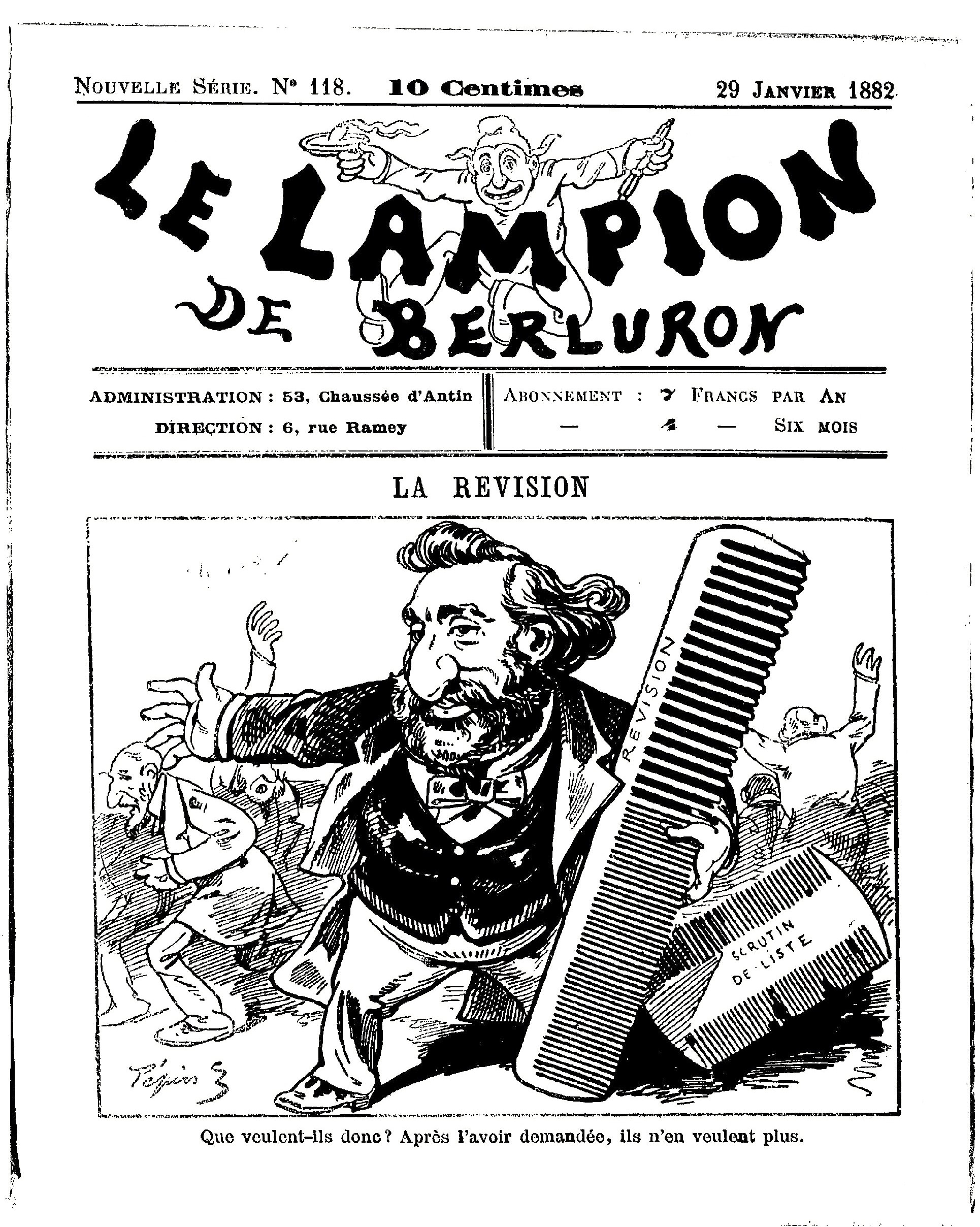
Gambetta s'amuse de l'indécision des députés, apeurés par le projet de réforme du scrutin de liste. « La Révision », Le Lampion de Berluron, 29 janvier 1882.
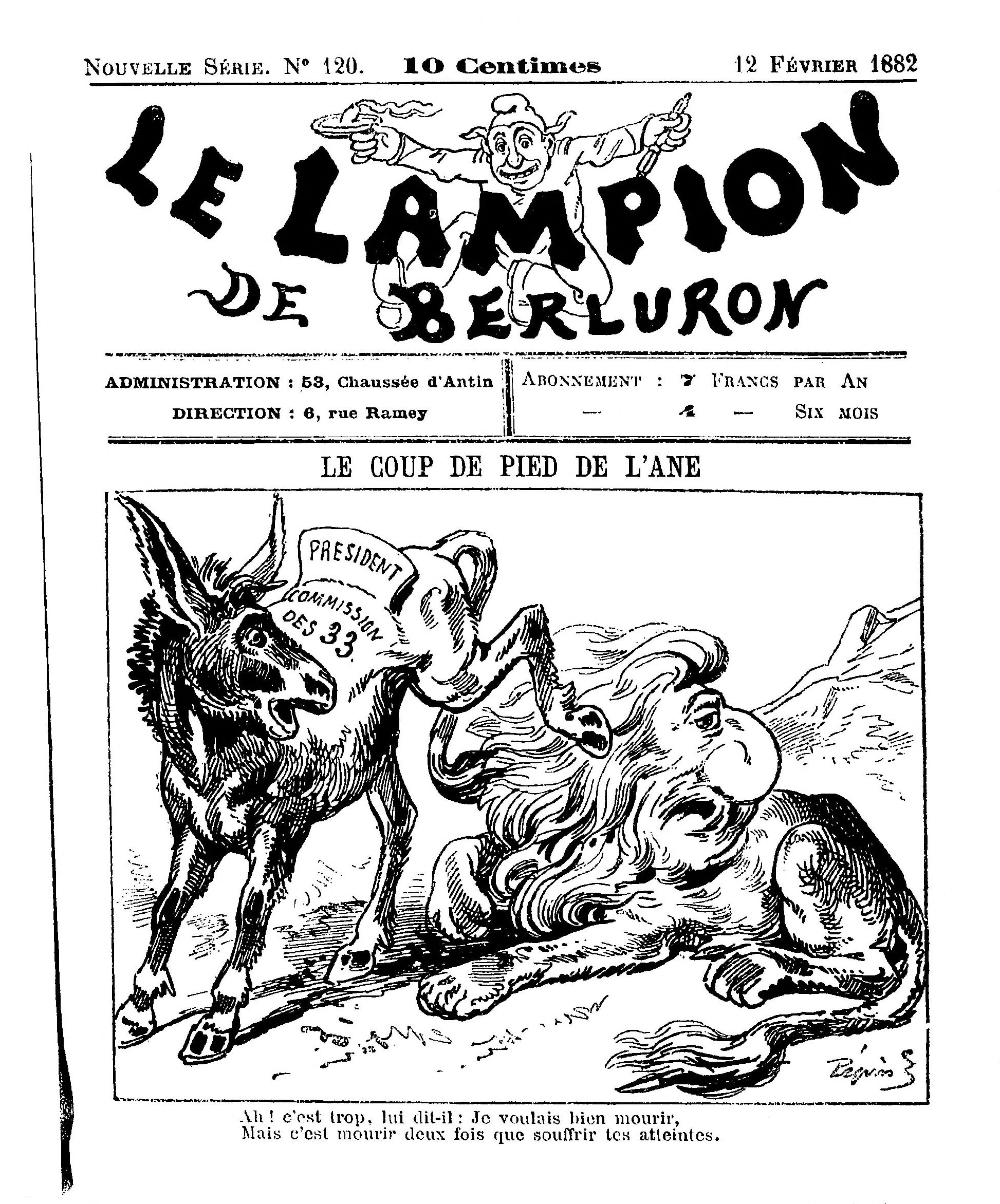
L'âne (le président de la « commission des 33 » ayant refusé le projet de réforme constitutionnelle) donne un coup de pied au vieux lion (Gambetta après la chute de son gouvernement). Le Lampion de Berluron, 12 février 1882.

### Derniers mois à la Chambre des députés

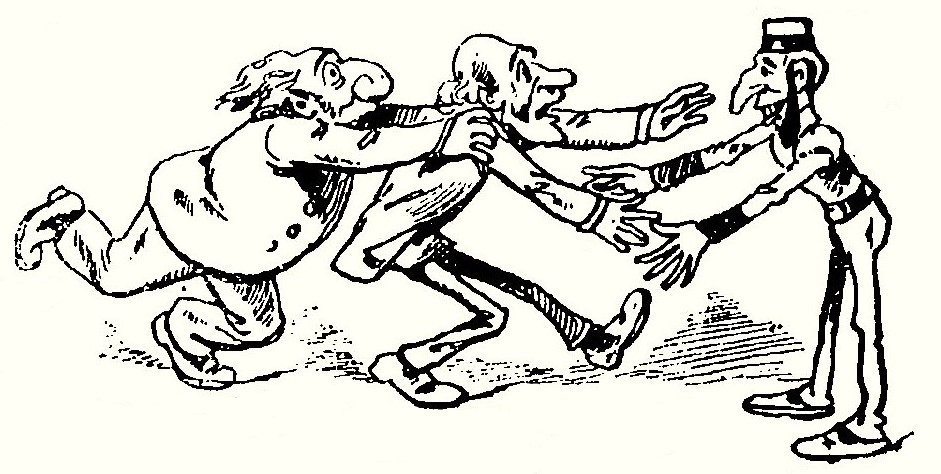
Gambetta tente de pousser Charles de Freycinet dans les bras des Anglais durant la guerre anglo-égyptienne. Caricature de Pépin, Le Lampion de Berluron, 30 juillet 1882.

De son côté, Léon Gambetta observe une période de repos et séjourne à Marseille, à Nice et dans le nord de l'Italie. De retour à Paris, il reprend la direction de La République française et intervient peu à la Chambre. Élu président de la Commission spéciale chargée de la réforme du service militaire, il ne dépose qu'un seul projet de loi en son nom, visant à instaurer un service sans exception et réduit de cinq à trois ans.
Léon Gambetta se montre très critique à l'égard de son successeur à la tête du gouvernement, Charles de Freycinet, en particulier pour ses hésitations sur la question égyptienne qui aboutissent à la perte de l'influence française dans la région au profit de l'Empire britannique. Le cabinet Freycinet chute le 29 juillet 1882 après son intervention et celle de Georges Clemenceau à la Chambre lors du vote des crédits pour une expédition française. De la même manière, Gambetta dénonce la nomination du sénateur Charles Duclerc à la tête du nouveau gouvernement. Dans une lettre adressée à son ancien chef de cabinet, il expose son pessimisme : « Nous glissons sur la pente d’une république de Sud-Amérique où le pouvoir, avili, déshonoré, discrédité, paraît une proie pour toutes les concupiscences ; le portefeuille est à l'encan, le pouvoir dans la rue, nous allons crouler dans les bas-fonds de l'envie démagogique ».
La politique coloniale de la France continue de le passionner : en décembre 1882, il rédige une note qui préconise une politique ambitieuse en Indochine face à l'Empire chinois. Cependant, sa santé se dégrade rapidement. Depuis son départ de la présidence du Conseil, il apparaît vieilli et fatigué, comme le souligne le journaliste Édouard Drumont : « Quelques années avaient fait du jeune homme alerte encore et grisonnant à peine, un homme affaissé, chargé d'embonpoint, presque vieillard ».

## Mort et obsèques

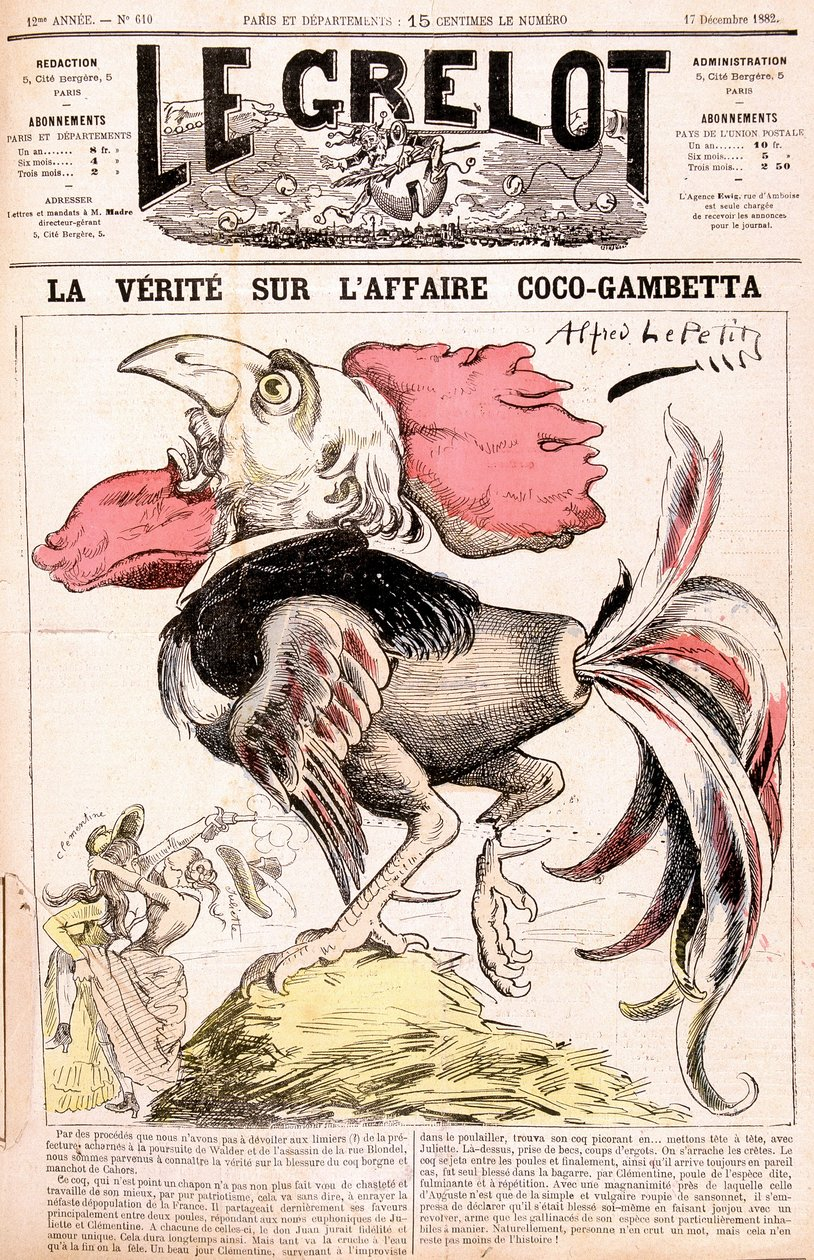
Reflet des médisances et rumeurs extravagantes courant sur la blessure de Gambetta, cette caricature le représente en coq manchot, mutilé lors d'une dispute entre ses deux « poules » (concubines). Dessin satirique d'Alfred Le Petit, Le Grelot, 17 décembre 1882.

Le 27 novembre 1882, dans sa maison des Jardies, Léon Gambetta se blesse en manipulant un revolver. En voulant retirer une cartouche, le coup est tiré accidentellement et la balle pénètre dans la paume de sa main droite avant de ressortir au milieu de l'avant-bras. Il est soigné par son ami le chirurgien Odilon Lannelongue qui lui étend la main sur une planchette de bois pour éviter la rétraction des doigts et préconise une mise au lit accompagnée d'une diète. Cet incident fait naître de nombreuses polémiques dans la presse hostile à Gambetta, certains présentant l'accident comme un complot maçonnique. Dans L'Intransigeant, Henri Rochefort répand l'idée d'une vengeance intime, accusant sa compagne Léonie Léon de l'avoir abattu,. D'autres journaux à sensation affirment que cette dernière est une espionne au service de l'Allemagne qui, se sachant découverte, tente de se suicider devant Gambetta qui détourne l'arme et reçoit le projectile,. En septembre 1920, Léon Daudet, personnalité de l'Action française, reprend cette thèse. Le propre cousin et biographe de Gambetta, Pierre-Barthélemy Gheusi, évoque quant à lui une dispute qui aurait mal tourné entre les deux amants, au sujet d'un domestique que Gambetta voulait renvoyer.

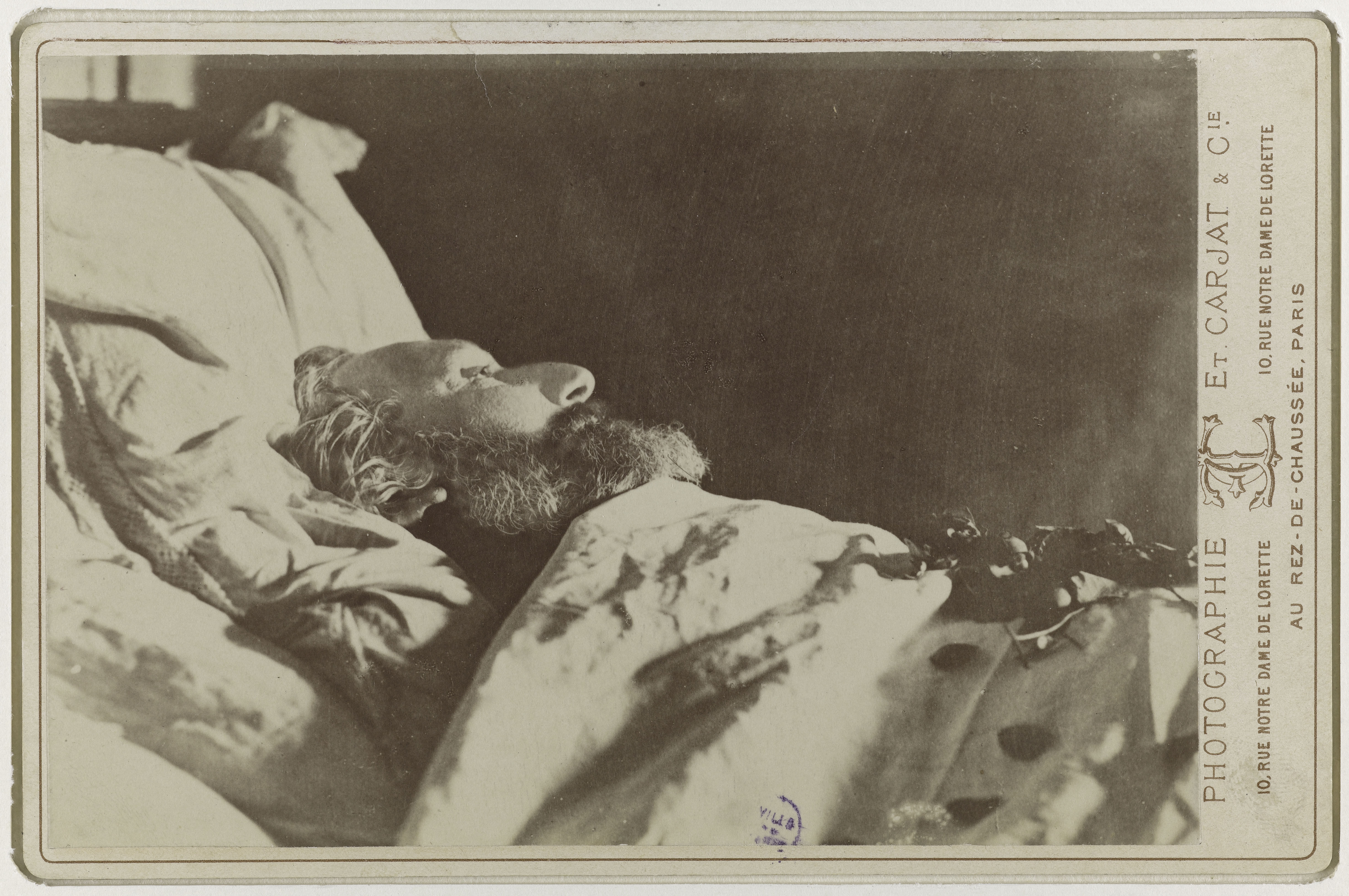
Gambetta sur son lit de mort, photographie de Carjat.

La blessure n'est pas suffisamment grave pour mettre en péril la vie du député et le 8 décembre, son ami le docteur Fieuzal, venu lui rendre visite, le déclare hors de danger. Il lui préconise cependant dix jours de lit supplémentaires. Son état de santé se dégrade subitement dans la nuit du 16 au 17 décembre : Gambetta éprouve alors de vives douleurs abdominales du côté droit, accompagnées d'une forte fièvre. Son médecin habituel, le docteur Siredey, diagnostique une pérityphlite, c'est-à-dire une inflammation du péritoine du cæcum qui découle probablement d'un cancer de l'intestin ou de l'estomac, et que seule une opération peut soigner. Réunis à son chevet, Lannelongue et Jean-Martin Charcot confirment ce diagnostic mais ils estiment cependant qu'une intervention chirurgicale est trop dangereuse. Le 31 décembre 1882, à 23 h 55, Léon Gambetta meurt alité, en présence de Léonie Léon et de ses amis le docteur Fieuzal, Paul Bert et Eugène Spuller.
Le 2 janvier, le Conseil des ministres décrète des obsèques nationales, pour la première fois dans l'histoire de la République. Le même jour, l'autopsie est pratiquée dans la chambre mortuaire en présence d'une quinzaine de médecins. Celle-ci est décidée pour diverses raisons. D'une part, le père et la sœur de Gambetta, tenus dans l'ignorance de la gravité de son état, ne sont pas présents lors du décès, et sa compagne n'a aucun statut légal qui lui permette de s'y opposer. Par ailleurs, Gambetta est membre depuis 1876 de la Société d'autopsie mutuelle, qui encourage le don de son corps à la science et les médecins qui prennent en charge le traitement mortuaire de son cadavre y voient une occasion de poursuivre leurs recherches. Enfin, l'autopsie apparaît comme le moyen de faire taire les hypothèses fantaisistes et malveillantes quant aux causes du décès tout en lavant l'honneur des médecins impliqués dans sa cure, accusés parfois d'incompétence.
La veille au soir, une injection de chlorure de zinc est réalisée par Jules Talrich, modeleur pour la faculté de médecine, afin d'atténuer la décomposition très rapide du corps et du visage. L'autopsie, dirigée par le docteur Paul Brouardel, spécialiste de médecine légale, confirme la cicatrisation parfaite de la blessure par balle et la mort causée par la perforation de l'appendice dont l'opération était impossible. Le rapport d'autopsie, rédigé par le chirurgien Victor André Cornil, est publié le 19 janvier suivant, complété par les résultats de la dissection de la main de Gambetta. L'autopsie s'achève par le dépeçage de son corps, chacun des participants souhaitant, sous couvert de recherche scientifique, conserver une partie de ses restes comme relique.

Mort et funérailles de Gambetta.
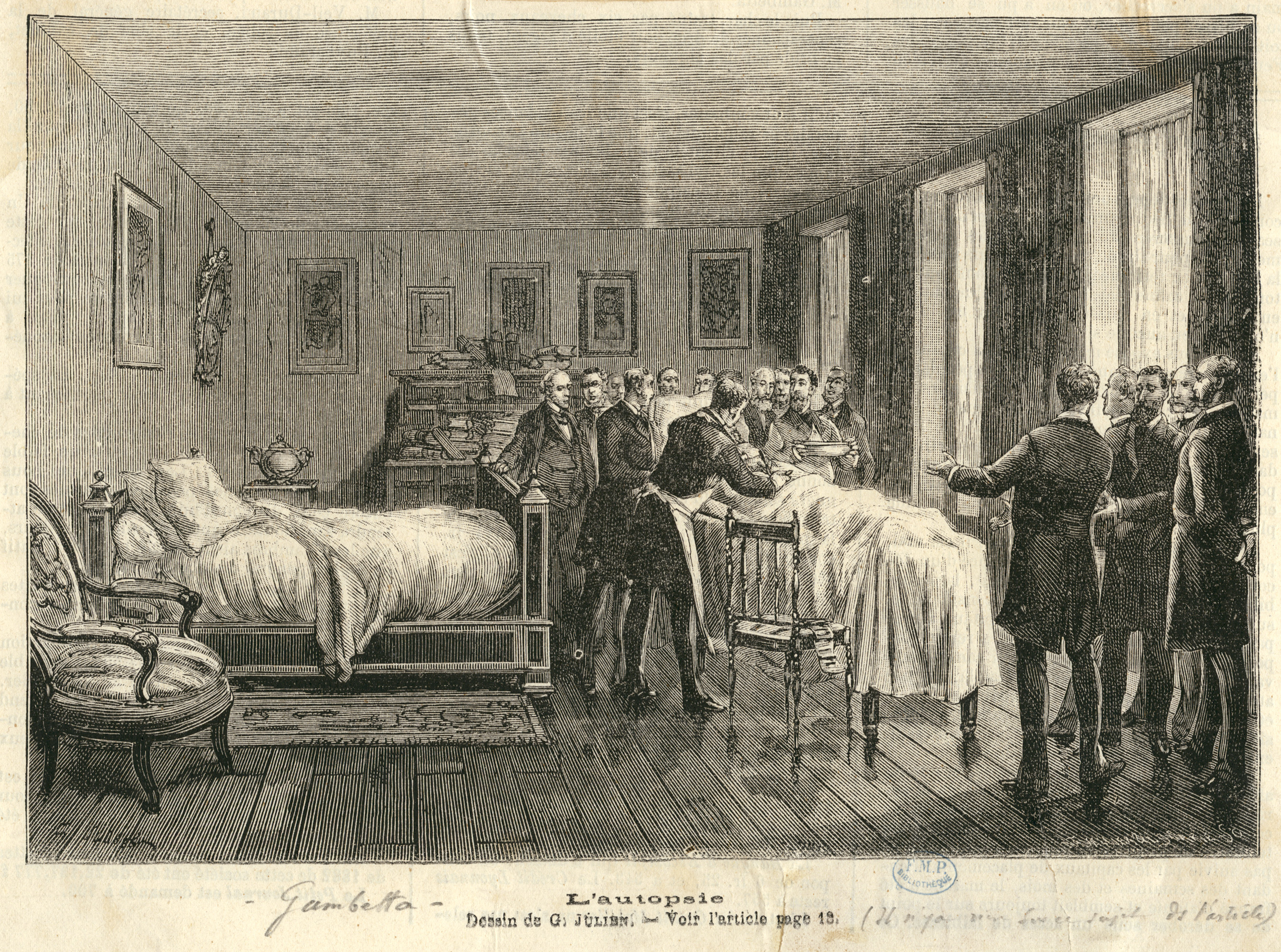
Autopsie de Gambetta.
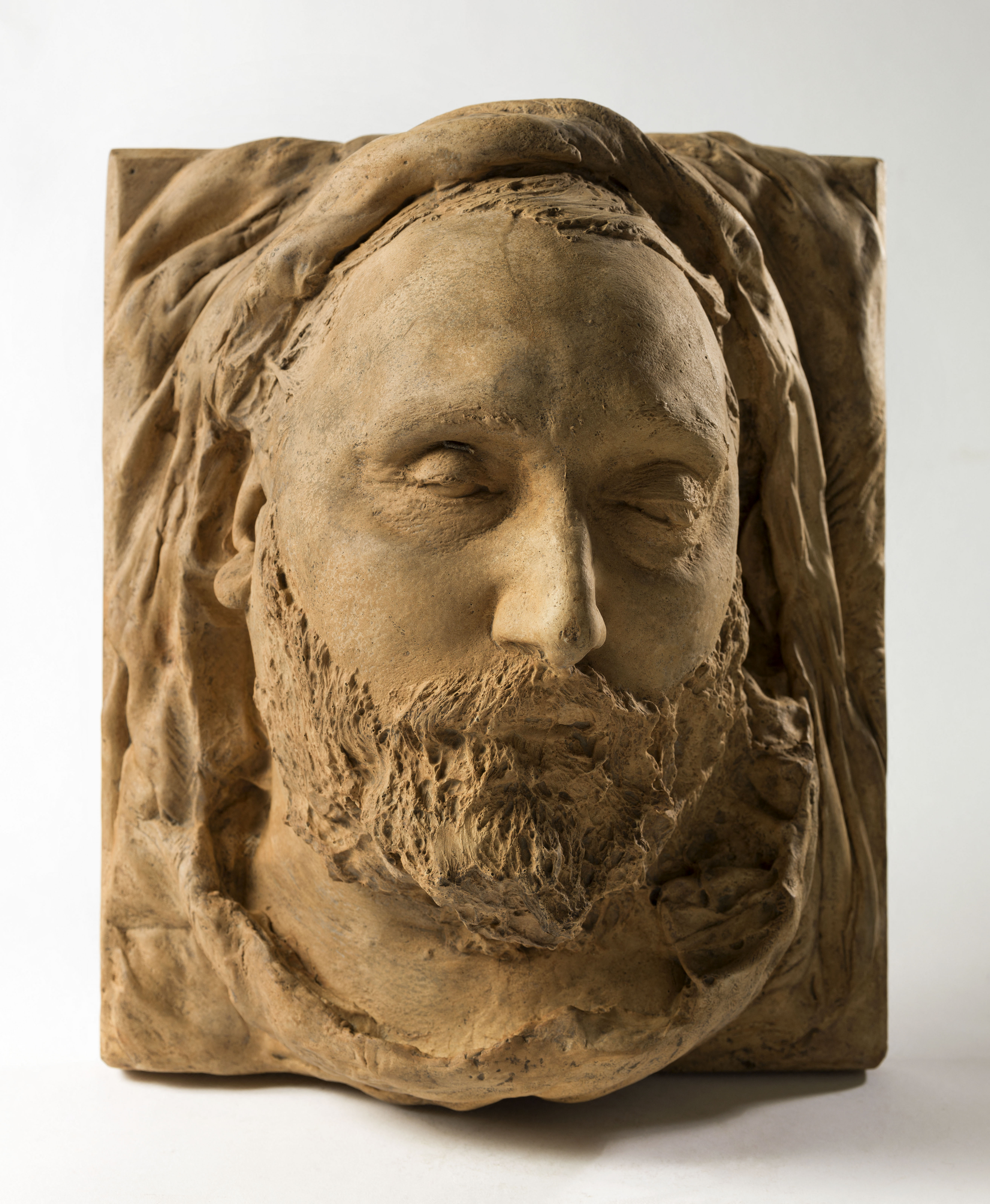
Masque mortuaire de Gambetta.
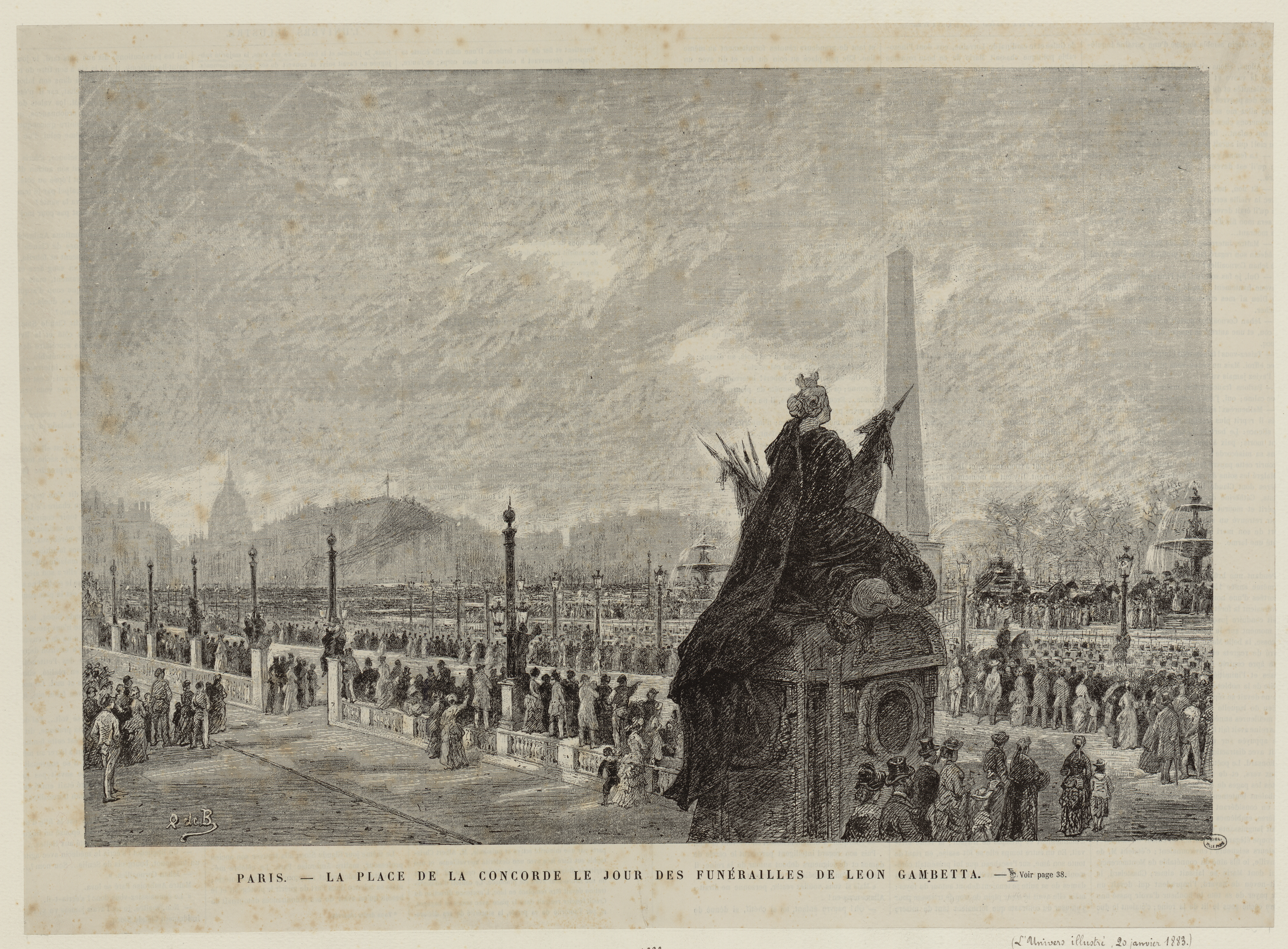
La place de la Concorde le jour des funérailles de Gambetta.
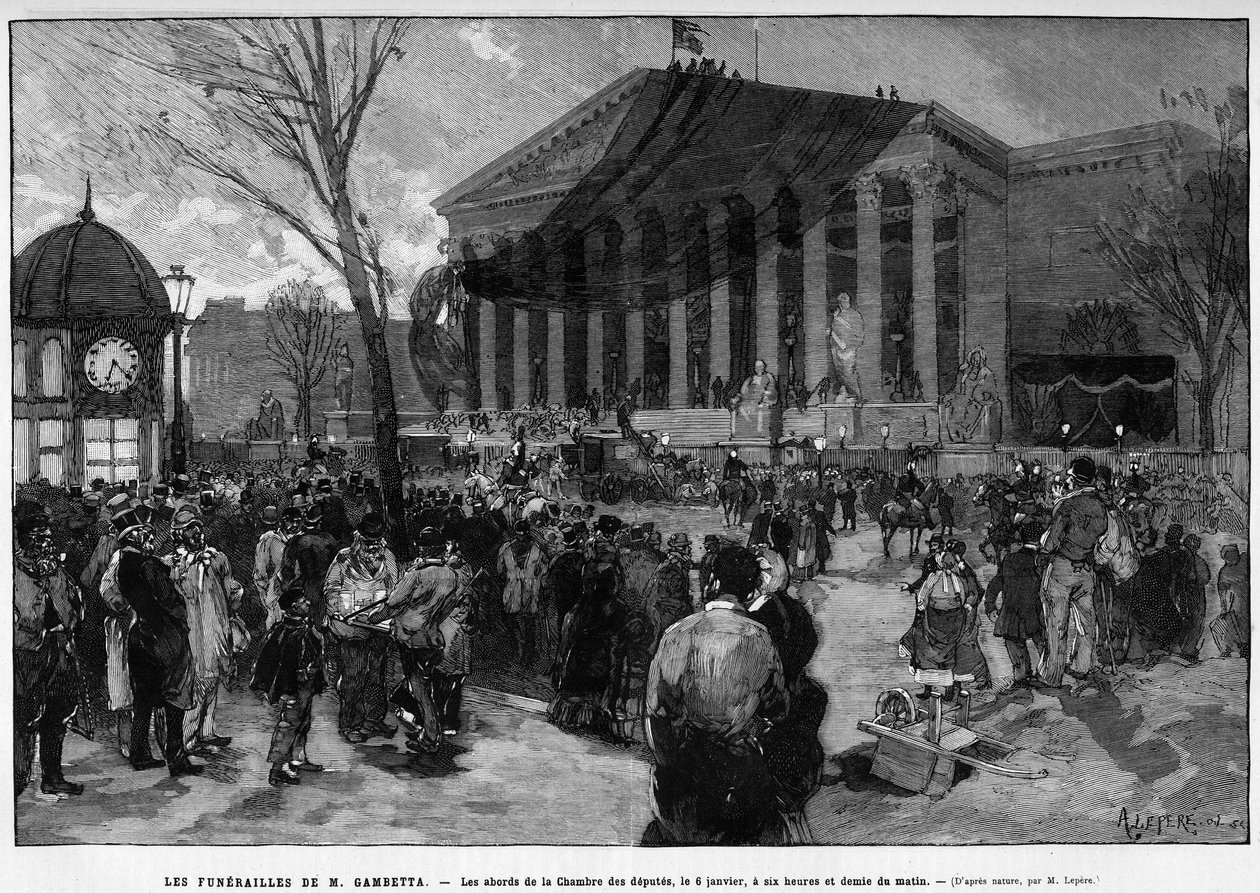
Le palais Bourbon voilé de crêpe noir.

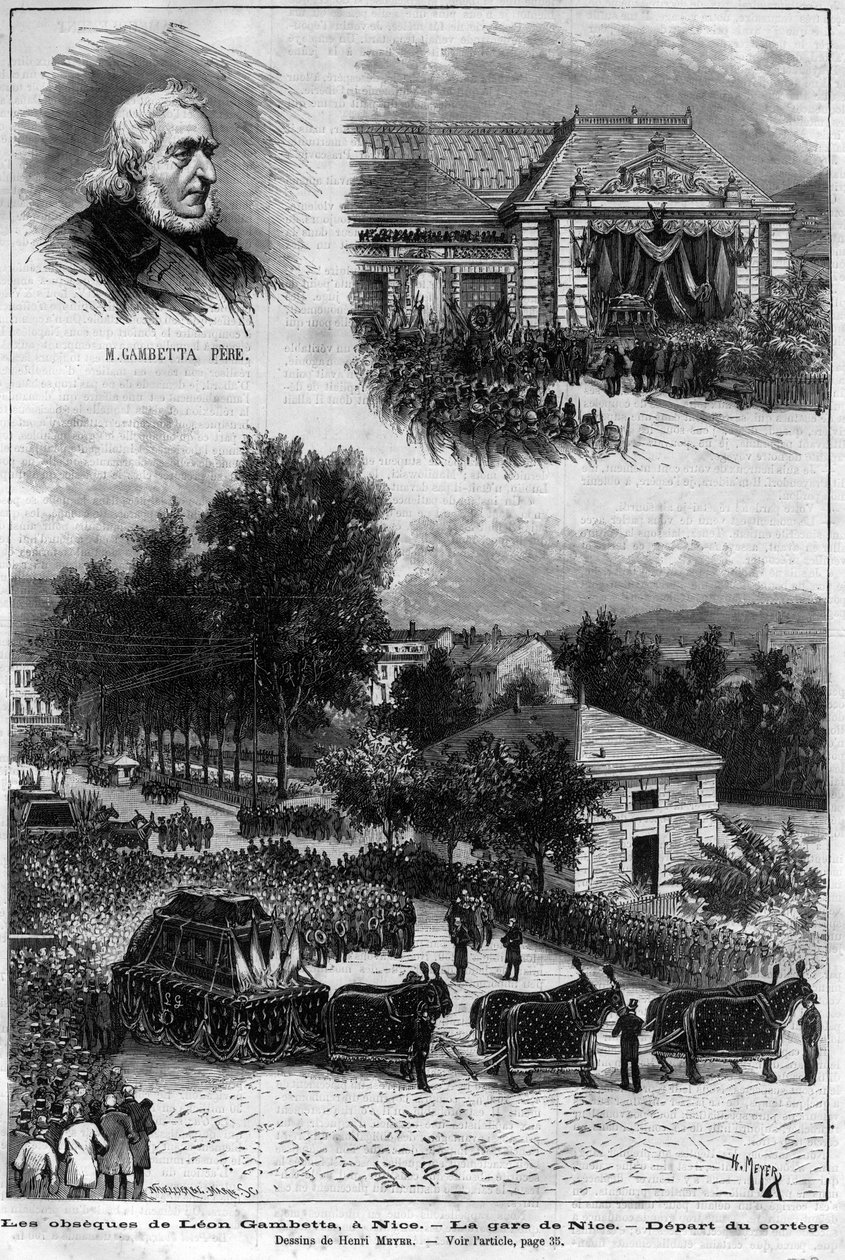
Obsèques de Léon Gambetta à Nice.

L'hommage de la presse est presque unanime, y compris chez les adversaires de Gambetta, et nombreux sont les Français qui veulent se recueillir devant sa dépouille : le 3 janvier, 4 000 visiteurs se pressent aux Jardies où les scellés sont posés le soir même. Le cercueil est transporté au Palais Bourbon, dont la colonnade est recouverte d'un immense voile noir. Le catafalque, décoré par Léon Bonnat, Charles Garnier, Alexandre Falguière et Antonin Proust, est déposé dans la salle des fêtes du palais. Le 6 janvier, le char funèbre, décoré lui aussi par Garnier, rejoint le cimetière du Père-Lachaise devant près de 100 000 personnes massées sur le parcours, selon le quotidien Le Temps. Membres de la famille, proches, hommes d'État, élus de toute le France et représentants de diverses institutions accompagnent le char, pour un total d'environ 5 000 personnes. Au cimetière, où la foule ne peut entrer, plusieurs discours sont prononcés dont celui de l'historien Henri Martin qui présente Gambetta comme le continuateur « de cette unité nationale qu'ont faite les siècles ».
Le cercueil est déposé dans le caveau de la ville de Paris, devant lequel est érigé un tombeau provisoire : le père de Gambetta veut en effet que son fils soit enterré à Nice, auprès de sa mère et de sa tante. Le 13 janvier, un train spécial est affrété pour conduire le cercueil à Nice où Gambetta est inhumé le lendemain dans le caveau familial du cimetière du Château, après un discours du maire Alfred Borriglione, député membre de l'Union républicaine,. Le corps du tribun est inhumé une troisième fois le 1er avril 1909, pour être placé sous un tombeau plus monumental.

## Prises de position

### Républicain radical et opportuniste

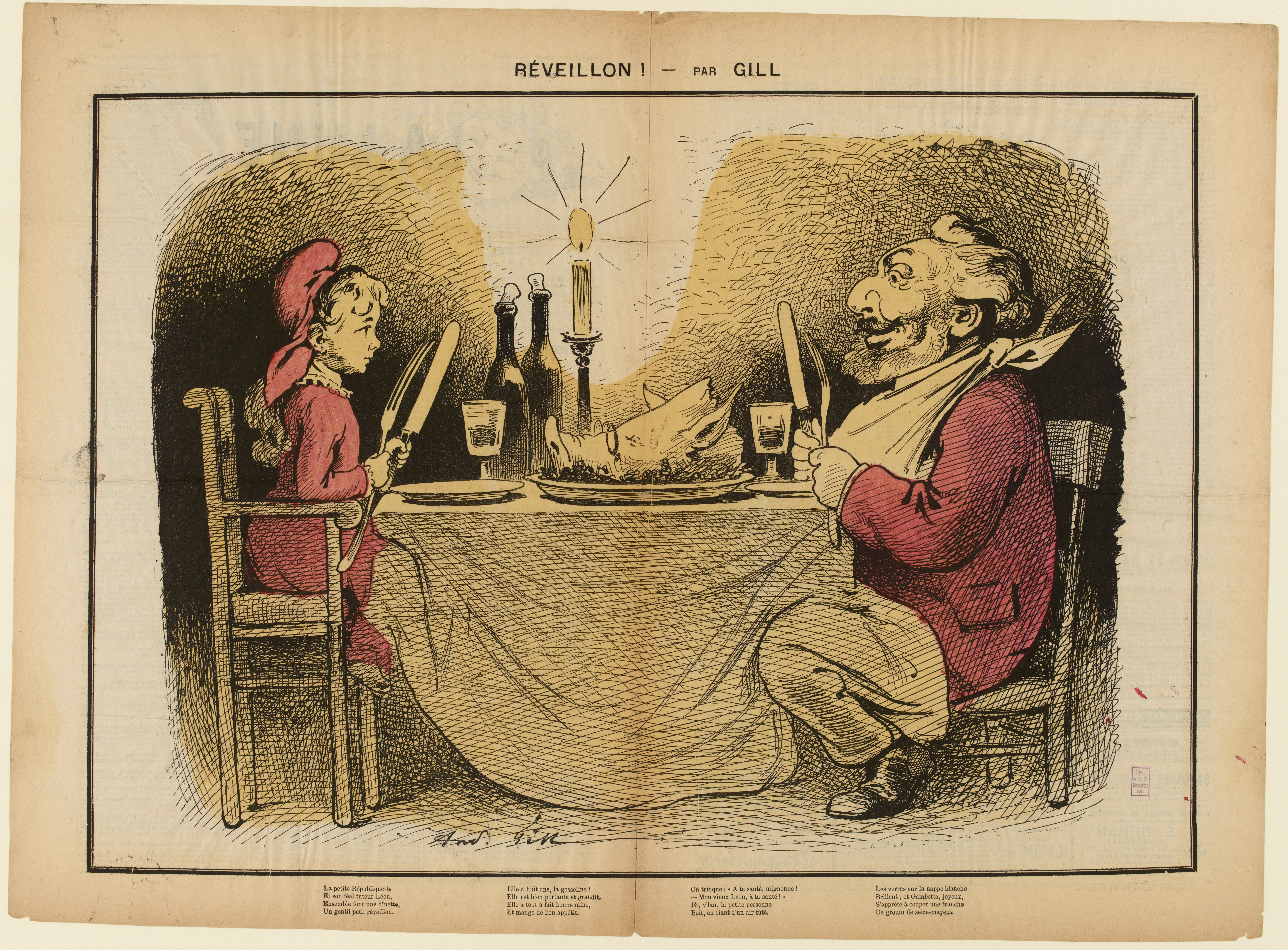
S'apprêtant à couper le groin d'un monarchiste « seize-mayeux », Léon Gambetta réveillonne joyeusement avec la jeune République âgée de 8 ans. Caricature par André Gill dans La Lune rousse, 29 décembre 1878.

Le goût de la politique se manifeste très tôt chez Léon Gambetta, sous l'influence de son milieu familial : sa mère lui fait lire des articles du journaliste libéral et républicain Armand Carrel tandis que son père, bien que peu cultivé, lit Voltaire et soutient l'unité italienne. Âgé de seulement dix ans lors de l'élection présidentielle de 1848, Léon Gambetta se montre très critique à l'égard de Louis-Napoléon Bonaparte dans les lettres qu'il envoie à ses parents depuis son internat. Une fois établi comme avocat, il devient l'un des principaux opposants du régime et le chef de file des radicaux, qu'il définit lui-même comme « des républicains qui pensent qu'il n'y a pas de compatibilité entre toute forme de gouvernement autre que la République et le suffrage universel ». Son programme de Belleville, qu'il expose lors de la campagne pour les élections législatives de 1869, devient la référence pour tous ceux qui se réclament de cette tendance.
Dans son combat pour établir la République, Léon Gambetta ne s'oppose pas seulement aux conservateurs (orléanistes, légitimistes et bonapartistes), mais aussi à l'extrême gauche qui réclame le « tout, tout de suite », ce qui ne peut conduire selon lui qu'à la violence et au retour au pouvoir des partisans du maintien de l'ordre social. L'échec de la Commune en 1871, dans laquelle Gambetta n'a joué aucun rôle, est celui de la république sociale et aboutit au renforcement de la république conservatrice. Dès lors, Gambetta conçoit que la France ne peut accepter le régime républicain que si celui-ci apporte des gages de modération. Il rompt avec les républicains les plus intransigeants et réclame de son parti qu'il se montre le plus sage, le plus digne et le plus discipliné. Dans un discours à Annecy à l'automne 1872, il déclare : « Nous nous sommes donné pour règle absolue de respecter la loi, et nous faisons de notre modération et de notre sagesse non pas un calcul, […] non pas une ligne de conduite passagère, mais une ligne de conduite fixe, arrêtée, définitive ».

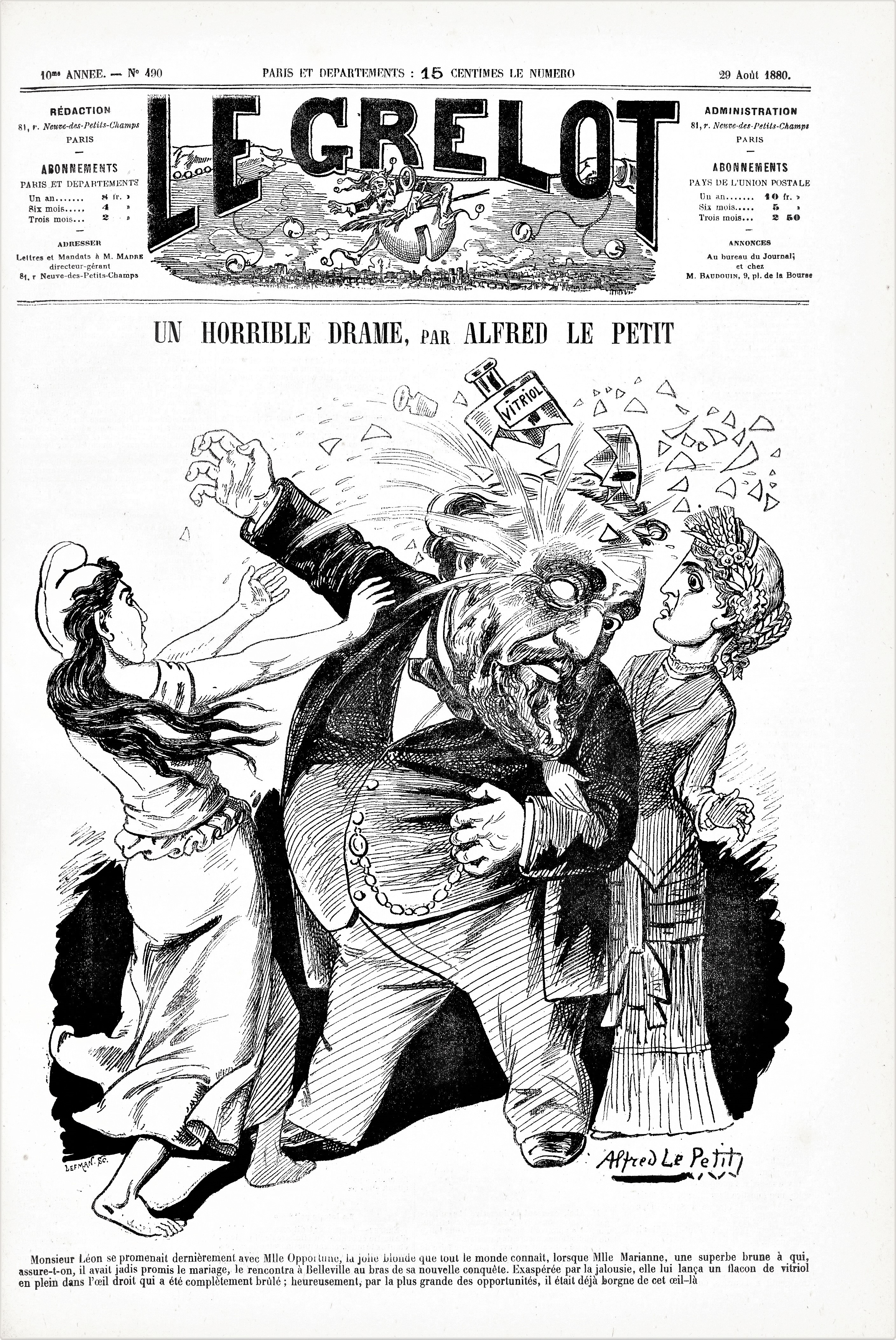
Jalouse de Mademoiselle Opportune, Marianne jette un flacon de vitriol au visage de Gambetta. Caricature par Alfred Le Petit, Le Grelot, 29 août 1880.

Pour Gambetta, la sagesse, l'espérance et l'activité doivent être les trois « vertus théologales de la démocratie », comme il l'indique dans une lettre à sa compagne Léonie Léon, mais cette modération n'est pas un signe de faiblesse pour l'historien Jérôme Grévy dans la mesure où Gambetta et ses alliés, contrairement aux républicains révolutionnaires de 1848, n'ont pas la naïveté de croire en la « résistance spontanée du peuple ».
Dès lors, Gambetta comprend la nécessité de faire des concessions pour imposer ses idées, appliquant ainsi une certaine éthique de responsabilité. Il récuse toute forme de violence pour accéder au pouvoir ou le conserver, fonde son action sur le suffrage universel dont il est un partisan inflexible, et souhaite des réformes progressives qui soient menées avec pragmatisme. C'est la naissance de l'opportunisme, dont il est l'un des théoriciens et qui permet d'assurer l'enracinement de la République dans les années 1870-1880. Selon Gérard Unger, « par sa modération affichée dès 1871 – sinon même dès 1869, au travers de ses discours au Corps législatif –, par son pragmatisme, son habileté politique et son talent oratoire, il a su rassurer les conservateurs modérés plus soucieux de l'ordre social que de la forme du gouvernement ». De fait, dès sa plaidoirie lors de l'affaire Baudin en 1868, Gambetta affirme ce principe de légalisme en opposant la « barricade du Droit » à la violence : « qu'on examine ce que nous écrivons, on ne trouvera pas, une ligne, une seule ligne qui ne soit pas selon le Droit ». Cette politique d'ouverture et de modération porte ses fruits et reçoit un bon accueil auprès du peuple dans la mesure où les républicains ne cessent d'accroitre leur nombre de représentants à la Chambre des députés, que ce soit lors des élections partielles ou nationales. Le rapprochement de Gambetta avec le centre gauche le coupe cependant d'une partie des républicains, notamment Georges Clemenceau qui vit cette évolution comme une trahison,.

### Vision institutionnelle

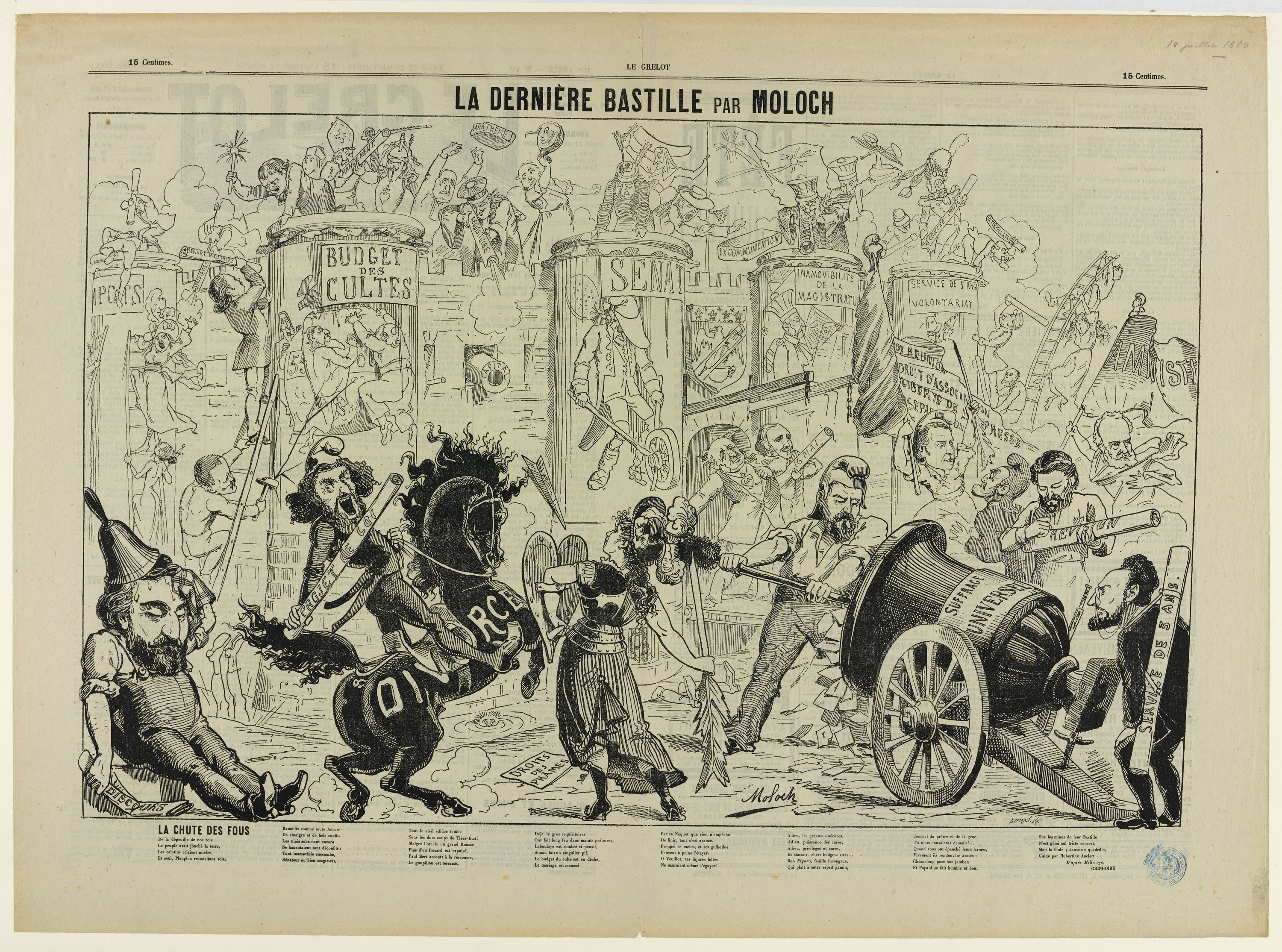
À l'aide du canon du suffrage universel, Gambetta et plusieurs autres républicains assiègent « la dernière Bastille » composée notamment du Sénat et de la magistrature inamovible. Caricature de Moloch publiée dans Le Grelot, 18 juillet 1880.

Léon Gambetta veut une République forte et appuyée par le suffrage universel qui est selon lui une marque « de souveraineté et de liberté pour les peuples ». C'est pourquoi il s'oppose fermement, dans un premier temps, au principe du bicamérisme : ce principe constitutionnel lui semble incompatible avec le suffrage universel dans la mesure où il permet à une chambre haute de réviser les lois votées par la seule chambre élue démocratiquement. Sa position évolue néanmoins et Gambetta accepte une certaine forme de compromis pour garantir le maintien du régime. Lors des discussions sur le vote de la loi constitutionnelle instituant le Sénat, en février 1875, il parvient à convaincre une partie des députés radicaux d'accepter cette chambre des notables qu'il juge pourtant lui-même contraire à l'héritage républicain, et se dit convaincu que le Sénat peut, à terme, représenter « les entrailles même de la démocratie » en formant un « Grand Conseil des communes de France ».
De même, il prend ses distances avec le principe d'un régime exclusivement parlementaire et finit par se rallier en 1875 à l'institution d'un président de la République, à condition que cette magistrature élective soit encadrée par la loi et non un principe héréditaire.

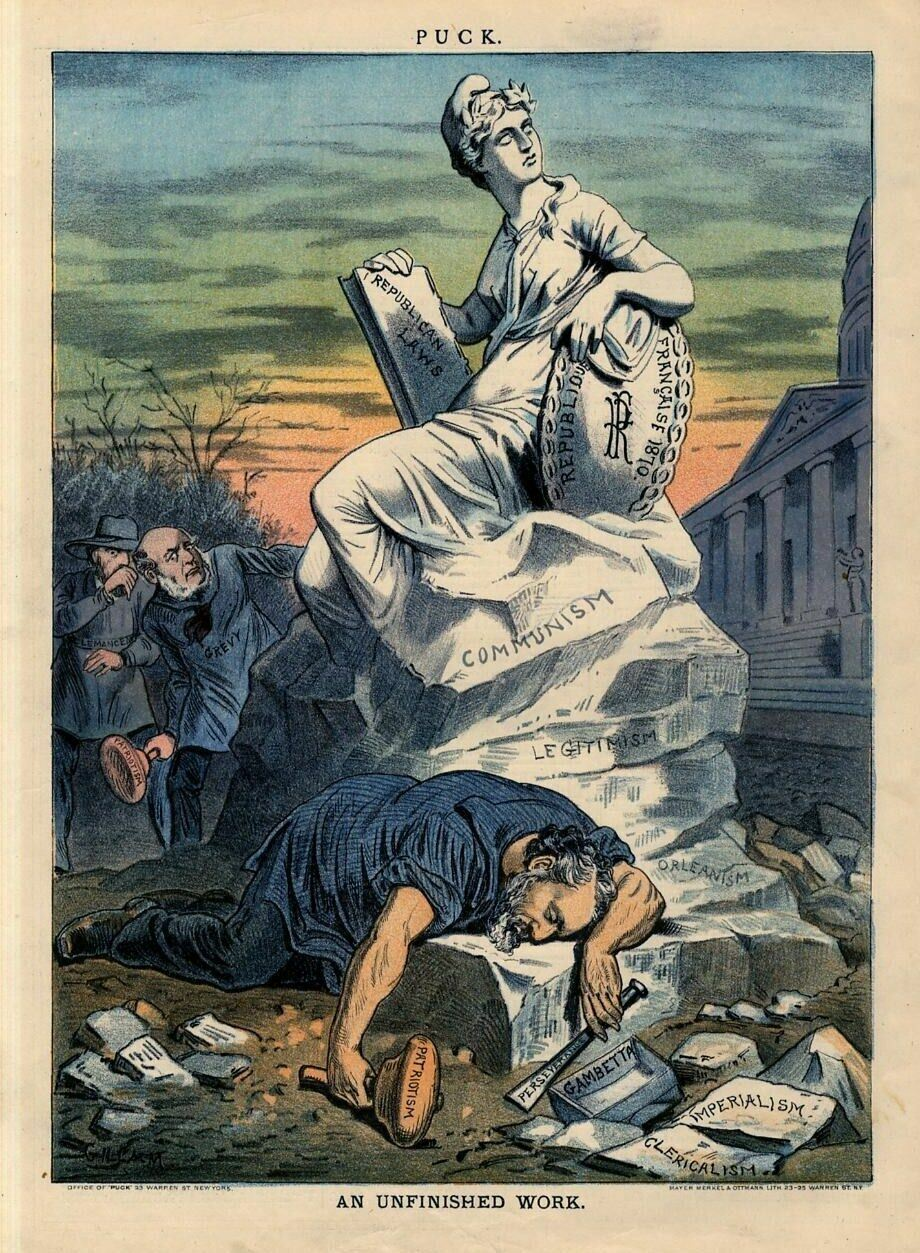
« Une œuvre inachevée » : Gambetta meurt sans avoir fini la République française, sculptée à force de patriotisme et de persévérance. Caricature américaine publiée dans Puck, janvier 1883.

Dans les années qui suivent, Gambetta n'est pas entièrement satisfait du fonctionnement des institutions qu'il a contribué à mettre en place. Il constate que le régime d'assemblée entraîne une forte instabilité gouvernementale et un ralentissement des réformes. Dès lors, pour contrer le pouvoir des Chambres qui paralysent l'exécutif et le rôle du Sénat qu'il juge trop important, il propose une révision constitutionnelle dès son accession à la présidence du Conseil, sans succès. De la même manière, il reconnaît que le principe de l'inamovibilité de 75 sénateurs, concession accordée aux conservateurs lors du vote des lois constitutionnelles de 1875, n'est qu'un vestige d'une tradition monarchique archaïque. Cette loi, qu'il juge « limitée, transitoire, accidentelle », est finalement abolie en 1884, après sa mort.
Gambetta est partisan d'un exécutif fort et se montre favorable à la mise en place d'un bipartisme sur le modèle britannique, avec la formation d'un parti progressiste, plus avancé, et d'un parti conservateur. Il milite pour l'adoption du scrutin de liste, qui favorise selon lui un vote plus représentatif de l'opinion politique que le scrutin d'arrondissement, uninominal et majoritaire. Adopté après sa mort pour les élections législatives de 1885, ce mode d'élection ne donne finalement qu'une majorité relative aux opportunistes et l'un de ses fidèles, Ernest Constans, alors ministre de l'Intérieur en 1889, revient au scrutin d'arrondissement pour contrer la percée du général Boulanger.

### Philosophie et religion
| |  |  |
| Cours de philosophie positive d'Auguste Comte (page de titre du sixième tome de l'édition originale, 1842). |  |  |

Léon Gambetta est un positiviste et scientiste convaincu. Sur le plan philosophique, il se réclame d'Auguste Comte qu'il considère comme « le plus puissant penseur du siècle ». Son Cours de philosophie positive est pour lui une source de réflexion et comme l'auteur, Gambetta est convaincu que l'ère positive, qui succède aux âges théologique et métaphysique, doit permettre de résoudre tous les problèmes de l'humanité à travers le développement des sciences, qui constituent une horizon indépassable. Le 12 décembre 1880, à la Sorbonne, il adhère publiquement à l'École positiviste. Il est également proche d'Émile Littré, disciple de Comte, et d'Herbert Spencer, penseur positiviste anglais qui insiste sur la notion d'évolution. Comme Littré, Gambetta s'oppose toutefois à la vision de Comte qui veut faire du positivisme une véritable religion. Il est également franc-maçon, initié à Marseille à la loge « La Réforme » en mai 1869,, une loge qui accueille d'autres républicains avancés comme Gaston Crémieux et Alphonse Esquiros. En outre, il est membre de la Ligue de l'enseignement, créée en 1866 par Jean Macé.

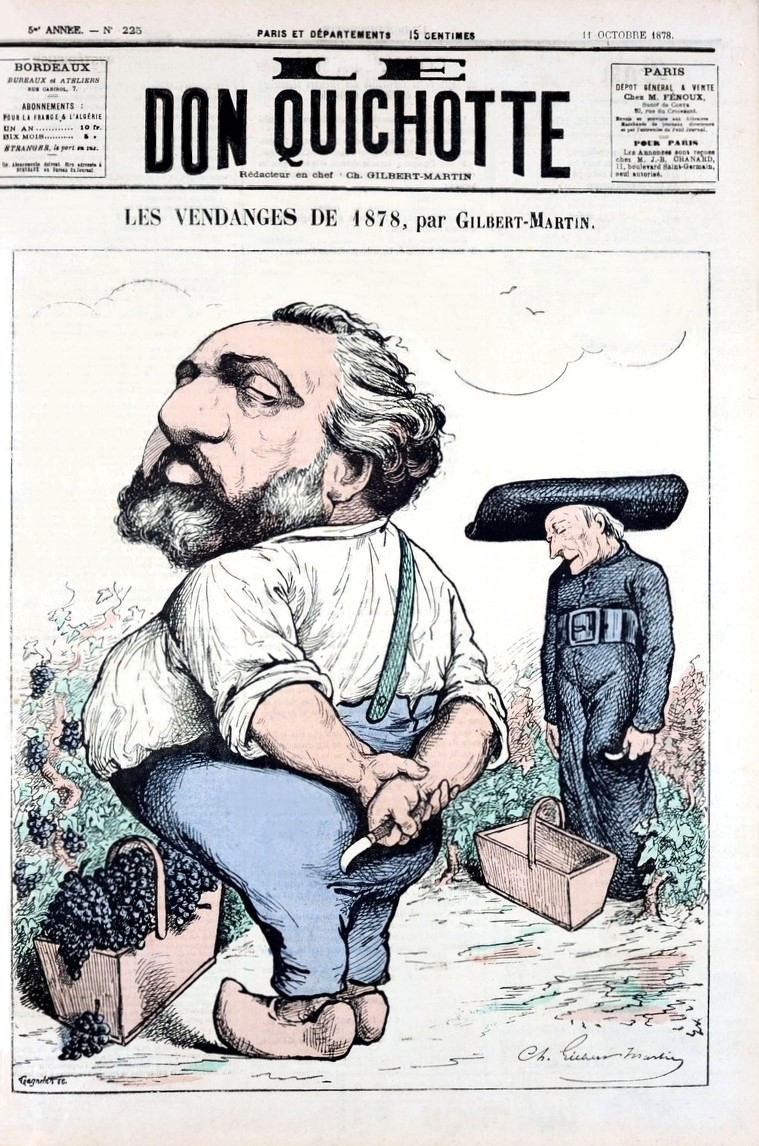
Gambetta veille sur les vignes du peuple-citoyen, au grand dam d'un ecclésiastique qui guigne le moment de grapiller.
Caricature par Charles Gilbert-Martin, Le Don Quichotte, 11 octobre 1878.

Le positivisme de Gambetta l'oppose ainsi à toute forme de religion : il estime que la croyance religieuse doit disparaître à terme face aux progrès de la raison et juge que le plus sûr moyen de lutter contre l'Église catholique est de répandre massivement l'instruction. Tout au long de sa carrière politique, il est donc un fervent défenseur de l'anticléricalisme, qui devient le ciment de tous les républicains, quelle que soit leur tendance. Gambetta refuse de voir l'Église catholique jouer un rôle politique dans le pays : il dénonce sa puissance acquise sous les précédents régimes et son évolution ultramontaine. Il inscrit dès 1869 la séparation de l'Église et de l'État dans son programme de Belleville et présente le cléricalisme comme l'ennemi de la République,.
Pour autant, Gambetta se montre moins virulent que certains républicains qui veulent extirper la religion de la nation. Convaincu qu'une politique ouvertement antireligieuse peut mettre en péril le nouveau régime en précipitant les catholiques républicains et modérés dans le camp de la réaction, il distingue religion et clergé et prend garde de ne s'attaquer qu'à ce qu'il nomme le « parti clérical », à savoir les congrégations, principalement les jésuites,. Il développe alors une pensée mêlant respect des croyances et rationalisme, anticléricalisme et reconnaissance de la mission sociale du clergé. C'est en fait l'utilisation politique de la religion qu'il entend combattre, et non le peuple catholique qu'il espère attirer.
Gambetta défend par ailleurs le gallicanisme et n'hésite pas à présenter les républicains comme les héritiers des rois qui défendent la religion nationale contre les prétentions ultramontaines de l'Église catholique. Son combat anticlérical se traduit donc par une lutte acharnée contre les congrégations religieuses et par le vote des lois sur la laïcité en milieu scolaire. Toutefois, le concordat de 1801 lui apparaît comme un moyen de contrôle, notamment par le biais de la nomination des évêques, et comme de nombreux républicains, Gambetta refuse encore la voie d'une séparation totale de l'Église et de l'État, qui n'est votée qu'en 1905.

### Questions économiques et sociales

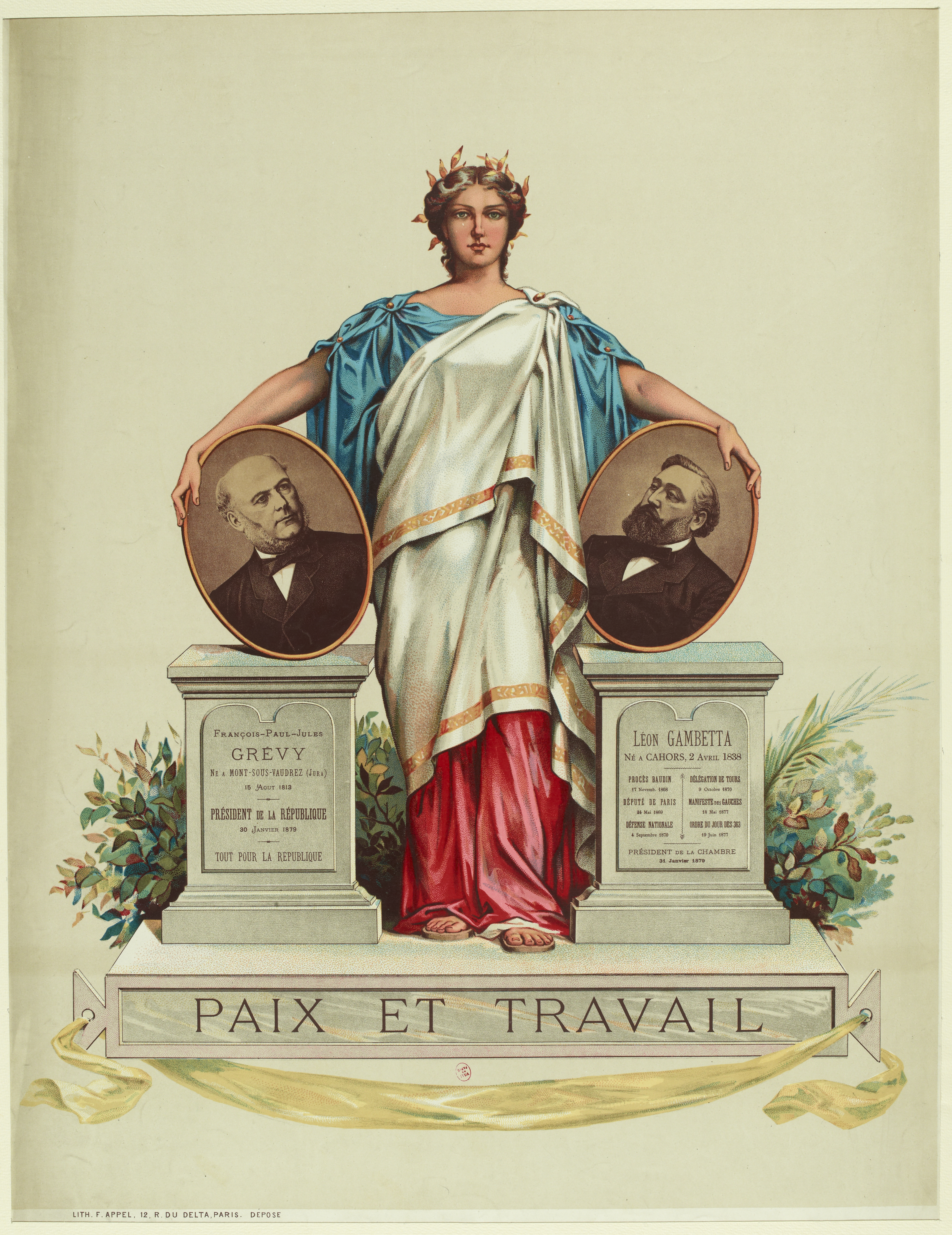
Paix et Travail, estampe allégorique républicaine, vers 1879. En médaillon, les portraits de Jules Grévy et Gambetta.

Léon Gambetta considère que, pour assurer son succès, la République doit reposer sur une assise sociale très large, ce qui n'était pas le cas de la Deuxième République dont beaucoup de paysans se méfiaient. Après le plébiscite du 8 mai 1870, qui conforte le Second Empire, il déclare à l'un de ses amis : « Il faut répandre nos principes, nos doctrines, nos aspirations parmi les populations des campagnes », ce qui devient l'une de ses priorités. Alors que de nombreux républicains cultivent une certaine défiance à l'égard des paysans, Gambetta fait du soutien du monde rural une condition essentielle de l'enracinement de la République et s'adresse régulièrement à ces populations qui ont entre leurs mains l'avenir du pays, comme il l'affirme dans un discours prononcé à Château-Chinon en 1877. Jean Garrigues assure que les tournées effectuées par Gambetta à travers la France entre 1871 et 1881 « ont joué un rôle considérable dans la républicanisation des campagnes françaises » et, pour Jean-Marie Mayeur, le « véritable culte populaire de Gambetta » qui se met alors en place contribue largement à la politisation du pays.
Selon Gambetta, c'est par l'éducation et l'accès à une presse de qualité que l'idée républicaine pourra gagner les masses. Il entend aussi rallier les « nouvelles couches sociales », c'est-à-dire les professions libérales, les artisans, les commerçants et les petits fonctionnaires, qu'il veut unir à la bourgeoisie pour établir un véritable socle républicain. Nombre de ceux qui accèdent au pouvoir en même temps que lui ont une origine plus modeste que les notables qui dominaient la vie politique jusqu'alors et pour le tribun, ces nouvelles couches sociales doivent permettre à la République de pénétrer chaque territoire en occupant des fonctions électives locales (maires et conseillers municipaux, conseillers généraux). Dans ses prises de parole, Gambetta reprend régulièrement ce thème en opposant les classes dites dirigeantes, grands négociants et grands industriels, à « ceux qui pensent, ceux qui travaillent, ceux qui amassent la richesse, ceux qui savent en faire un emploi judicieux, libéral et profitable » et qu'il entend défendre : comme le souligne l'historien Jérôme Grévy, pour Gambetta, la République doit être « le régime de la petite propriété ».

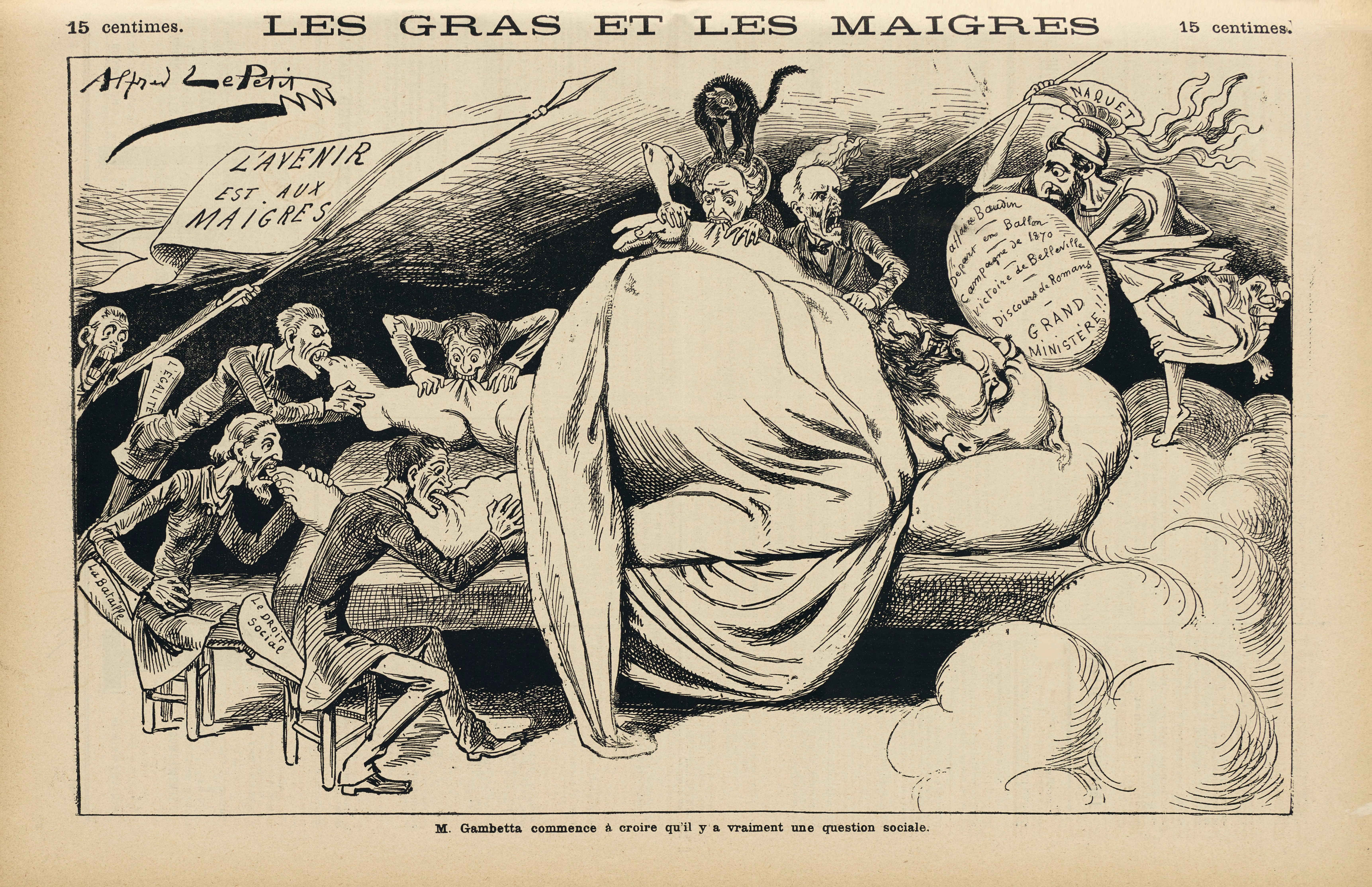
Gambetta est dévoré par des journalistes socialistes et anarchistes flanqués de Henri Rochefort et Louise Michel. « Les gras et les maigres : M. Gambetta commence à croire qu'il y a vraiment une question sociale », caricature d'Alfred Le Petit, Le Grelot, 12 novembre 1882.

De fait, l'Union républicaine de Gambetta dispose d'un électorat plus populaire que les républicains modérés mais elle se préoccupe peu du sort des ouvriers ou des mineurs de fond. Comme d'autres élus républicains, Gambetta ne perçoit pas suffisamment l'importance de la question prolétarienne et la montée du socialisme à partir des années 1880. Il se bat néanmoins pour l'amnistie, partielle puis totale, des communards, pour le développement des sociétés de secours mutuel et la liberté syndicale, qui sera mise en œuvre par l'un de ses proches, Pierre Waldeck-Rousseau, en 1884.
Par ailleurs, tout en défendant l'émancipation des ouvriers, Gambetta se démarque des promesses d'égalité absolue formulées par les radicaux. S'il fait de l'éducation sa priorité, la « pierre angulaire de la rénovation sociale » et promet de reconnaître à tous les travailleurs le droit d'association, il refuse toutefois d'admettre l'existence d'une « question sociale ». Dans la mesure où il considère la République comme une et indivisible et qu'il reconnaît un citoyen dans chaque Français, Léon Gambetta réfute le terme de classe sociale. S'il affirme que l'État doit orienter la société vers le progrès et le bien-être en légiférant, il souhaite que les problèmes soient traités un à un, ce qui doit amener, selon lui, une transformation graduelle de la société.
Sur le plan économique, Gambetta prône l'instauration de l'impôt sur le revenu qui constitue pour lui « la véritable manière d'établir la communion, la solidarité entre tous les citoyens d'un même pays, quel que soit le rang, quelle que soit la branche d'activité dans laquelle ils servent le génie national ». La réforme fiscale lui apparaît comme l'instrument d'une plus grande justice sociale.

### Patriotisme
« Il y a quelque chose de supérieur à la République, de supérieur à la liberté de pensée : c'est la France, c'est l'indépendance de la France. La France résume tout pour moi : liberté de la raison, progrès et justice, république : tout cela, c'est la France, voilà pourquoi il n'y a rien, il ne peut rien y avoir au-dessus de la France. »

— Léon Gambetta, Discours à Périgueux le 28 septembre 1873

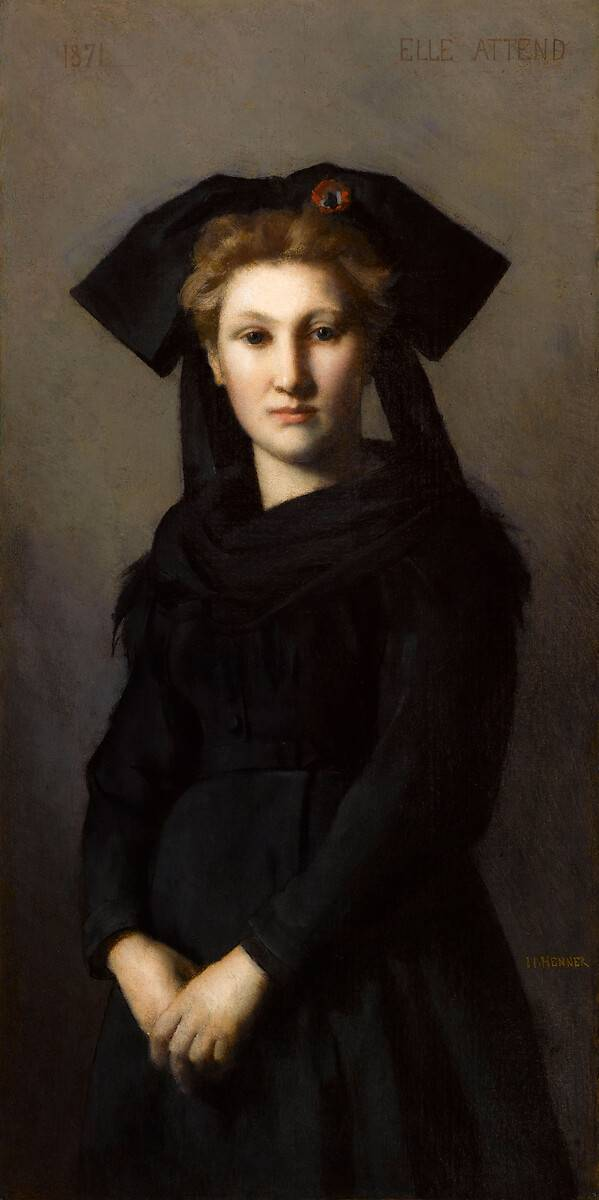
L'affection que porte Gambetta au tableau de Jean-Jacques Henner, L'Alsace, elle attend, symbolise son attachement aux provinces perdues.

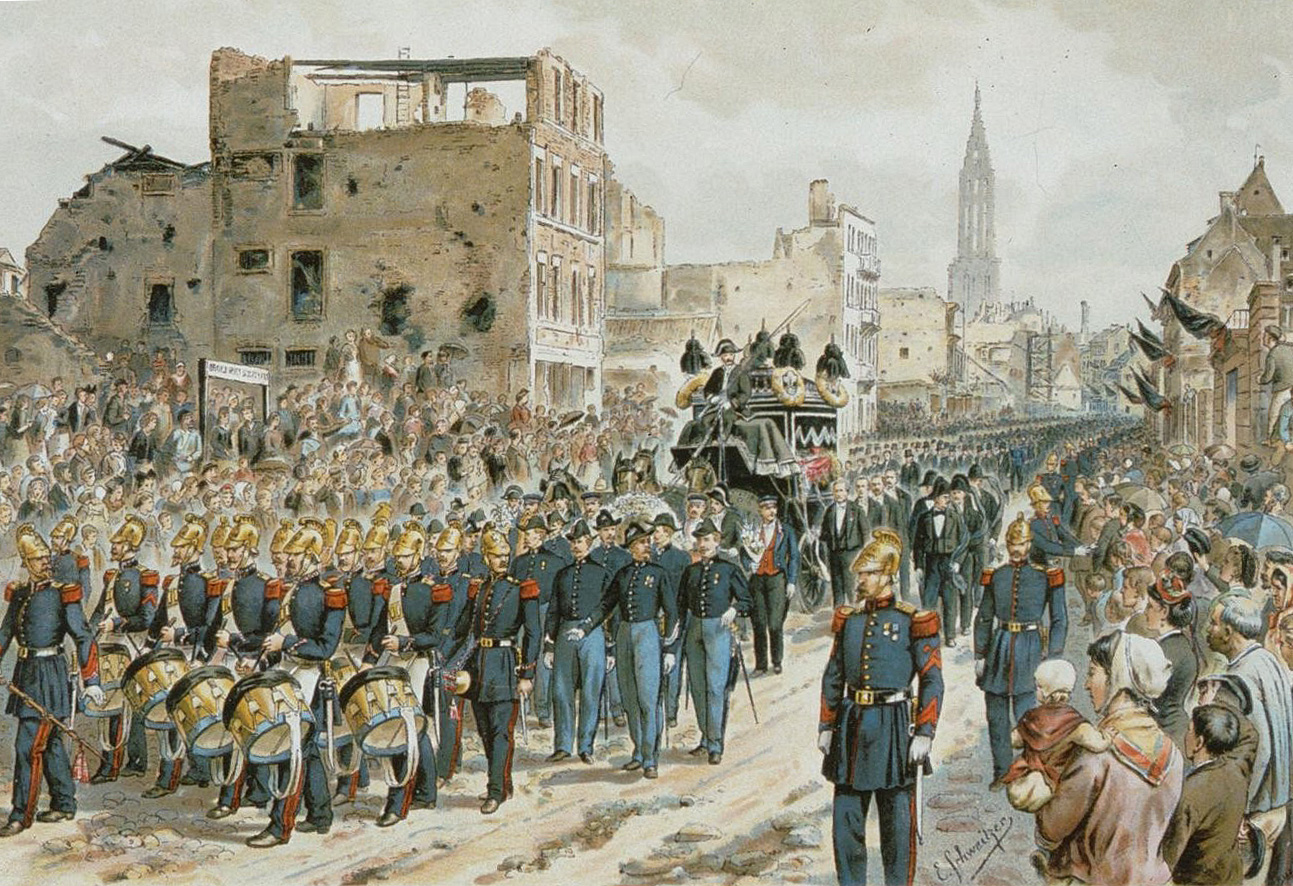
Funérailles d'Émile Küss à Strasbourg, en 1871.

Italien de naissance, Léon Gambetta est un fervent patriote. Il adopte la nationalité française à sa majorité et regrette de ne pouvoir effectuer son service militaire en raison de la perte de son œil. Cet attachement à la patrie le pousse à voter les crédits militaires avant le déclenchement de la guerre de 1870, lors de laquelle il refuse d'abandonner la lutte malgré les défaites qui s'accumulent. C'est pour éviter une guerre civile qui mettrait en péril la République naissante qu'il démissionne finalement en février 1871 du gouvernement de la Défense nationale. Peu après la fin de son mandat, Gambetta prononce l'éloge funèbre d'Émile Küss, maire de Strasbourg, et déclare : 

« La force nous sépare, mais pour un temps seulement, de l'Alsace, berceau traditionnel du patriotisme français. Nos frères de ces contrées malheureuses ont fait dignement leur devoir, et, eux du moins, ils l'ont fait jusqu'au bout. Qu'ils se consolent en pensant que la France désormais ne saurait avoir d'autre politique que leur délivrance ! Pour atteindre ce résultat, il faut que les républicains s'unissent étroitement dans la pensée d’une revanche qui sera la protestation du droit et de la justice contre la force et l'infamie,. »

La perte de l'Alsace-Lorraine lui est inacceptable et, tout au long de sa carrière, il manifeste un profond attachement à ces provinces annexées par l'Allemagne. Chaque année, il assiste à la cérémonie de l'arbre de Noël des Alsaciens-Lorrains de Paris, et offre fréquemment à ses amis des reproductions du tableau de Jean-Jacques Henner, L'Alsace, elle attend, qui lui était destiné.

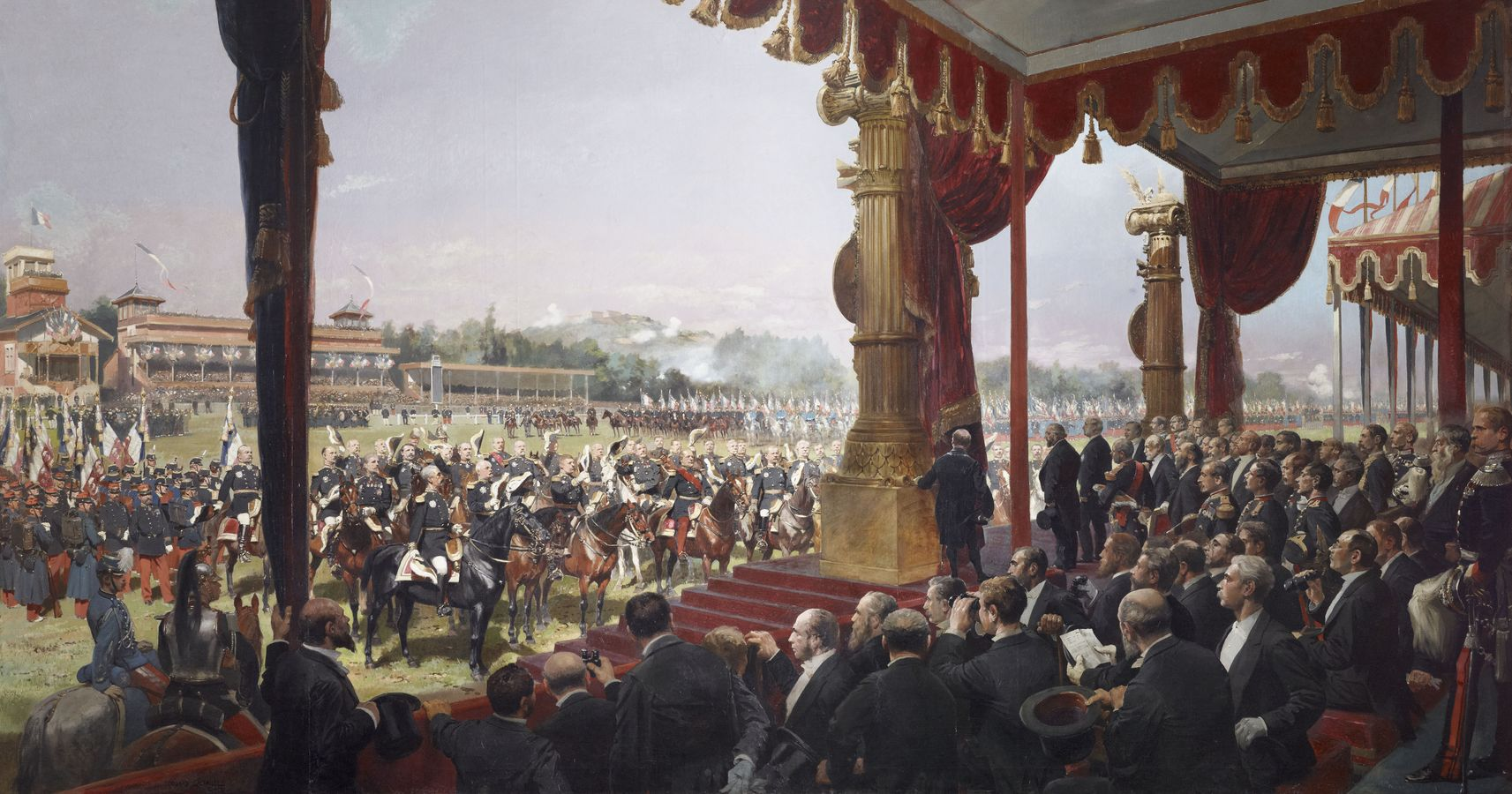
Distribution des drapeaux à Longchamp par le président Jules Grévy, le 14 juillet 1880. Gambetta préside la cérémonie. Toile d'Édouard Detaille.

Tout en cultivant l'esprit de revanche, Gambetta fait preuve de pragmatisme et, contrairement à ce qu'affirment nombre de ses détracteurs, refuse tout bellicisme exacerbé. Conscient de l'infériorité de l'armée française, il souhaite la renforcer en s'appuyant sur l'exemple prussien par la mise en place d'un service militaire universel de trois ans, une éducation militaire poussée, ainsi qu'un armement moderne et sophistiqué.

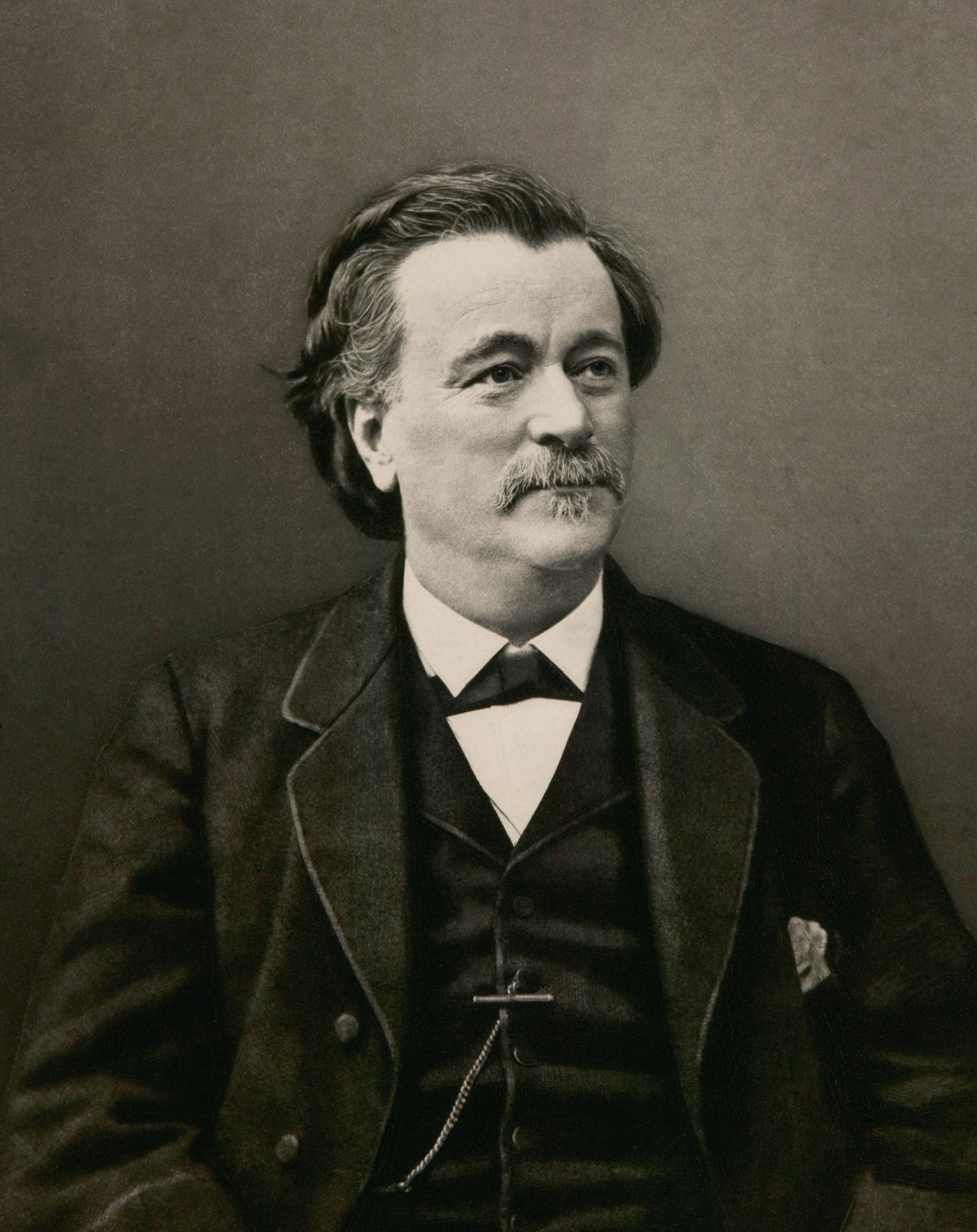
Paul Bert dans les années 1880.

Il rejette finalement l'idée de suppression des armées permanentes qu'il avait évoquée dans son programme de Belleville et approuve les circulaires de 1871 et 1876 sur le maniement des armes dans les collèges et lycées, ainsi que la loi du 27 janvier 1880 qui rend la gymnastique obligatoire dans tous les établissements d'instruction publique de garçons. Président du Conseil, il crée un comité présidé par Paul Bert pour inculquer l'esprit militaire au pays.
Par ailleurs, Gambetta n'éprouve aucun sentiment internationaliste. Il refuse de participer aux Congrès universels pour la paix organisés en Suisse entre 1867 et 1871, ou encore de signer la préface d'un livre d'Alfred Naquet qui défend le projet d'États-Unis d'Europe. De la même manière, son attachement à la France le conduit à rejeter toute de division du pays : il renie les principes fédéralistes et refuse d'opposer Paris et la province, la France citadine et la France rurale. Son vœu est de voir s'unir l'ensemble des Français autour d'un gouvernement républicain et national.

### Politique extérieure

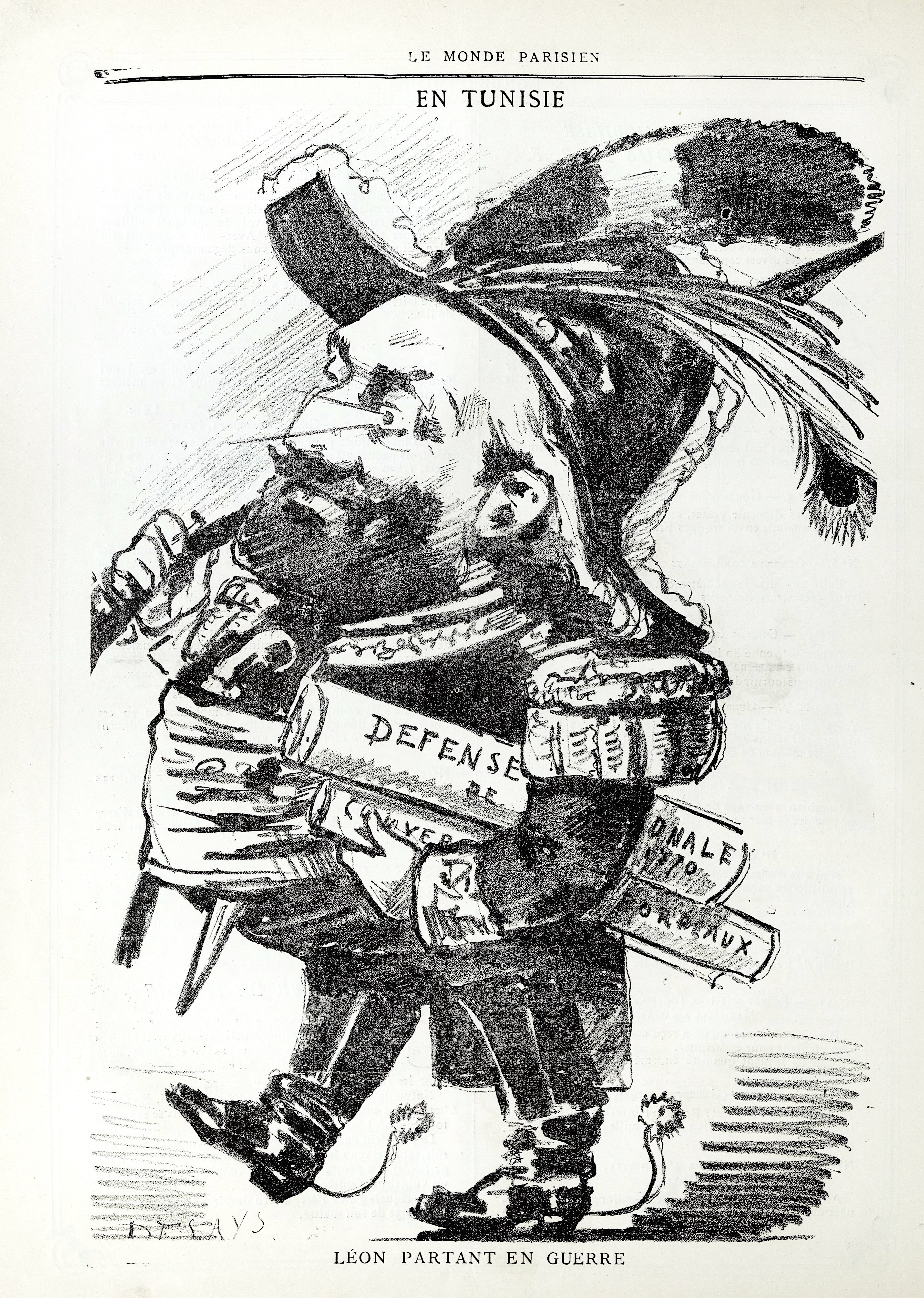
« En Tunisie : Léon partant en guerre ». Caricature portant sur le soutien politique de Gambetta à l'intervention militaire en Tunisie (Le Monde parisien, journal du high-life, 16 avril 1881).

Par son action politique, Léon Gambetta entend redonner sa place à la France isolée dans le concert des nations européennes. Il mène une politique de recherche d'alliances et envisage un temps de rencontrer le chancelier allemand Otto von Bismarck. De même, il se montre favorable à un rapprochement avec la Grande-Bretagne et entretient de bons rapports avec Charles Dilke, sous-secrétaire aux Affaires étrangères en 1880. Aucune alliance n'aboutit cependant et la gestion de l'affaire égyptienne par le cabinet Freycinet finit par éloigner les deux puissances. Il espère également un rapprochement avec l'Italie mais s'oppose sur ce point à la droite conservatrice qui continue de défendre le pouvoir temporel du pape, d'autant plus que le roi Humbert I, qui succède à Victor-Emmanuel II en 1878, est ouvertement germanophile.
Faute d'alliances, l'expansion coloniale lui apparaît comme le seul moyen de renforcer la puissance française. Il ne défend pas l'idée de « mission civilisatrice » évoquée par Jules Ferry mais voit dans la colonisation la possibilité de disposer d'une monnaie d'échange avec l'Allemagne pour récupérer l'Alsace-Lorraine. Par ailleurs, il considère que l'expansion coloniale doit permettre d'atteindre « la destruction du préjugé de couleur », qu'il voit comme le « dernier vestige de l'esclavage », se montrant sensible en cela à la politique de Victor Schœlcher. Gambetta appuie notamment l'expédition de Madagascar et celle de Pierre Savorgnan de Brazza au Congo, soutient Jules Ferry sur la question de l'intervention militaire en Tunisie et approuve l'occupation d'Hanoï par les troupes du commandant Rivière en avril 1882, qui permet de renforcer la présence française en Indochine.

## Profil et particularités

### Un Méridional négligé

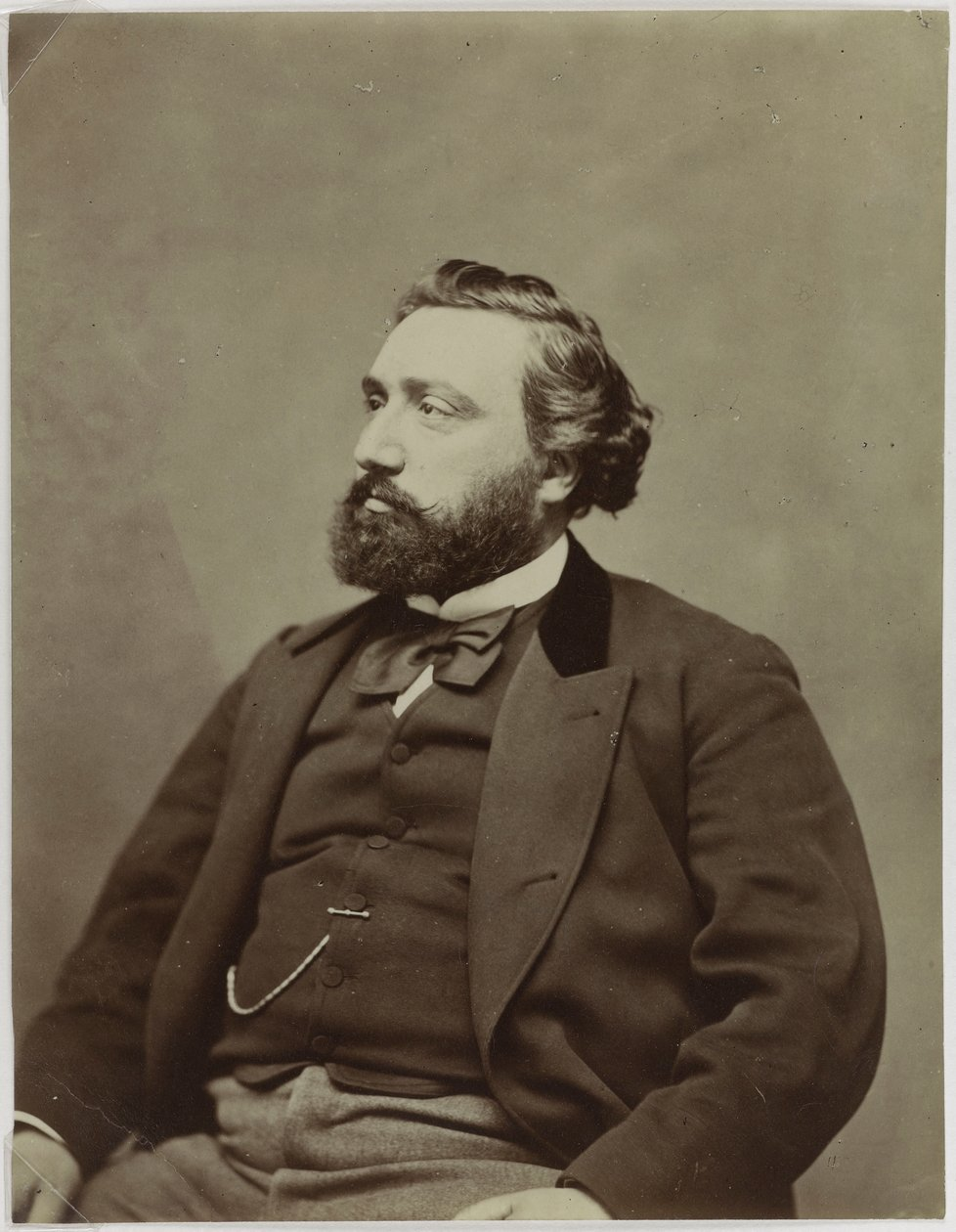
Gambetta photographié par Étienne Carjat.

Léon Gambetta est souvent moqué pour son apparence négligée voire débraillée,. Il est décrit par son biographe Gérard Unger comme quelqu'un de « bavard, chaleureux, méridional, exubérant, rondouillard, à la mise et la posture souvent marquées par le laisser-aller ». Dans les milieux qu'il fréquente, il se distingue par son manque de maintien, sa voix sonore et son rire communicatif, et bon nombre de ses adversaires raillent ses origines sociales relativement modestes, puisque, contrairement à la majorité du personnel politique de son époque, Gambetta est issu de la petite bourgeoise provinciale.
Le journaliste extrémiste Henri Rochefort le qualifie ainsi de « prince de la vulgarité ». Dans une biographie consacrée à Jules Grévy, républicain mais grand rival de Gambetta, Pierre Jeambrun insiste sur l'opposition de style entre les deux hommes et décrit Gambetta comme « négligé, le pantalon en accordéon, un bouton manquant au gilet, sentant l'ail, avec une barbe qui était un véritable garde-manger, vous indiquant le menu de la veille ou de l'avant-veille ». Il évoque également son manque de tenue et le caractère chaleureux d'un orateur qui « distribue les tapes dans le dos ».
La personnalité de Gambetta inspire notamment l'auteur dramatique Victorien Sardou qui, en 1872, crée le personnage de Rabagas, un chef révolutionnaire présenté comme « joli bateleur de phrases […] avocat jovial, grand tarisseur de chopes », dont l'acteur reprend les traits du tribun.

### Tribun charismatique
« Sa langue est celle du XVIe siècle, le parler large et plein qui puise ses mots dans le riche et robuste lexique du peuple, les pousse en avant, drus et nombreux, sans autre méthode que celle qui est nécessaire à marquer le progrès des idées, étale les images, surabonde de belle humeur, et appelle toutes les choses par leur nom. »

— Joseph Reinach, Discours et plaidoyers politiques de M. Gambetta, 1885

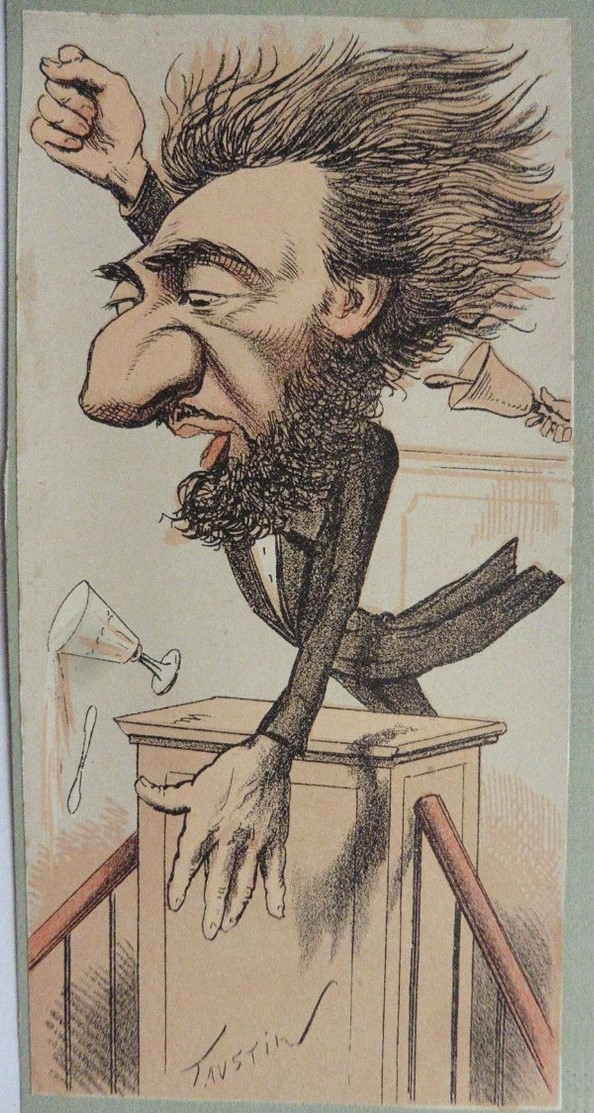
Gambetta à la tribune, caricaturé par Faustin.

Dès son plus jeune âge, Léon Gambetta se singularise par sa capacité à capter l'attention de ses camarades et à fasciner son auditoire. En tant qu'avocat, il se distingue par sa faconde et la fougue de ses plaidoiries, tandis que son talent repose plutôt sur ses facultés d'improvisation que sur sa science du droit. Gambetta n'écrit pas le texte de ses plaidoiries et se contente de noter quelques points essentiels à partir desquels il improvise en fonction de ce qu'il ressent de l'attitude de son auditoire. C'est également la marque de fabrique, plus tard, de ses nombreux discours. Bien que le talent oratoire de Gambetta semble inné, il s'enrichit de l'étude de la rhétorique et d'un travail effectué avec son ami comédien Coquelin aîné qui lui enseigne le travail du geste et l'aide à améliorer son élocution.

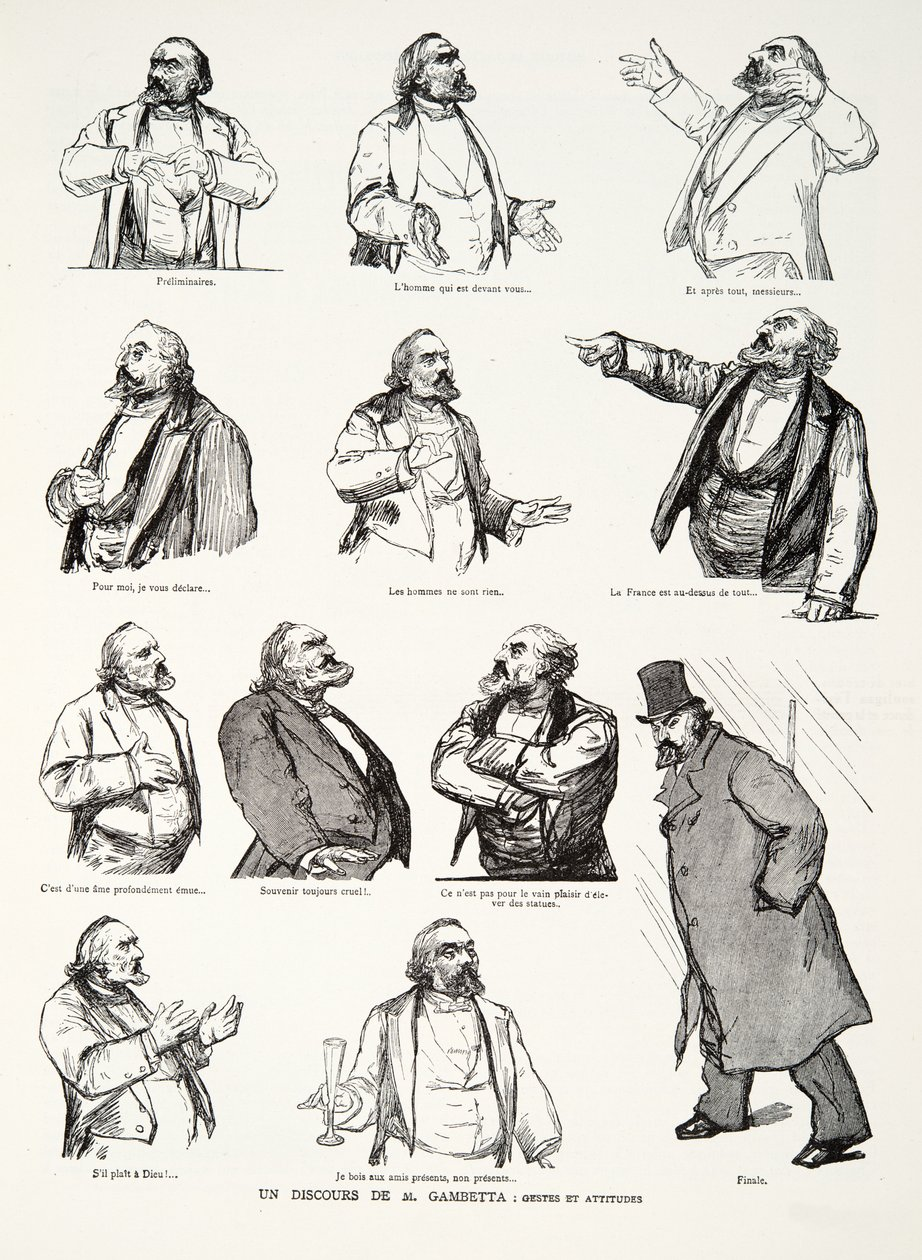
Croquis du tribun Gambetta par Paul Renouard (L'Illustration, 17 septembre 1881).

En justice comme en politique, Gambetta s'en prend souvent avec véhémence à ses adversaires. Le journaliste Louis-Xavier de Ricard rapporte ainsi son attitude lors du procès de La Revue du progrès en 1864 : « Tout l'enthousiasme de l'auditoire, et il était nombreux, fut pour Gambetta qui, pétrissant la barre furieusement, à la desceller, foudroyant les juges de son terrible regard de borgne, empoigna pour ainsi dire l’Empire au collet et le plaça devant tous sur la sellette. L’Empire avait trouvé son accusateur ». La sociologue Paula Cossart affirme que l'éloquence exceptionnelle de Gambetta repose essentiellement sur sa capacité à émouvoir son public.
L'ensemble du personnel politique de l'époque lui reconnaît ce talent d'orateur d'exception, y compris ses adversaires comme le député bonapartiste Jules Delafosse : « C'était un tribun d'une puissance incomparable […]. Sa voix forte, chaude et cadencée frappait sur la foule avec la puissance du marteau sur l’enclume. Elle dominait les résistances, subjuguait les volontés, enflammait les dévouements, tandis que le geste dominateur et large achevait les conquêtes de l’accent ». Georges Clemenceau salue sa « puissance irrésistible d’attraction, de concentration, d'impulsion », tandis que le journaliste et député radical Camille Pelletan décrit les discours de Gambetta comme des batailles : « calme d'abord, s'animant par degrés, jusqu'à ce que la lutte s'irrite, jusqu'à ce qu'enfin, le combat définitivement engagé, il se jette avec toute sa passion oratoire dans la mêlée, secouant sa tête au-dessus de la foule soulevée ». La plupart de ses discours sont ensuite publiés dans les journaux républicains ou diffusés sous la forme de brochures qui rencontrent un grand succès, si bien que l'engouement populaire qu'il suscite conduit parfois les organisateurs de rassemblement à annuler sa prestation, comme à Bordeaux le 12 février 1876, où le public est trop nombreux pour assurer la sécurité de l'événement.

### Popularité exceptionnelle de son vivant

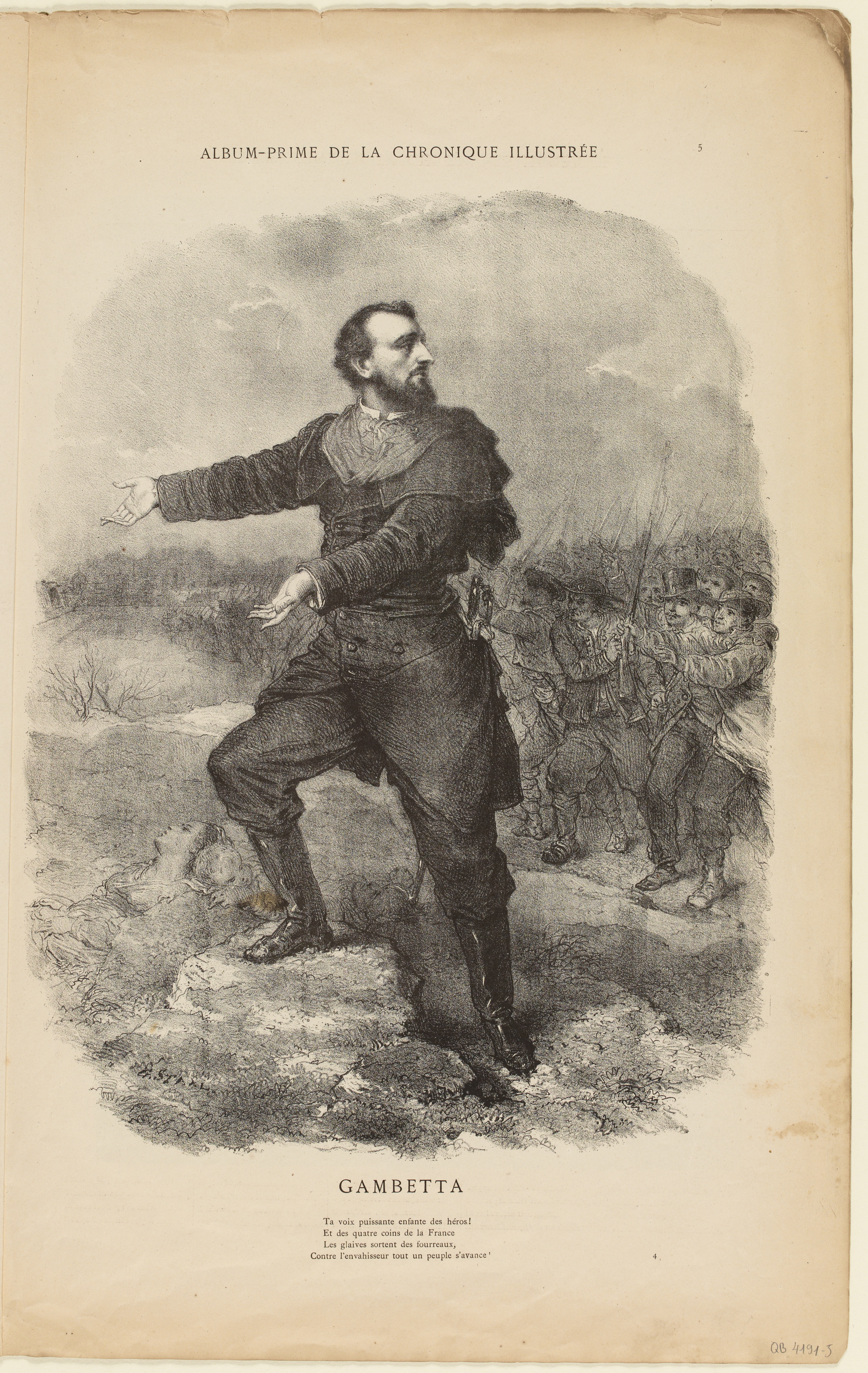
« Gambetta.
Ta voix puissante enfante des héros !
Et des quatre coins de la France,
Les glaives sortent des fourreaux,
Contre l'envahisseur tout un peuple s'avance ! »
Composition de Gustave Staal et poème d'Alexandre Ducros, La Chronique illustrée, 1871.

Léon Gambetta jouit d'une popularité immense de son vivant : l'imagerie d'Épinal diffuse à grande échelle les illustrations du tribun quittant Paris en ballon pour organiser la résistance à Tours pendant le siège de la capitale et contribue à répandre le culte du fondateur de la République et du défenseur de la patrie,. En octobre 1871, l'écrivain Louis Fiaux édite une brochure pour réclamer que Gambetta succède à Adolphe Thiers à la présidence de la République et, l'année suivante, Émile Corra lui dédie l'un des poèmes de son recueil Dies Irae.
Les manifestations spontanées de la foule à son égard renforcent sa popularité exceptionnelle, au point que l'historien Jean Garrigues affirme « qu'une forme de messianisme républicain se cristallise à cette époque sur le commis-voyageur de la démocratie ». À titre d'exemple, plusieurs observateurs rapportent que le 16 février 1876, lors d'un spectacle à l'Opéra de Marseille où il assiste à une représentation du Moïse et Pharaon de Rossini, lorsque Pharaon s'exclame « Voilà le soleil, il paraît et tout s'incline dans la nature », les spectateurs se lèvent, les acteurs s'arrêtent et la salle s'écrie : « Vive Gambetta ! Vive la République ! ».

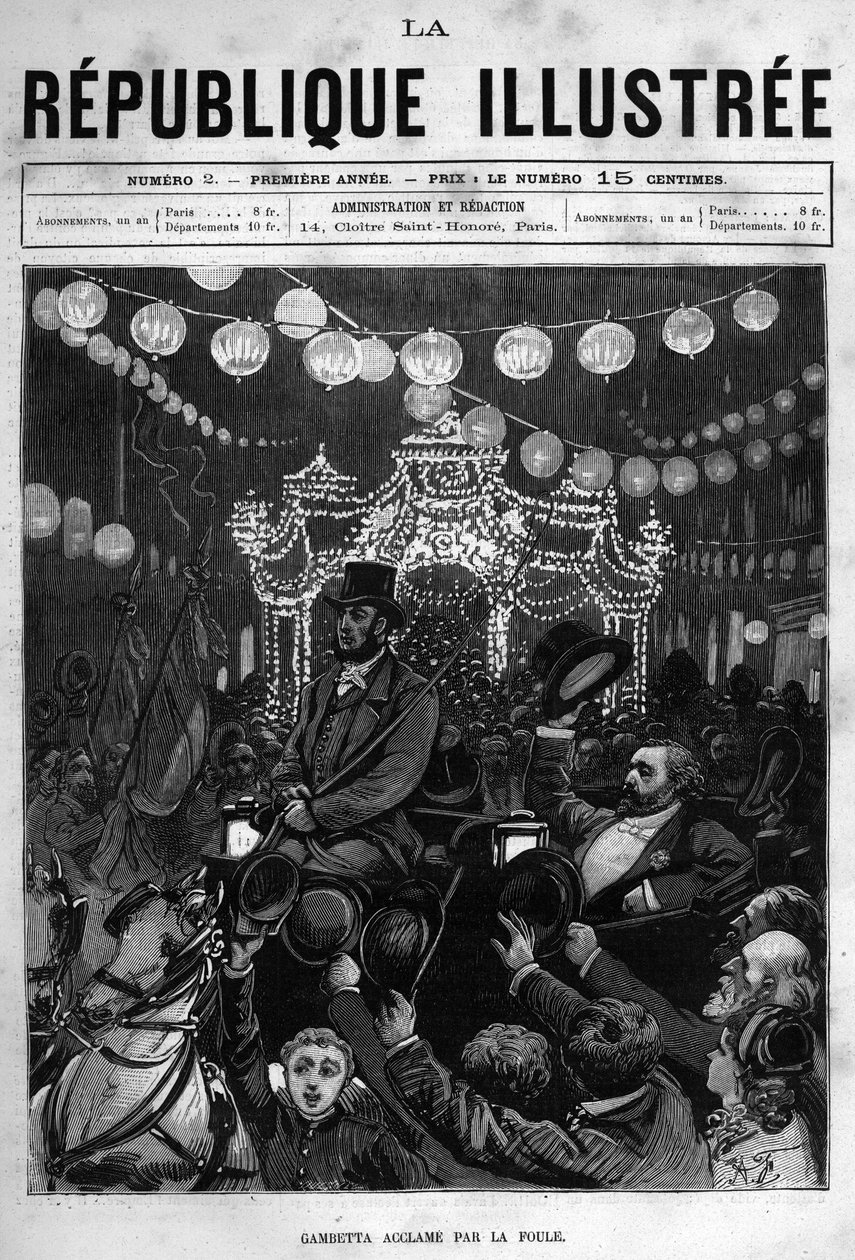
« Gambetta acclamé par la foule », gravure d'Alexandre Ferdinandus, La République illustrée, 1880.

Dans un article publié en 1880 dans Le Figaro, l'écrivain Émile Zola insiste sur l'immense popularité dont jouit Gambetta : « Un homme plaide, un homme est nommé député, se trouve mêlé à des catastrophes publiques, monte au pouvoir, et voilà qu'en dix années cet homme grandit démesurément, emplit la France, emplit le monde de sa personne, beaucoup plus que Voltaire. […] C'est un dieu, je veux dire qu'il règne et qu'il semble devoir disposer à jamais de nos destinées. Voilà un fait, et nous autres, critiques, observateurs et expérimentateurs, nous restons surpris et embarrassés devant ce fait. […] Notre seule curiosité serait de le démonter et de le remonter, afin de voir comment il fonctionne. Simple problème de mécanique humaine à résoudre sans passion, pour l'unique plaisir du document ».
Si les discours de Gambetta attirent la foule, il souhaite avant tout mettre cette immense popularité au service de la cause qu'il défend et se montre embarrassé à l'égard des manifestations d'admiration, voire d'idolâtrie qui l'accompagnent,. Bien souvent il refuse les applaudissements, qu'il juge « inutiles entre hommes libres », et lors d'un discours à Grenoble en septembre 1872 il déclare : « Mes chers amis, je vous remercie de vouloir bien me donner cette marque publique de sympathie ; mais permettez-moi de vous le dire, j'ai cru remarquer qu'ici et ailleurs […] vous criez plus souvent : Vive Léon Gambetta ! que Vive la République ! Et c'est le seul chagrin que vous me faites ».

### Une grande culture

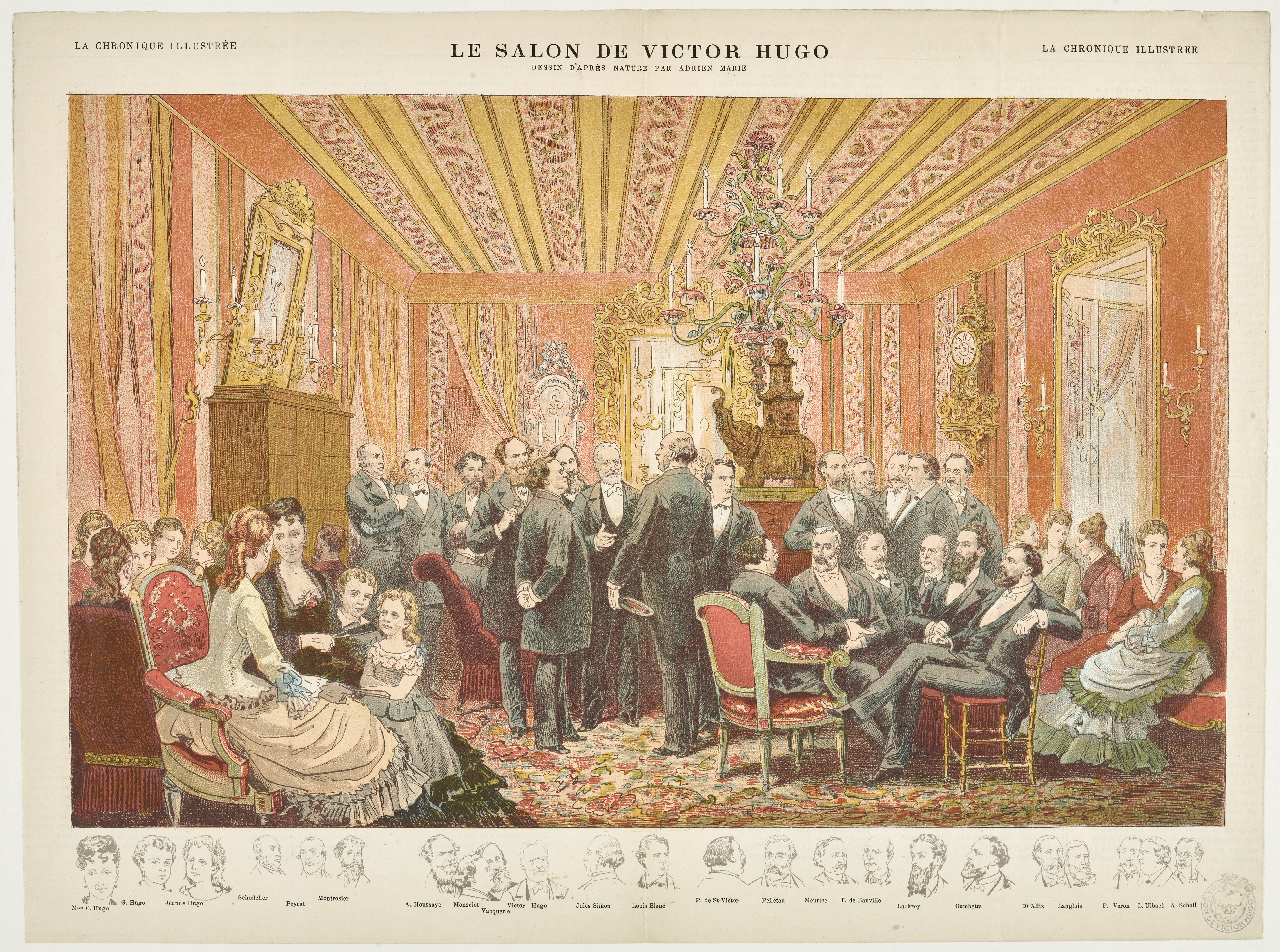
Léon Gambetta (assis à droite) parmi les invités du salon de Victor Hugo, d'après un dessin d'Adrien Marie, La Chronique illustré, 18 décembre 1875.

Doté d'une grande culture, Léon Gambetta est un lecteur infatigable. François Rabelais, dont il admire la truculence, le sens de la parodie et de la satire, est son écrivain favori. Gambetta admire des œuvres classiques comme celles de Montaigne ou La Princesse de Clèves de Madame de La Fayette, mais également les Fables de La Fontaine et surtout les Contes de ce dernier, dont il apprécie le genre grivois. Parmi ses contemporains, il apprécie les œuvres de Victor Hugo, lui aussi opposant du régime impérial, en particulier Les Châtiments ou La Légende des siècles dont il est capable de réciter de mémoire de nombreuses strophes. La littérature anglaise l'intéresse également, de même que l'histoire politique et le développement économique de ce pays qu'il découvre à travers les œuvres de l'historien britannique Henry Thomas Buckle.

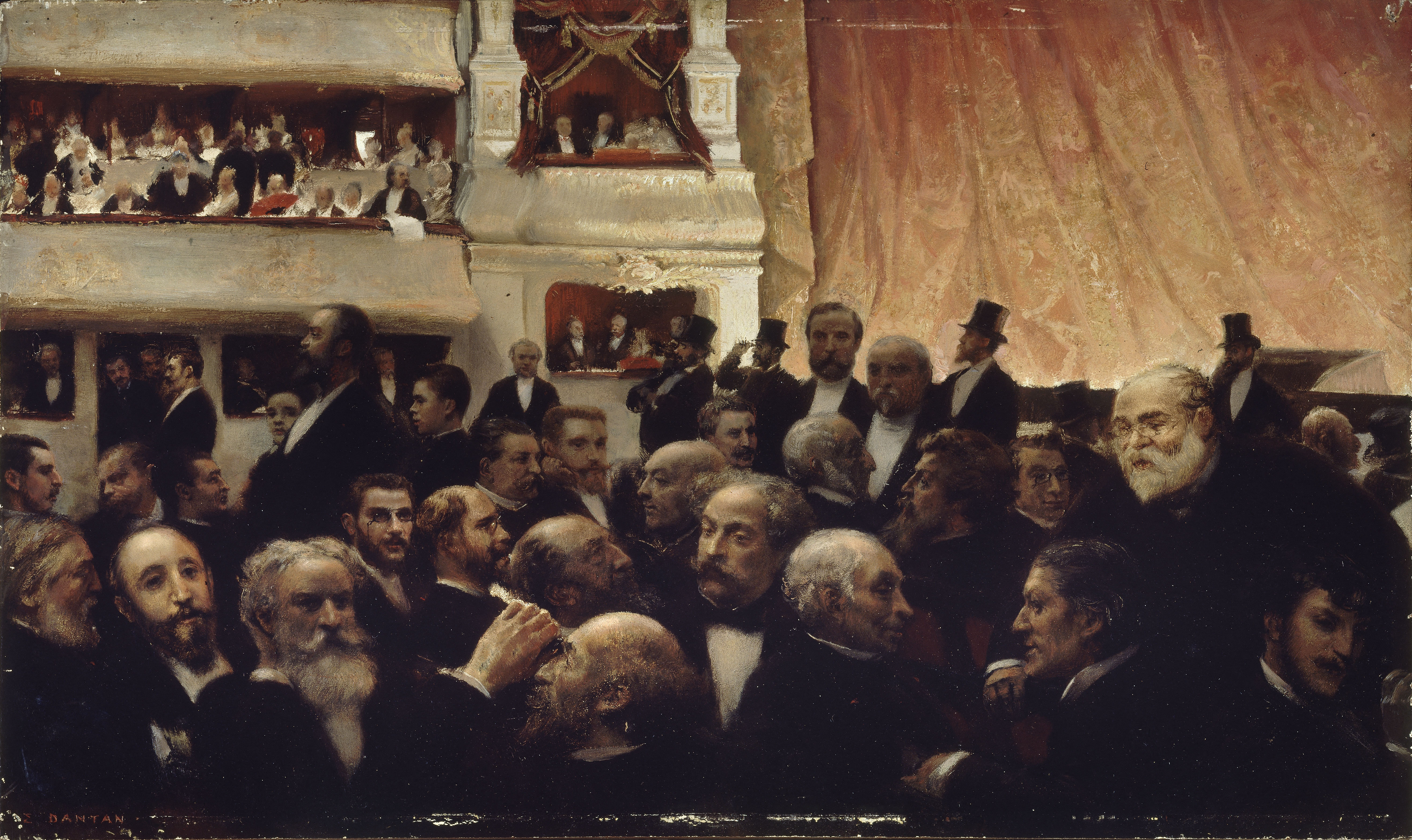
Entracte d'une première à la Comédie-Française (1885). Parmi les spectateurs, Léon Gambetta est discernable de profil dans la pénombre d'une « baignoire », autrement dit une loge au rez-de-chaussée.

Les écrivains grecs et latins sont pour lui une source d'inspiration dans son métier d'avocat et d'homme politique. Il admire l'éloquence de Démosthène ou de Cicéron et puise dans les œuvres d'Aristophane et Tacite pour en tirer des citations. Il s'inspire également de Mirabeau, qu'il considère comme son maître.
Léon Gambetta affiche par ailleurs un goût prononcé pour les beaux-arts et notamment la peinture. Sa sensibilité artistique émerge dès sa jeunesse, lors du voyage qu'il effectue avec son père en Italie pour ses 18 ans. Il est notamment frappé par la beauté des décors de la basilique Santissima Annunziata del Vastato de Gênes. Sa préférence se porte sur la peinture flamande et les artistes du siècle d'or néerlandais comme Jan van Eyck et Hans Memling. Gambetta se rend parfois aux Pays-Bas pour y admirer ses artistes préférés. Albert Cuyp, dont il vante les paysages lumineux, est l'un de ses peintres préférés. En 1875, il se rend à Bruxelles avec Eugène Spuller pour visiter son ami Arthur Ranc alors en exil. Pendant plusieurs jours, il arpente les musées de la ville et rapporte dans ses lettres son admiration pour les paysages de Théodore Rousseau, les portraits de Joshua Reynolds et L'Angélus de Jean-François Millet. À l'inverse, il dénigre l'art de Nicolas Poussin qu'il présente comme un « amateur de temples grecs perdus au milieu d'arbres en zinc et en carton ». Avec Spuller et Ranc, Gambetta séjourne également aux Pays-Bas où il visite le Mauritshuis de La Haye pour contempler Le Taureau de Paulus Potter. En revanche, la musique le laisse indifférent.

### Santé fragile

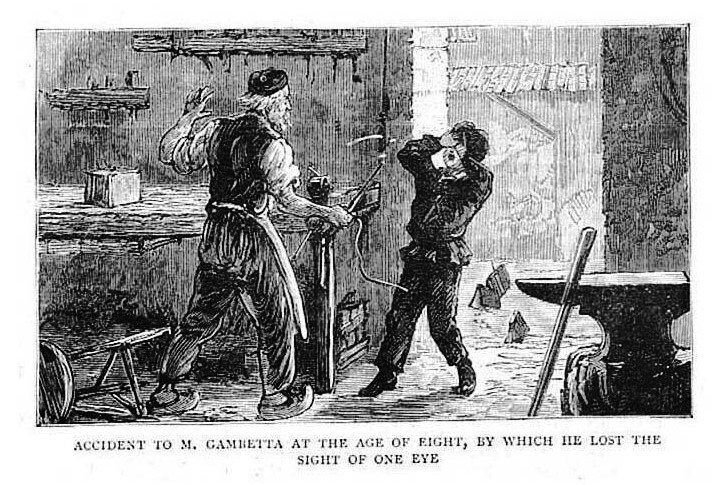
L'accident oculaire de Gambetta en 1849. Illustration publiée dans The Graphic en 1883.

À l'âge de 8 ans, Léon Gambetta contracte une sévère péritonite qui, mal soignée, lui cause toute sa vie des troubles digestifs ou pulmonaires. En 1849, il perd accidentellement l'usage de son œil droit après avoir reçu un éclat d'acier. Cet accident l'affecte durablement, et pour réduire les souffrances que lui cause cet œil inflammé et désormais protubérant, il est énucléé en 1867 par le docteur Louis de Wecker. L'opération, qui exige de longues semaines de convalescence, est complétée trois semaines après l'intervention par la mise en place d'un œil de verre.
La santé fragile de Gambetta est souvent mise à mal par son rythme de travail et son hygiène de vie. En août 1865, il est frappé d'une violente crise de dysenterie qui le laisse presque mort selon son biographe Gérard Unger. En octobre 1871, il se tient quelque temps à l'écart de la vie politique en raison d'une phlébite. Sa mort est finalement provoquée par une pérityphlite qui découle probablement d'un cancer de l'intestin ou de l'estomac.

## Regards contemporains

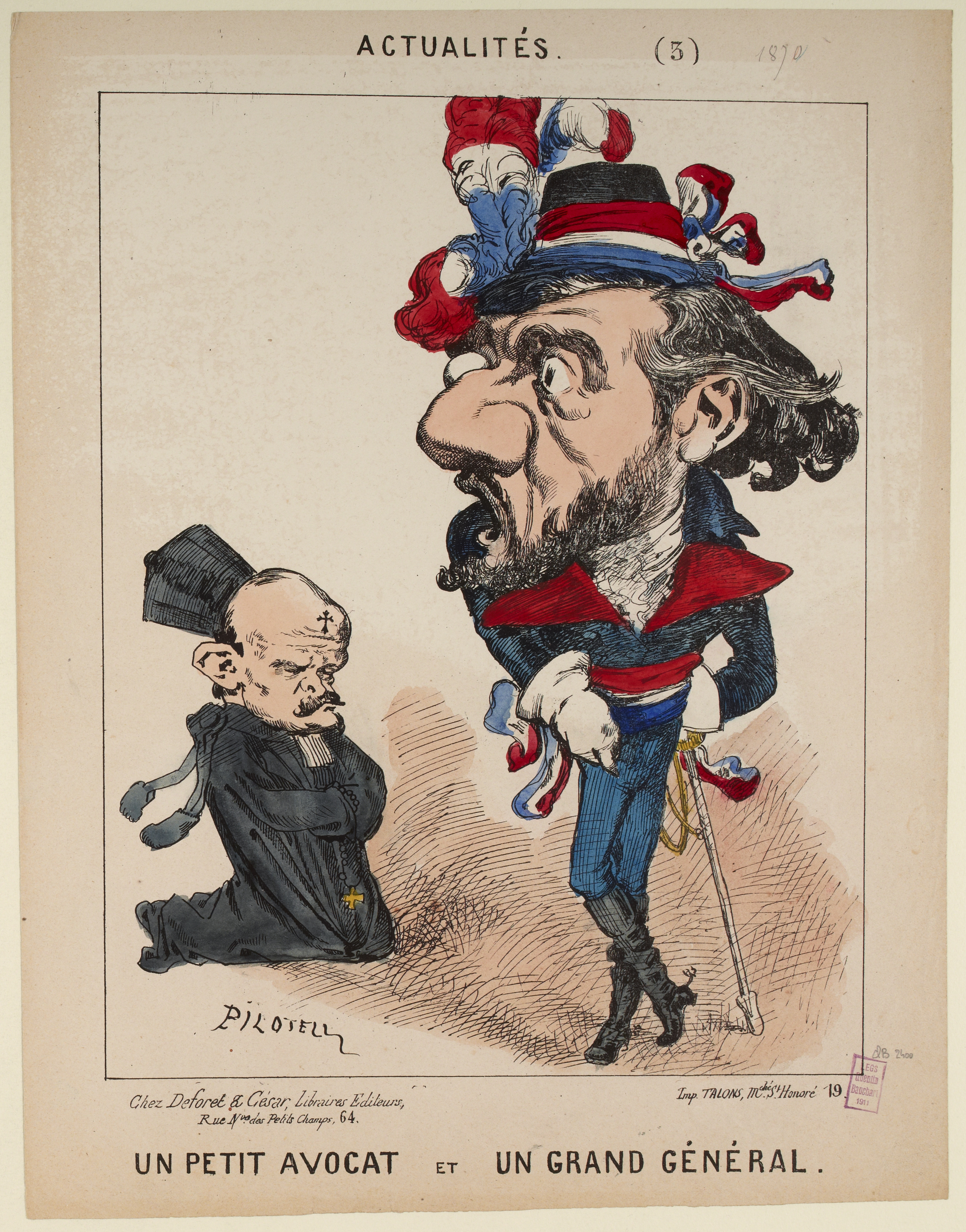
« Un petit avocat et un grand général » : Gambetta en représentant en mission dictant ses ordres au général Trochu vêtu d'une robe d'avocat, l'air soumis. Lithographie de Pilotell, vers 1871.

S'il n'exerce effectivement le pouvoir que lors de deux courtes périodes, à savoir sa participation à la Défense nationale en 1870-1871 et sa présidence du Conseil en 1881-1882, Léon Gambetta incarne tout au long de sa carrière politique « la figure de proue de l'opposition républicaine » et suscite de ce fait de nombreux commentaires. L'historienne Odile Sassi précise que, chez le tribun, « tout est scruté, observé dans les moindres détails et surtout commenté ». Gambetta est notamment « suivi, écouté et espionné par les hommes de la Préfecture de police », tandis que la presse de tous bords « se fait l'écho de ses mouvements et paroles ». Il est de ces hommes politiques qui ne laissent personne indifférent et suscite donc des réactions très contradictoires.
Dès les premières années de sa carrière, Léon Gambetta est largement discrédité par ses adversaires politiques qui raillent ses origines. Quand il évoque l'avènement de la petite bourgeoisie et des « couches sociales nouvelles », ses détracteurs moquent la modestie de son milieu social, à l'image du journaliste catholique Louis Veuillot qui fait de lui le représentant de « la ribote dans le sang, l'histrionisme cynique ». Albert de Broglie, l'un de meneurs de la droite conservatrice, le surnomme « Gesticulata », en référence à son tempérament fougueux et à ses origines italiennes.
C'est ensuite son attitude pendant le siège de Paris, et notamment sa volonté acharnée de poursuivre la guerre, qui est critiquée. La majorité conservatrice issue des élections législatives de 1871 fait de Gambetta le responsable de la défaite dans le conflit avec la Prusse et l'accuse d'avoir été une sorte de prélude de la Commune. Son action est également dénoncée par l'extrême gauche qui l'apparente à la répression sanglante de cette insurrection sans pour autant qu'il y ait pris part. Dès son entrée en fonction, la nouvelle Assemblée élue nomme une commission d'enquête chargée de mettre en lumière les erreurs et abus de pouvoir de Gambetta, mais ses conclusions sont sans effet : quand elle rend son rapport quelques années plus tard, les républicains sont majoritaires à la Chambre des députés et la République plus solidement ancrée par le vote des lois constitutionnelles de 1875.

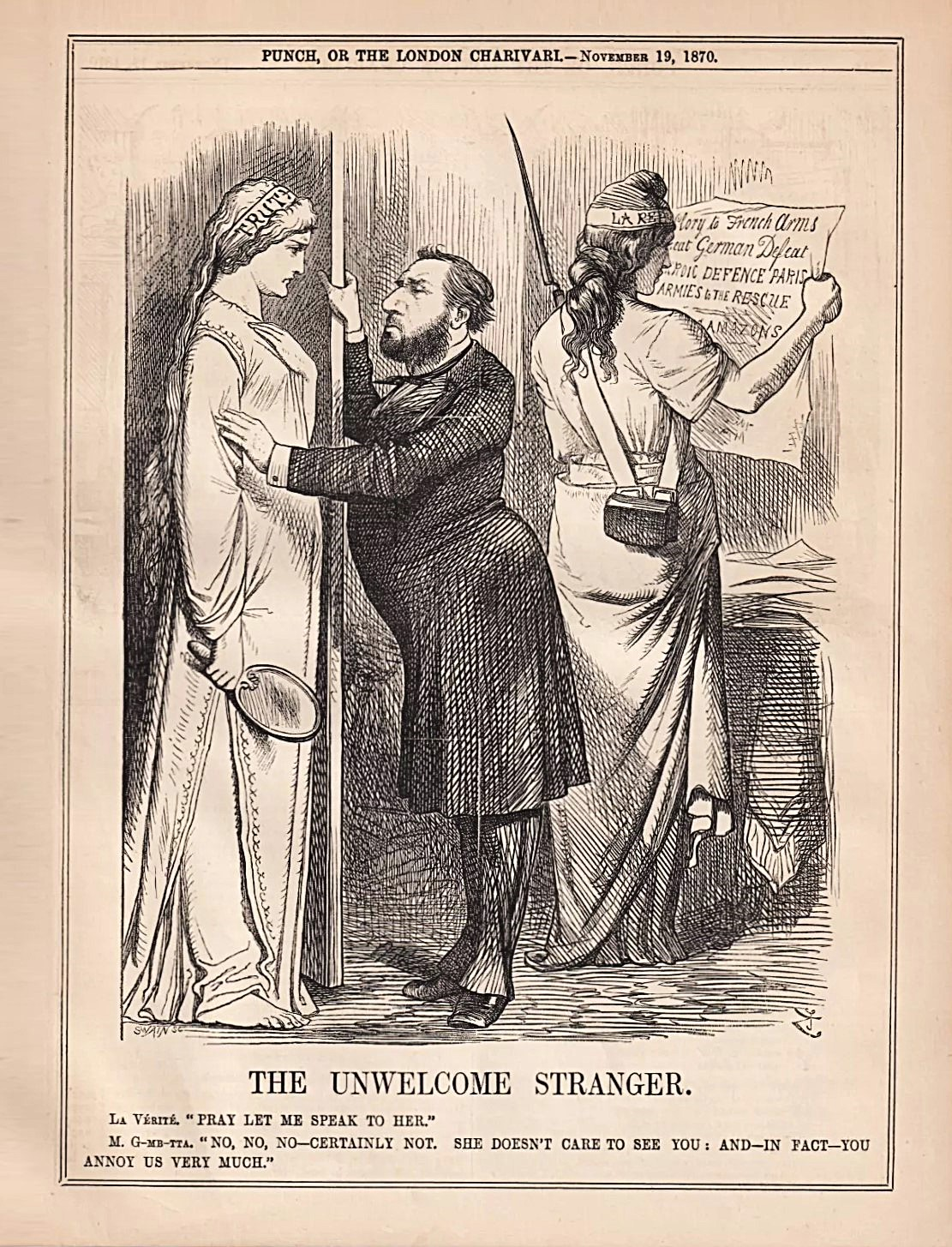
Tandis que Marianne lit des communiqués triomphants, Gambetta refuse sa porte à la Vérité souhaitant révéler la désastreuse situation militaire.
Caricature publiée dans Punch, 19 novembre 1870.

Les griefs à l'encontre de Gambetta résident principalement dans sa volonté de poursuivre la guerre. Envoyé à Tours comme représentant du Gouvernement de la Défense nationale, il prend une série de mesures d'urgence et s'arroge la responsabilité du ministère de la Guerre alors que rien dans sa lettre de mission ne va pourtant dans ce sens. Ses détracteurs y voient une preuve de sa soif de pouvoir et de son ambition dévorante, ce qui fait naître la légende noire du « Gambetta dictateur »,. La volonté du ministre de poursuivre la « guerre à outrance » alors que la capitale affronte les souffrances du siège le coupe peu à peu d'une partie de l'opinion. La romancière George Sand écrit à son sujet dans le Journal d'un voyageur pendant la guerre : « Nous avons bien le droit de maudire celui qui s'est présenté comme capable de nous mener à la victoire et qui ne nous a menés qu'au désespoir. Nous avions le droit de lui demander un peu de génie, il n'a même pas eu de bon sens ». Adolphe Thiers le qualifie de « fou furieux » et affirme que, si la guerre n'avait pas été prolongée, la France aurait « moins perdu en territoire et moins donné en indemnité de guerre ». Blâmant le tribun et ses partisans devant l'Assemblée nationale le 8 juin 1871, il poursuit : « Ils se sont trompés, gravement trompés : ils ont prolongé la défense au-delà de toute raison ; ils ont employé […] les moyens les plus mal conçus qu'on ait employés à aucune époque, dans aucune guerre […] Nous étions tous révoltés, je l'étais comme vous tous contre cette politique de fous furieux qui mettaient la France dans le plus grand péril ». De la même manière, le général Trochu lui reproche « d'avoir voulu faire prédominer ses passions politiques dans les questions où elles n'auraient pas dû trouver place, par exemple dans la défense du pays réduit aux dernières extrémités ». L'extrême gauche ne l'épargne pas non plus, à l'image du journaliste et écrivain Jules Vallès qui le présente comme « un mélange de libertinage soulard et de faconde tribunicienne » et le traite de « Danton de pacotille ».

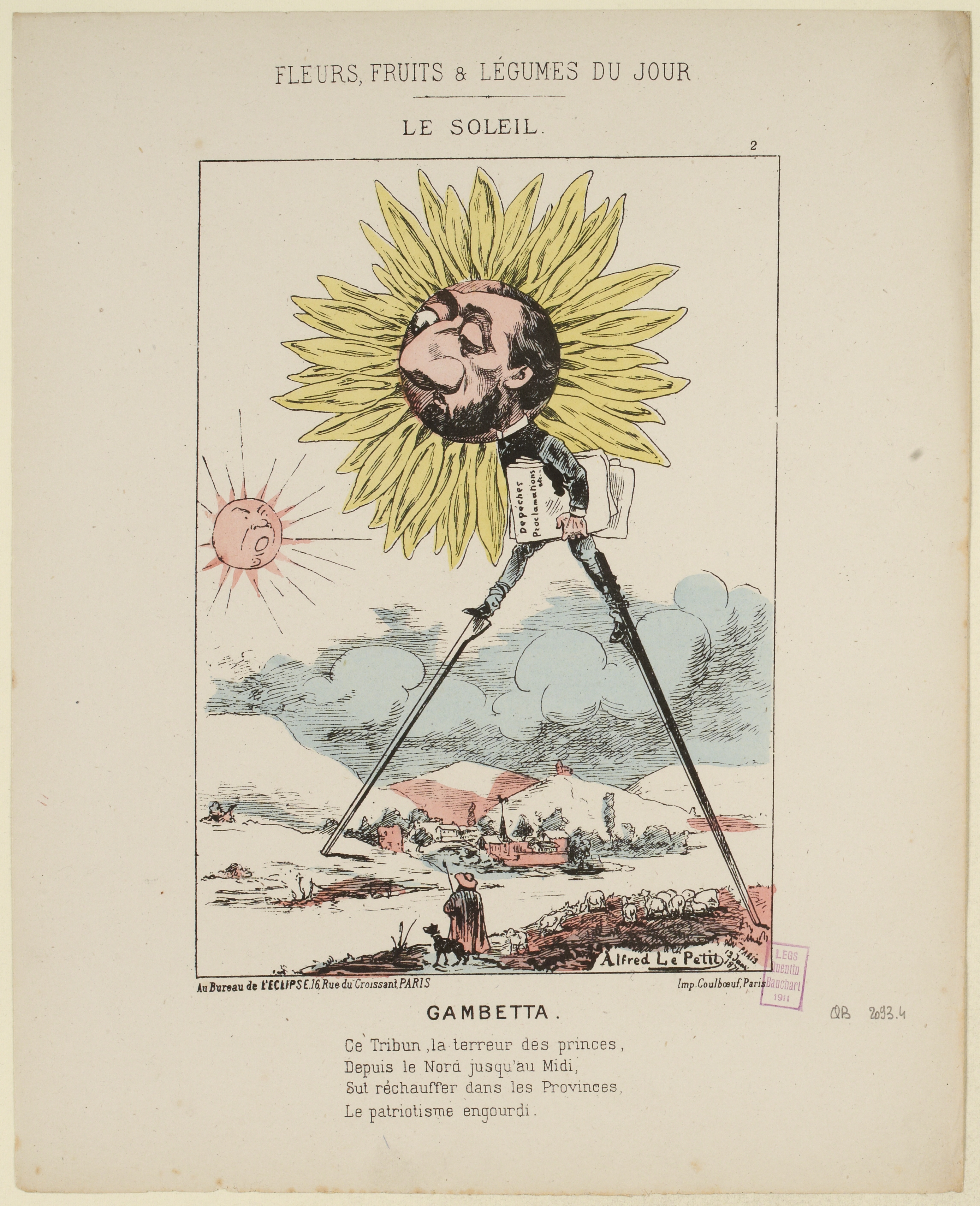
Gambetta dépeint en soleil-tournesol réchauffant le patriotisme engourdi dans les provinces durant la guerre. Caricature par Alfred Le Petit, série « Fleurs, fruits et légumes du jour », L'Éclipse, 1871.

Pour autant, nombre de ses contemporains soulignent sa détermination pendant cette sombre période. Le sénateur Michel Chevalier décrit Gambetta comme « un chef éloquent, énergique, audacieux […], un athlète formidable de bien des manières, au tempérament impérieux », tandis que Jules Simon, membre comme lui du Gouvernement de la Défense nationale et avec qui il entretient de mauvais rapports, salue son action : « On peut dire sans exagération qu’il avait fait des prodiges. Il avait créé des armées et des généraux, gagné des batailles, réparé des défaites, pourvu aux nécessités les plus urgentes de l’ordre, ranimé les hésitants, surexcité le courage des autres, résisté aux intrigues et à la malveillance des partis, conclu des marchés et des emprunts, trouvant encore le temps, au milieu de ce travail, d’écrire des lettres dont quelques-unes sont admirables, et de prononcer des harangues enflammées qui remplissaient les cœurs d’enthousiasme ».
De même, Gambetta suscite l'admiration de certains responsables politiques étrangers. Le président du gouvernement de la première république espagnole Emilio Castelar y Ripoll, qui l'a rencontré lors de son voyage à Saint-Sébastien en 1871, voit en lui « l'équilibre de l'idée et de l'action, l'harmonie de l'intelligence et de l'activité ».
Jusqu'à sa mort, son charisme exceptionnel et sa capacité à captiver la foule déplaisent à ses adversaires qui l'accusent fréquemment « d'utiliser ses tournées républicaines comme une marche triomphale vers le pouvoir ». Les représentants de l'extrême-gauche se montrent souvent les plus virulents : Louis Ulbach condamne « ces parodies un peu césariennes, ce recrutement par l'enthousiasme, cette usurpation du sentiment public, au profit d'un seul », quand Henri Maret est encore plus caustique : « La bassesse humaine a toujours besoin d'une idole. […] On n'a plus Bonaparte, on n'a plus Rouher, on n'a plus Morny, mais on a Gambetta ». Certains élus radicaux comme Louis Blanc ou Alfred Naquet refusent même de siéger à ses côtés à une tribune.

## Mémoire et postérité

### Historiographie

#### Abondance des travaux biographiques

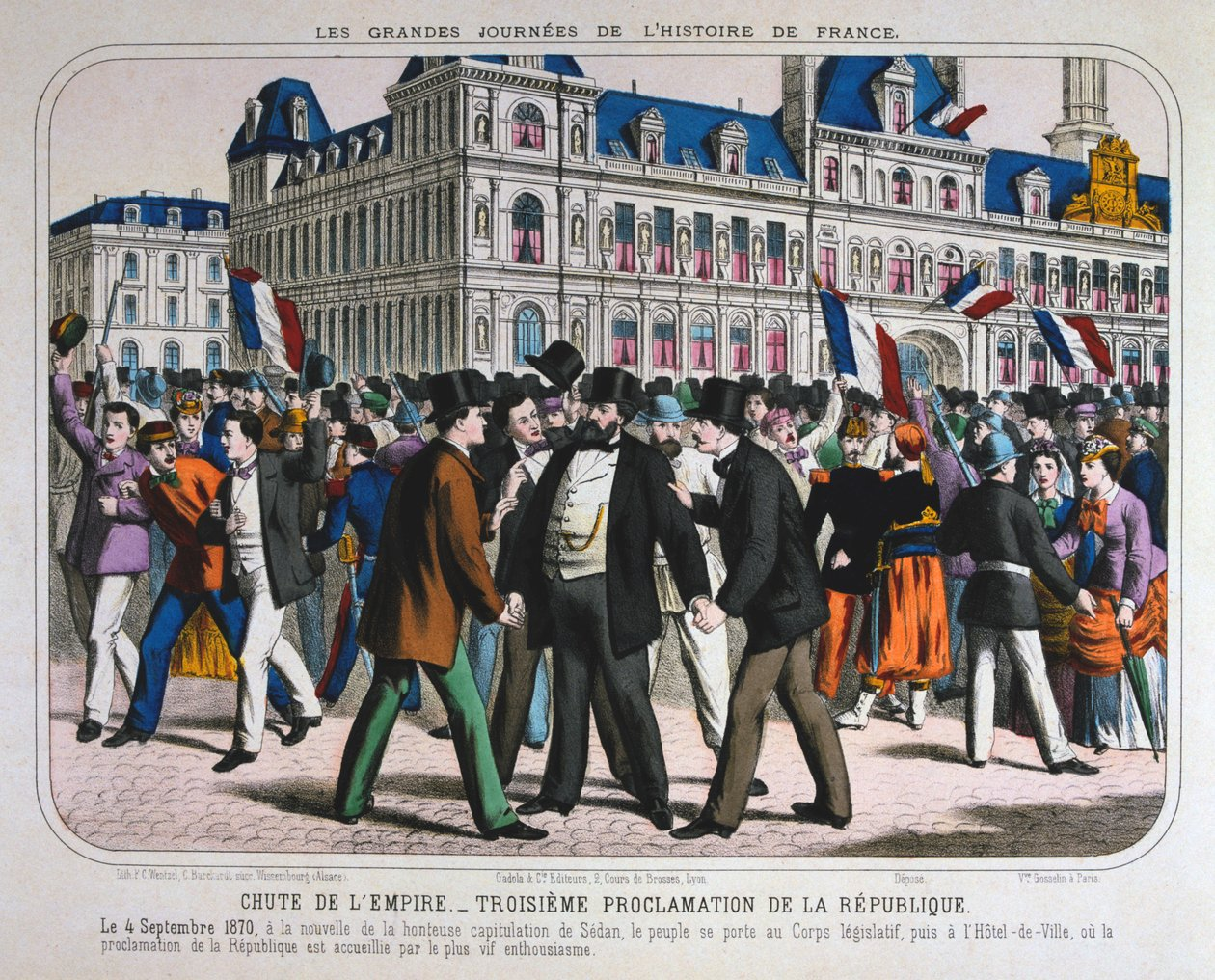
Gambetta et la proclamation de la République, imagerie populaire.

Léon Gambetta fait l'objet de nombreux travaux biographiques et historiques qui s'accordent sur son rôle prépondérant dans l'avènement de la Troisième République. Bien que tous les historiens mettent en avant les qualités exceptionnelles du tribun et son charisme, les jugements à son égard divergent : certains, comme Pierre Antonmattei, Paul Deschanel ou Paul Brulat, saluent son génie politique, quand d'autres dénoncent une supposée tyrannie, à l'image de Daniel Amson ou Léon Daudet. L'historienne Odile Sassi le présente comme l'homme politique le plus charismatique de son époque dans la mesure où il ne laisse personne indifférent : « qu'on l'aime ou qu'on le haïsse, qu'on le soutienne ou qu'on le critique, nul n'est neutre vis-à-vis de sa personne et toutes ces images constituent l'armature d'un personnage hors du commun ».

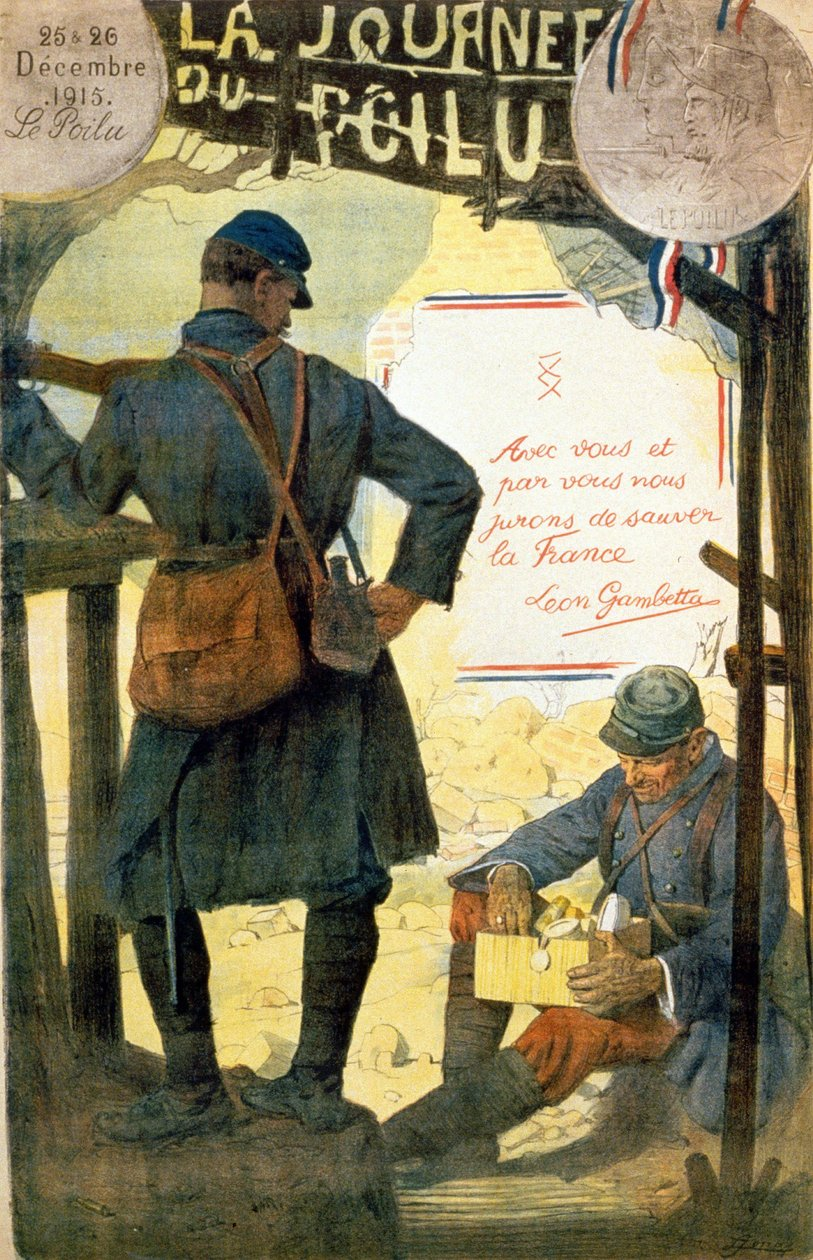
Deux poilus devant une citation de Gambetta : « Avec vous et par vous, nous jurons de sauver la France. » Affiche de « La Journée du Poilu », décembre 1915.

L'action de Gambetta est saluée par de nombreux historiens dès les premières années après sa disparition. Dans son Histoire illustrée de la Troisième République, publiée en 1884, Henri Girard présente le tribun comme le « parangon du patriotisme », le meilleur des Français et comme un « républicain et démocrate » dont « on ne conçoit pas, vraiment, que certains l'aient accusé de rêver la dictature ». Ami de Gambetta, dont il fut notamment le directeur de cabinet, Joseph Reinach devient son biographe officiel : il multiplie les études sur la vie et l'œuvre de l'homme politique entre 1884 et 1918 et publie également une édition posthume en onze volumes de ses discours. L'historien Jean Garrigues constate que dans les travaux consacrés au tribun jusqu'à la Première Guerre mondiale, c'est avant tout le patriote de 1870 qui est exalté, bien plus que le chef républicain de gauche. C'est le cas notamment dans la biographie que lui consacre en 1919 le futur président de la République Paul Deschanel. Gérard Unger appuie ce constat et affirme que « durant toute la période qui court de 1883 à 1920, Gambetta est l'incarnation de la République et de la défense du pays », de sorte que « son action comme ses idées sont le fondement de l'« Union sacrée » de 1914 ».

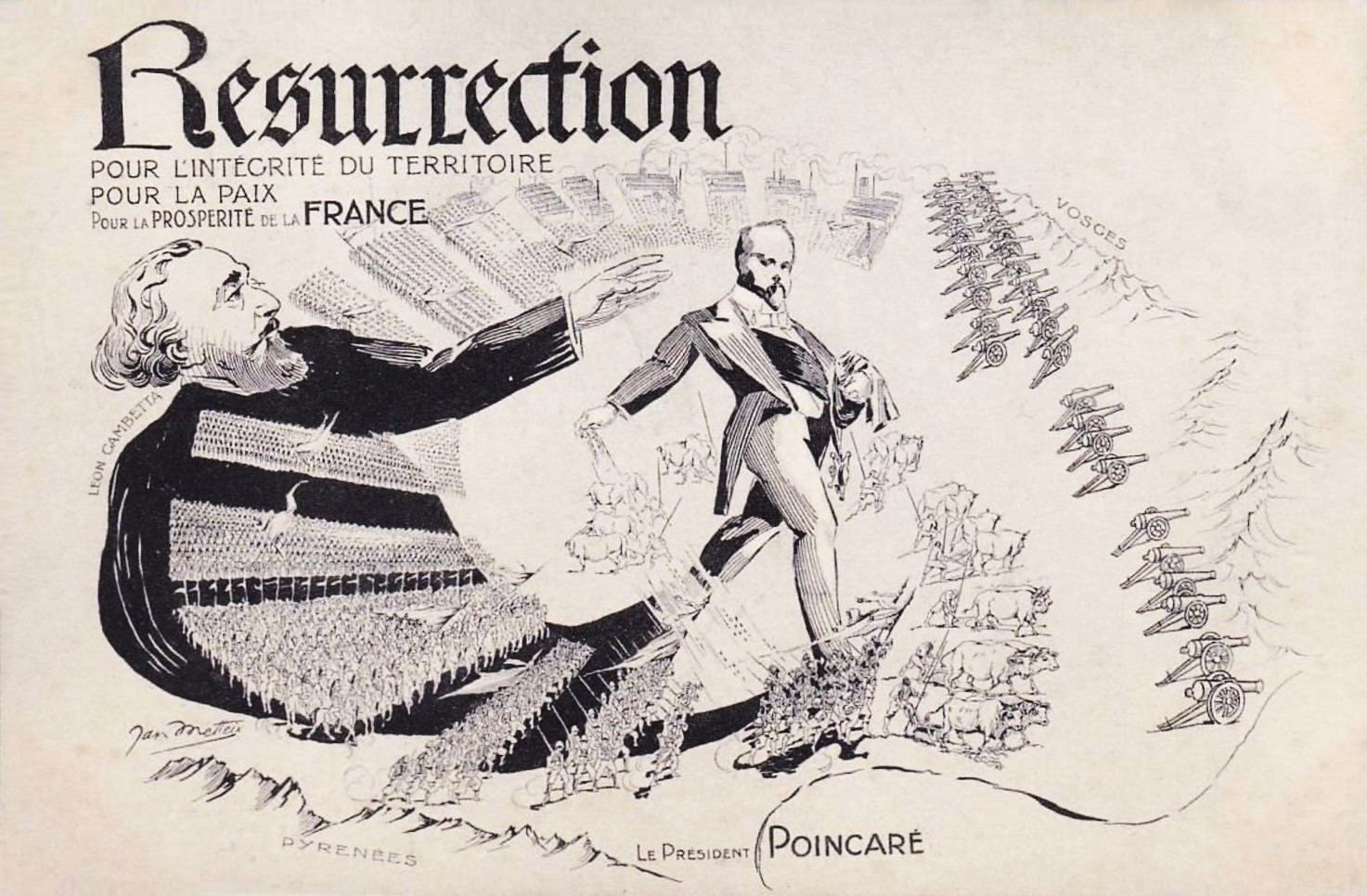
Sous l'ombre tutélaire de Gambetta, le président Poincaré défend la ligne bleue des Vosges. Carte postale patriotique.

En 1938, à l'occasion du centenaire de sa naissance, les historiens Daniel Halévy et Émile Pillias entreprennent un nouveau travail d'analyse à travers l'édition des lettres du tribun, tandis que l'historien britannique Patrick Bury entame la rédaction d'une biographie en plusieurs volumes, rééditée en 1973. Plusieurs cérémonies ont lieu, ainsi qu'une exposition inaugurée par le ministre de l'Éducation nationale Jean Zay. Dans La France et son armée, Charles de Gaulle, encore simple colonel, exprime son admiration : « Gambetta personnifie devant l'histoire le sursaut de la patrie […]. Il eut des dons de chef et l'audace d'en faire usage, en un temps où la France succombait, faute d'être conduite ».
Après 1945, malgré le relatif effacement du souvenir de la guerre de 1870-1871 et de la naissance de la Troisième République dans la mémoire collective, plusieurs historiens lui consacrent des travaux. En 1968, Jacques Chastenet publie une étude sur son œuvre puis en 1973, Philippe Vigier lui consacre une journée d'études avec l'appui du « Comité Gambetta », présidé par Georges Wormser. Une exposition se tient entre novembre 1982 et janvier 1983 au Musée du Luxembourg pour marquer le centenaire de sa mort tandis qu'un colloque est organisé simultanément. L'exposition intitulée « Léon Gambetta : un saint pour la République ? » se déroule quelques années plus tard, de novembre 1996 à avril 1997 à la maison des Jardies puis de mai à novembre 1997 au Panthéon,.

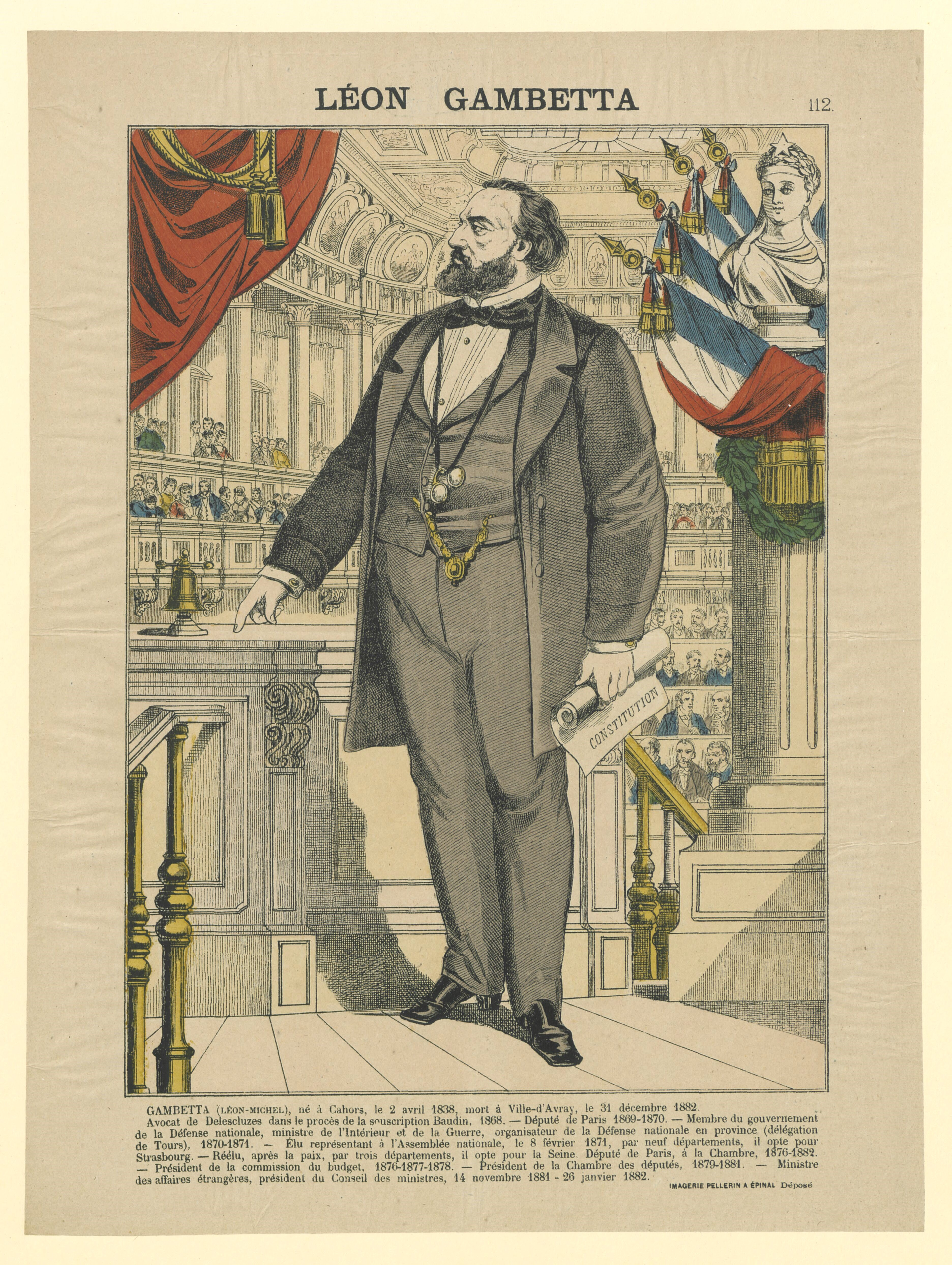
Gambetta représenté en éminente figure républicaine dans une image d'Épinal imprimée en 1883, peu après sa mort.

Avec La République des opportunistes en 1998, Jérôme Grévy entame une série de publications sur les premières années de la Troisième République et dans lesquelles il revient fréquemment sur le rôle majeur de Gambetta. L'année suivant, Pierre Antonmattéi publie une nouvelle biographie du tribun. Au début du XXe siècle, les travaux de Paula Cossart et Odile Sassi mettent en avant le charisme et l'éloquence du tribun, dont le pouvoir d'attraction sur les foules contribue largement au profond enracinement de l'idée républicaine en France,. En 2008, à quelques mois d'intervalle, deux historiens spécialistes de la Troisième République, Pierre Barral et Jean-Marie Mayeur, publient leur propre étude biographique, principalement axées sur l'œuvre politique de Gambetta.

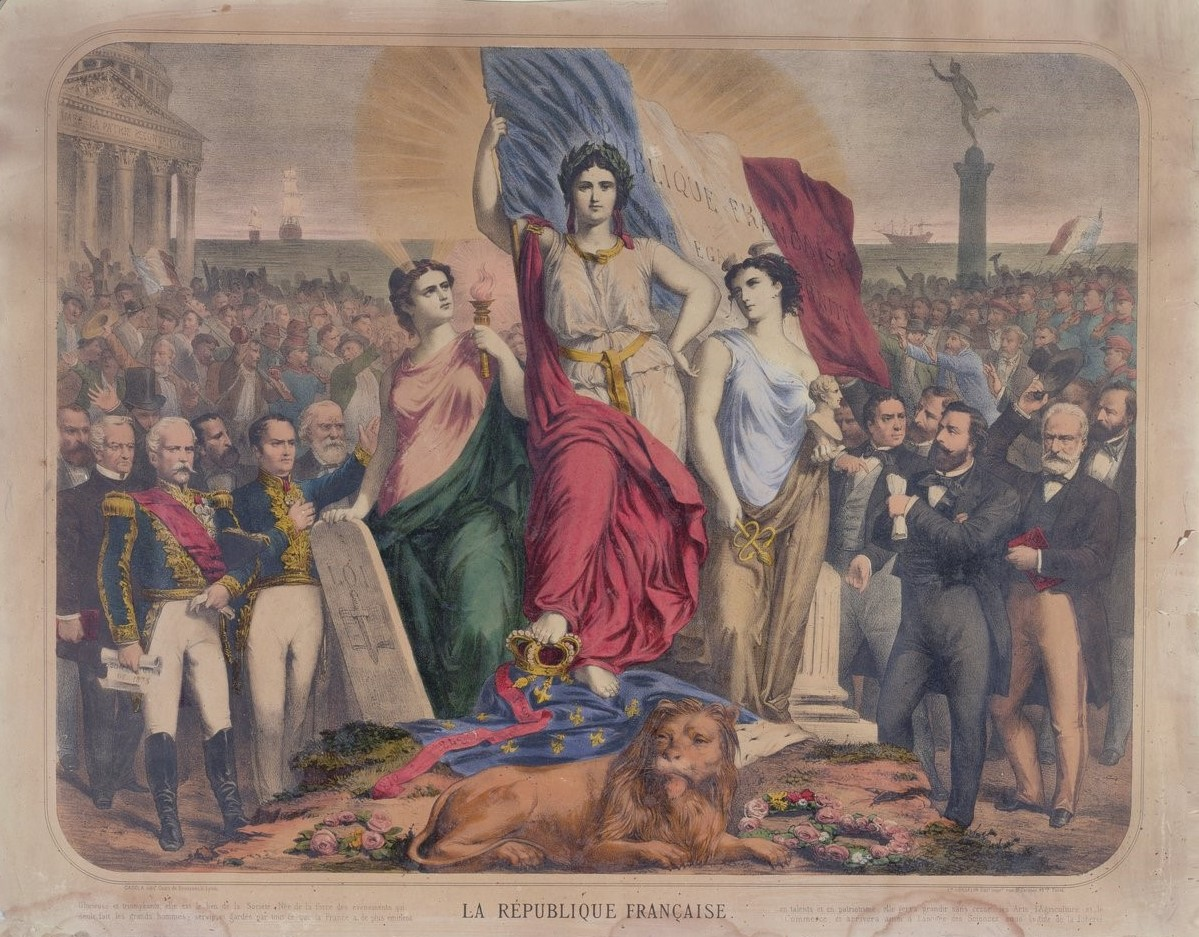
Marianne entourée par Gambetta, Victor Hugo et plusieurs autres républicains. Gravure anonyme, 1880.

En 2022, il est choisi parmi les grandes figures de la gauche française réunies dans un ouvrage écrit sous la direction de Michel Winock. Pour Jean Garrigues, qui contribue à cet ouvrage, Gambetta incarne l'histoire de la gauche au XIXe siècle à la fois pour ses combats contre le Second Empire et contre l'ordre moral défendu par les monarchistes et le président Mac Mahon dans les premières années de la Troisième République. En faisant la balance entre la nécessité de compromis pour exercer le pouvoir et la volonté de poursuivre les transformations économiques et sociales de la société, Gambetta incarnerait par ailleurs l'invention de la gauche au pouvoir. La même année, Anne Carol, spécialiste de l'histoire de la médecine et de la mort, livre une enquête très poussée sur « le cadavre du grand homme, incarnation par excellence d'un corps politique dans la France de la fin du XIXe siècle ».
Finalement, sa carrière politique est jugée paradoxale : bien que l'impact de ses discours ait dépassé largement celui des autres figures politiques de son temps et qu'il ait joué un rôle majeur dans la fondation et l'affermissement de la République, il n'a exercé effectivement le pouvoir que très rarement. Pour Odile Sassi, c'est parce que Gambetta a longtemps effrayé ses pairs : « par son pouvoir sur les hommes, par son charisme même, bien que le mot n'ait jamais été employé par ses contemporains, il a laissé penser qu'il y avait chez lui une volonté de dictature ou du moins de domination, ce qui ne pouvait que faire peur et pousser ses ennemis, affichés ou non, à tout mettre en œuvre pour le réduire à l'impuissance ».

#### Gambetta à la Défense nationale: symbole de résistance ou dictateur acharné?

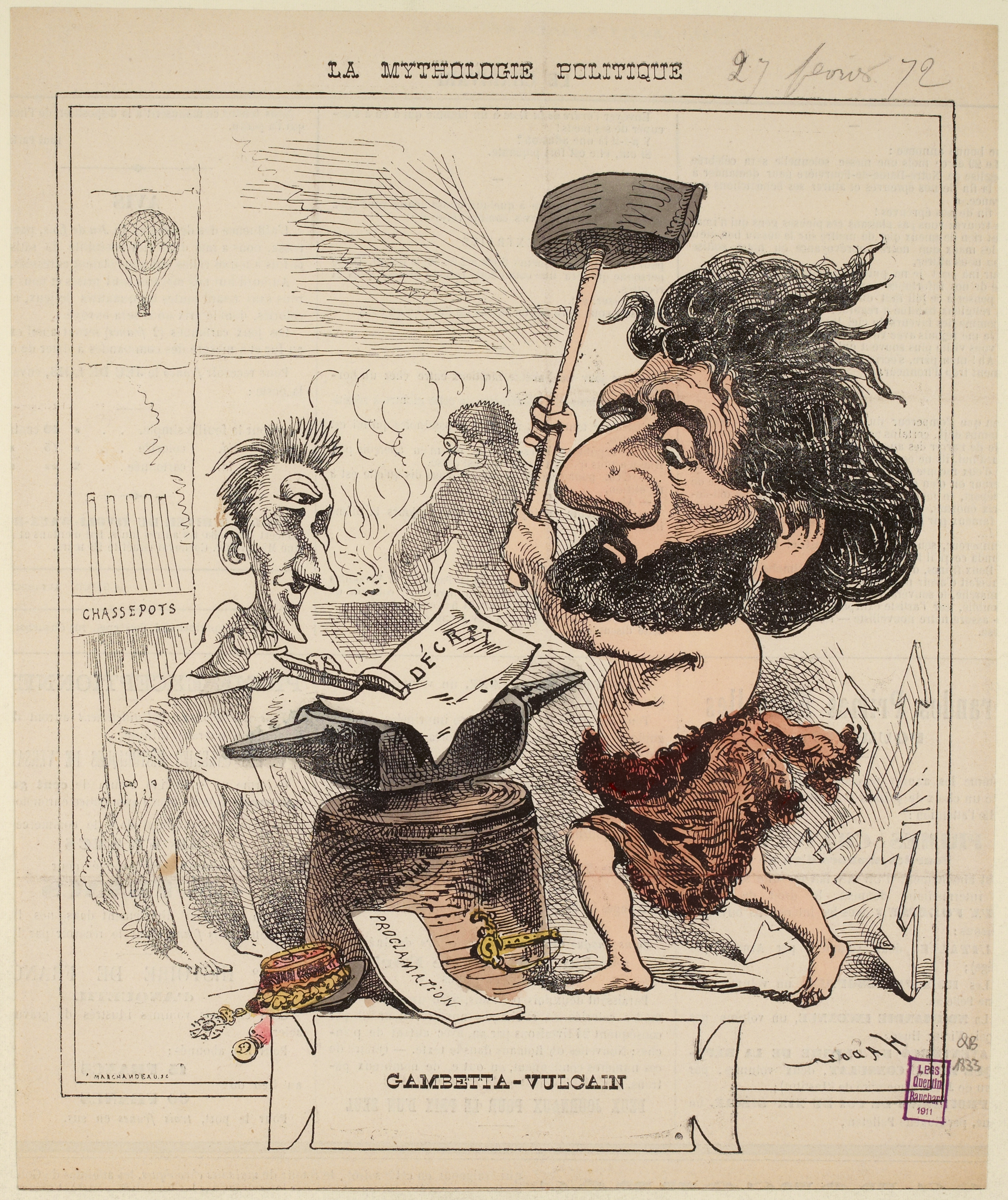
Assisté de ses cyclopes, « Gambetta-Vulcain » forge des décrets et des proclamations en sus de fusils Chassepot. Caricature de la série « La mythologie politique » par Paul Hadol, 1872.

La participation active de Léon Gambetta au gouvernement de la Défense nationale fait naître deux légendes qui s'opposent. D'un côté, ses amis appuient une historiographie qui met en avant le patriote organisateur de la lutte armée, symbole de la résistance à l'ennemi, une image amplifiée par son décès prématuré en 1882. De l'autre naît une forme de « légende noire » qui présente Gambetta comme un dictateur à la tête du gouvernement de la Défense nationale. Malgré l'échec de la commission d'enquête de l'Assemblée nationale à le démontrer, ce jugement négatif perdure et l'historiographie immédiate du Siège de Paris est majoritairement peu favorable à Gambetta.
En 1914, deux colonels proches de l'Action française, Frédéric Delebecque et Georges Larpent, livrent une analyse à charge et sans concession, sous le pseudonyme de Henri Dutrait-Crozon. Les conservateurs ne sont pas les seuls à vilipender le tribun : certains républicains modérés, comme Jules Grévy, critiquent eux aussi la Défense nationale qui aurait desservi la République en donnant l'image d'un gouvernement brouillon et autoritaire, laissant ainsi le champ libre aux monarchistes. La victoire de ces derniers lors des élections législatives de 1871 est alors présentée comme un désaveu de la politique de « guerre à outrance » menée par Gambetta, même si les travaux de l'historien Éric Bonhomme contredisent cet échec électoral.
Dans sa thèse consacrée à l'exercice du pouvoir par la Défense nationale, publiée en 1996 sous la direction de Jean-Marie Mayeur, Éric Bonhomme affirme que la défaite des républicains doit être relativisée dans la mesure où ils passent d'une représentation négligeable dans le Corps législatif des derniers mois de l'Empire (8,5 % des élus) à une situation de forte minorité dans l'Assemblée nationale de 1871, avec 23,2 % des élus. La poussée républicaine est manifeste dans de nombreux départements, ce qui permet de placer cette élection comme une étape significative de la conquête de l'opinion publique par les républicains. Il contredit par ailleurs l'assertion d'un « Gambetta dictateur » en affirmant qu'il met en place un gouvernement unitaire et libéral, à la fois modéré et pragmatique dans son fonctionnement. De la même manière, l'historien britannique John Patrick Tuer Bury cherche à réhabiliter l'action du tribun dans Gambetta défenseur du territoire, 1870-1871, publié en 1937, sans pour autant cacher les faiblesses de son action.

### Hommages

#### Pèlerinage à la maison des Jardies

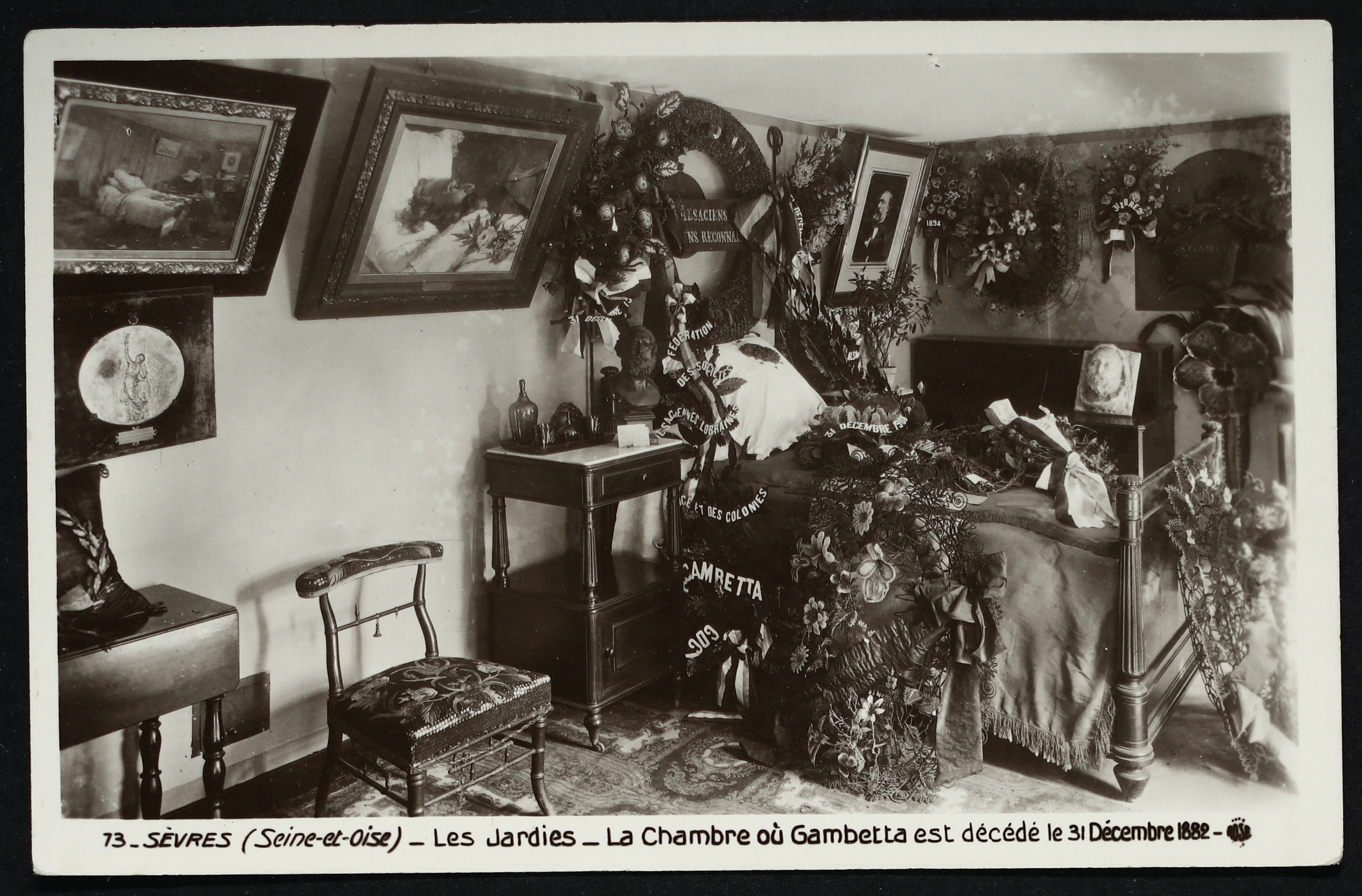
La chambre-musée de la maison des Jardies vers 1900.

Dès le premier anniversaire de sa mort, ses amis cherchent à honorer sa mémoire en se retrouvant à la maison des Jardies, dans le lieu même où Gambetta est décédé un an plus tôt. Le premier rassemblement est organisé le 31 décembre 1883. Des proches, des rédacteurs de ses journaux, des députés républicains et des membres de son comité électoral assistent à ce moment de recueillement empreint de solennité au point d'être qualifié de « pieux pèlerinage » par certains des participants. De fait, cette rencontre perpétuée chaque année et pendant plusieurs décennies donne lieu à des comptes-rendus parfois très détaillés dans la presse généraliste de l'époque. Pour l'historien Jérôme Grévy, ces rencontres du souvenirs passent progressivement « du deuil funéraire intime à la célébration républicaine », en ce sens qu'un véritable rite se met peu à peu en place. Tandis que les intimes du tribun continuent de se réunir chaque 31 décembre, le pèlerinage officiel se déroule le dimanche suivant et accueille plusieurs centaines de participants. Il donne lieu à un cérémonial très cadré qui commence par l'accueil des différentes délégations à la gare de Ville-d'Avray par le maire républicain de Sèvres et se poursuit par le dépôt d'une couronne dans la chambre mortuaire par la délégation municipale, une série de discours et un banquet animé par un orphéon républicain.

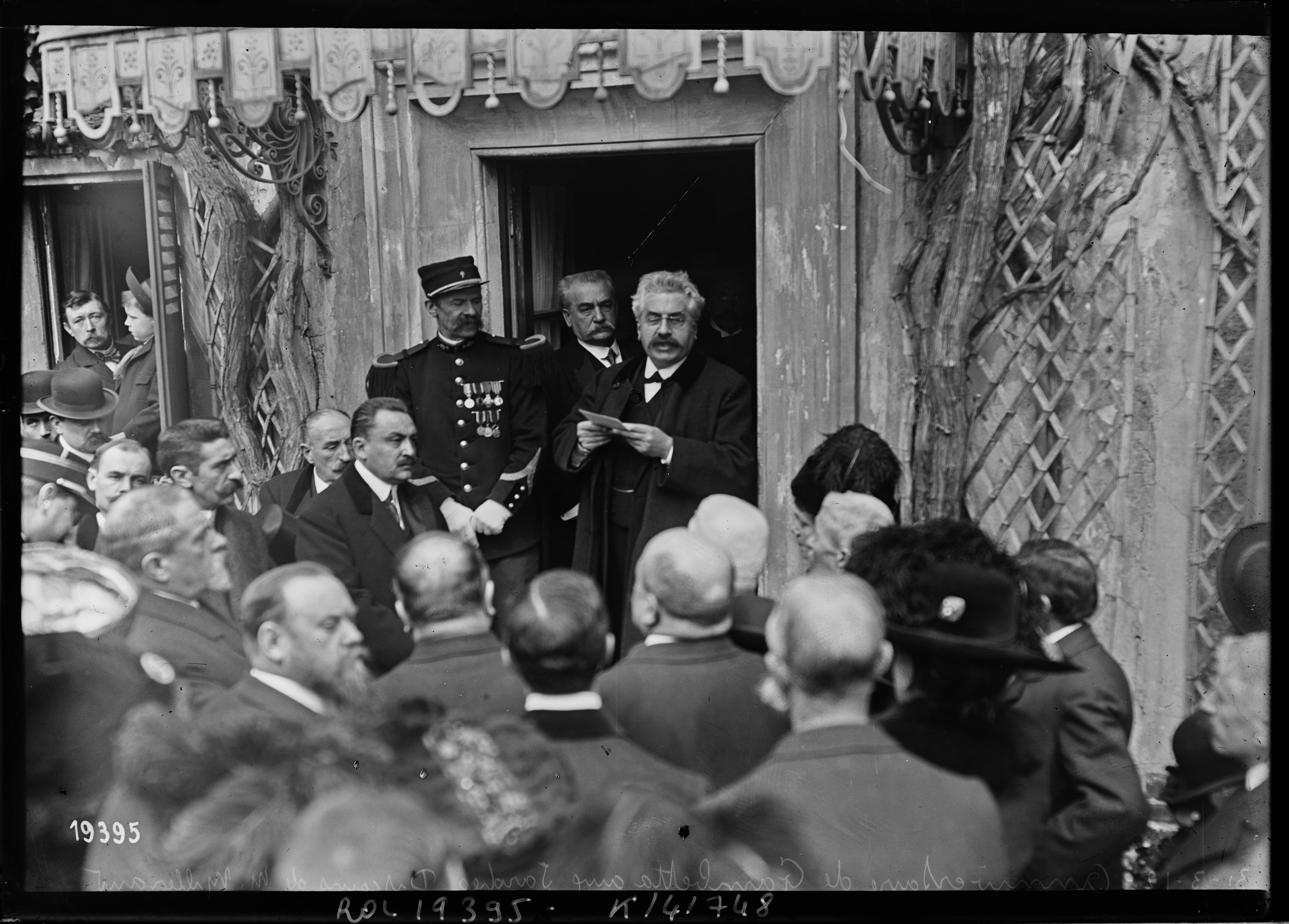
Alexandre Millerand, ministre de la Guerre, prononçant un discours en hommage à Gambetta à la maison des Jardies, le 31 mars 1912.

La sacralisation progressive de la maison des Jardies fait de Gambetta un « saint laïque » et participe d'un mouvement de réhabilitation de son image politique et de son action. Décrite par un journaliste comme le « temple de la religion de la patrie », la maison de Gambetta, par sa modestie, oppose définitivement l'austérité de la République aux fastes de l'Empire et de l'Ancien régime. Plus encore, le pèlerinage qui se met en place ne relève pas seulement d'une démarche mémorielle mais il revêt aussi le caractère d'une manifestation politique et les discours prononcés prennent parfois des accents programmatiques, comme celui de Pierre Waldeck-Rousseau en 1898. Au tournant du XXe siècle, les grandes figures gouvernementales se pressent à la maison des Jardies et le sénateur Jules Cazot déclare notamment en 1895 : « que l'ombre de Gambetta se rassure ; le grand homme n'est pas mort tout entier, il vit dans nos esprits et dans nos cœurs. Nous ne nous réunissons pas ici seulement pour glorifier sa mémoire mais surtout pour nous inspirer de son génie et de ses exemples ».

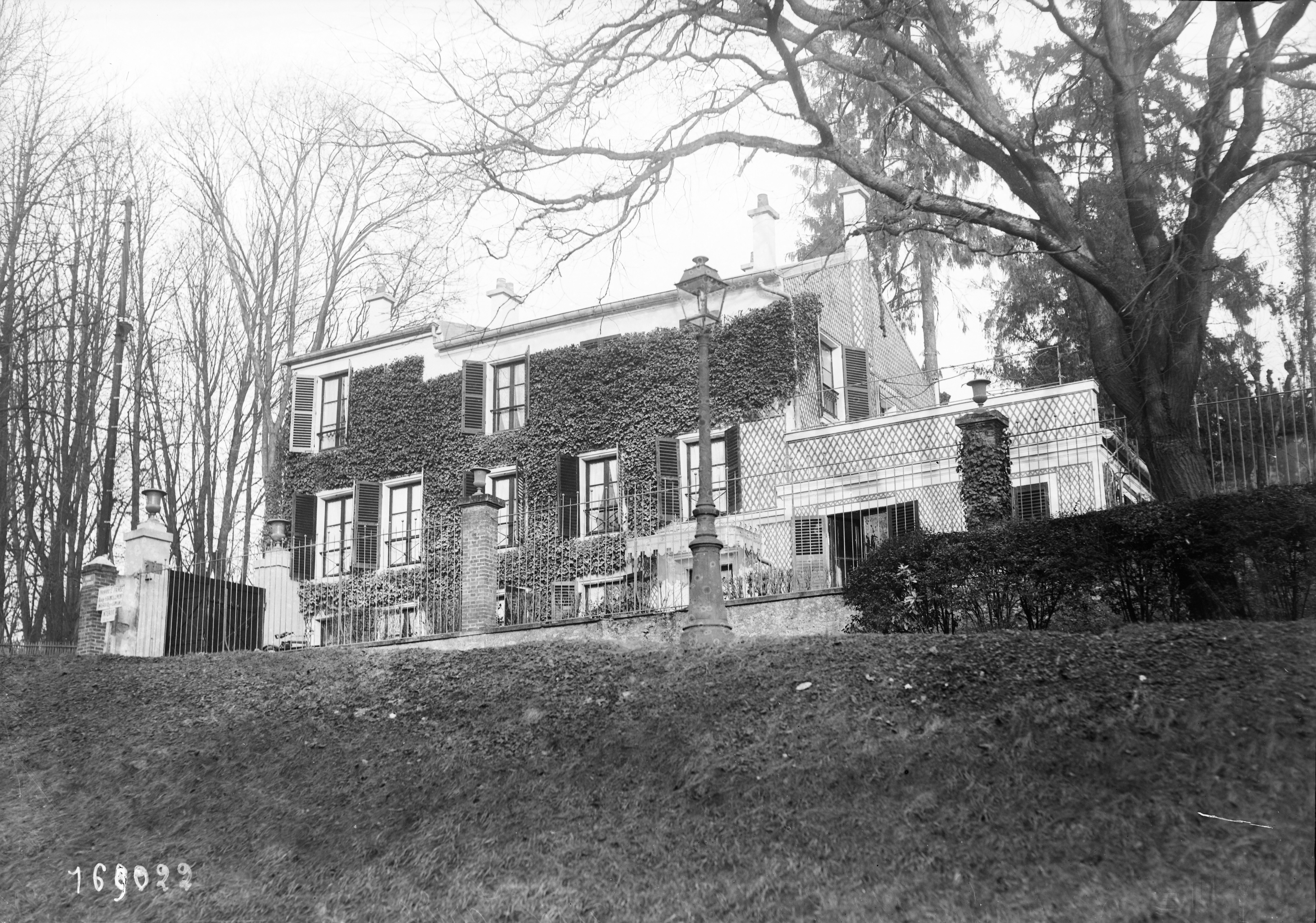
La maison des Jardies à Sèvres, photographiée lors du cinquantenaire de la mort de Gambetta en 1932.

La grande cérémonie du 11 novembre 1920, qui célèbre à la fois le cinquantenaire de la Troisième République et la victoire, est l'une des dernières grandes manifestations du souvenir de Gambetta, dont le souvenir s'estompe peu à peu. Pour Jérôme Grévy, « le déclin du pèlerinage gambettiste est le reflet de l'évolution du regard porté sur la IIIe République. […] Les maux de l'entre-deux-guerres furent attribués aux erreurs initiales des fondateurs du régime. Les héros d'hier furent, au pire, rendus responsables des errements du temps présent, au mieux rangés au placard des accessoires désormais inutiles ». Le courant pacifiste né des souffrances endurées par les soldats pendant la Première Guerre mondiale rejette le culte de la patrie et, d'autre part, la montée du communisme entend combattre la « République bourgeoise » cependant que le renouveau de l'Action française, sous la plume de Charles Maurras, vilipende le « métèque Gambetta » fondateur de la « Gueuse ».
En 1932, le cinquantenaire de la mort de Gambetta est néanmoins célébré par le président du Conseil Joseph Paul-Boncour qui se rend à la maison des Jardies pour y superviser les travaux de rénovation entrepris par l'État qui choisit d'en faire un musée souvenir.

#### Monuments

Buste de Gambetta sculpté par Alexandre Falguière (musée de Cahors Henri-Martin).

En avril 1884 un monument à la gloire de Gambetta est érigé à Cahors. Conçu par l'architecte Paul Pujol et sculpté par Alexandre Falguière, il est inauguré par le président du Conseil Jules Ferry et représente Gambetta posant sa main droite sur le fût d'un canon, tandis que sa main gauche désigne la ligne bleue des Vosges. À ses pieds se trouvent un soldat blessé et un marin prêt à tirer, tandis que le piédestal comporte plusieurs inscriptions, dont un extrait de la proclamation du ministre le 30 septembre 1870 : « Français, élevez vos âmes et vos résolutions à la hauteur des effroyables périls qui fondent sur la patrie… ». Le musée de la ville de Cahors conserve par ailleurs de nombreux objets produits à l'effigie de Léon Gambetta avant 1914, principalement des bustes sculptés, des médaillons ou des assiettes, tandis qu'un buste en bronze exécuté par Antonin Mercié est déposé sur une colonne dans la cour du collège Gambetta en 1889.

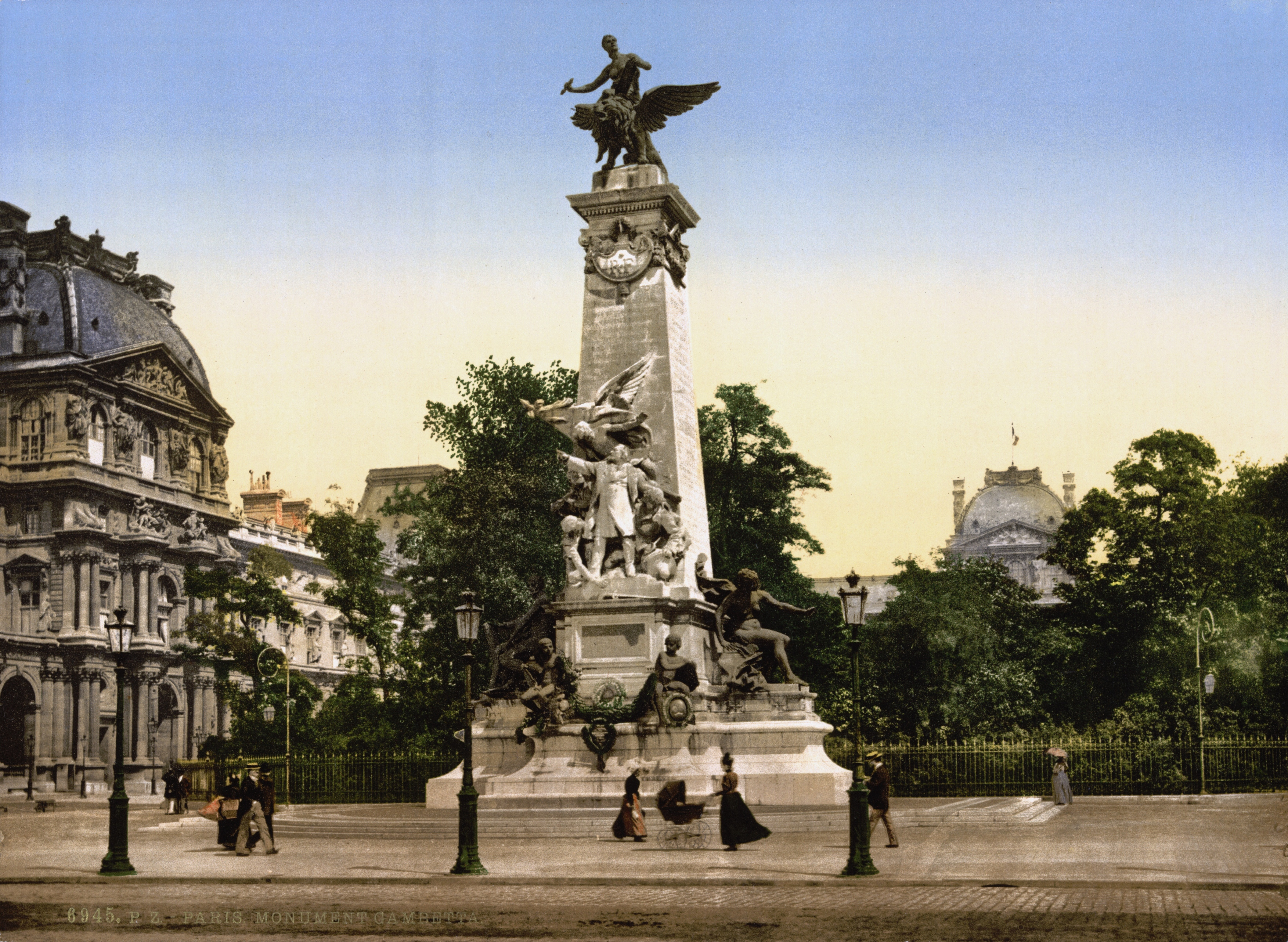
Le Monument à Léon Gambetta par Aubé et Boileau, inauguré six ans après sa mort devant le square de la cour Napoléon du palais du Louvre.

À Paris, un concours est lancé le 8 janvier 1884 par Eugène Spuller, président du comité du Monument Gambetta. Il reçoit la participation de 82 artistes et au mois de novembre suivant, c'est la proposition de Louis-Charles Boileau et Jean-Paul Aubé qui est retenue. D'une hauteur de 27 mètres, le monument est érigé dans la grande cour du palais du Louvre, face à l'arc de triomphe du Carrousel. Il représente Gambetta en orateur accompagné des passages les plus éloquents de ses discours tandis qu'au pied du socle, des figures de bronze représentent la Démocratie, la Force et la Vérité. Le monument est inauguré le 14 juillet 1888 par le président du Conseil Charles de Freycinet. Il est démantelé sous l'Occupation dans le cadre la mobilisation des métaux non ferreux, avant d'être en partie remonté dans le square Édouard-Vaillant en 1982, à l'occasion du centenaire de sa mort.
À la veille du 14 juillet 1884, une première plaque commémorative est apposée sur la maison des Jardies par le comité électoral du 20e arrondissement. Sept ans plus tard, à l'initiative des associations d'Alsaciens et Lorrains, un monument exécuté par Auguste Bartholdi est érigé dans le jardin de la villa. La structure, dans laquelle est déposé le cœur du tribun, le représente avec les allégories des deux provinces à ses pieds. En 1902, la ville de Saint-Maixent-l'École inaugure un monument à la Défense nationale au pied duquel figure un buste de Gambetta, réalisé par Georges Loiseau-Bailly. Le 4 novembre 1907, un monument exécuté par Félix Charpentier est inauguré à Cavaillon. Le buste de Gambetta y est accompagné d'une figure féminine, personnification de la cité vauclusienne qui se fait pardonner de la manifestation royaliste hostile qui a perturbé la visite du tribun dans cette ville en 1876,. En 1909, la ville de Nice fait construire un mausolée par Louis Maubert et, la même année, une colonne surmontée d'un buste du tribun est inaugurée à Épineuse pour commémorer la descente en ballon de Gambetta lors du Siège de Paris en 1870. Une autre statue en bronze ornait la place Gambetta au Neubourg, dans le département de l'Eure, mais elle est fondue en 1942 par le régime de Vichy. La statue exécutée par Théophile Barrau à Narbonne en 1903 connaît le même sort. De même, un monument fondu en même temps que celui de Cahors et installé en 1889 à Saïgon disparaît vers 1955.

Monuments en l'honneur de Gambetta.
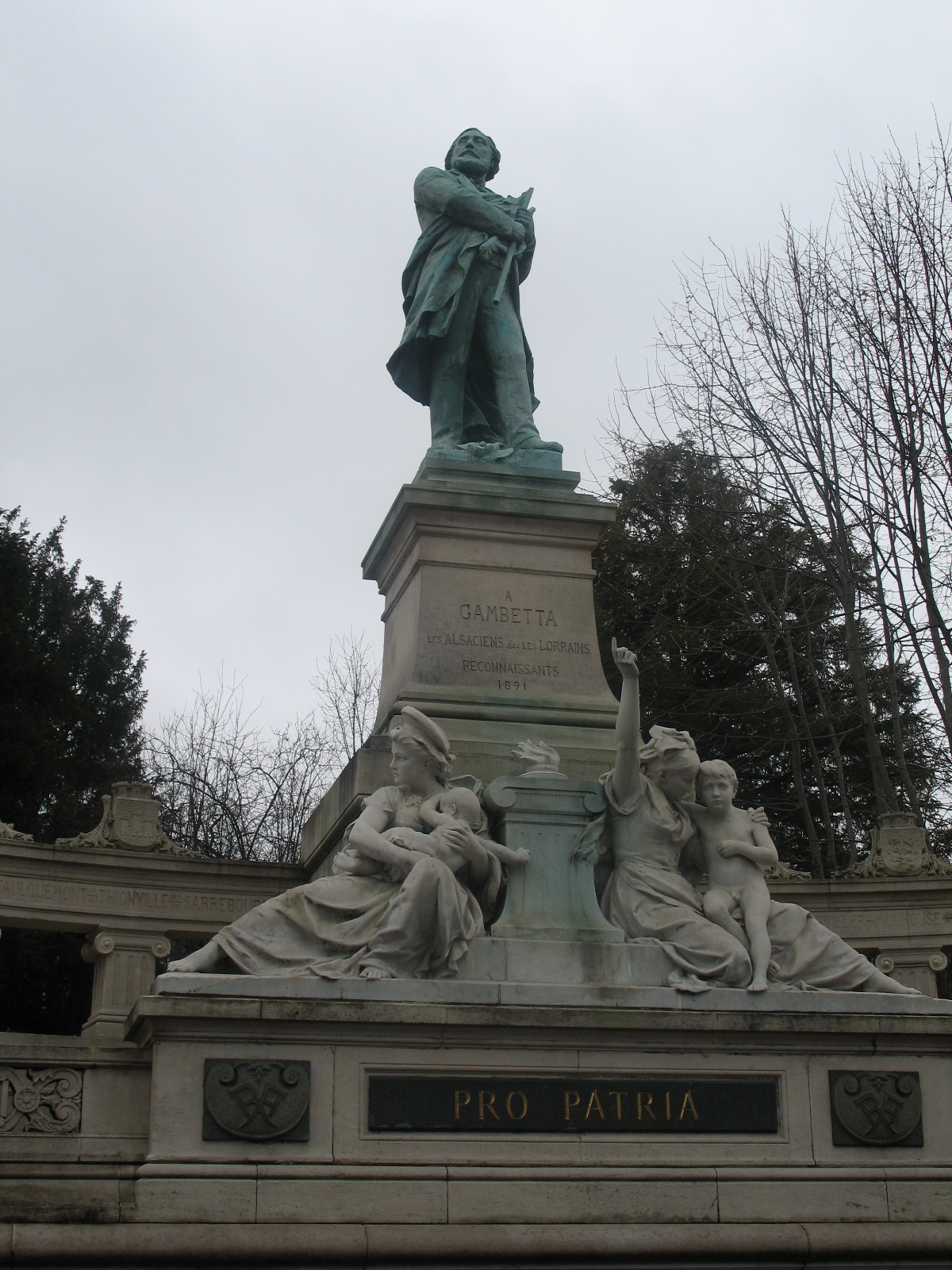
Monument par Auguste Bartholdi à Sèvres (1891).
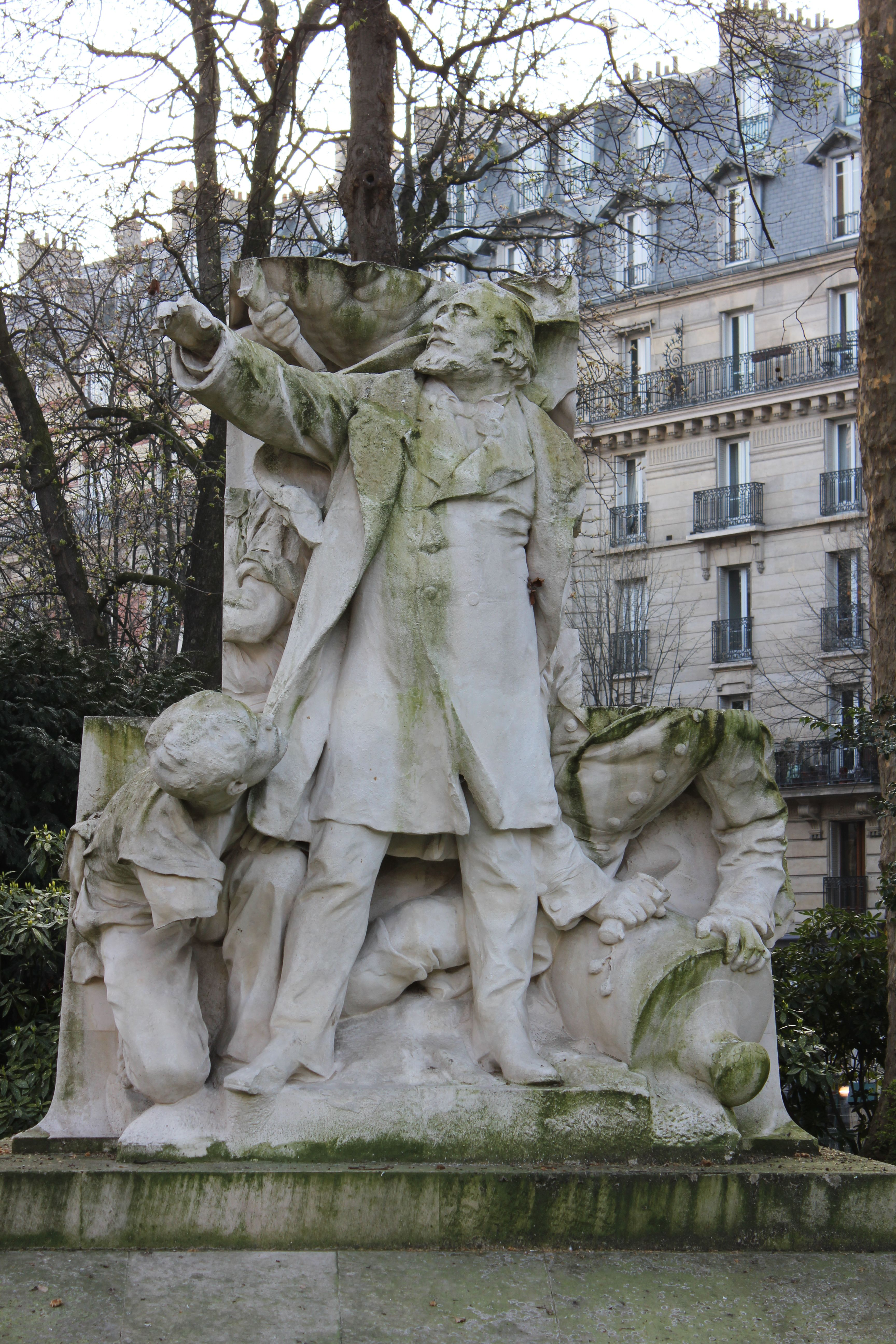
Détail de la statue à Paris par Jean-Paul Aubé (1888).
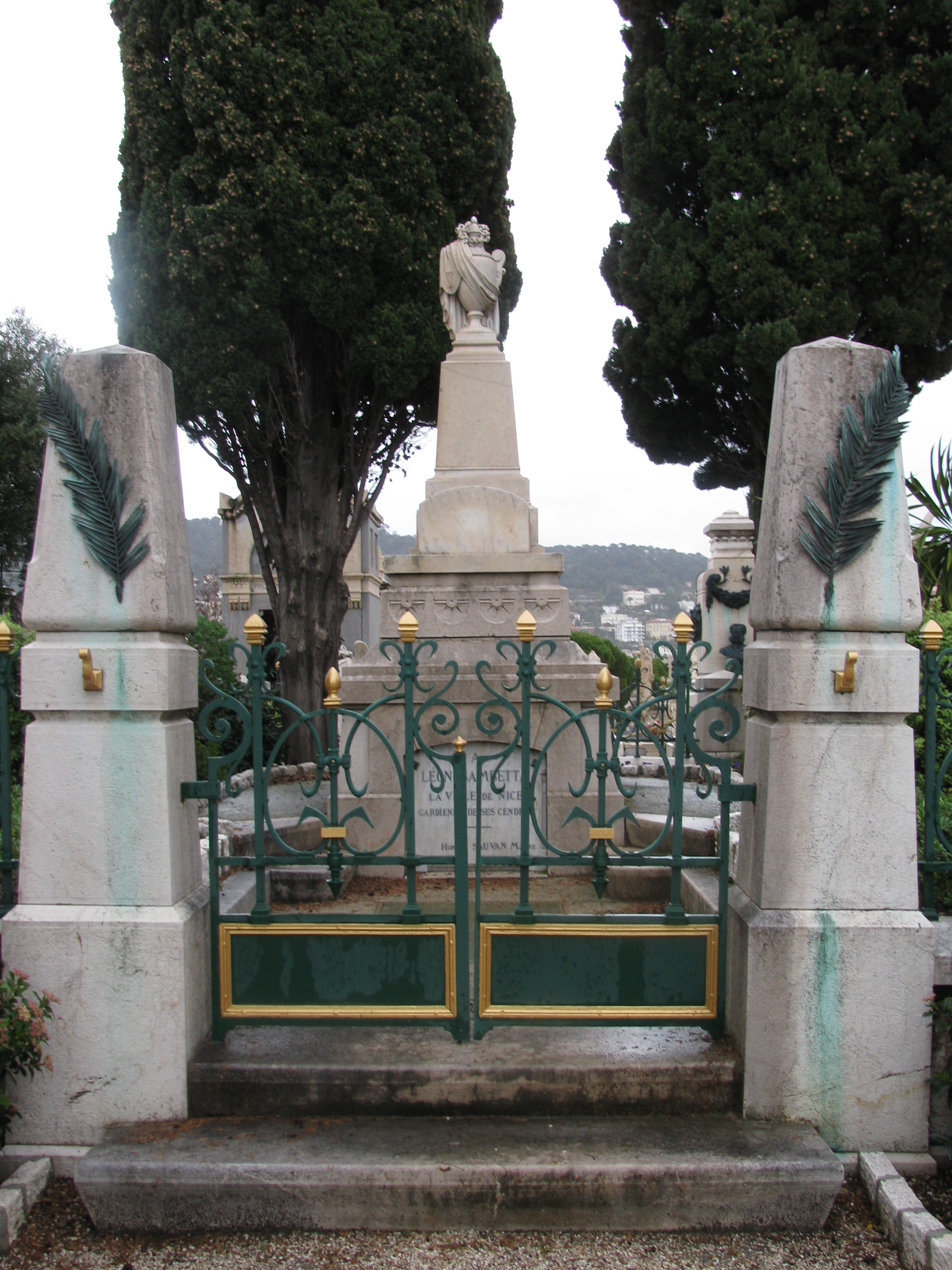
Tombe à Nice.
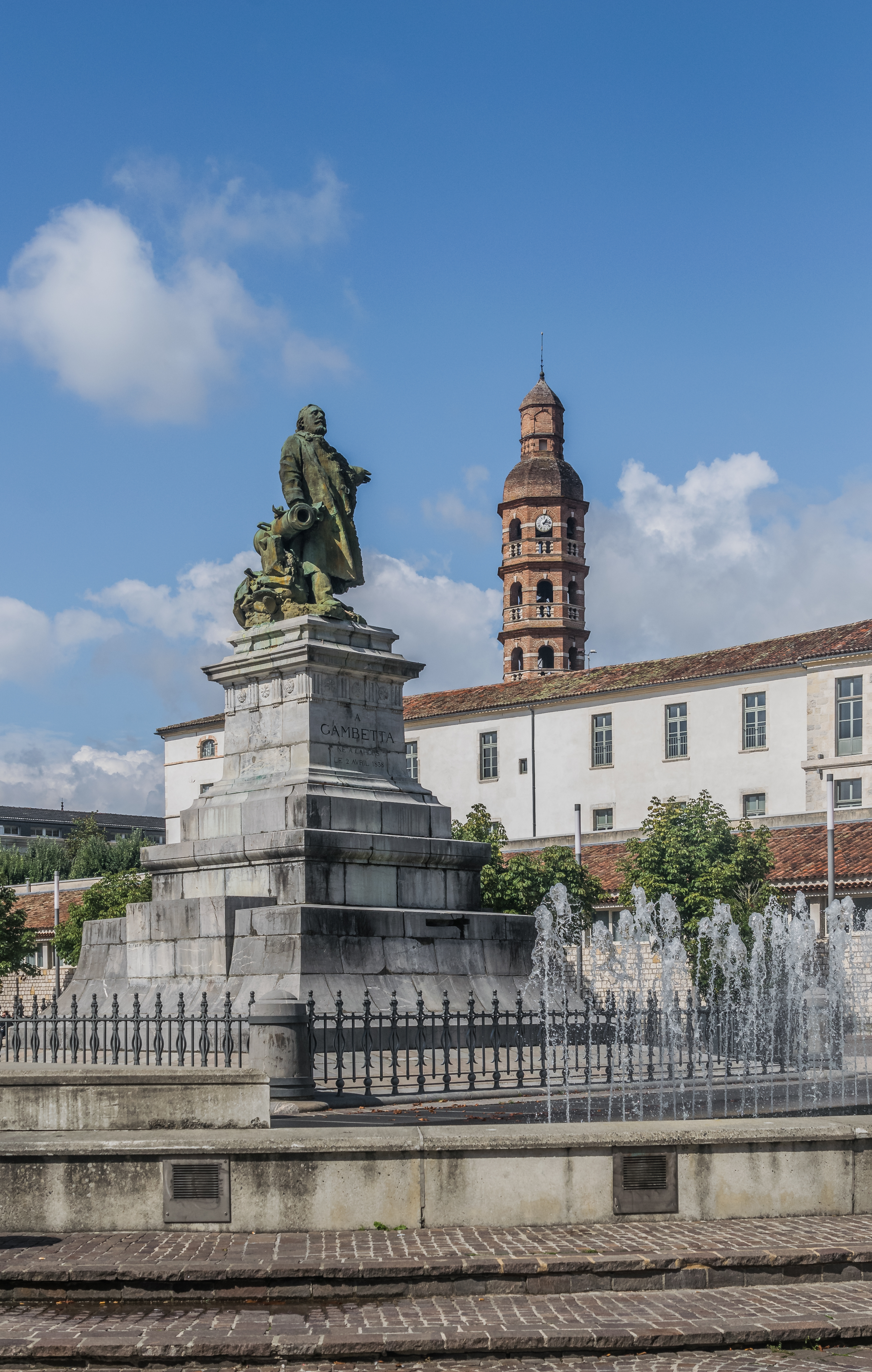
Statue à Cahors.

L'érection de ces monuments donne lieu à de grandes manifestations populaires. À titre d'exemple, plus de cent mille personnes assistent à l'inauguration du monument Gambetta sur les allées de Tourny à Bordeaux le 25 avril 1905, en présence du président de la République Émile Loubet et de neuf ministres. En 1905, la Société Gambetta est créée, présidée par Pierre Deluns-Montaud puis par Arthur Ranc et Eugène Étienne.

#### Reliques
Les conditions matérielles de l'autopsie de Gambetta et le temps restreint dans lequel elle s'effectue rendent impossible l'examen approfondi de son corps. Le docteur Lannelongue demande alors que des recherches complémentaires soient pratiquées. Il souhaite notamment prolonger ses investigations sur la blessure au bras qu'il a soignée, le trajet de la balle et les lésions occasionnées, tandis que les membres de la Société d'autopsie mutuelle veulent étudier son cerveau afin de poursuivre les travaux sur les localisations cérébrales menés par Paul Broca. Par ailleurs, le chirurgien Victor André Cornil emporte des morceaux d'intestin. Si ces prélèvements répondent à une logique scientifique, d'autres sont effectués dans un but mémoriel. Ainsi, son ancien ministre Paul Bert, également médecin et physiologiste, s'empare du cœur qu'il ne considère pas comme une pièce anatomique mais comme une véritable relique sentimentale et nationale, digne d'être conservée et de faire l'objet d'un culte.
Le cœur de Léon Gambetta est placé sous le monument de la maison des Jardies, en 1891, puis transféré au Panthéon le 11 novembre 1920, le jour même de l'installation de la tombe du Soldat inconnu sous l'arc de triomphe de l'Étoile,,. Il repose dans une urne placée dans l'escalier qui descend à la crypte. Une cérémonie est organisée en présence du président de la République Alexandre Millerand, qui célèbre également le cinquantenaire de la proclamation de la Troisième République,,. Le transfert de cette relique républicaine reproduit ainsi la tradition capétienne de la bipartition du corps (dilaceratio corporis, « division du corps » en cœur et ossements) avec deux sépultures.

Transfert du cœur de Gambetta au Panthéon, le 11 novembre 1920.
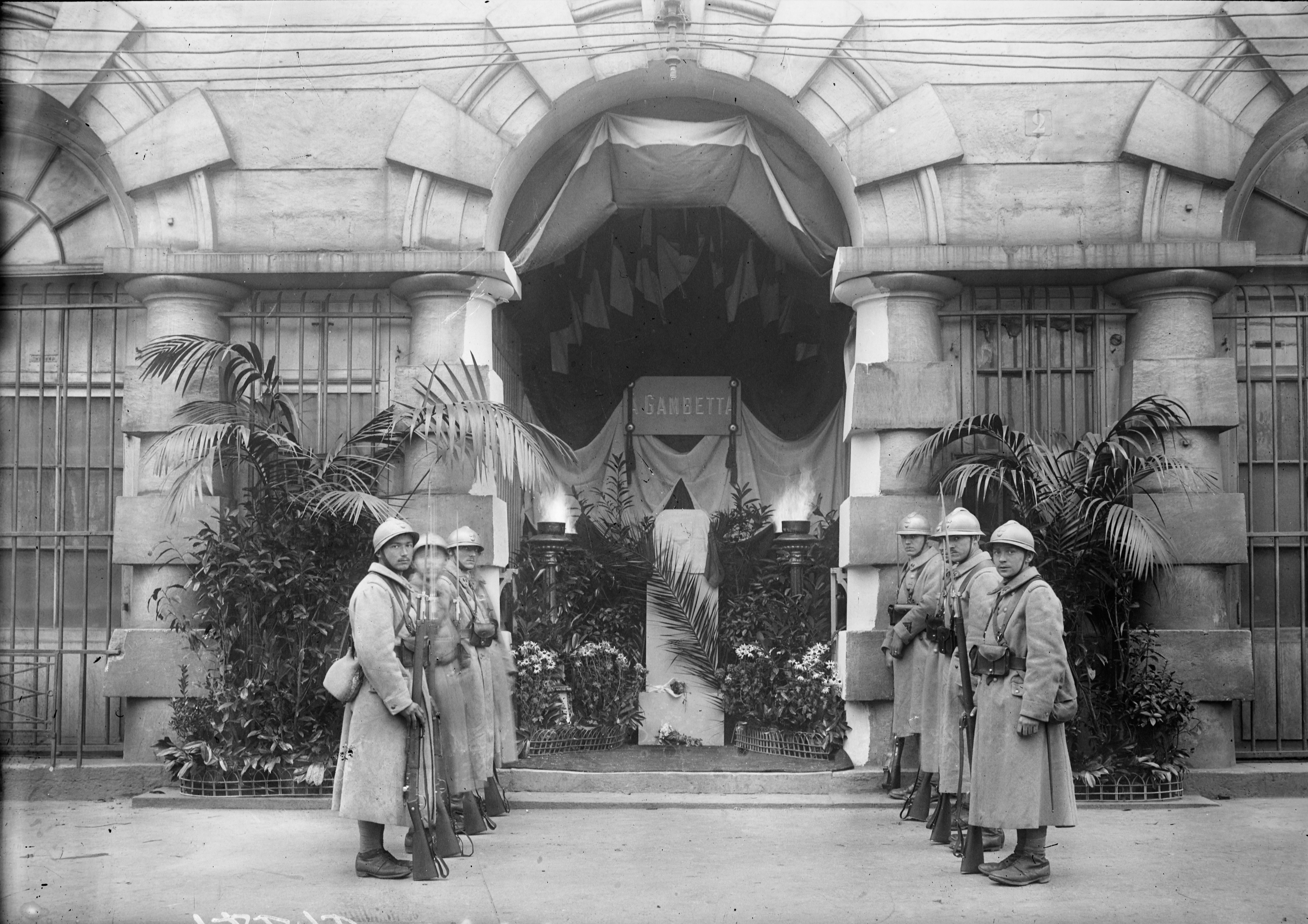
Soldats formant une haie d'honneur devant le cœur de Gambetta, abrité dans une chapelle ardente aménagée dans le pavillon ouest de l'ancienne barrière d'Enfer, place Denfert-Rochereau.
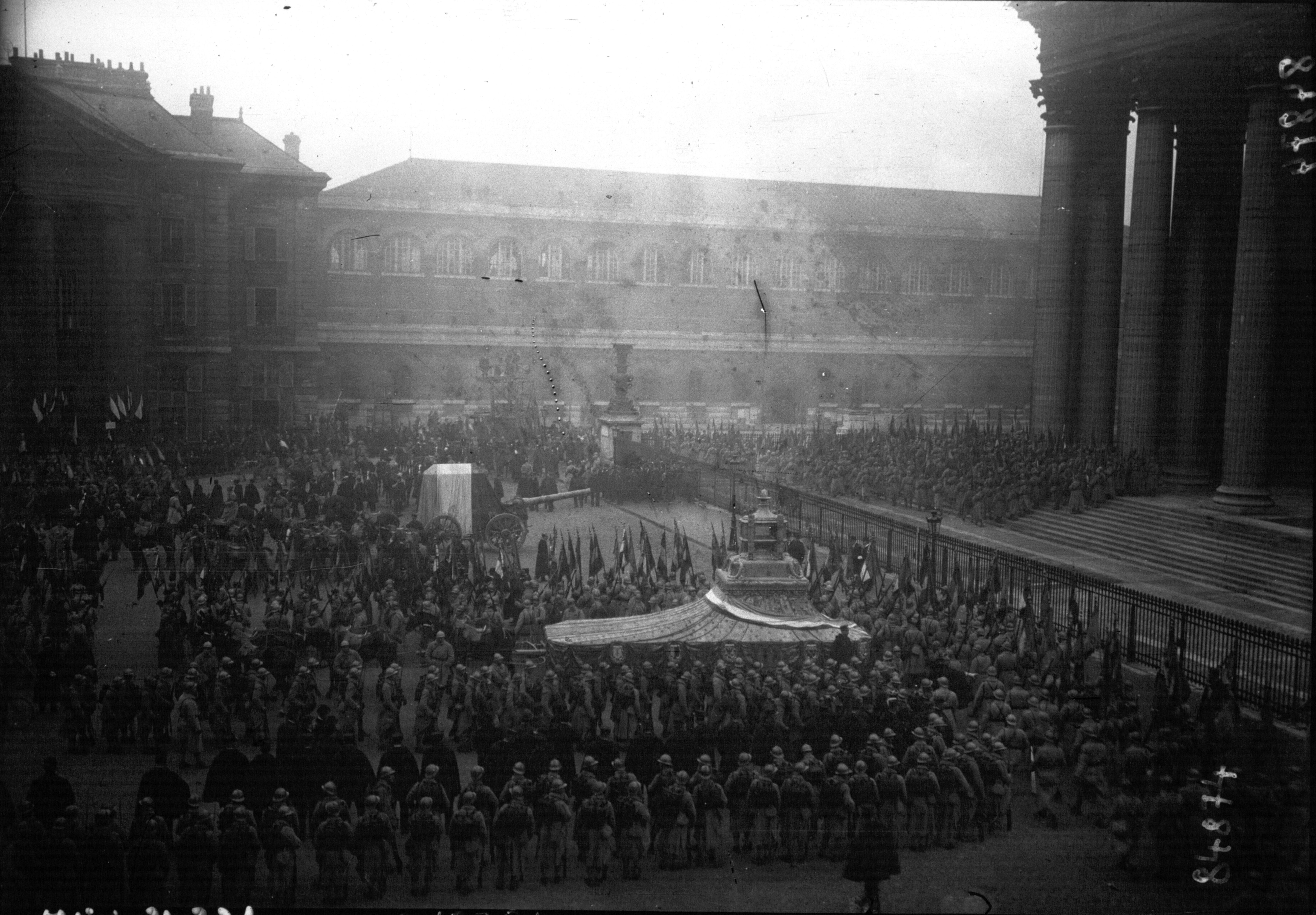
Les chars respectifs du soldat inconnu et du cœur de Gambetta devant le Panthéon.
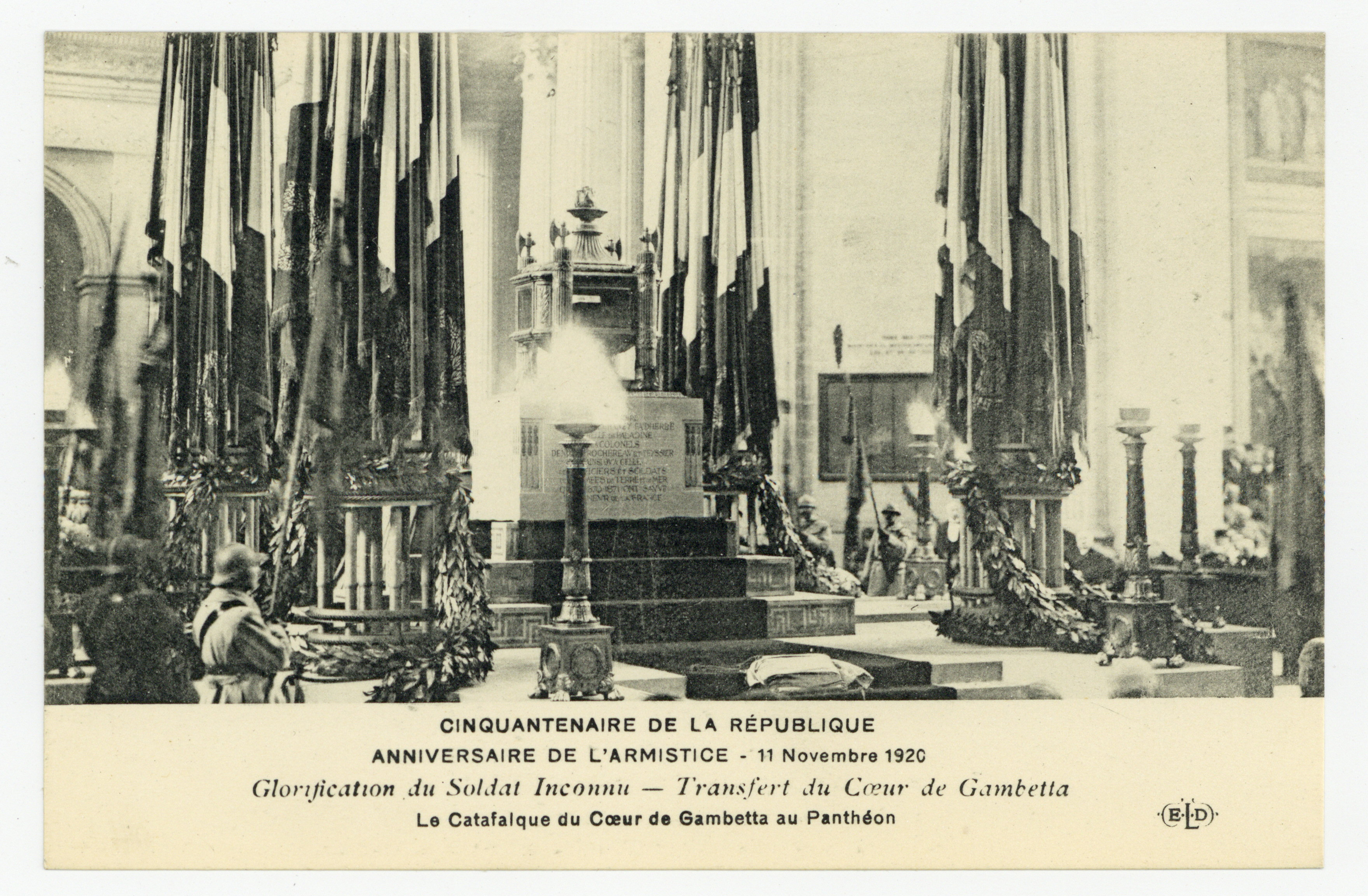
Le catafalque du cœur de Gambetta durant les cérémonies du 11 novembre 1920.
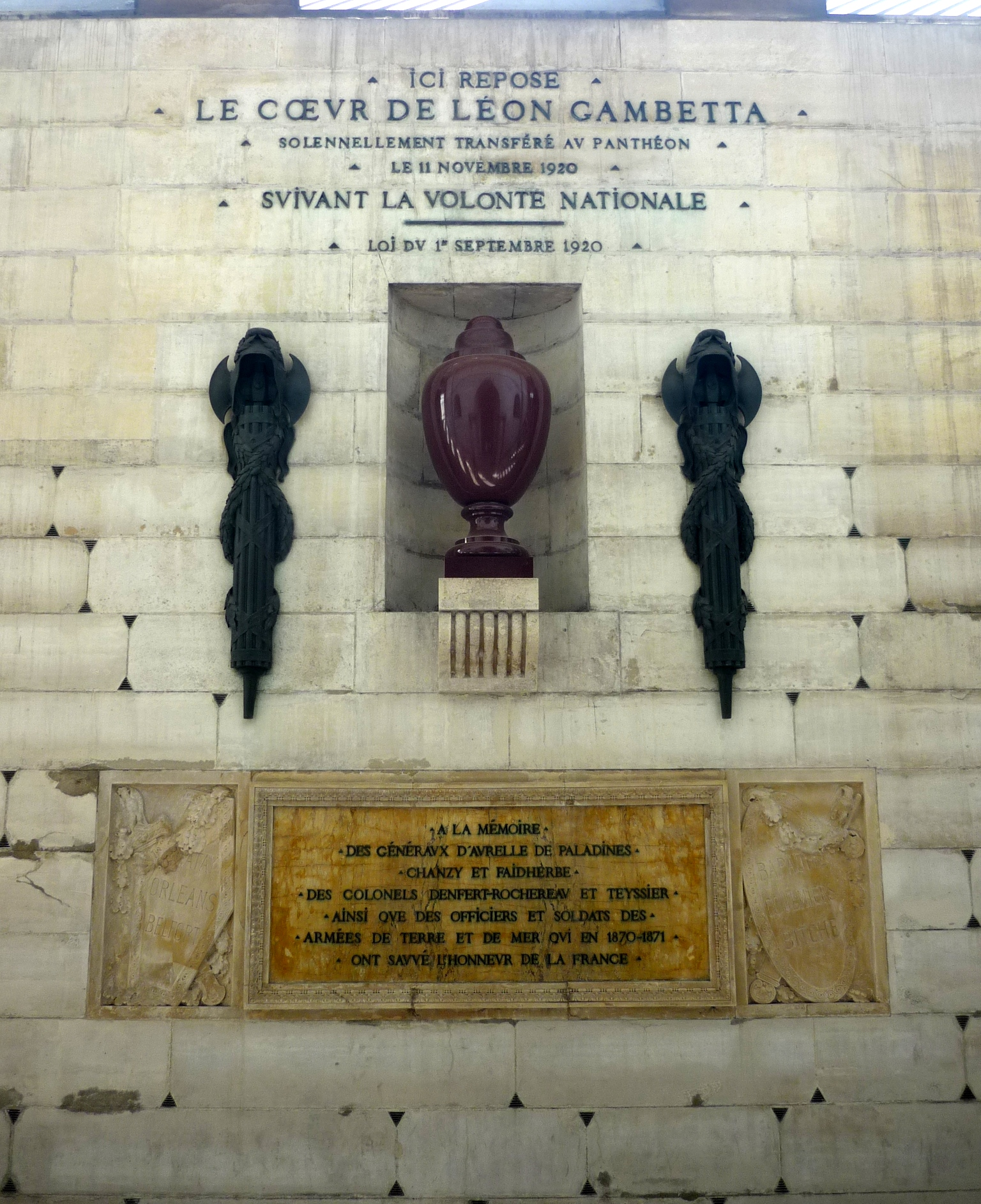
L'urne renfermant le cœur de Gambetta au Panthéon.

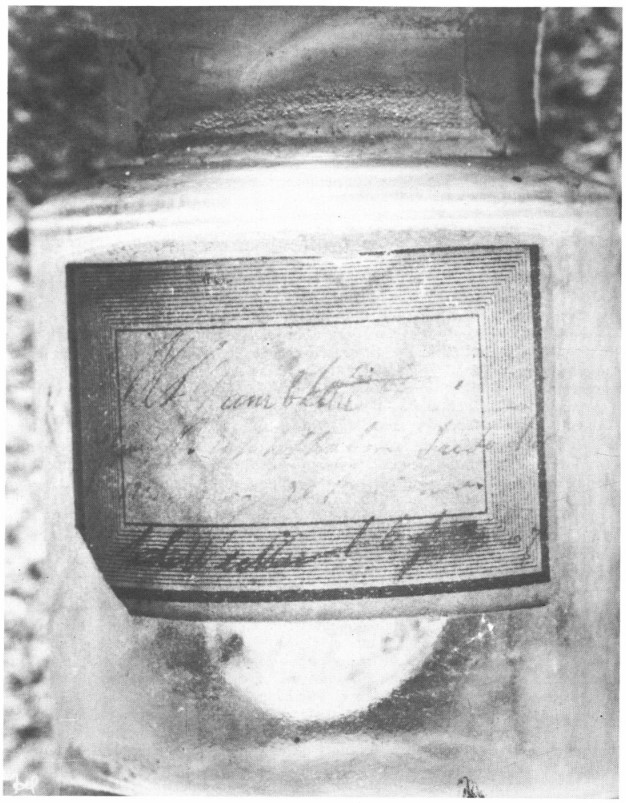
Le flacon renfermant l'œil de Gambetta.

Les différentes parties du corps de Gambetta connaissent des fortunes diverses. L'absence de la tête dans son cercueil n'est constatée qu'en 1909, quand son cadavre est exhumé pour le transférer dans un tombeau plus monumental. Les circonstances de cette amputation sont incertaines mais selon l'historienne Anne Carol, elle aurait été opérée par Jules Talrich, chargé de la mise en bière après l'autopsie, qui a réalisé par ailleurs un moulage intracrânien. Le cerveau de Gambetta figure d'abord dans les collections du musée de l'Homme, puis dans celles du Muséum national d'histoire naturelle, tandis que le bras disséqué et les portions d'intestin prélevées ont disparu. Le moulage de son cerveau est exposé dans le musée Orfila puis conservé à la faculté de médecine de Montpellier
L'œil droit de l'homme d'État, énucléé en 1867, est d'abord gardé par sa sœur puis confié au musée de la ville de Cahors parmi d'autres reliques. Il est conservé dans un flacon portant une étiquette avec l'inscription « Gambella » et la signature du docteur Louis de Wecker qui a réalisé l'opération.

#### Gambetta dans les arts et la culture

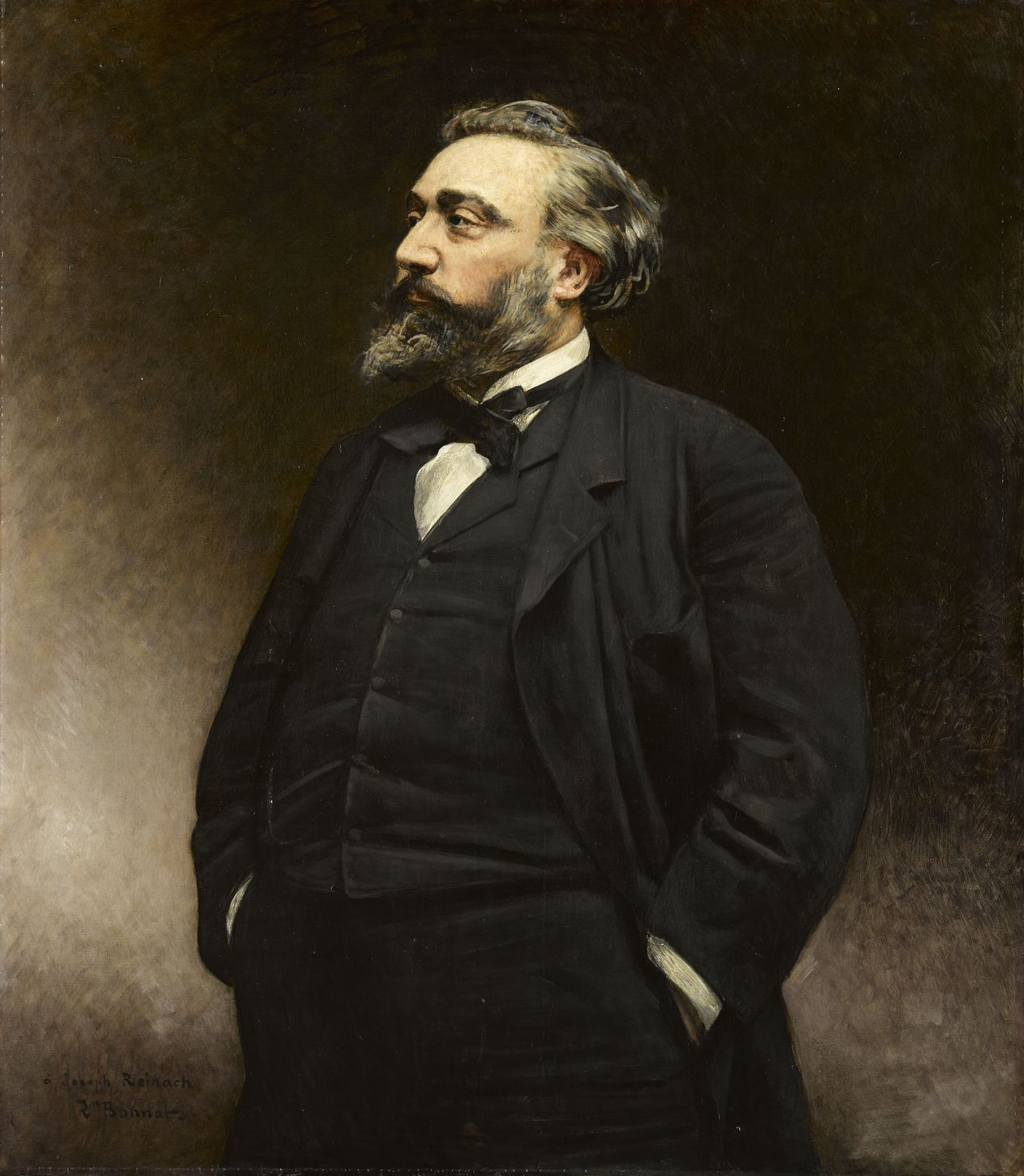
Portrait posthume de Léon Gambetta peint par Léon Bonnat en 1888, d'après des photographies prises par Carjat.

En 1885, les paroliers Gaston Villemer et Lucien Delormel écrivent une chanson à la gloire de Gambetta :

« Dans les grands jours de deuil où la France envahie,

Succombait affolée aux pieds des oppresseurs,

Lui seul ressuscitant l'âme de la patrie,

Pour le sol mutilé demandait des vengeurs »

Quelques années plus tard, en 1897, Gambetta figure dans Les Déracinés, le roman de Maurice Barrès. Il y est l'inspirateur et le maître-à-penser d'un professeur de philosophie, Paul Bouteiller, jeune normalien admirateur de Kant et dévoué au parti radical.
Plusieurs timbres postaux français sont édités par les PTT en son honneur, notamment en 1938 pour célébrer le centenaire de sa naissance. En 1982, pour le centenaire de sa mort, une pièce de monnaie de dix francs français est émise. Dessinée par le graveur général des monnaies Émile Rousseau, la pièce représente à son avers le portrait du tribun tel qu'il était vers 1870 et à son revers une illustration de son départ en ballon monté le 7 octobre 1870 lors du siège de Paris au-dessus de drapeaux symbolisant son patriotisme fervent.
Léon Gambetta donne également son nom à une classe de trois croiseurs cuirassés construits pour la Marine française au début du XXe siècle et tous engagés lors de la Première Guerre mondiale. L'un des trois navires, le Léon Gambetta, est coulé le 27 avril 1915 en mer Adriatique. Par ailleurs, il fait partie des personnalités dont le nom a été le plus souvent donné à noms de rues en France, un recensement réalisé par le magazine Slate le plaçant en sixième position en 2016.

Divers hommages à Léon Gambetta.
Avers de la pièce de 10 francs Léon Gambetta.
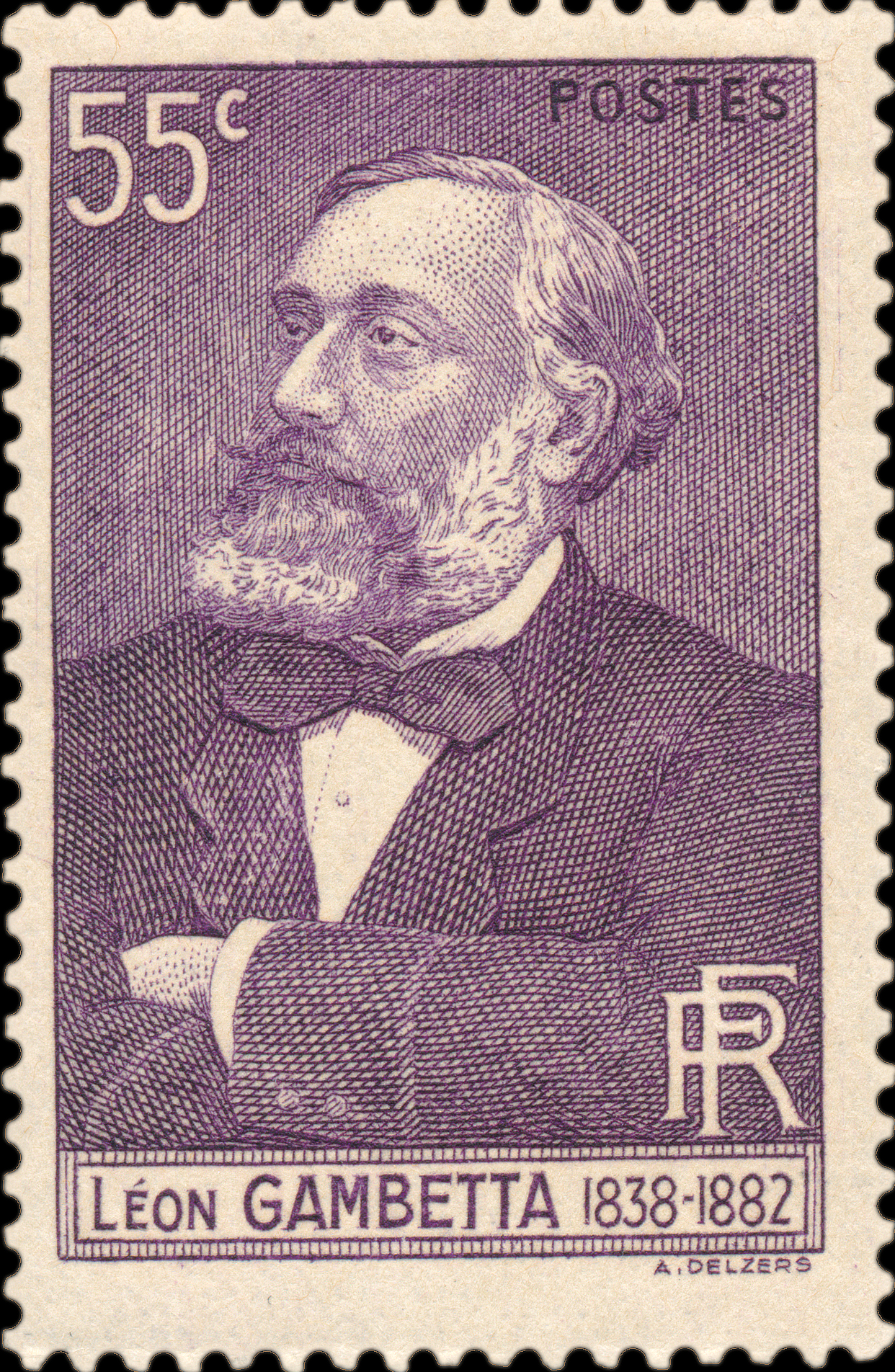
Timbre du centenaire de la naissance de Gambetta.
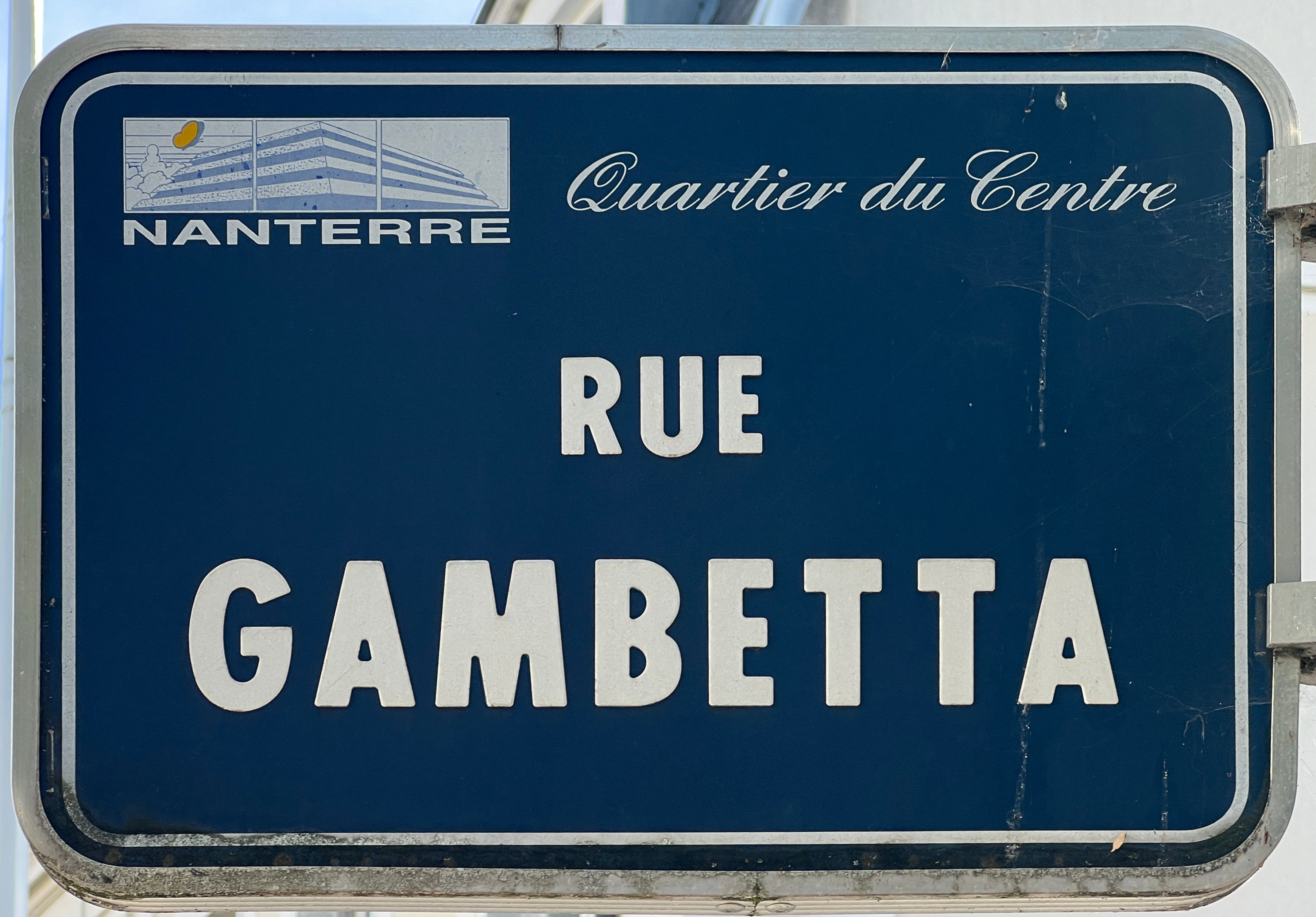
Plaque de rue à Nanterre.
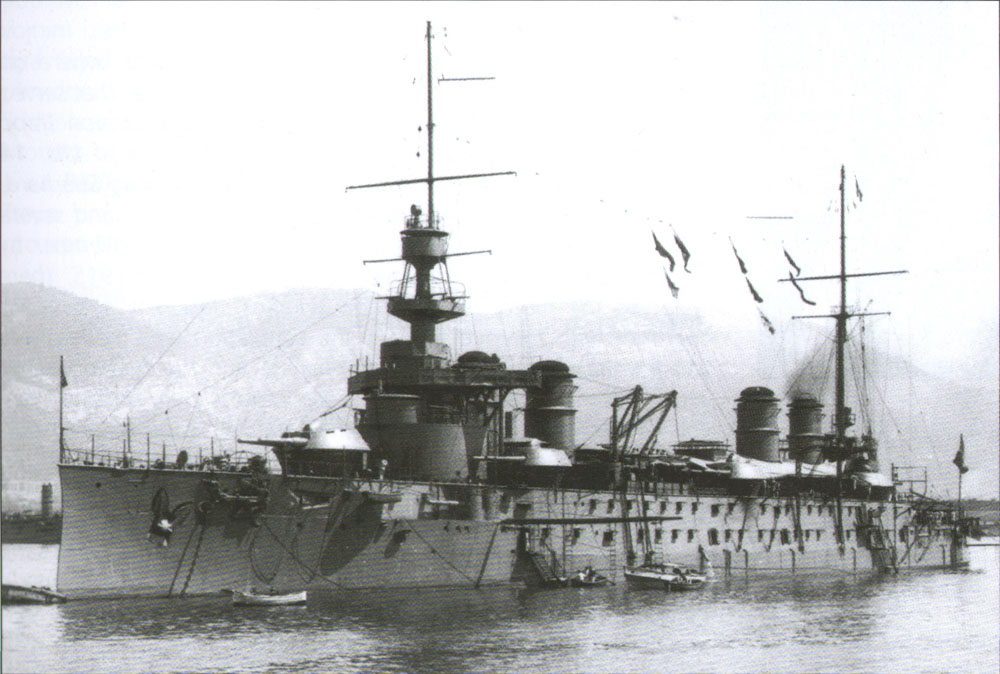
Cuirassé Léon Gambetta en 1915.